# ウィリアム・アドルフ・ブグロー
ウィリアム・アドルフ・ブグロー（William Adolphe Bouguereau, 1825年11月30日 - 1905年8月19日）は、フランスの画家。ラ・ロシェルに生まれる。19世紀フランスのアカデミズム絵画を代表する画家で、神話や天使、少女を題材とした絵画を多く残した。日本語では「ブーグロー」とも表記する。

## 経歴

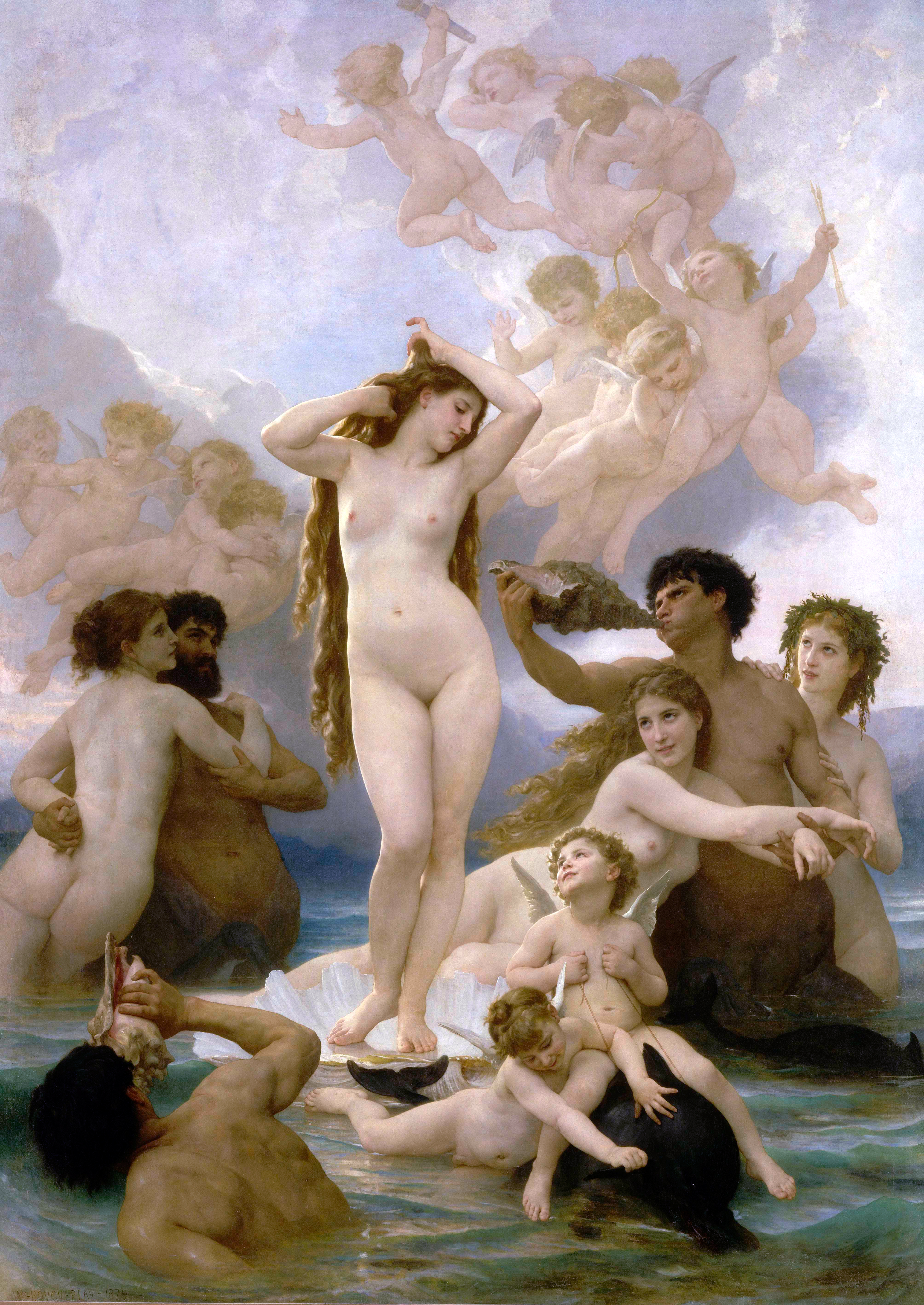
ヴィーナスの誕生 (1879)

ブグローは1825年、フランス西部の大西洋に面した港町・ラ・ロシェルに生まれた。1846年、パリへ出てエコール・デ・ボザール（国立美術学校）に学ぶ。1850年にはローマ賞（新進美術家に与えられる最高の賞）を得て公費でイタリアに留学し、同地に4年間滞在した。1876年には美術アカデミー会員となり、1888年にはエコール・デ・ボザールの教授に就任している。
画風はアングルなどの新古典主義の流れを汲む伝統的なもので、キリスト教、神話、文学などに題材をとった構想画のほか、肖像画を数多く残している。構図や技法はアカデミックなものだが、官能的な裸婦像、可憐な子どもの像、憂愁を帯びた若い女性の像などに独特の世界を築いている。甘美で耽美的な彼の画風は当時の人々の好みに合ったと見え、生前には彼の名声は非常に高かったが、20世紀以降、さまざまな絵画革新運動の勃興とともにブグローの名は次第に忘れられていった。再評価されるようになるのは20世紀末のことである。
なお、ブグローは作品にはWilliam Bouguereauと署名しているところから「ウィリアム」が普段使っていた名前と思われるが、フルネームについてはWilliam Adolphe BouguereauともAdolphe William Bouguereauとも綴る。

## 忘却と再評価
19世紀以前のフランスの画家の出世コースは、エコール・デ・ボザール（国立美術学校）で学び、ローマ賞を得て公費でイタリアに留学し、サロン（官展）に毎年出品し、美術アカデミーの会員となり、エコール・デ・ボザールの教授になるというのが典型的なパターンであった。ブグローはこのような当時の画家の絵に描いたようなエリートコースを歩んだ画家であった。印象派が生まれた19世紀末のフランス画壇において中心を占めていたのはラファエロ、プッサンらの系譜に連なるアカデミスムの絵画であり、ブグローもその一員であった。20世紀に入り、印象派、ポスト印象派、キュビスム（立体派）などのモダニスムの台頭とともに、これに対抗する旧勢力としてのアカデミックな絵画は等閑視されるようになり、やがて美術史から忘れ去られた存在となった。しかし、20世紀末頃からアカデミスム絵画を再評価し、美術史の上で正当に位置付けようとする動きが高まり、ブグローについても再評価がなされるようになった。1984年にパリのプティ・パレ美術館で行われた回顧展以降、ブグローへの評価と関心が高まり、彼は19世紀フランスを代表する画家の一人と見なされるようになっている。

## 代表作（制作年順）
- 地獄のダンテとウェルギリウス（1850年）個人蔵
- 小川のほとり（1875年）個人蔵
- ヴィーナスの誕生（1879年）オルセー美術館
- バッカスの幼年時代（1884年）個人蔵

### 1850年代

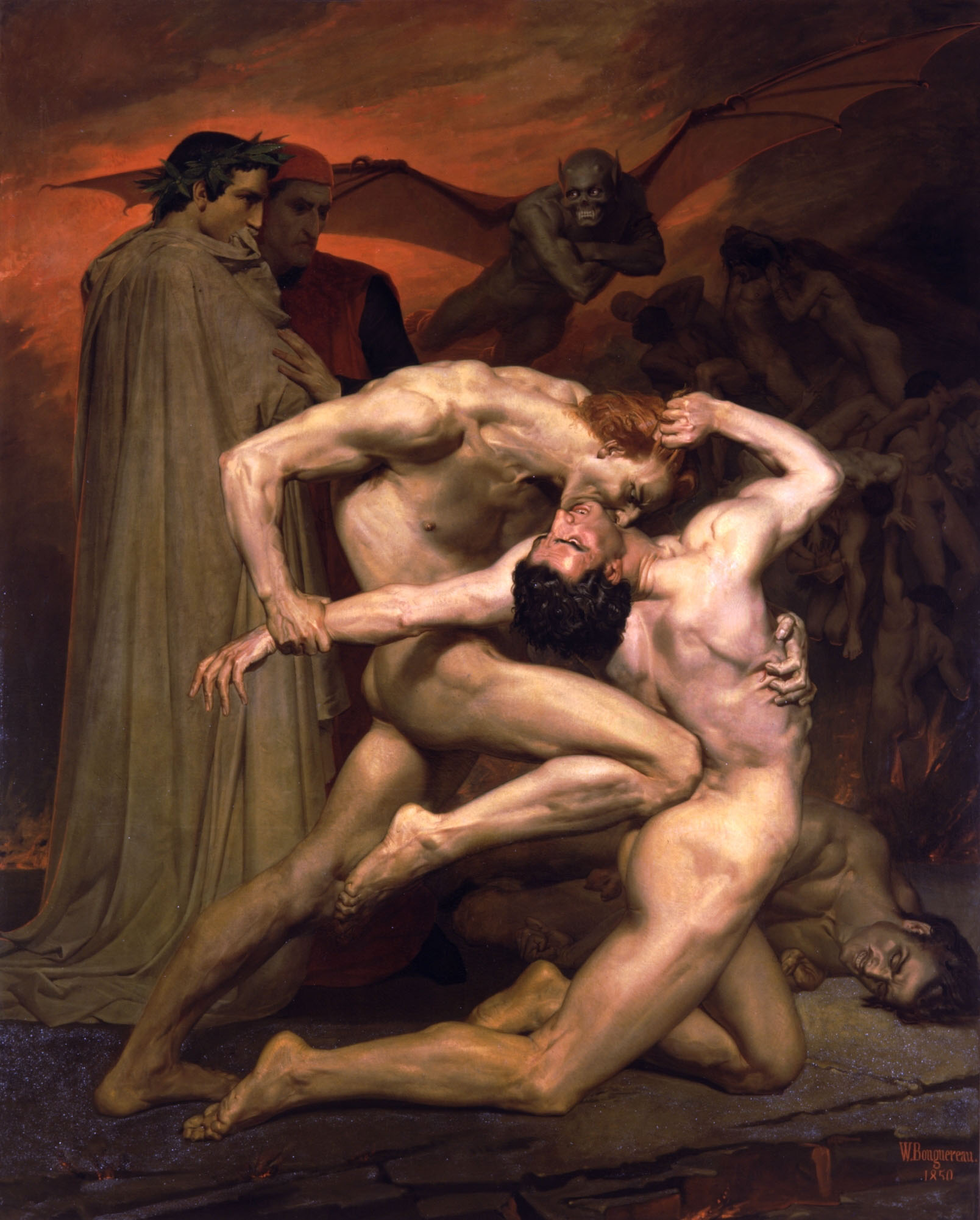
地獄のダンテとウェルギリウス (1850)
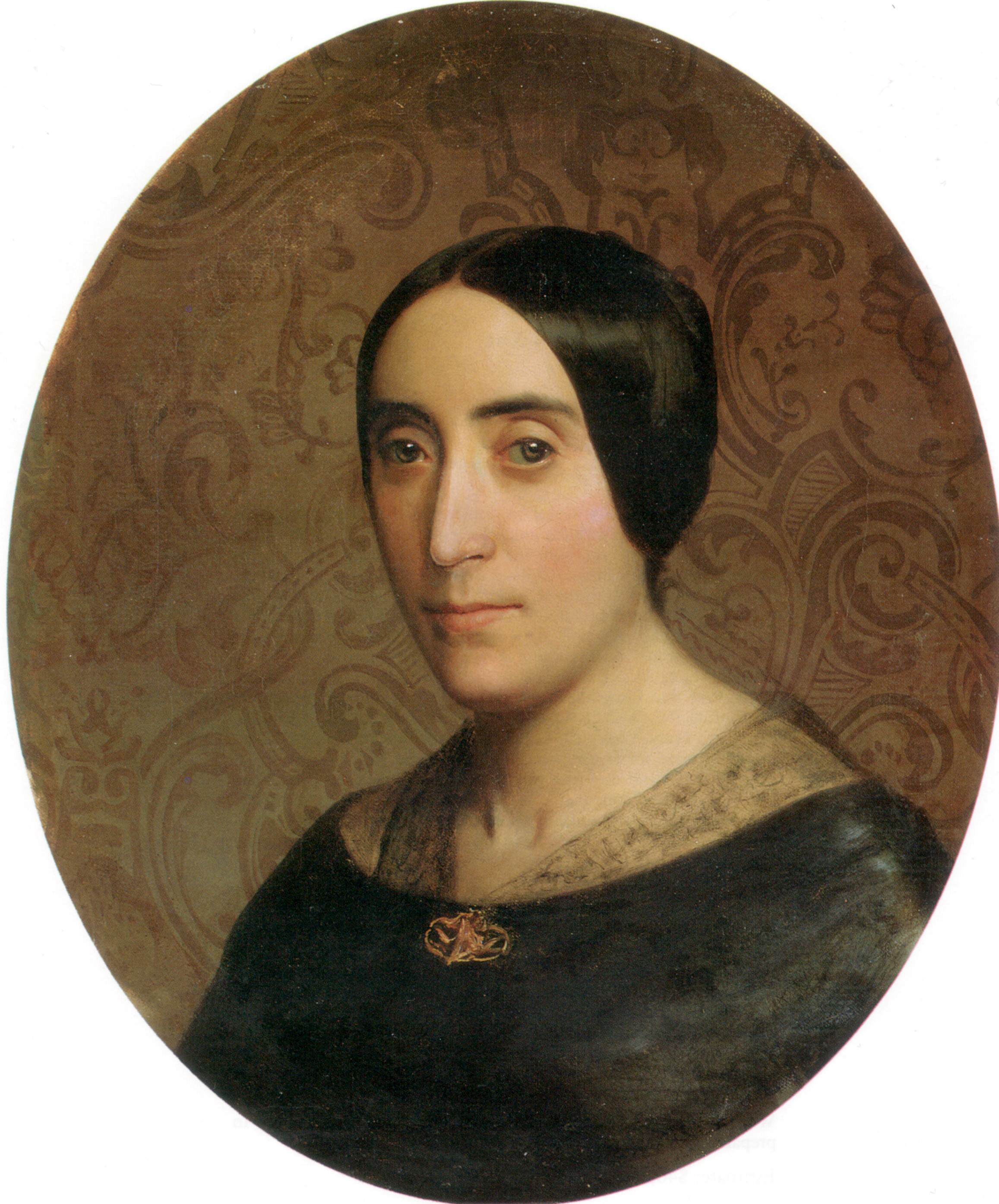
A Portrait of Amelina Dufaud Bouguereau (1850)
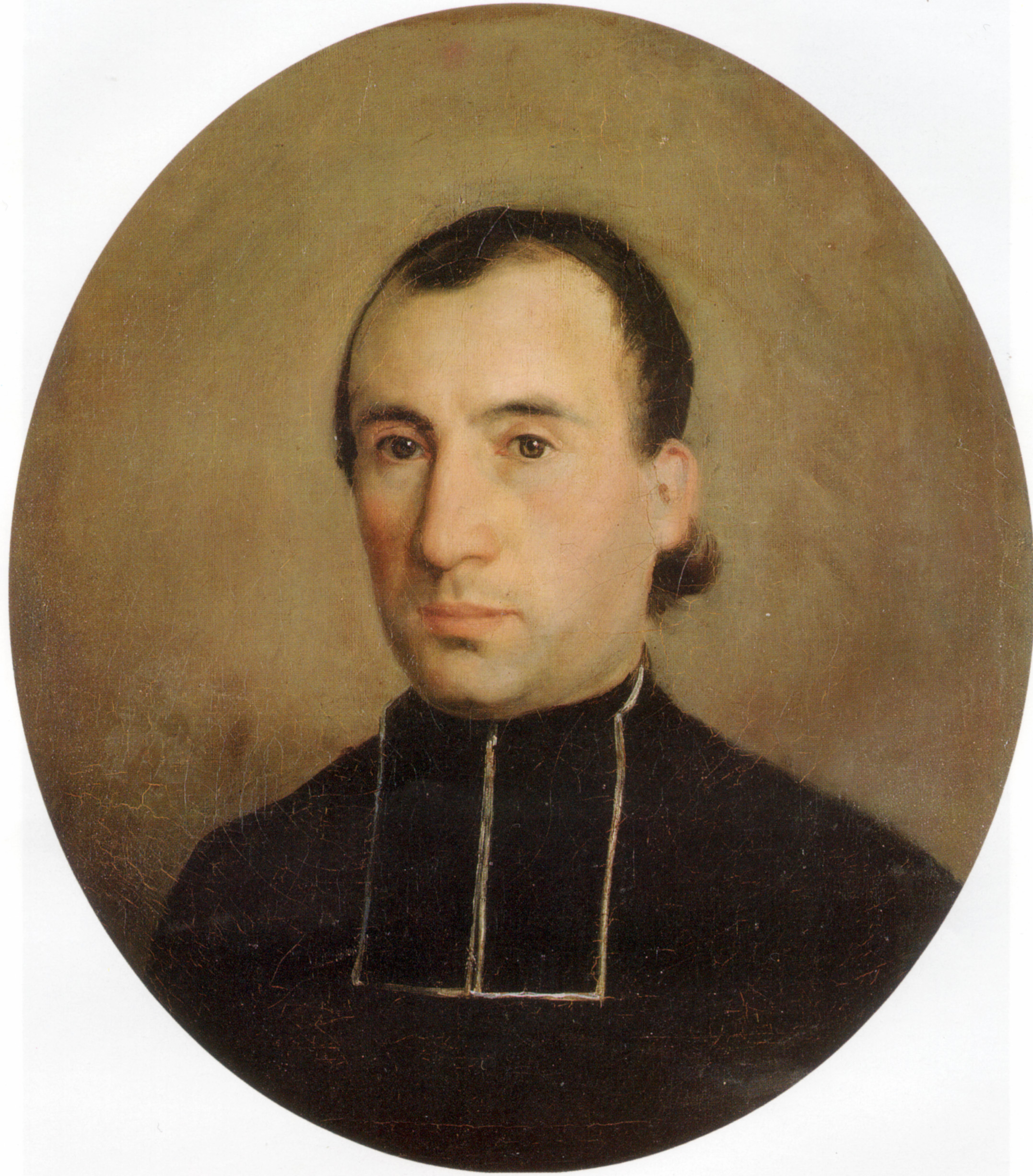
A Portrait of Eugène Bouguereau (1850)
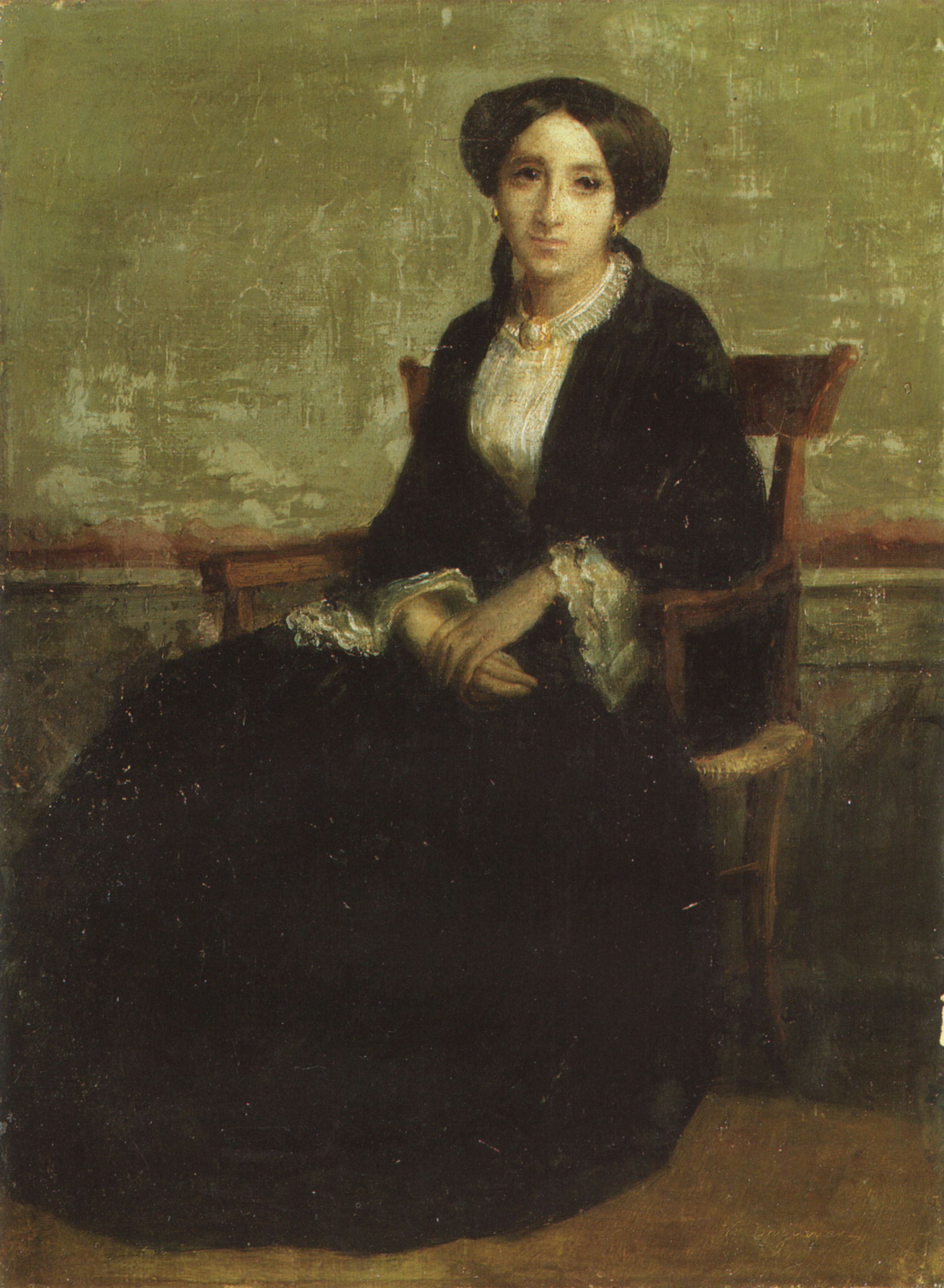
A Portrait of Geneviève Bouguereau (1850)
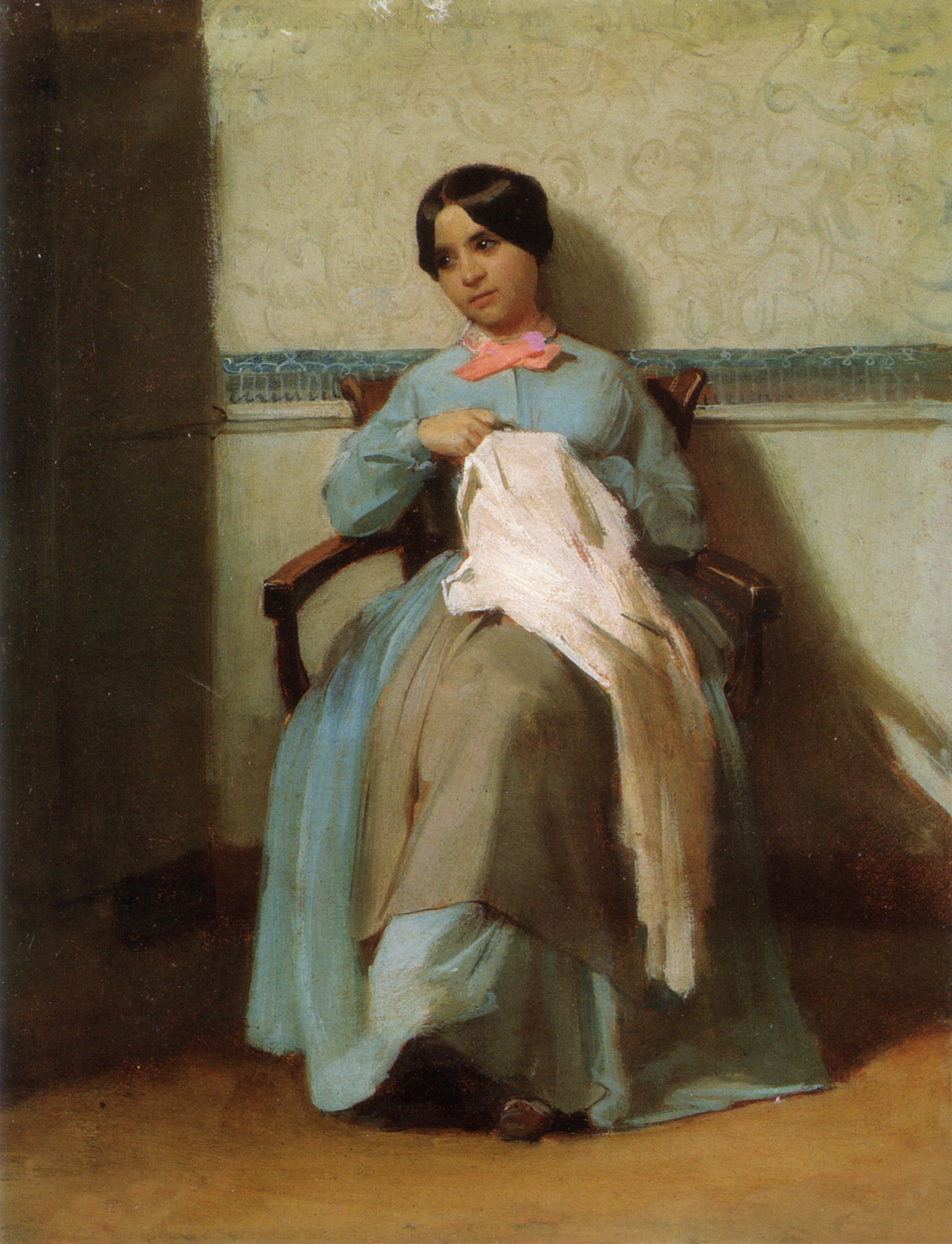
A Portrait of Léonie Bouguereau (1850)
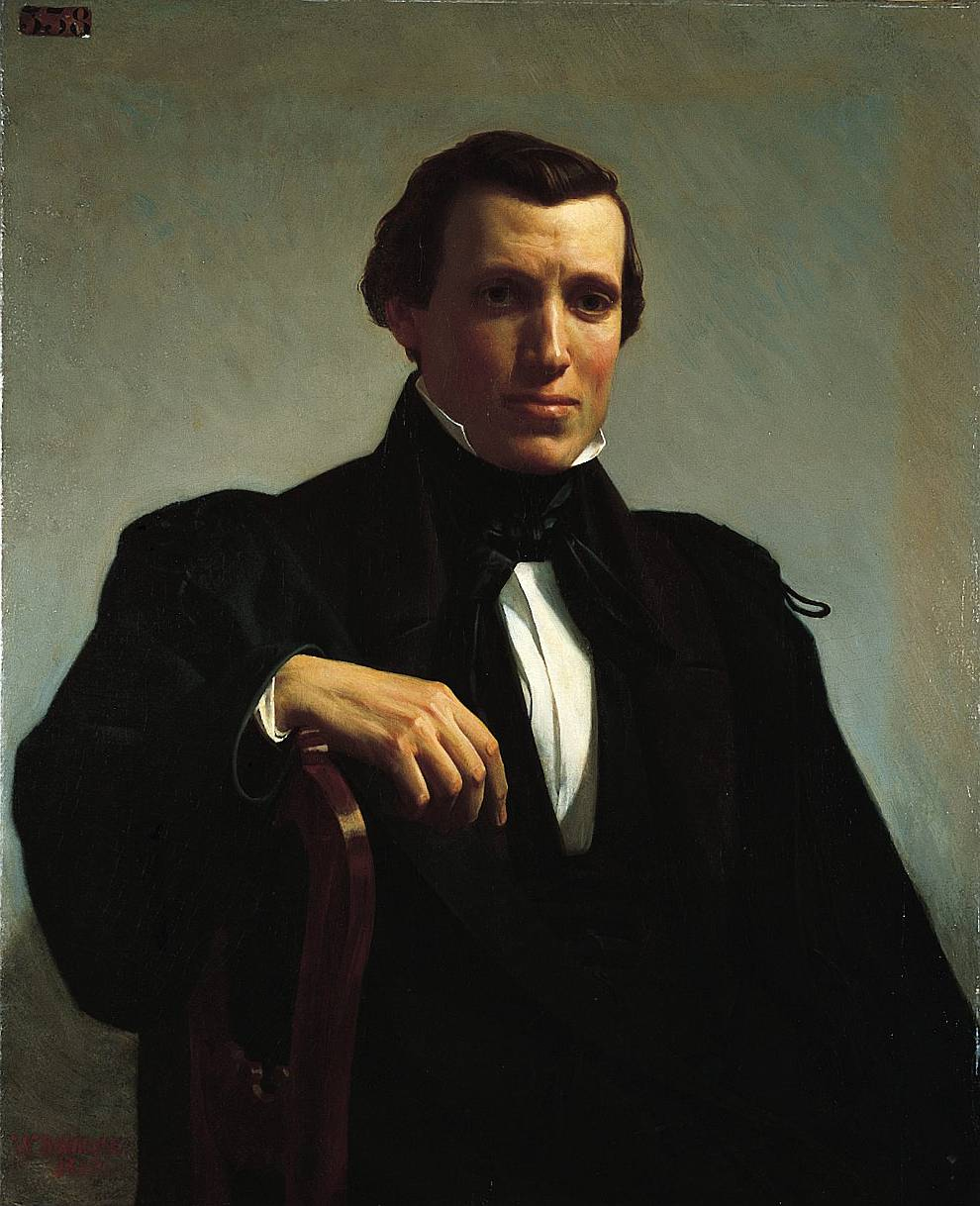
Portrait of Monsieur M. (1850)
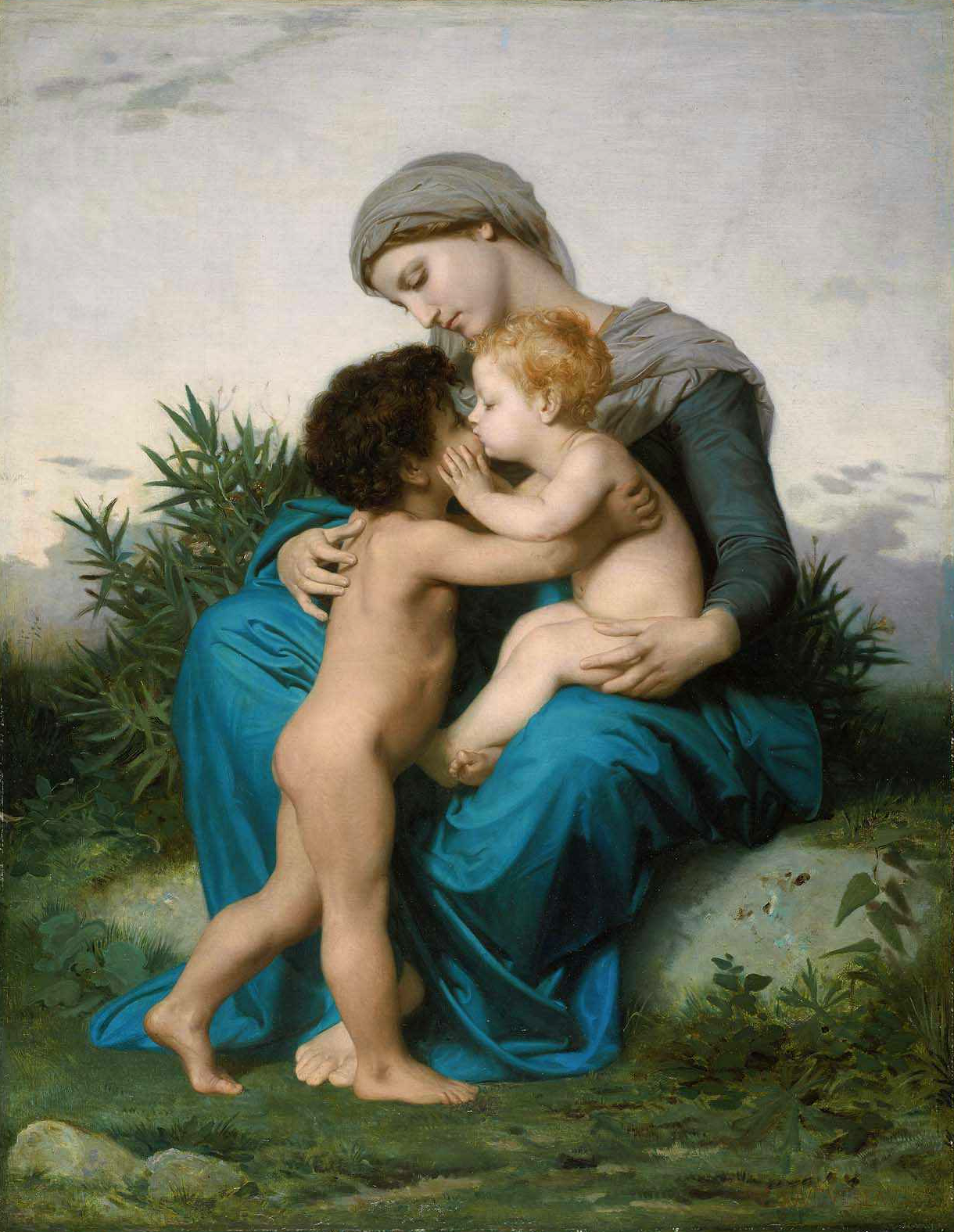
Fraternal Love (1851)
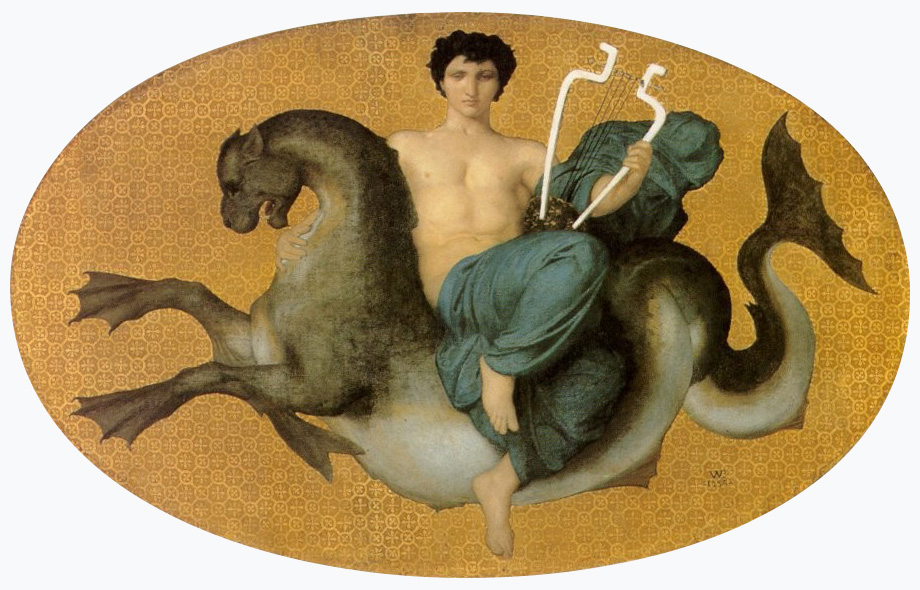
Arion on a Sea Horse (1855)
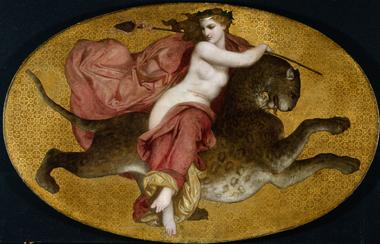
Bacchante on a Panther (1855)
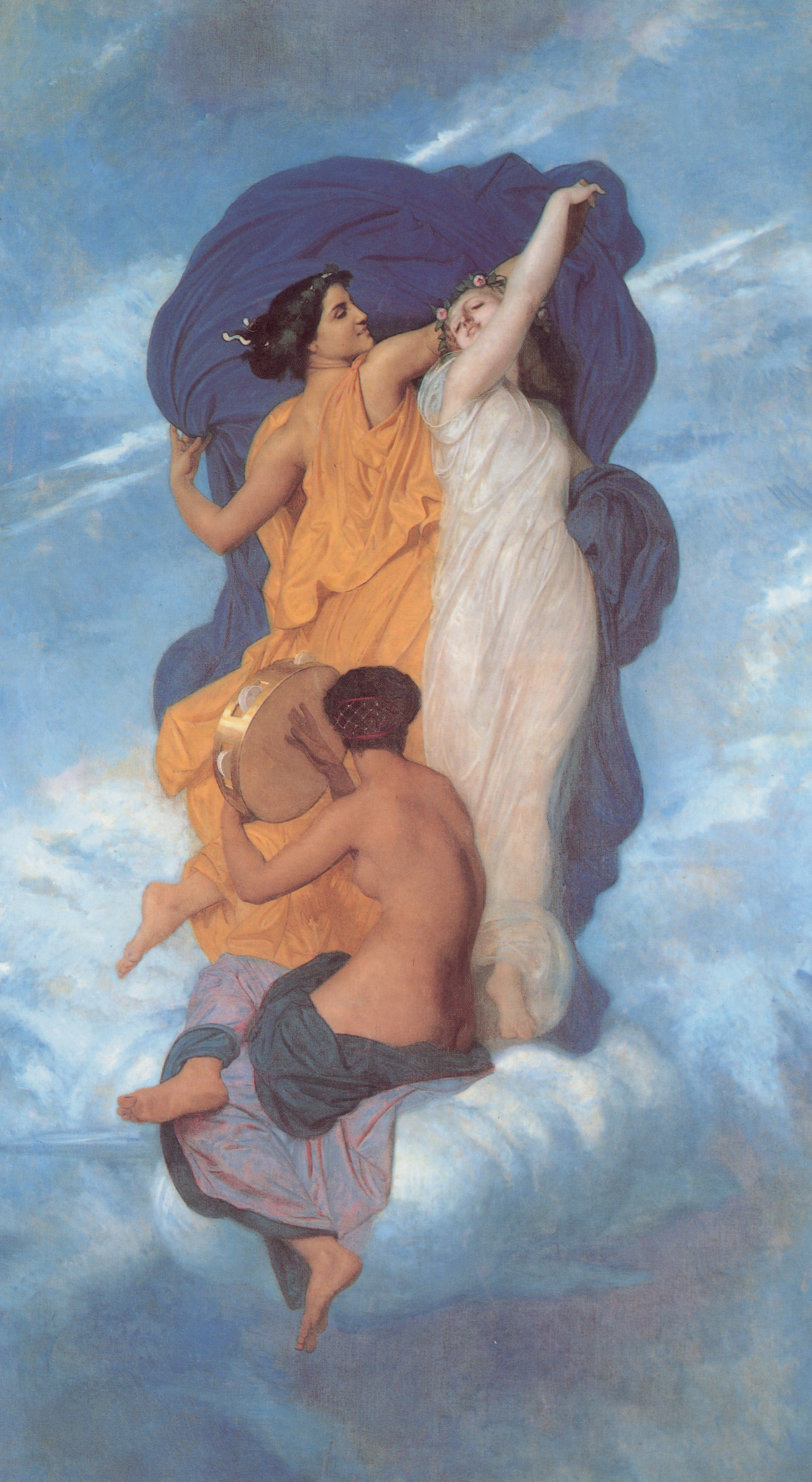
The Dance (1856)
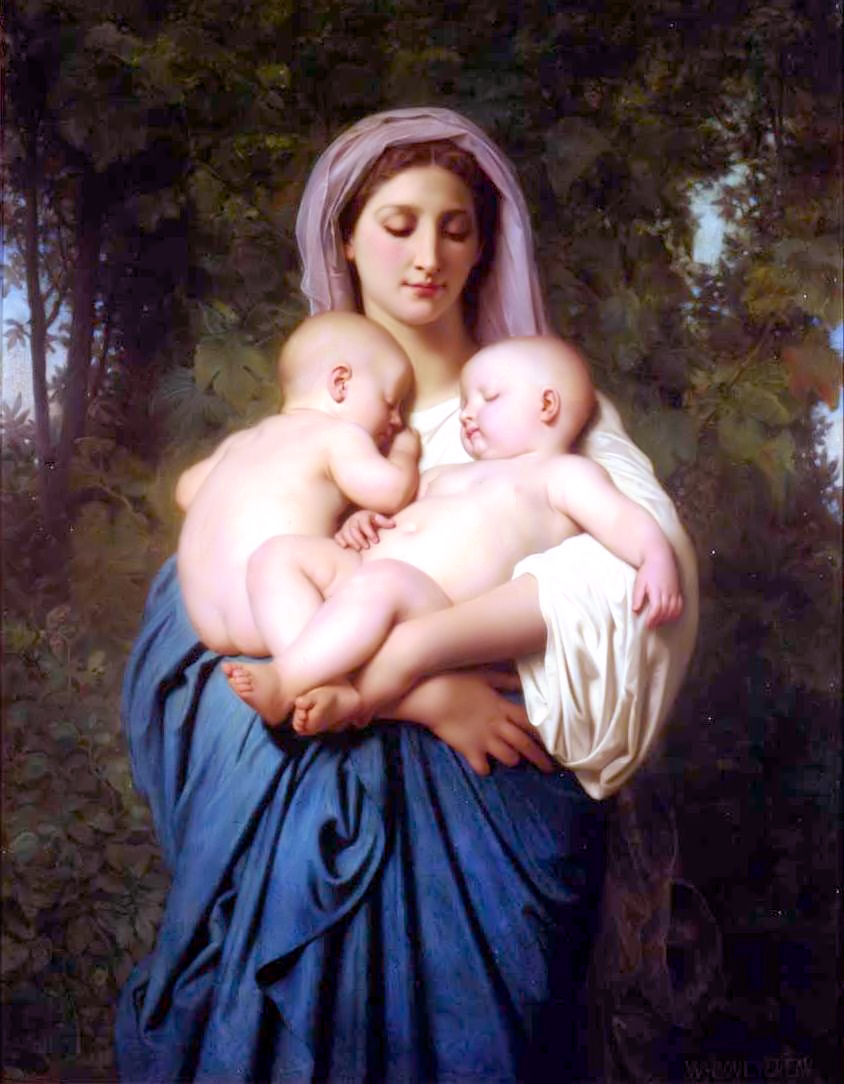
Charity (1859)
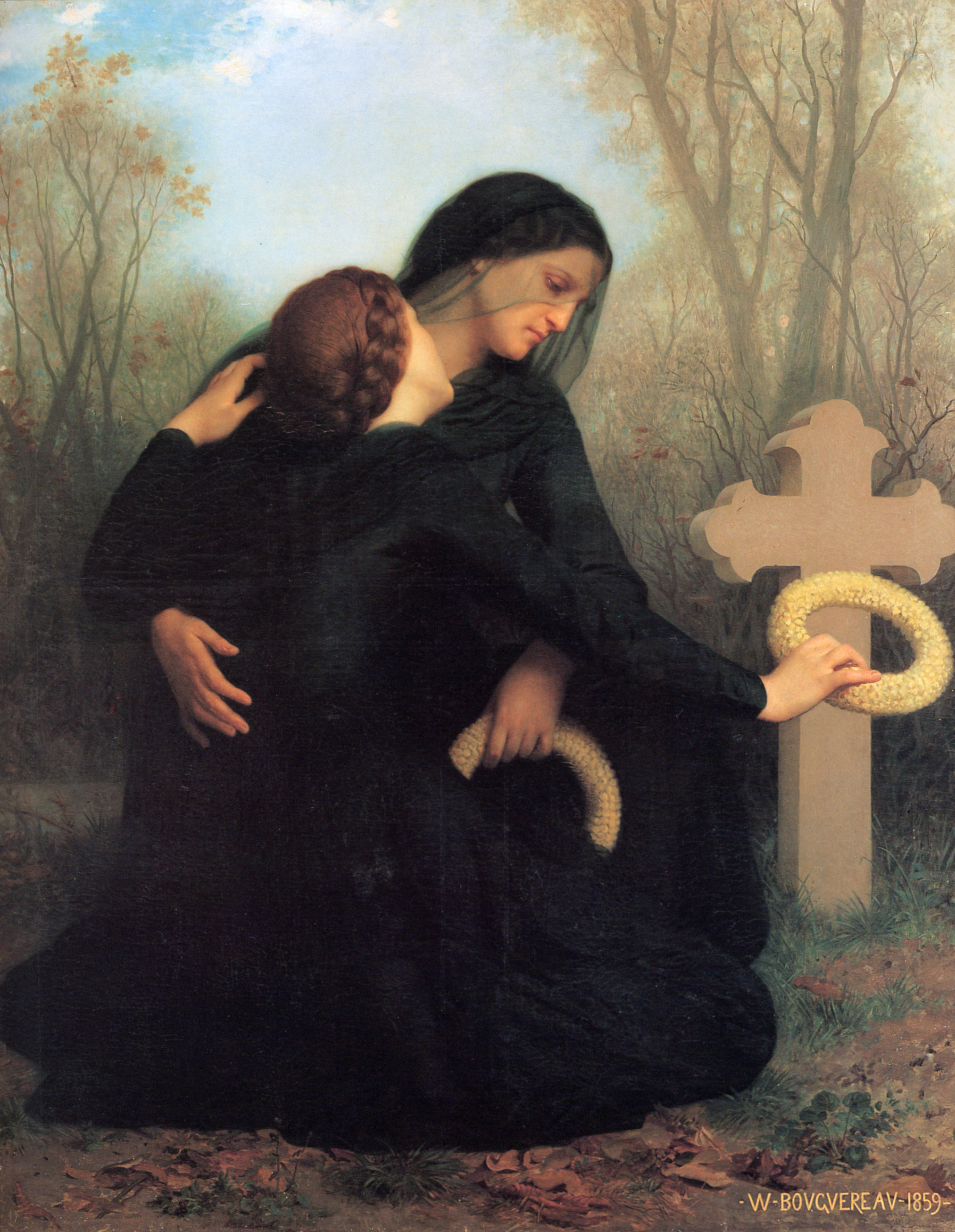
The Day of the Dead (1859)

### 1860年代

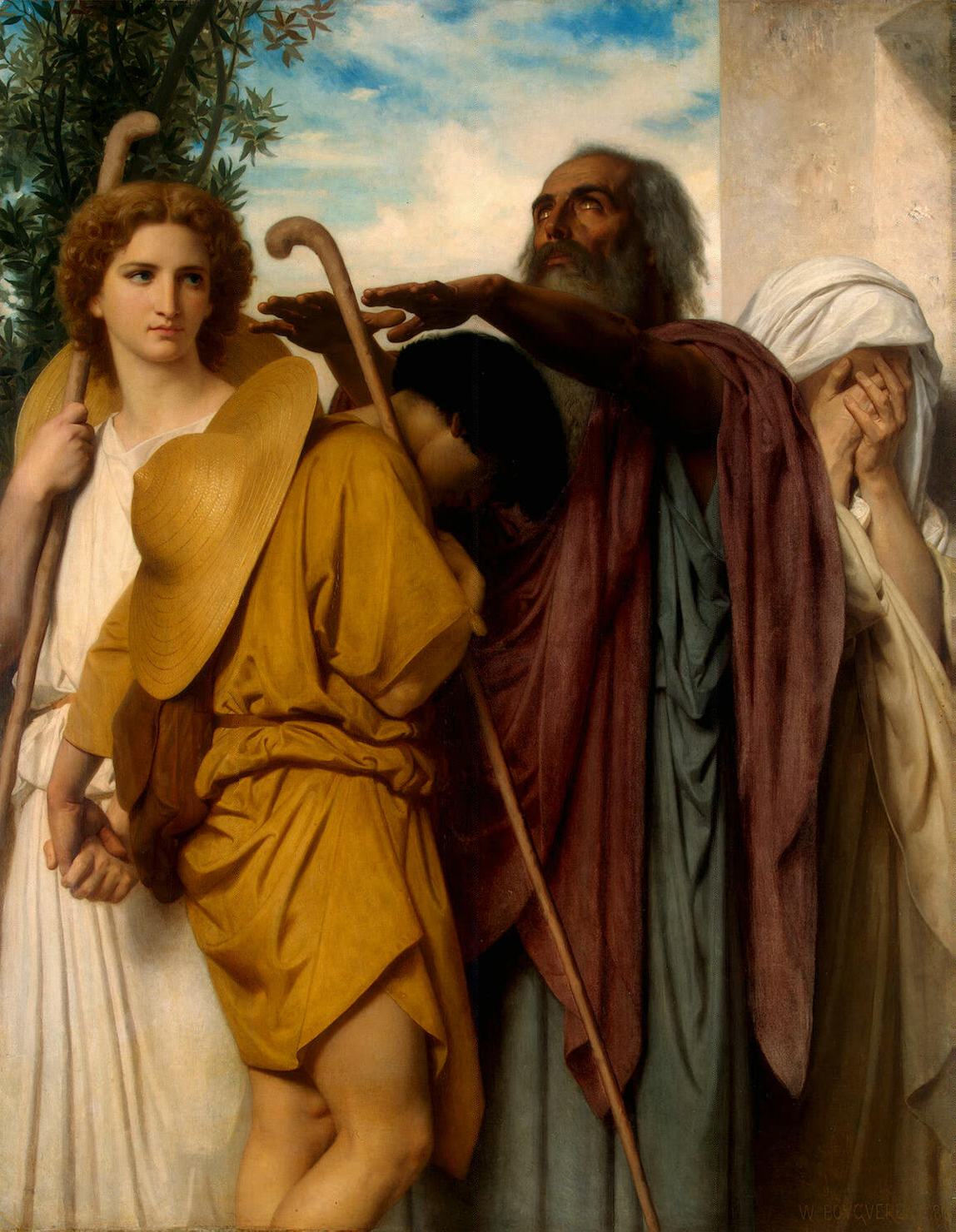
Tobias Saying Good-Bye to his Father (1860)
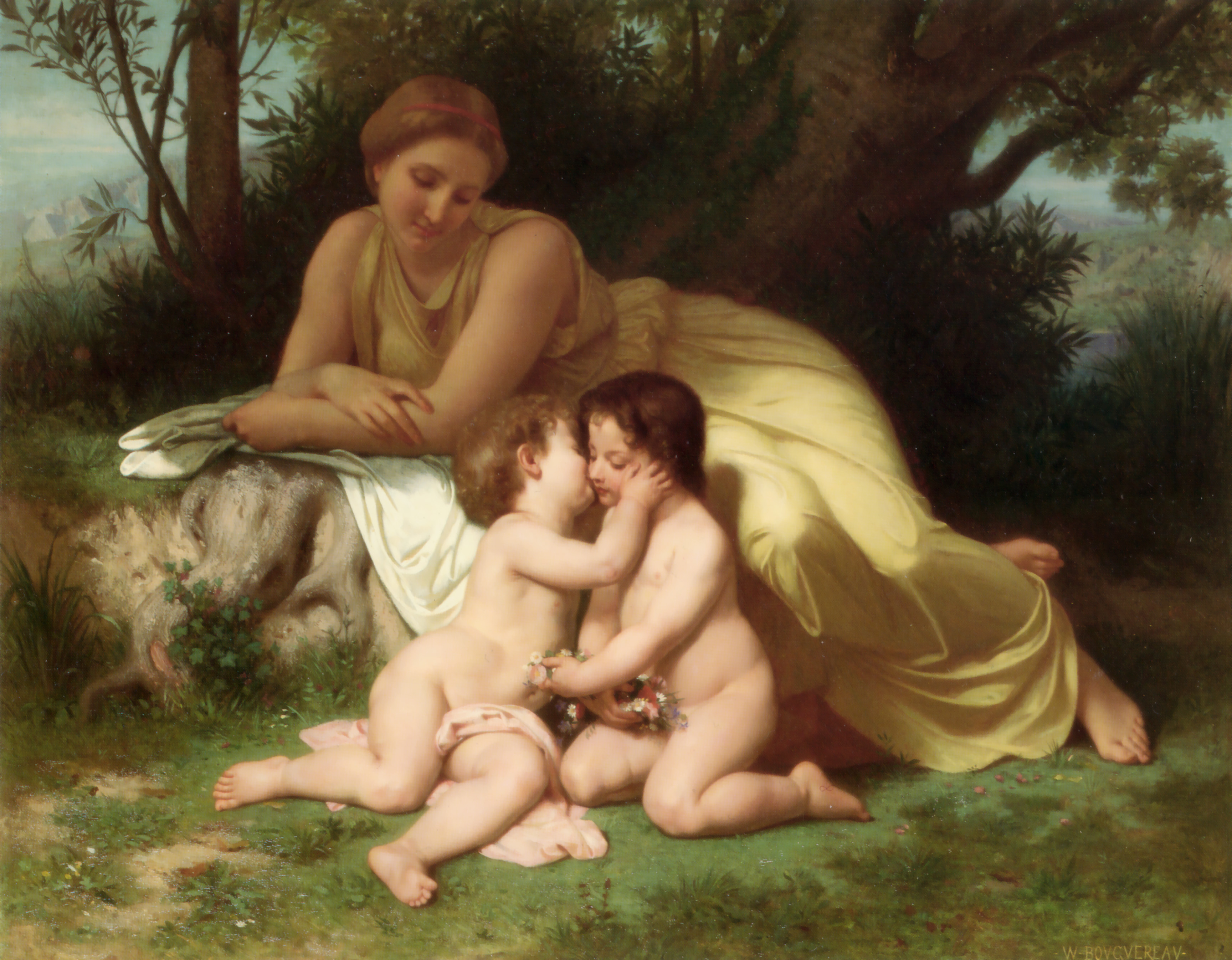
Young Woman Contemplating Two Embracing Children (1861)
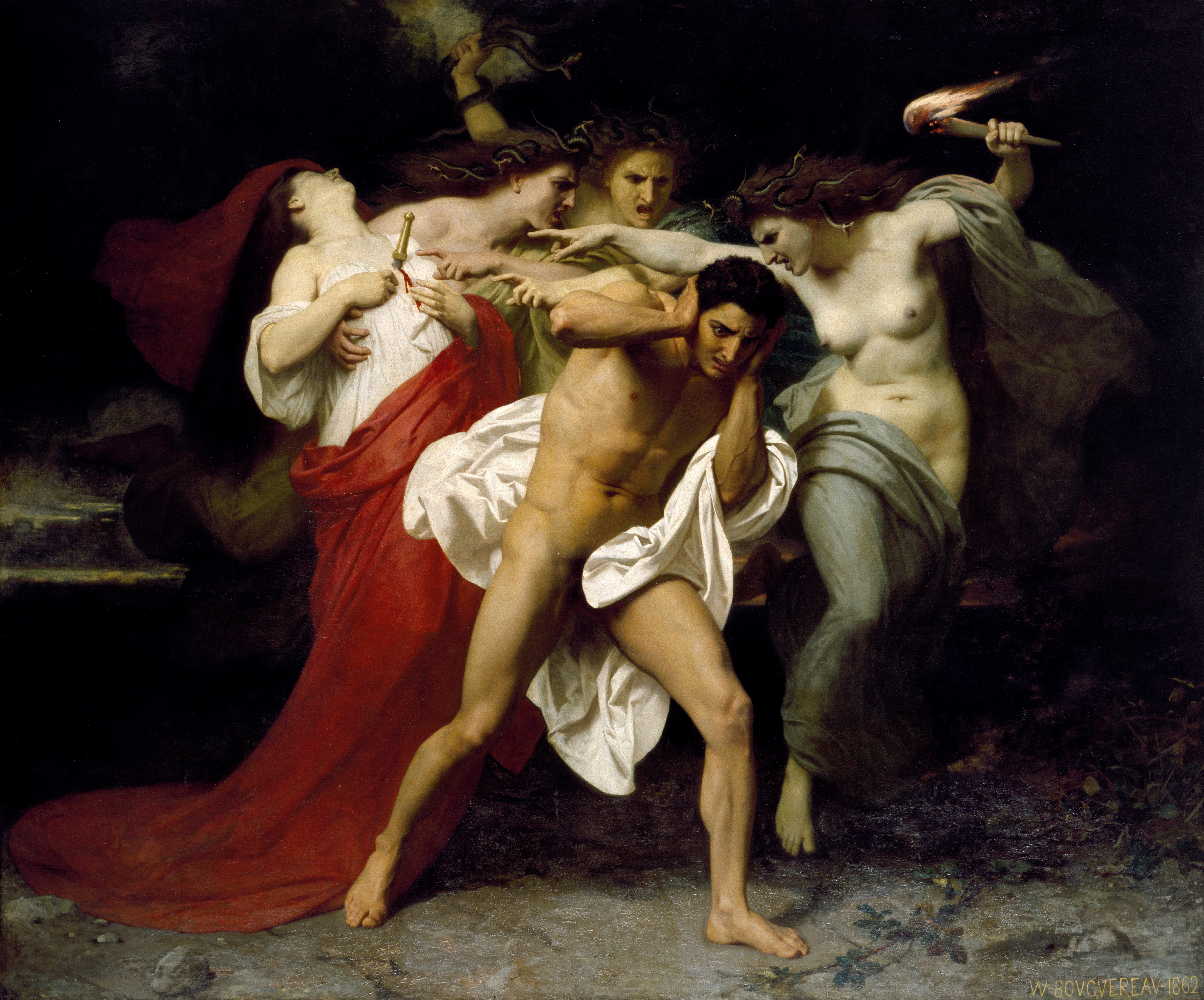
『オレステースの悔恨』 (1862年)
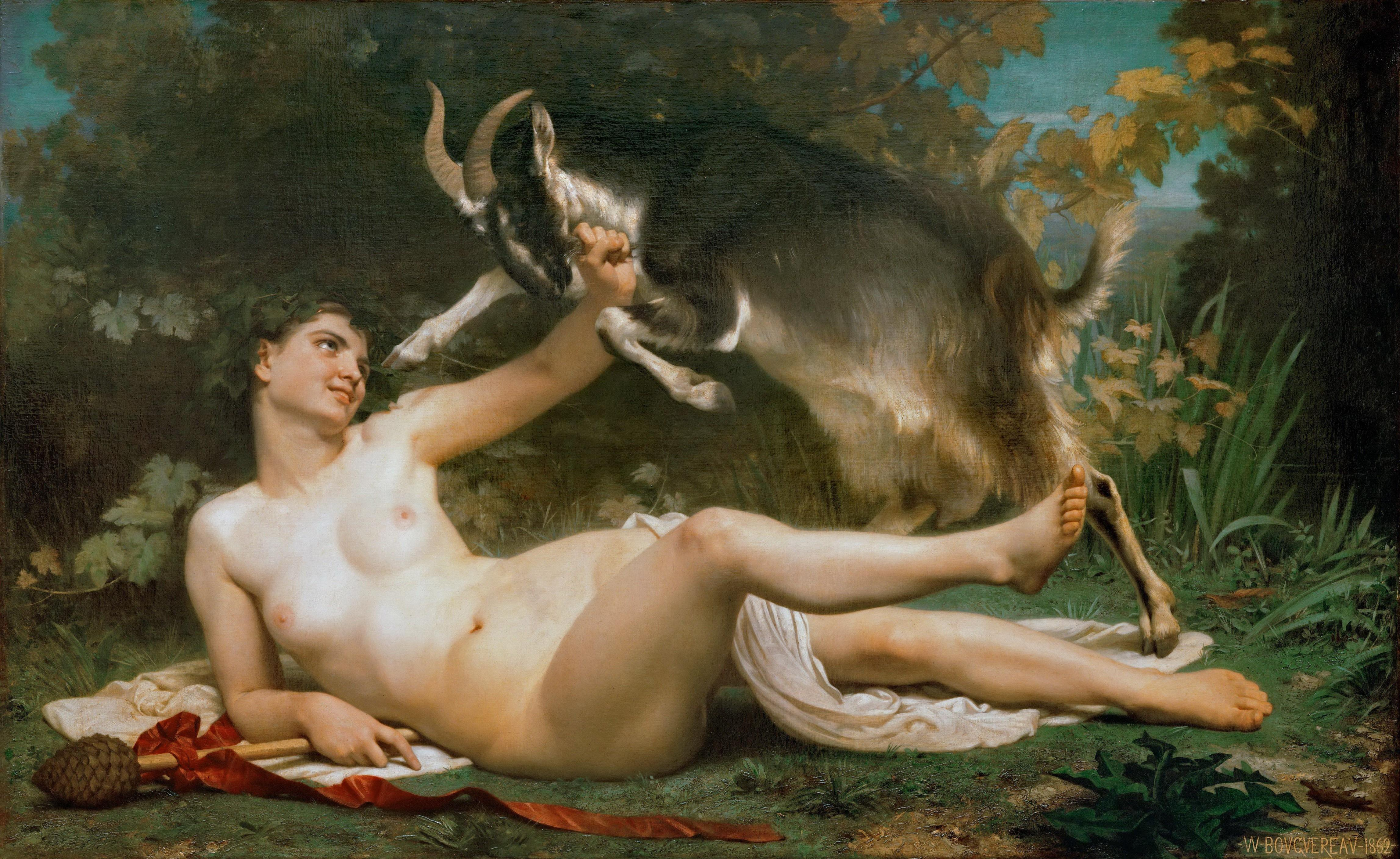
『ヤギをからかう祭尼』 (1862年)
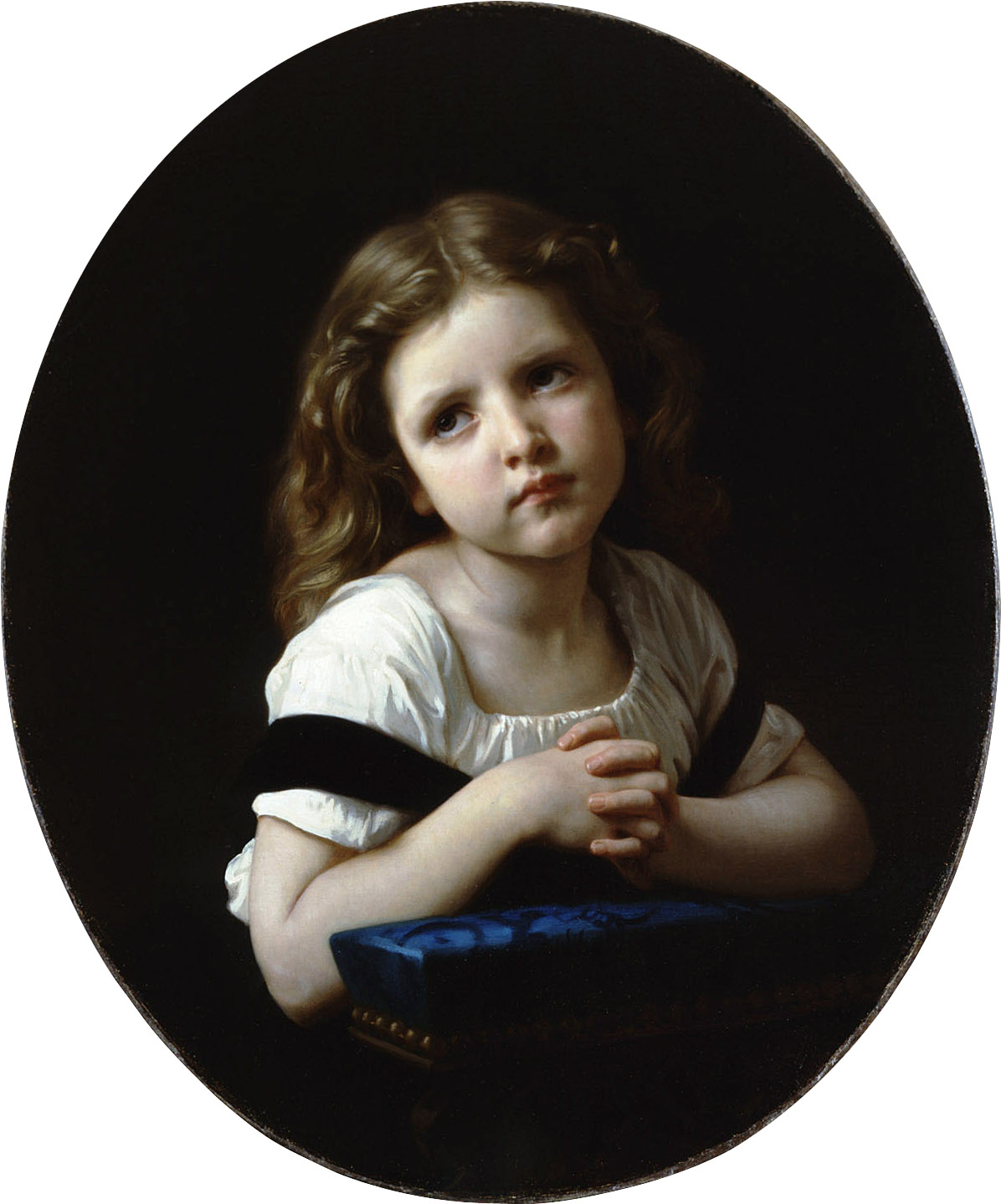
The Prayer (1865)
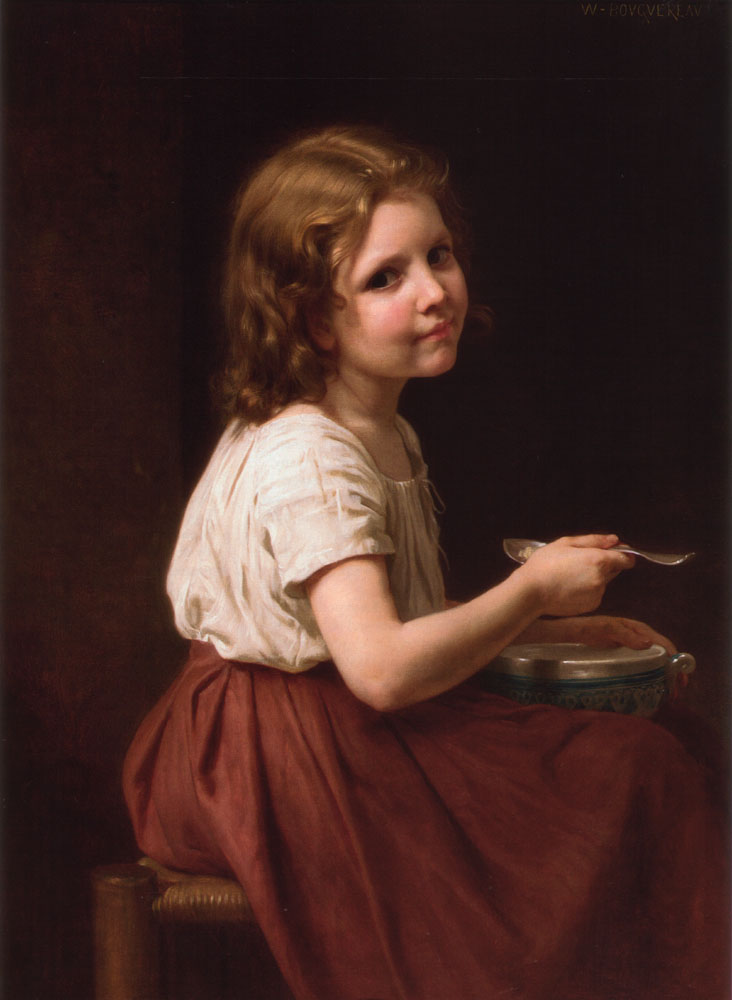
Soup (1865)
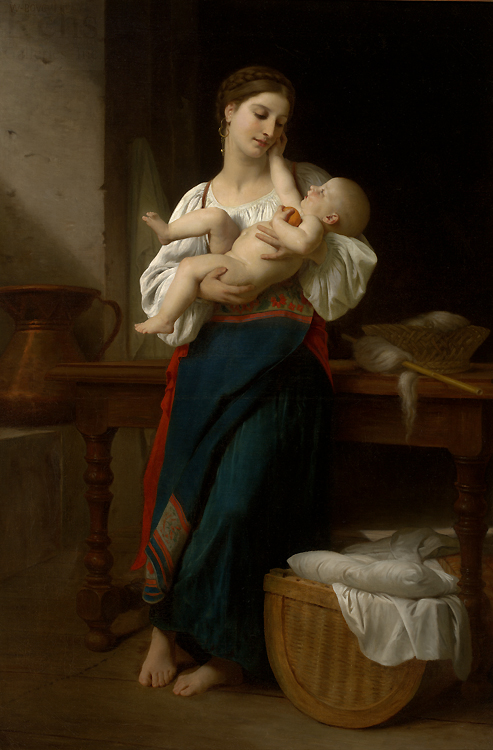
Premières Caresses (1866)
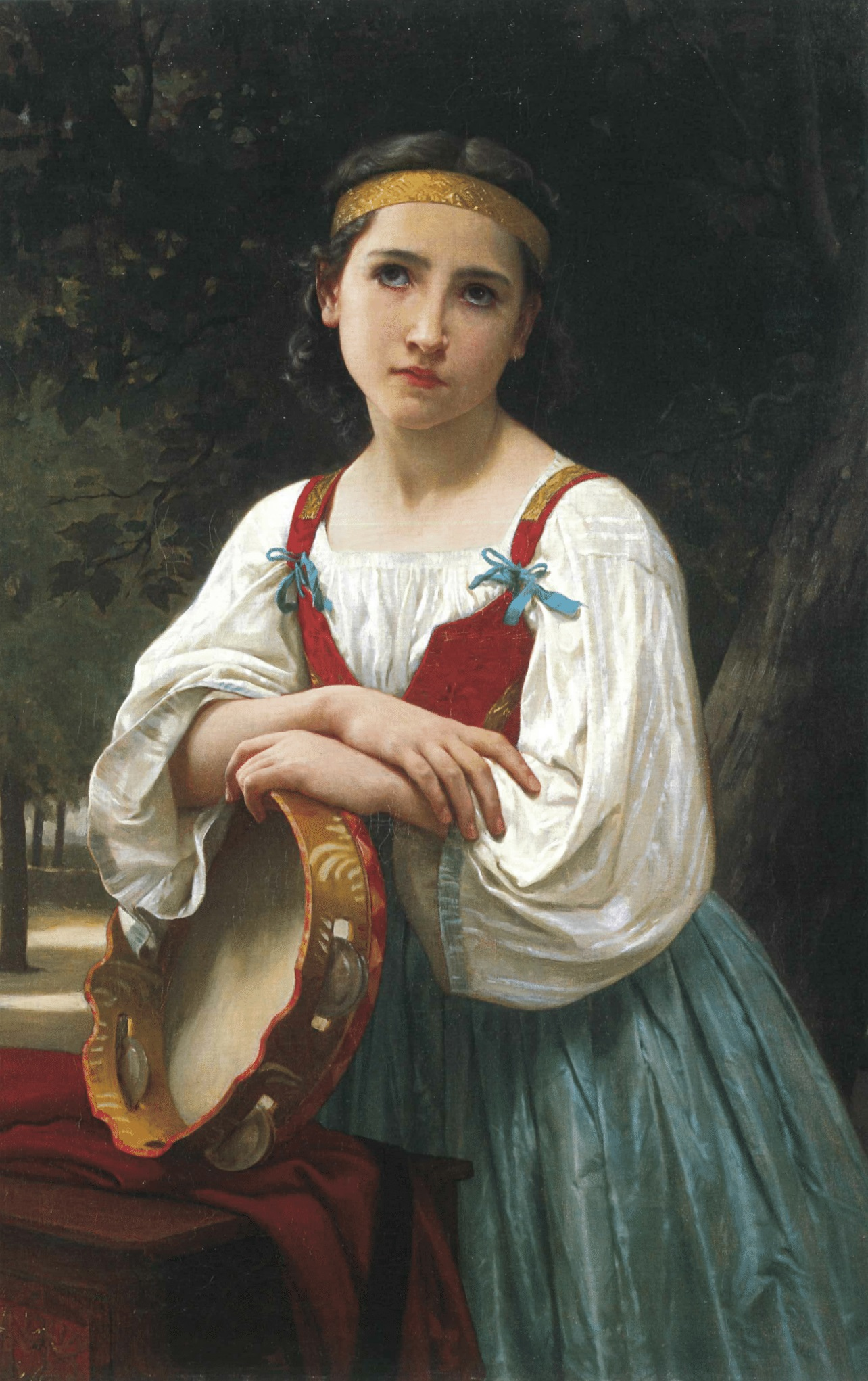
Gypsy Girl with a Basque Drum (1867)
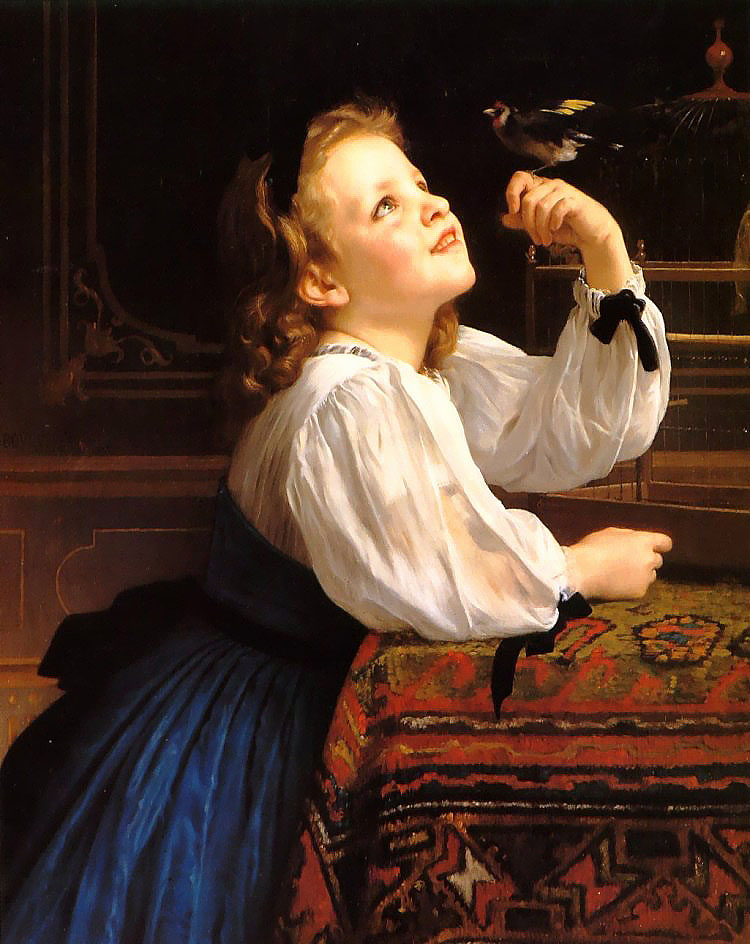
Tête d'Etude l'Oiseau (1867)
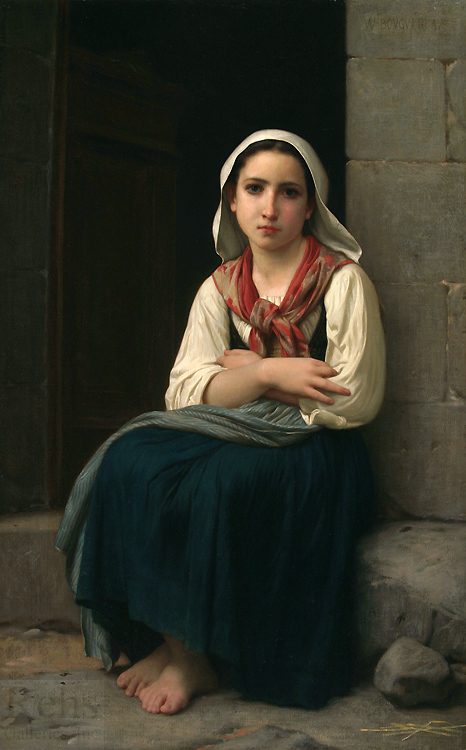
Yvonnette (1867)
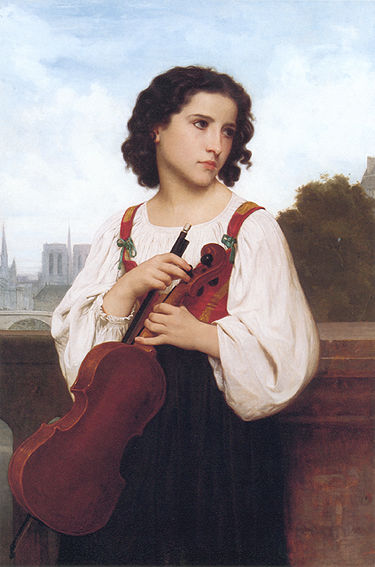
Seule au monde (1867年以前)
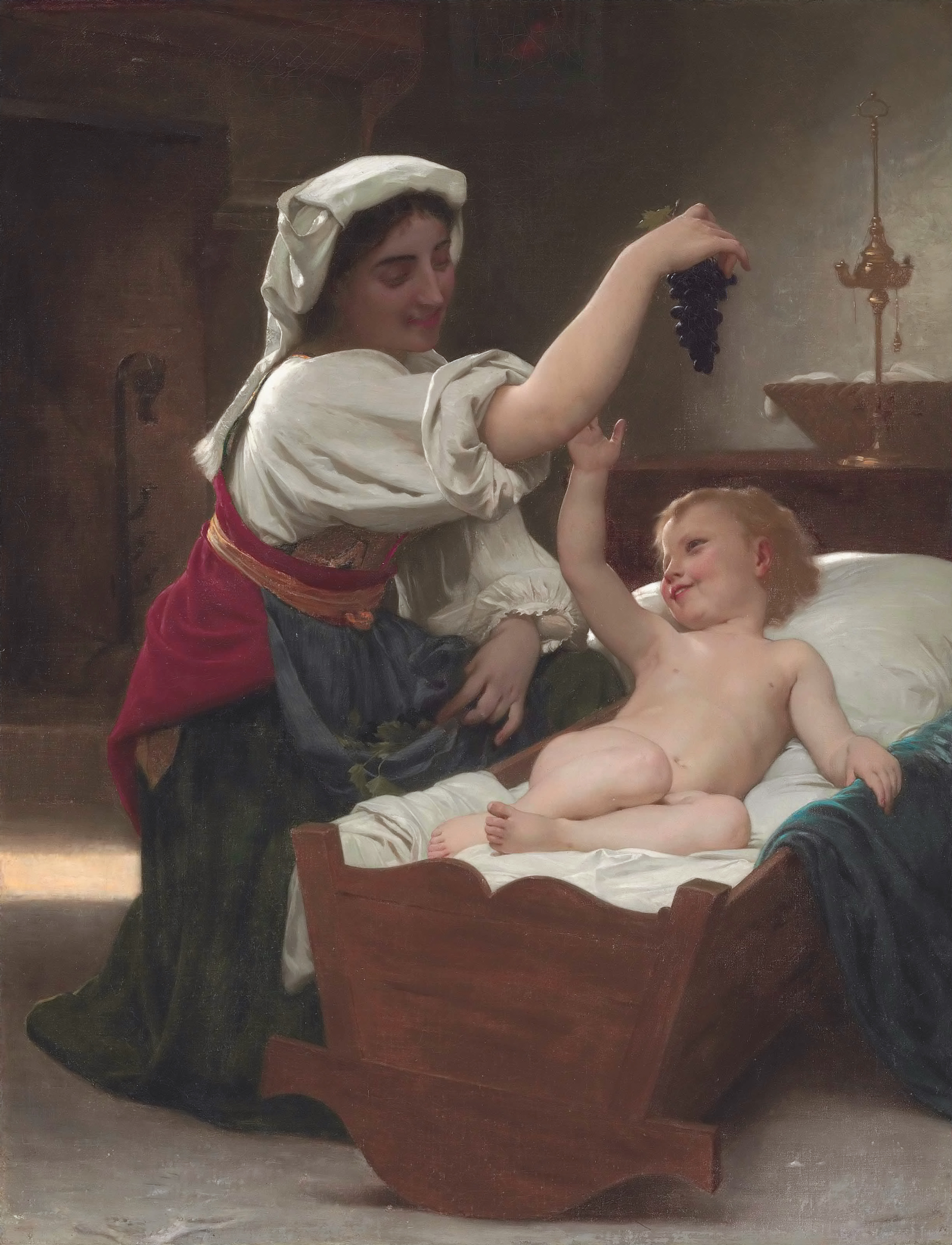
The Bunch Of Grapes (1868)
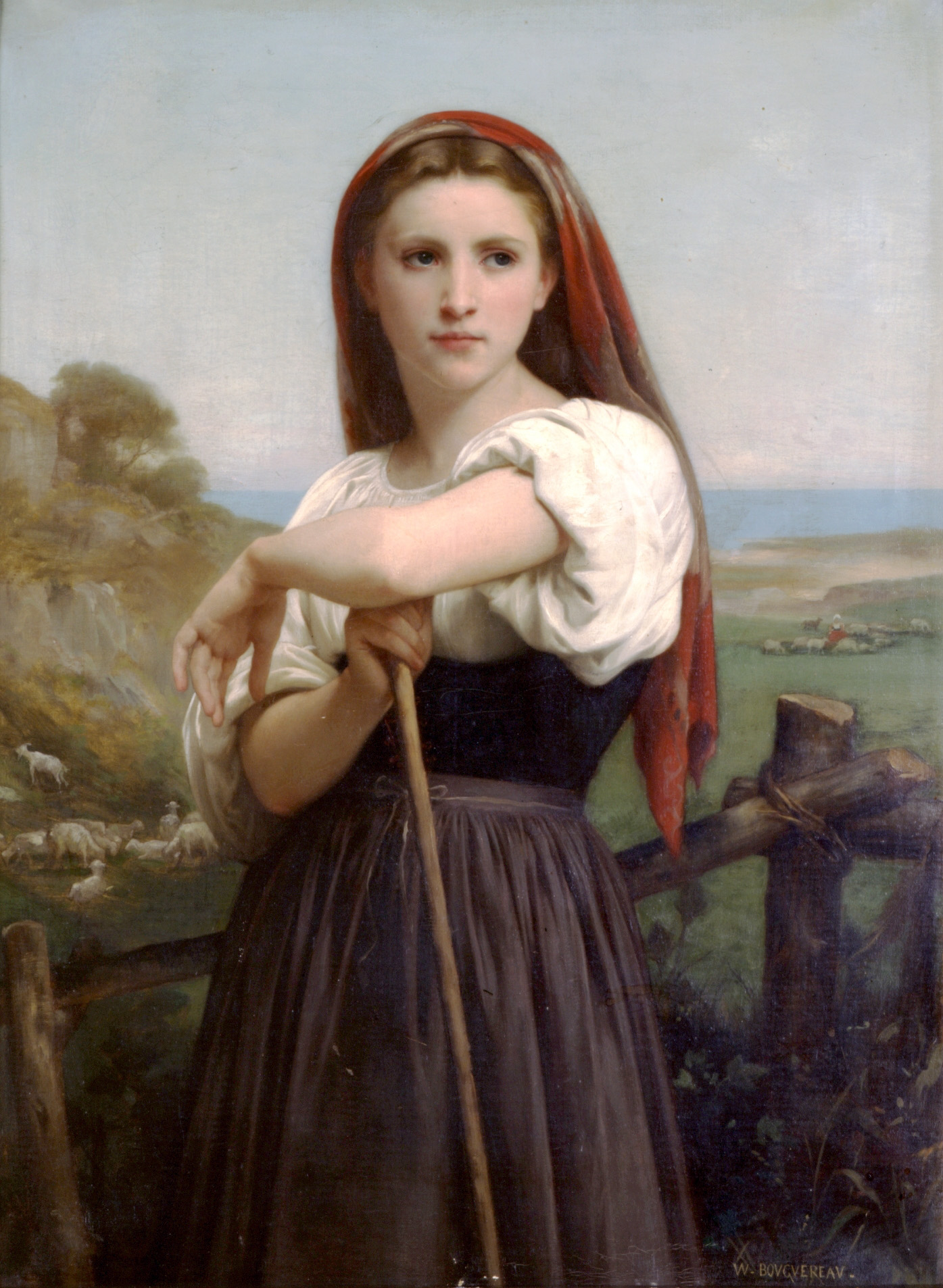
Young Shepherdess (1868)
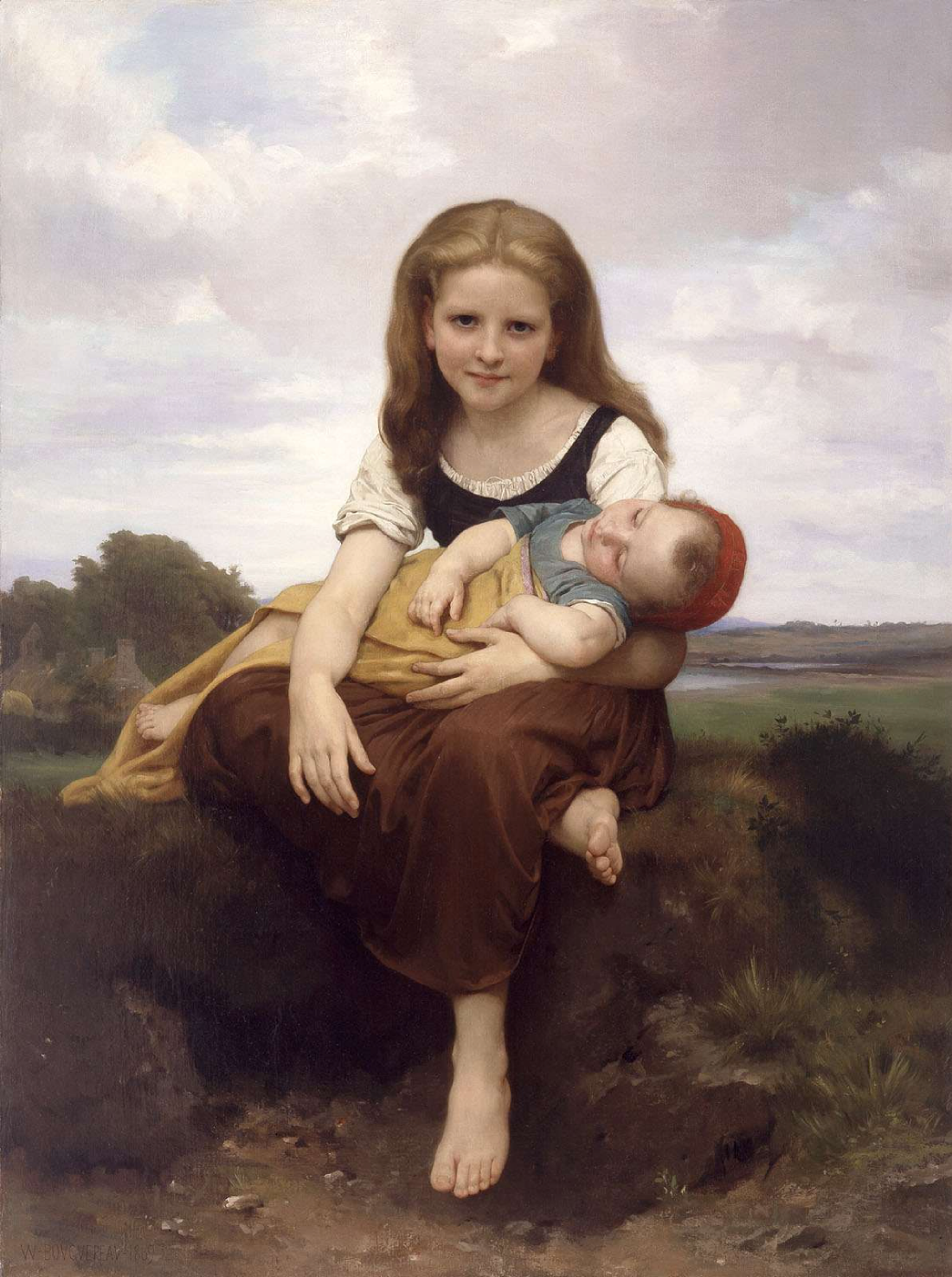
The Elder Sister (1869)
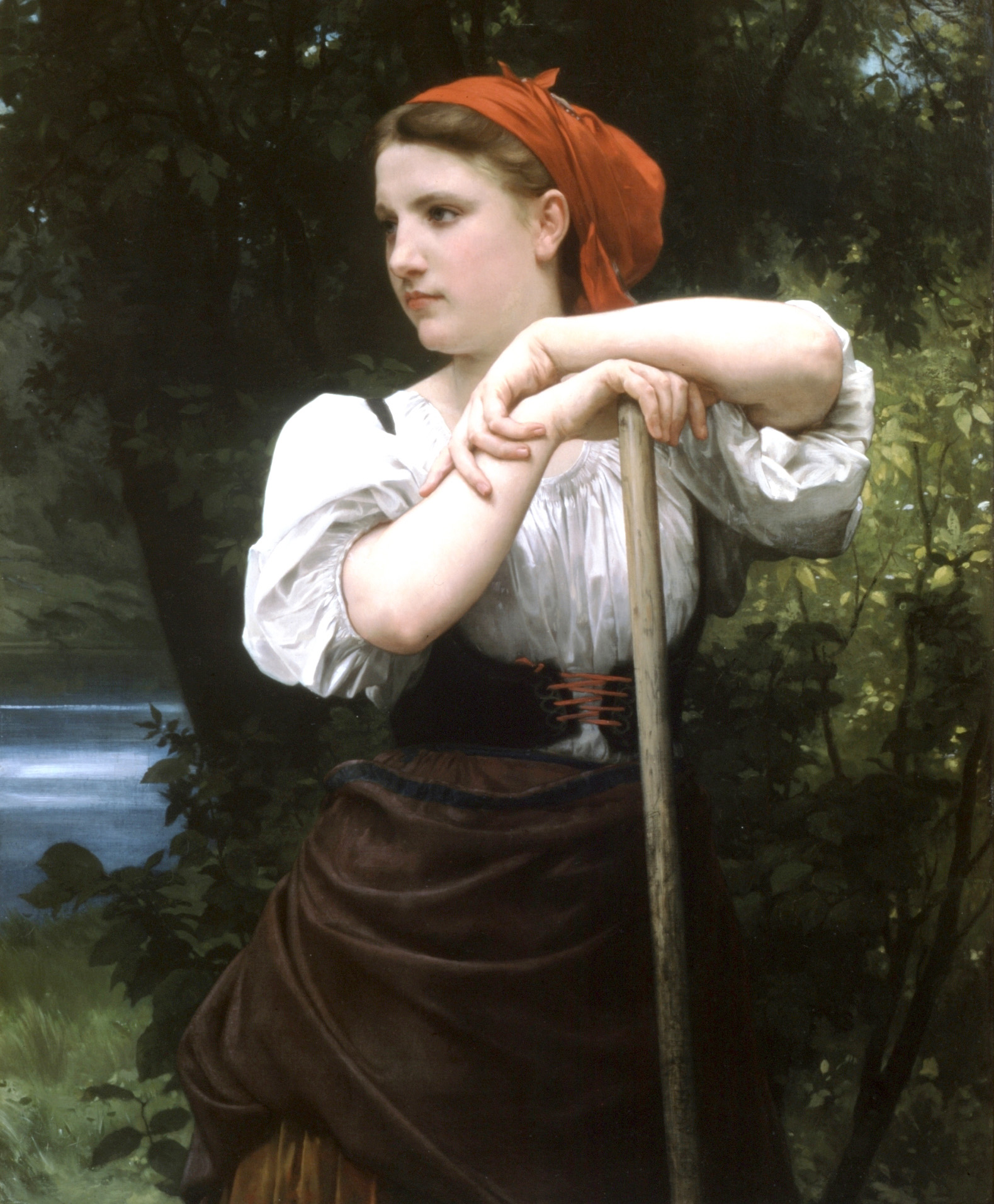
The Haymaker (1869)
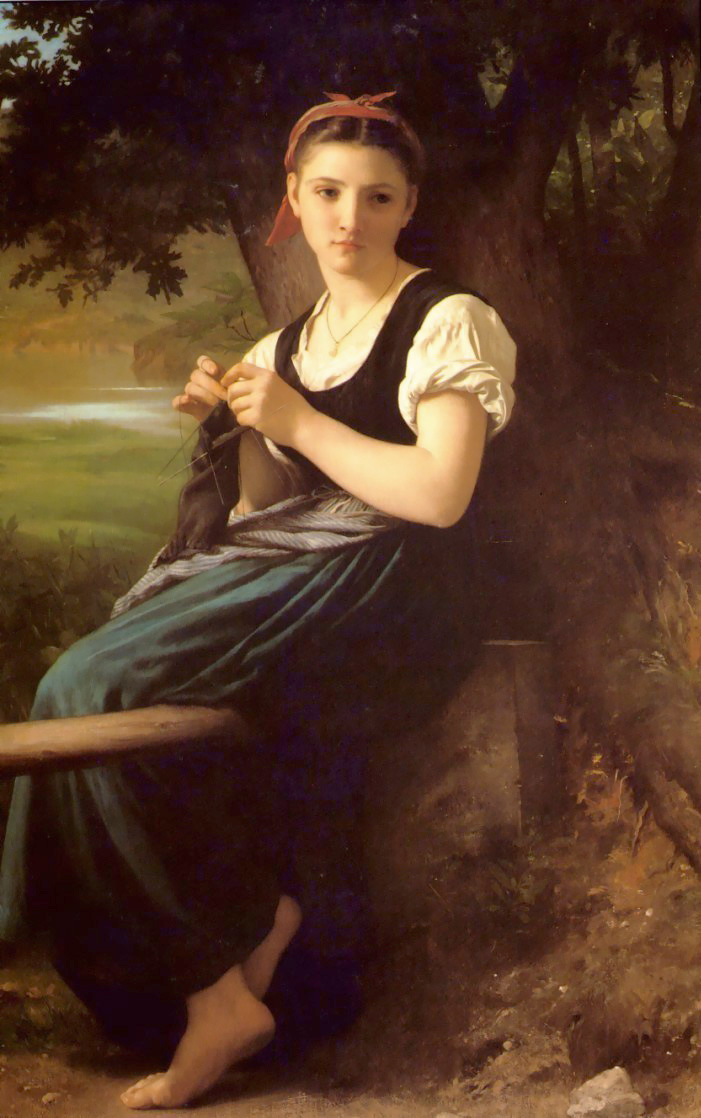
編み物をする女 (1869)
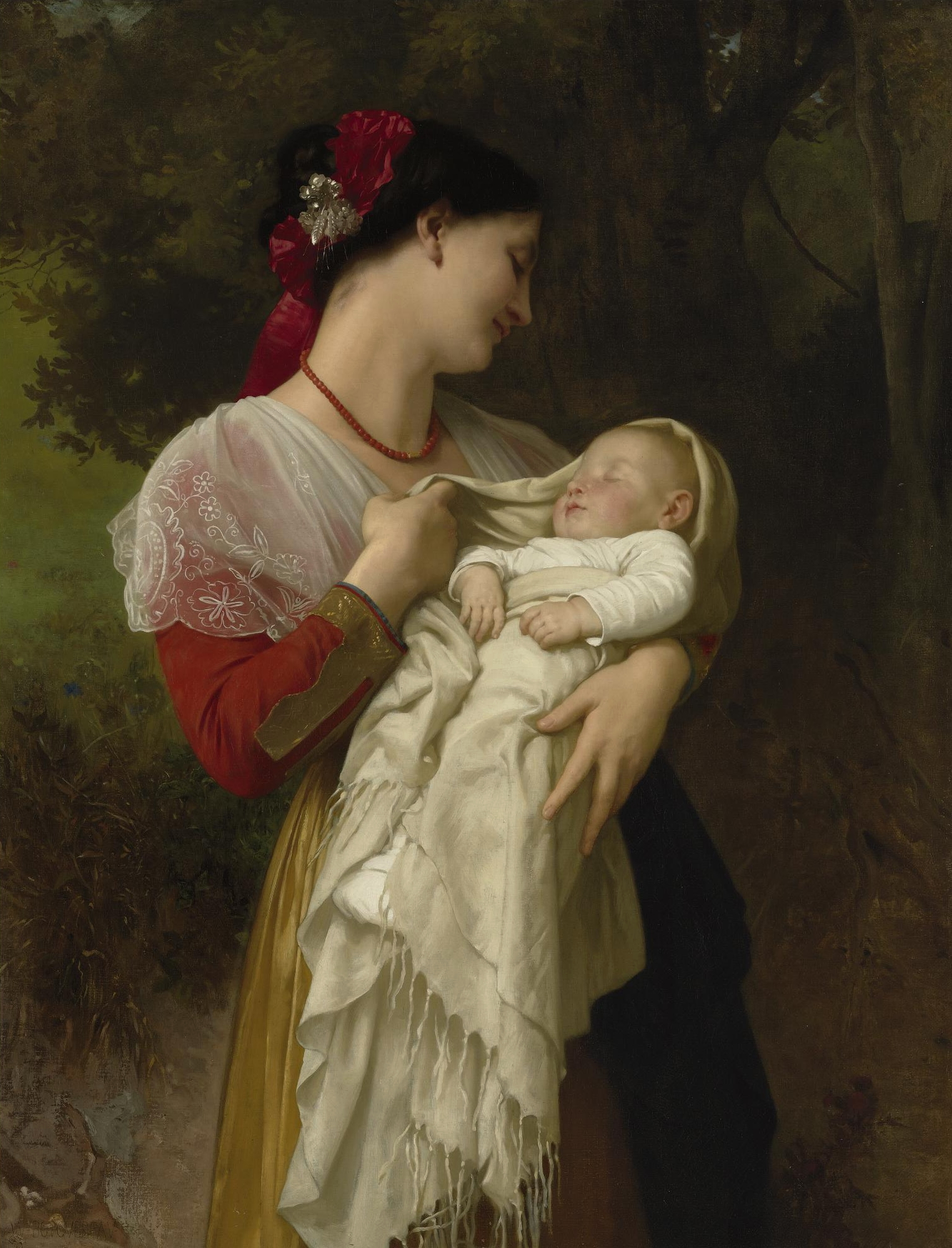
Maternal Admiration (1869)
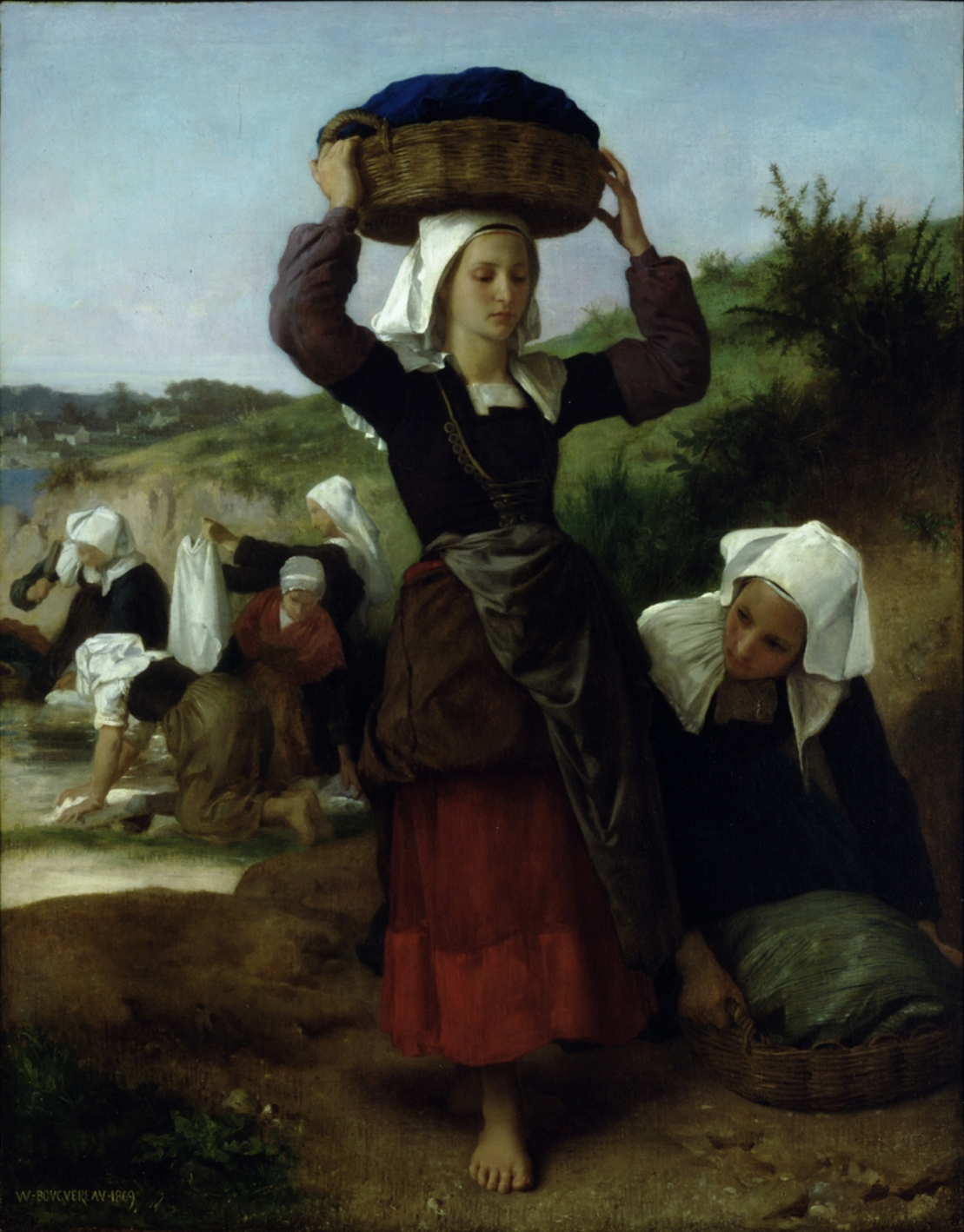
Washerwomen of Fouesnant (1869)
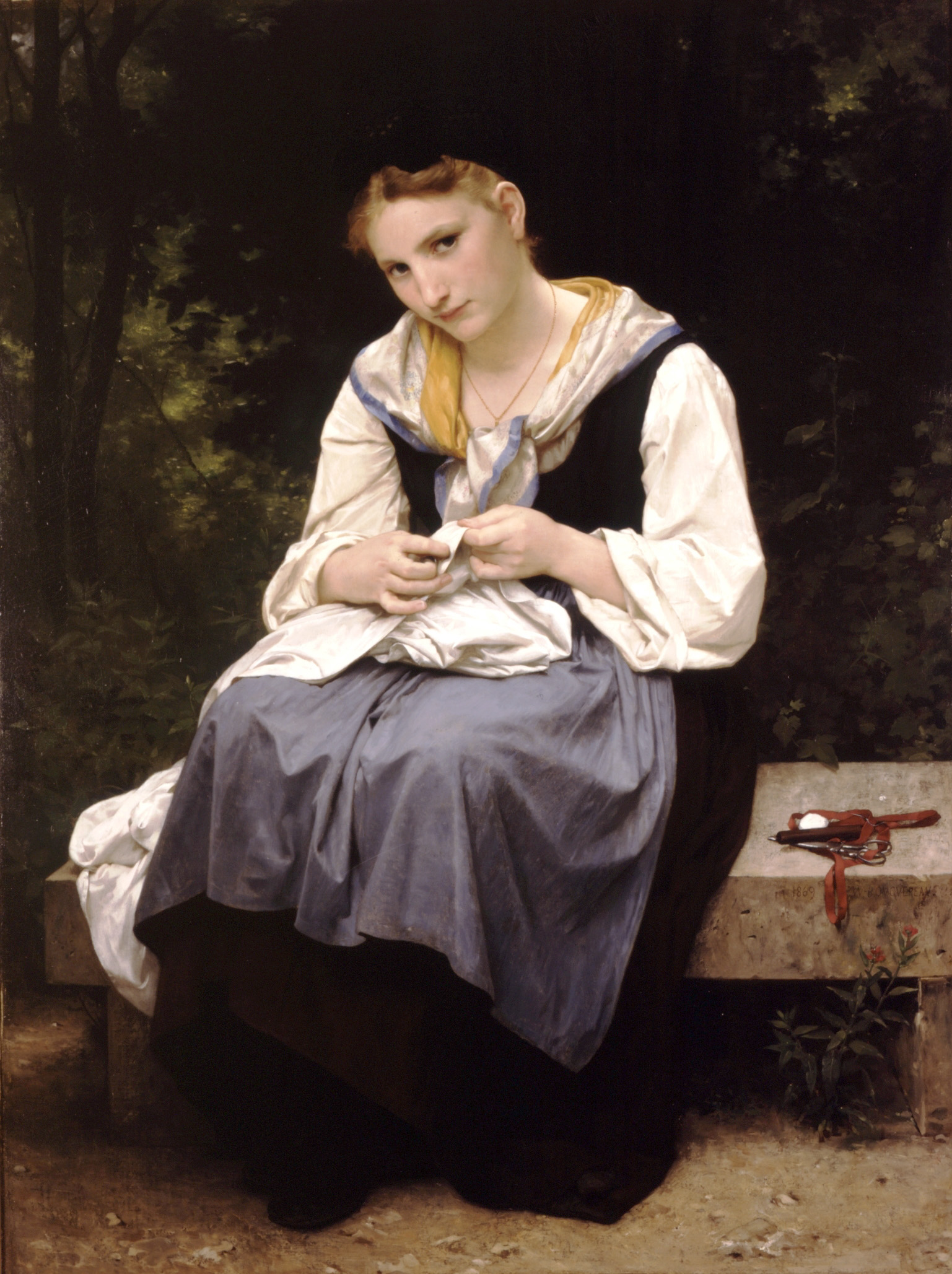
Young Worker (1869)

### 1870年代

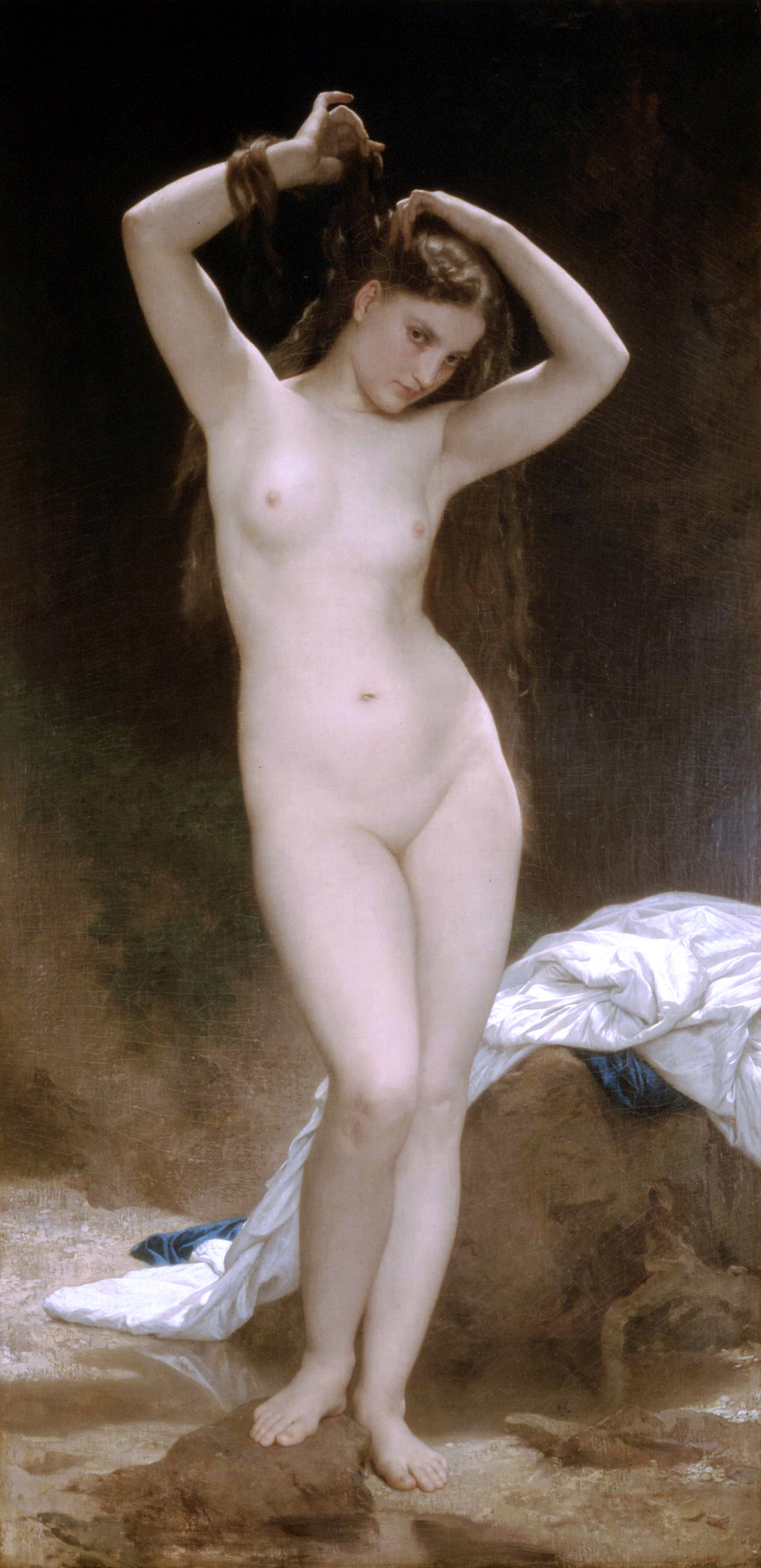
浴女 (1870)
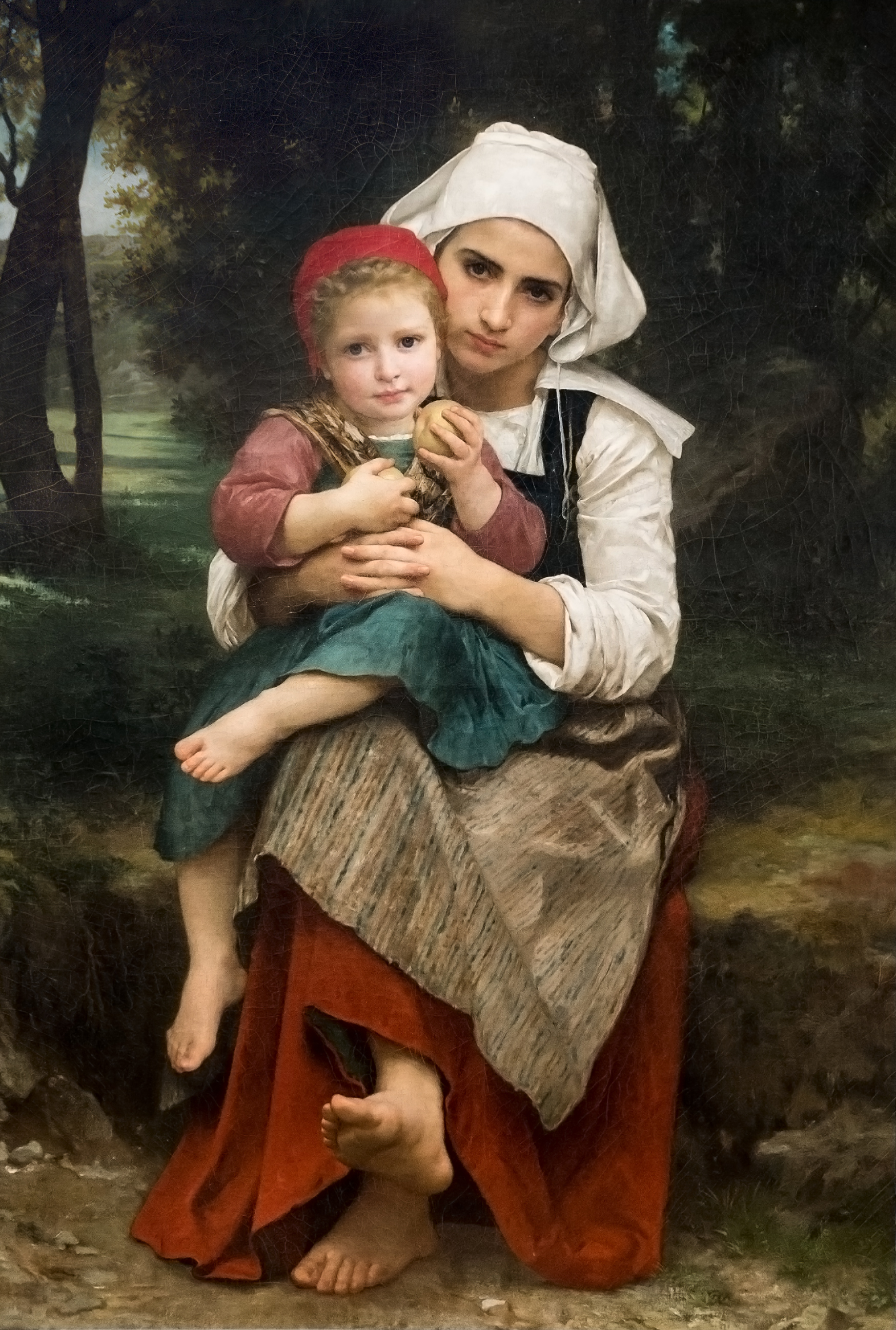
Breton Brother and Sister (1871)
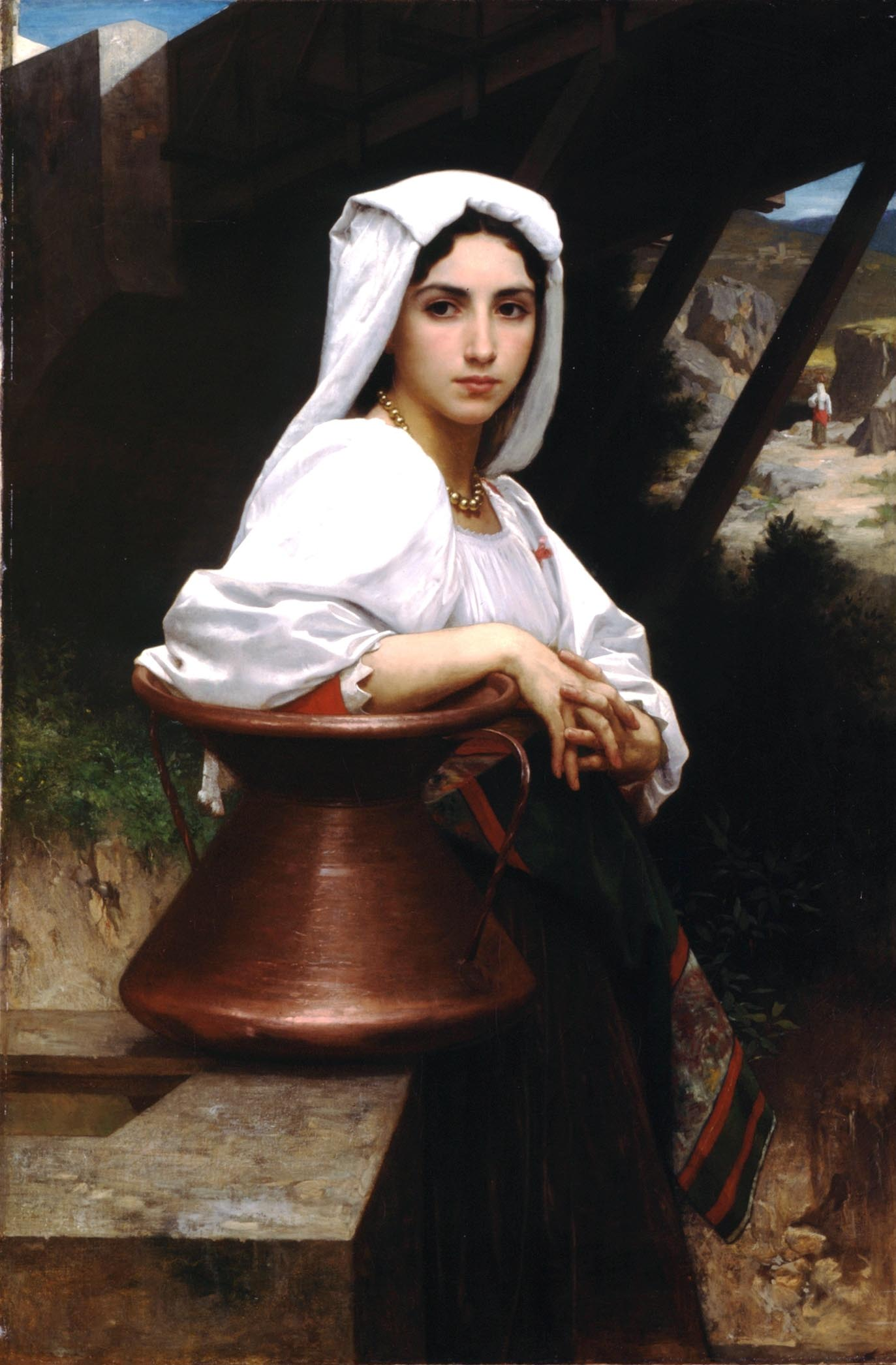
Italian Girl Drawing Water (1871)
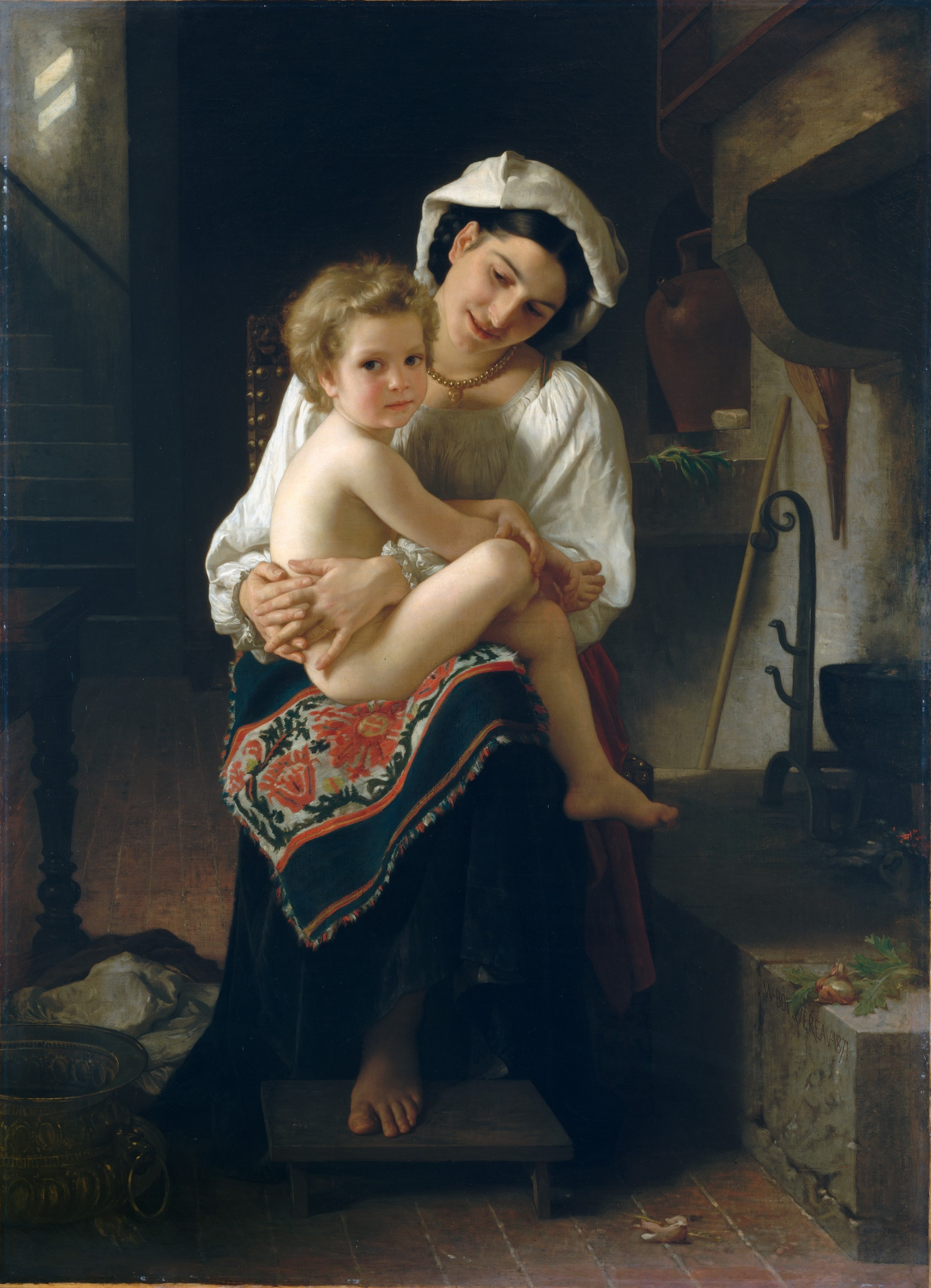
Young Mother Gazing At Her Child (1871)
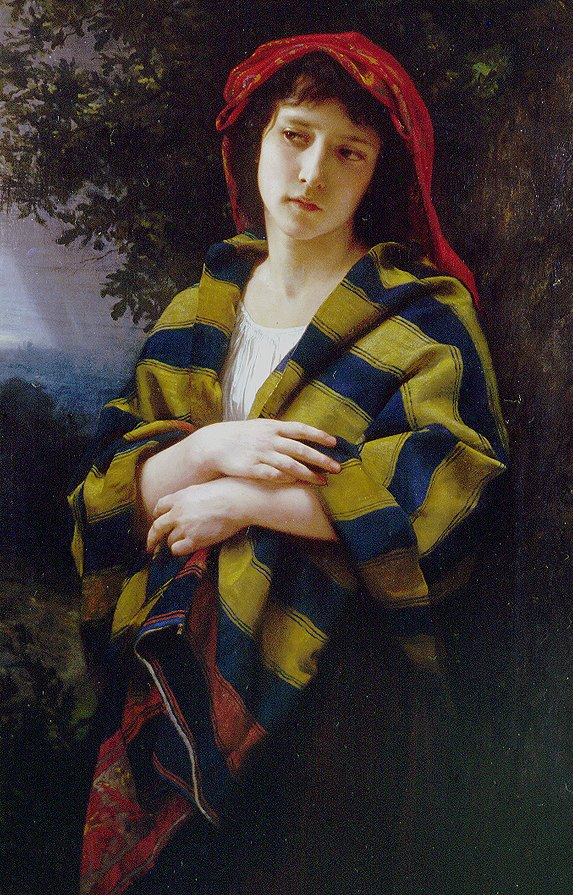
Pendant l'Orage (1872)
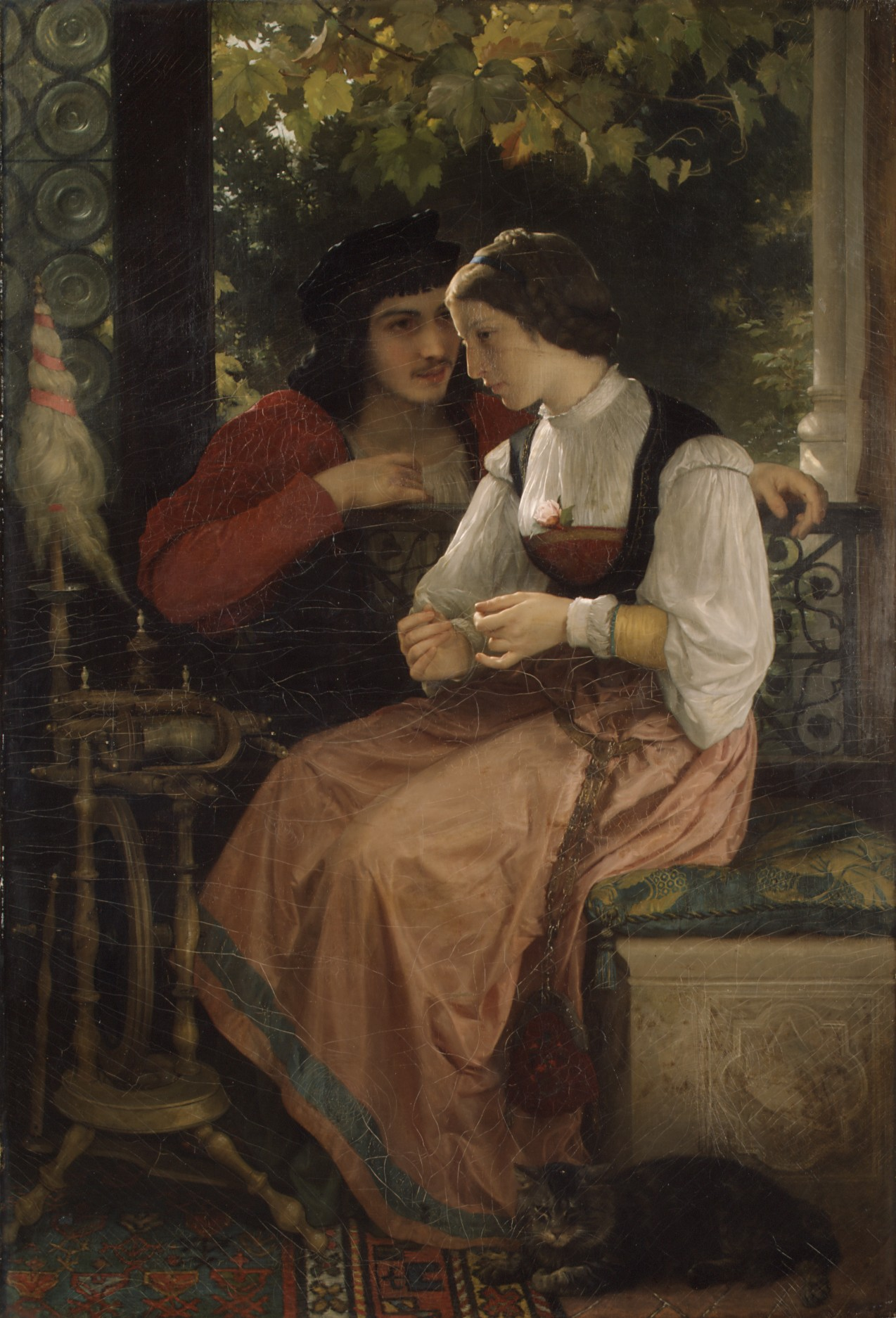
The Proposal (1872)
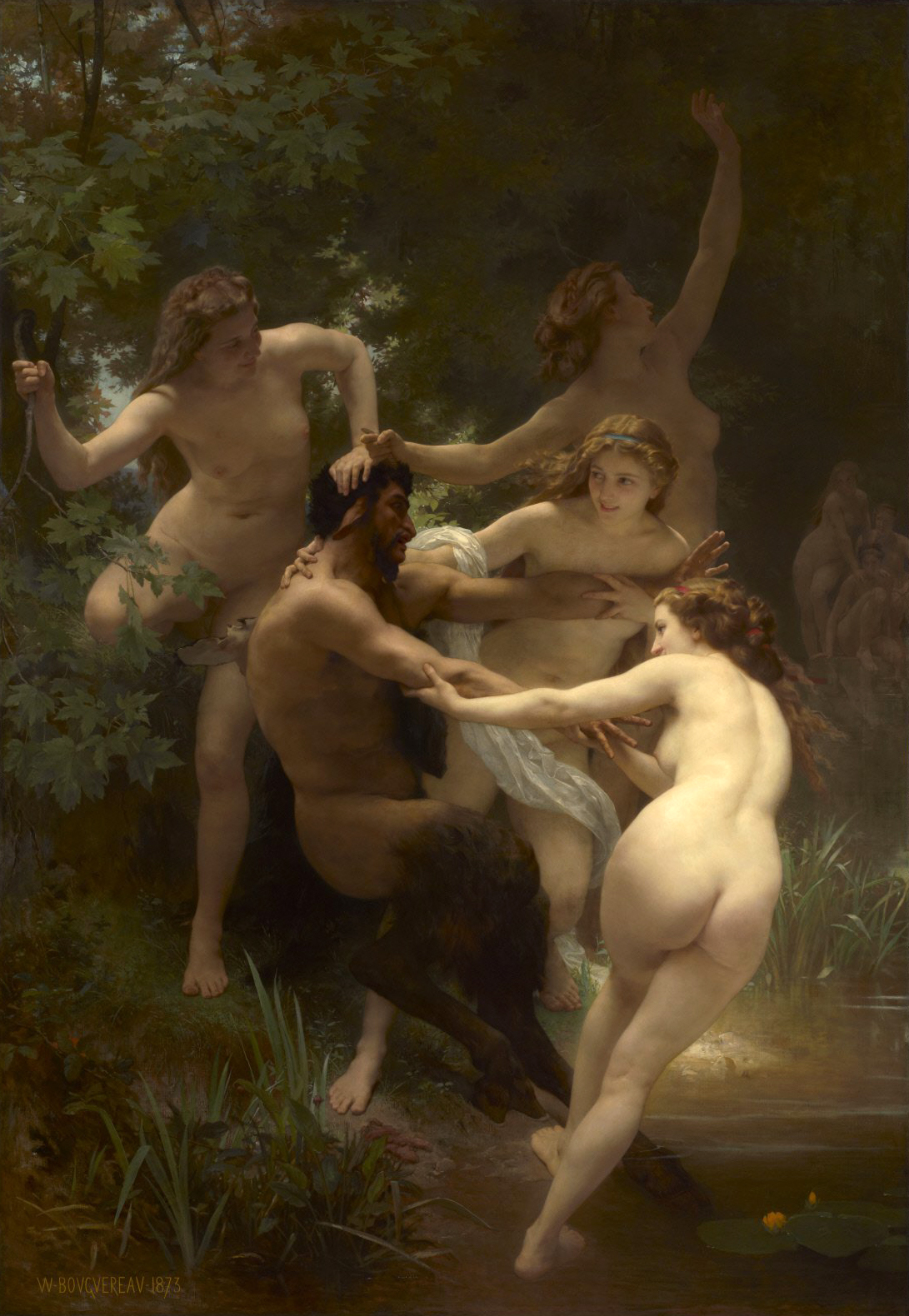
ニュンペーとサテュロス (1873)
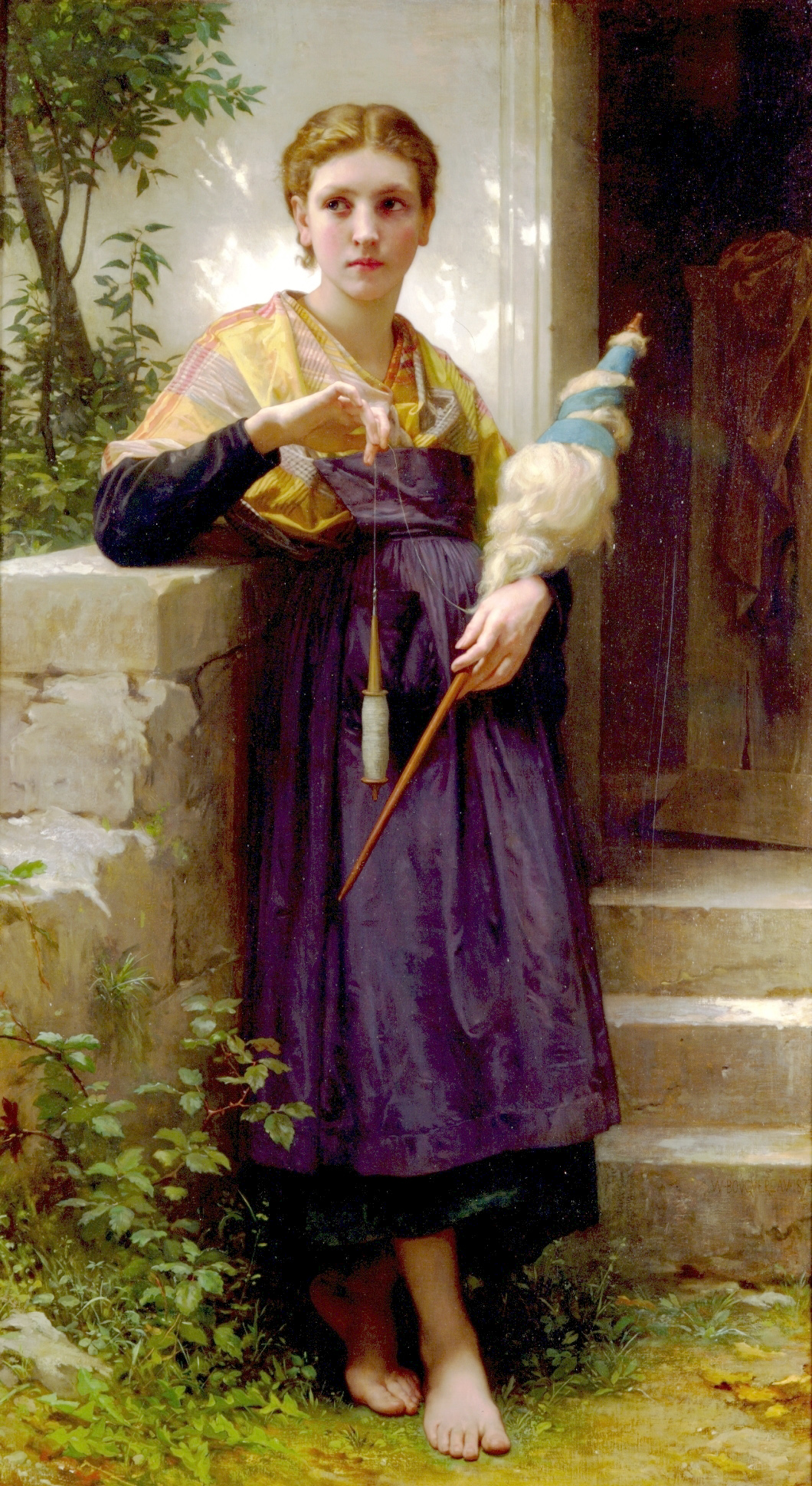
The Spinner (1873)
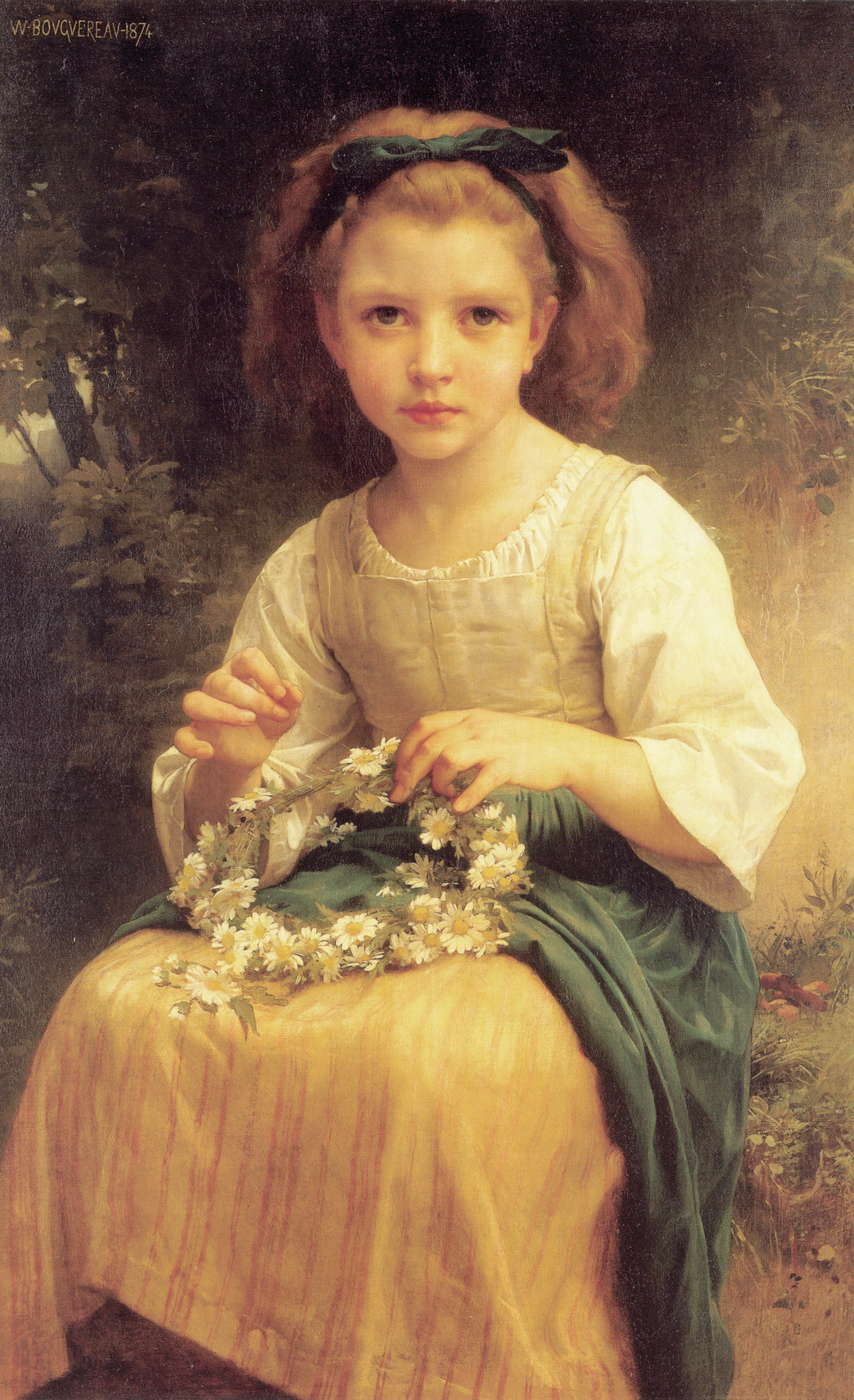
Child Braiding A Crown (1874)
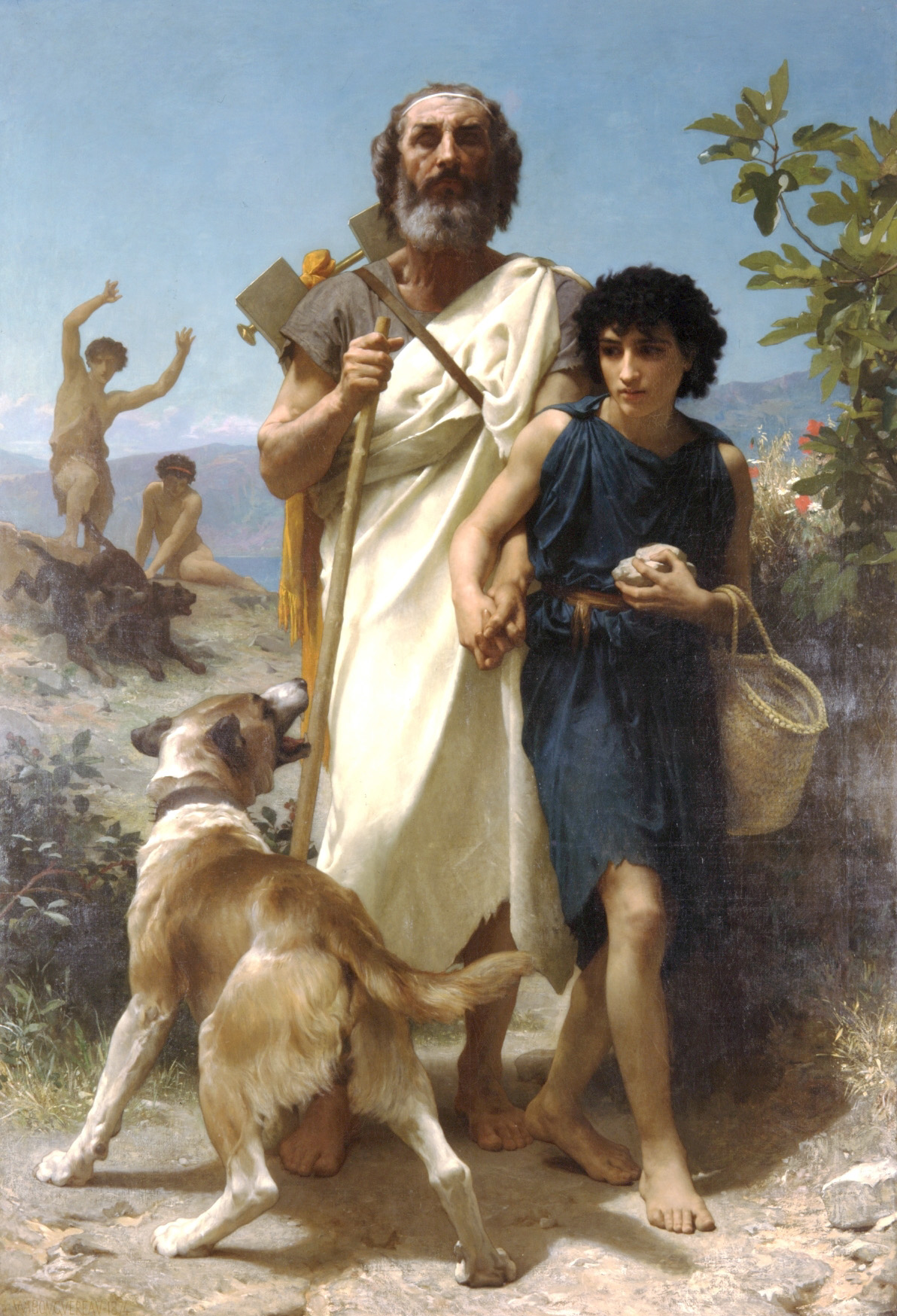
Homer and his Guide (1874)
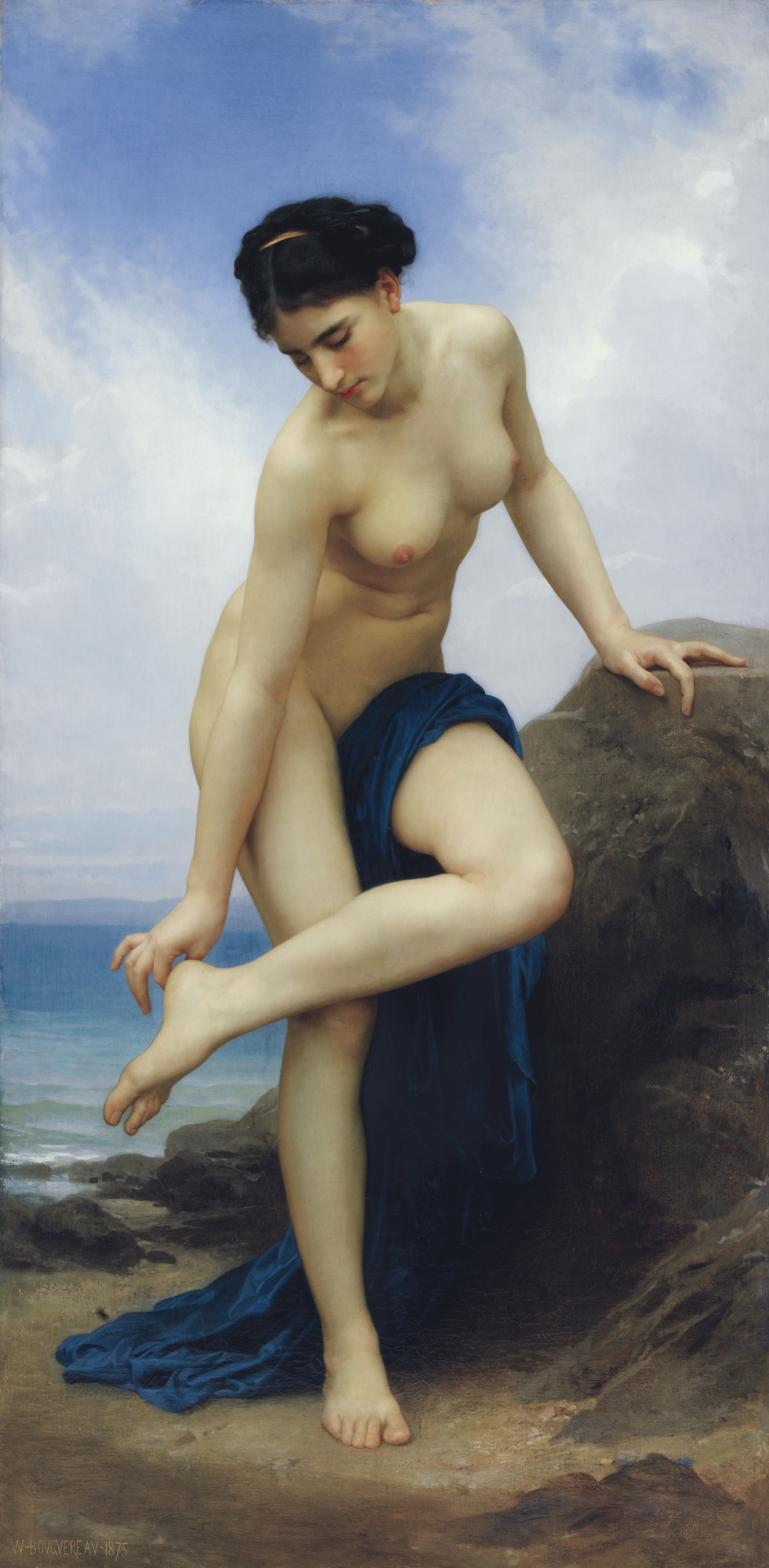
After the Bath (1875)
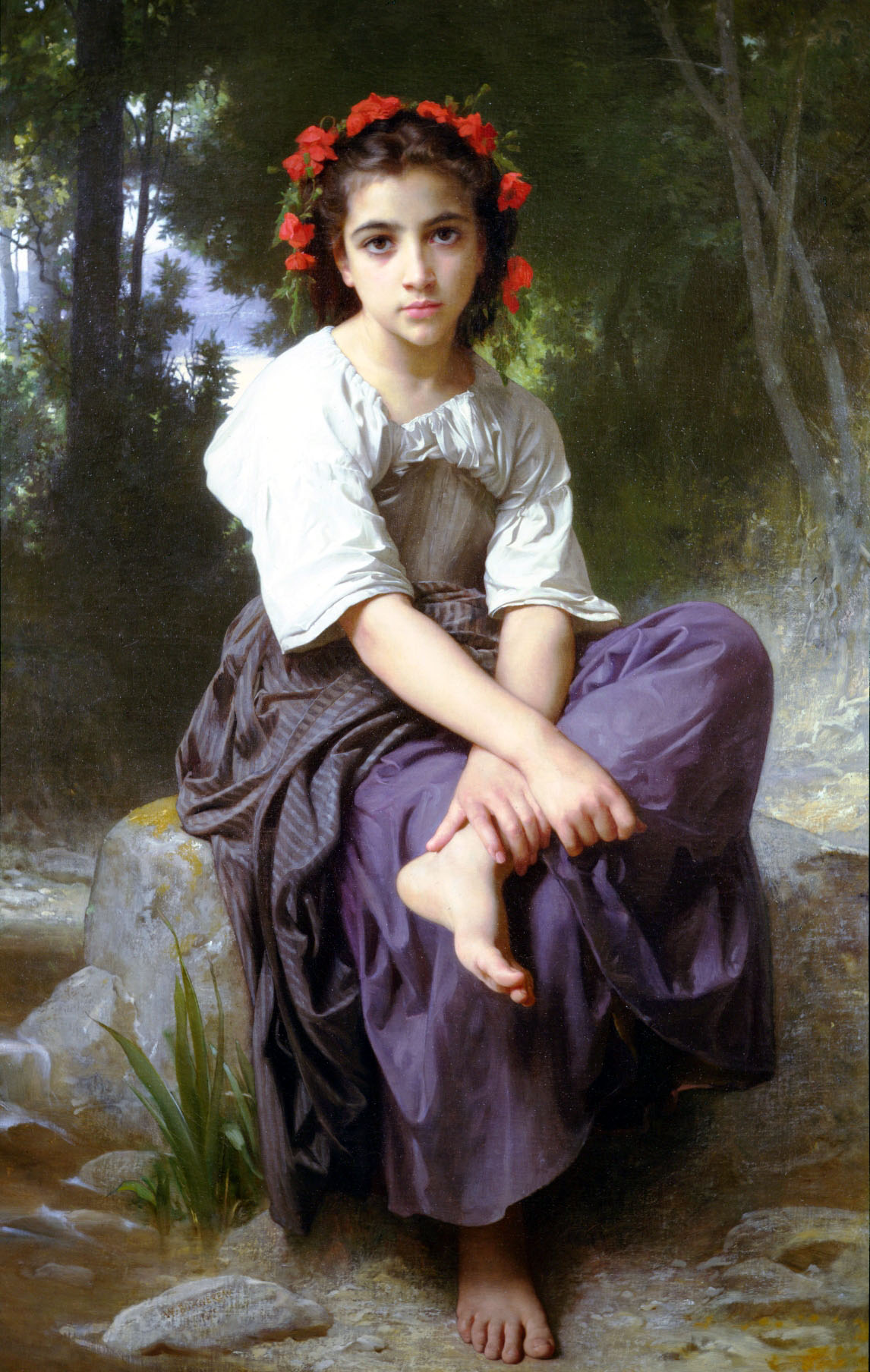
小川のほとり (1875)
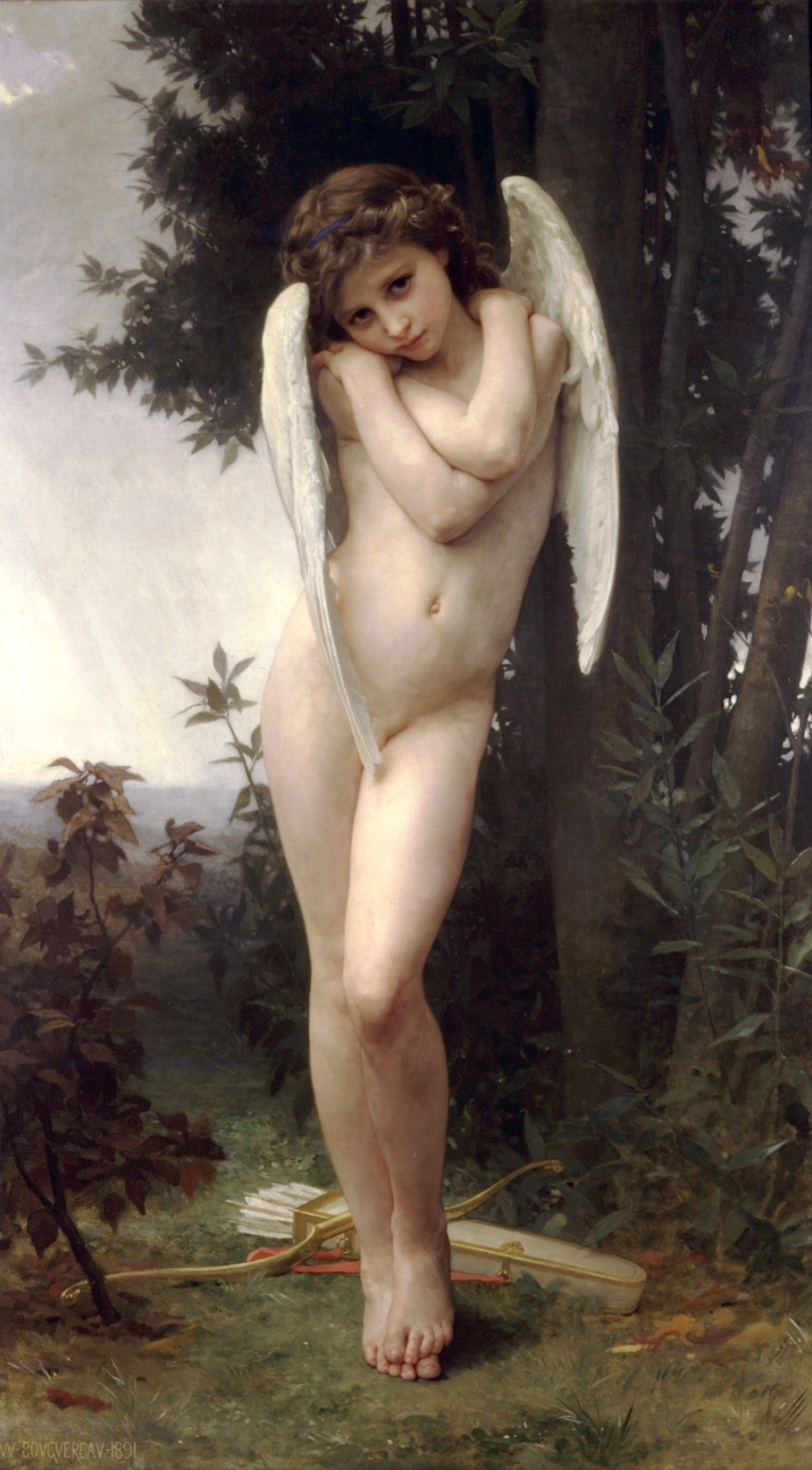
クピド (1875)
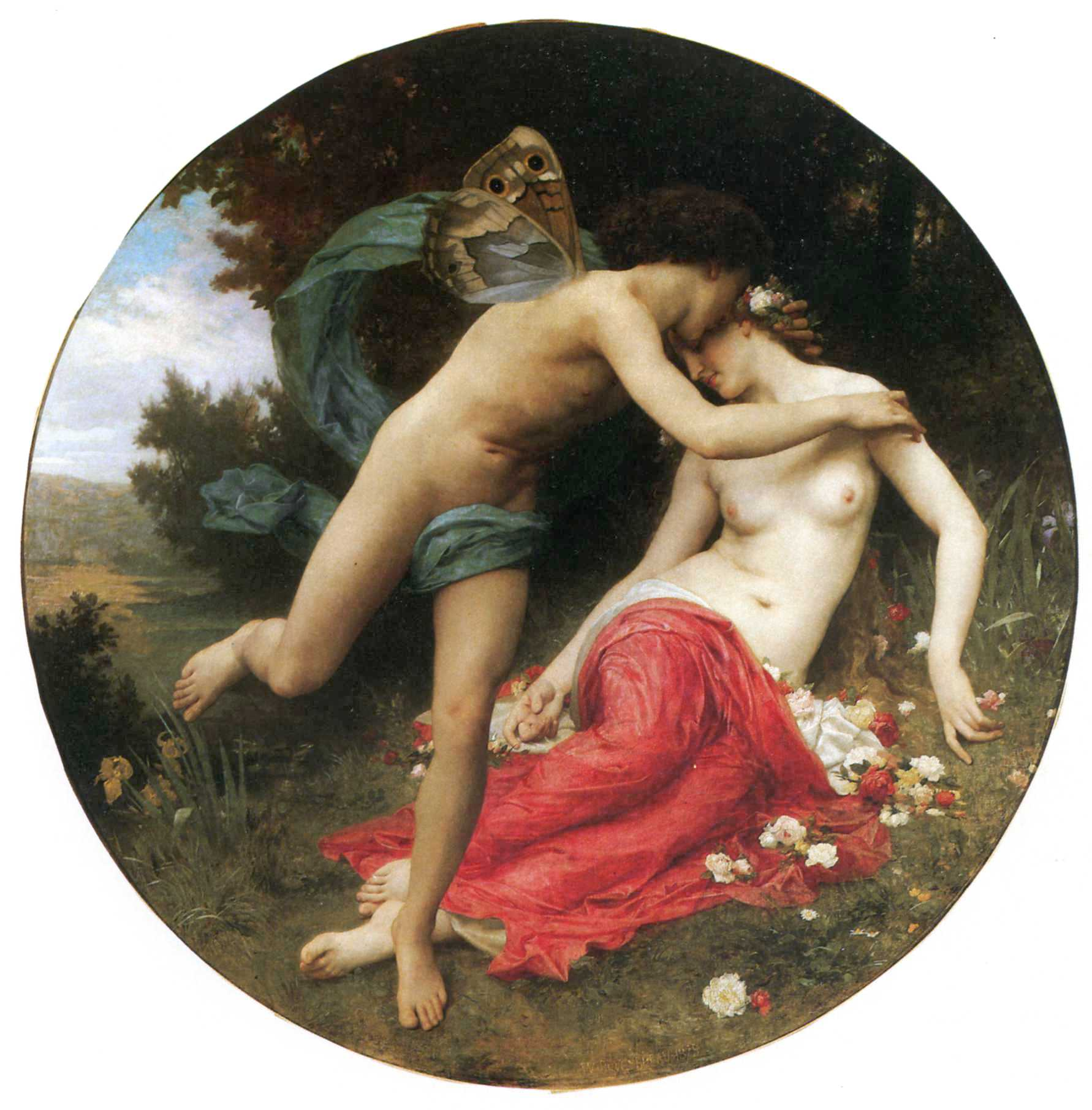
Flora And Zephyr (1875)
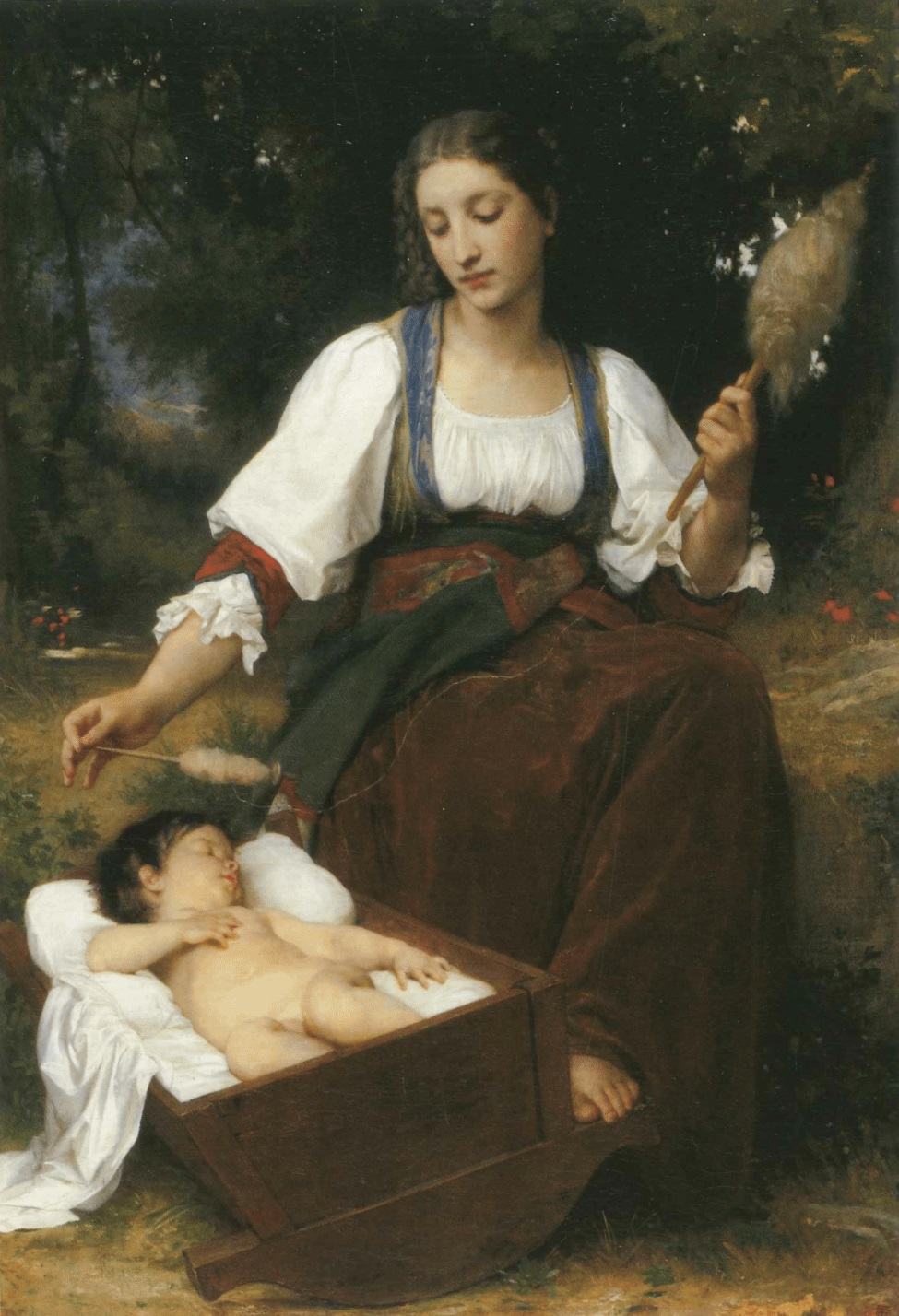
Lullaby (1875)
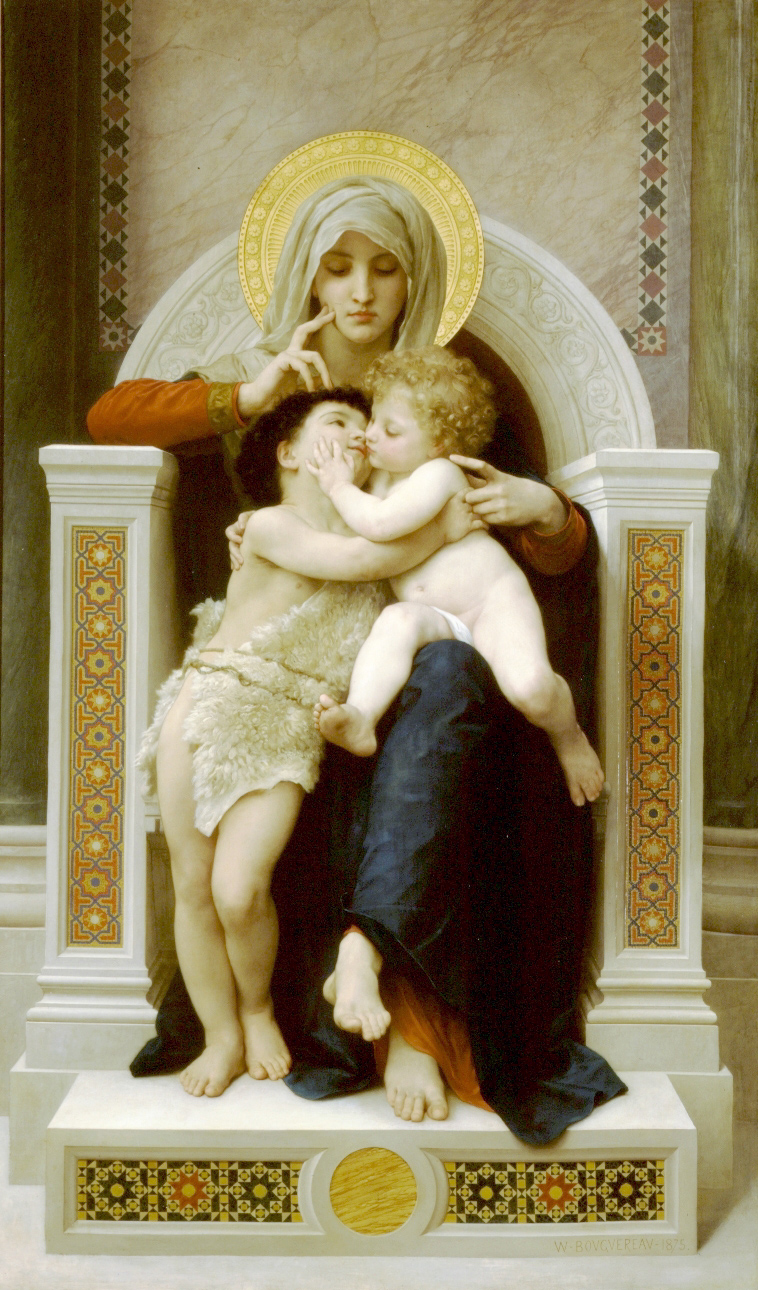
The Virgin, Jesus & Saint John Baptist (1875)
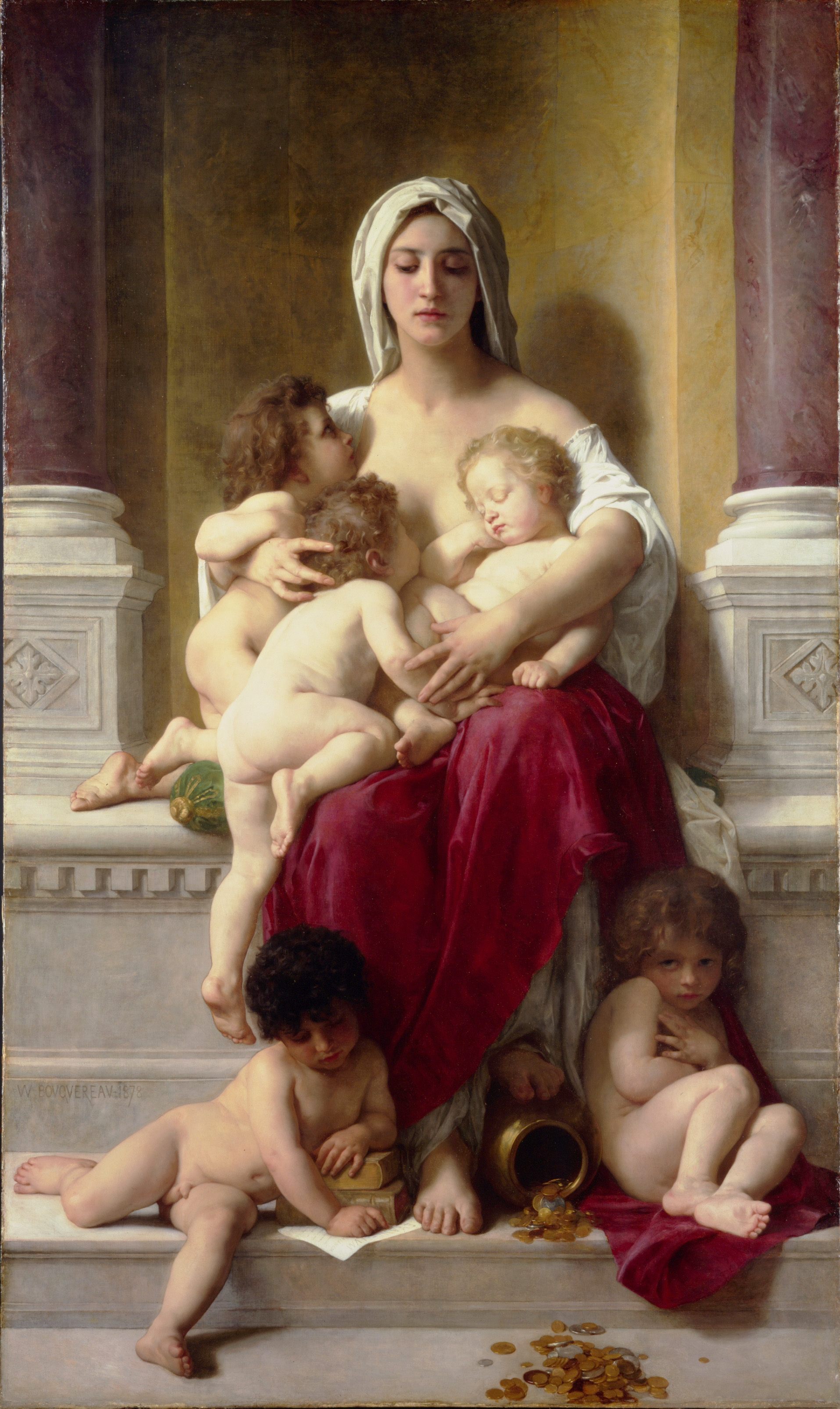
Charity (1878)
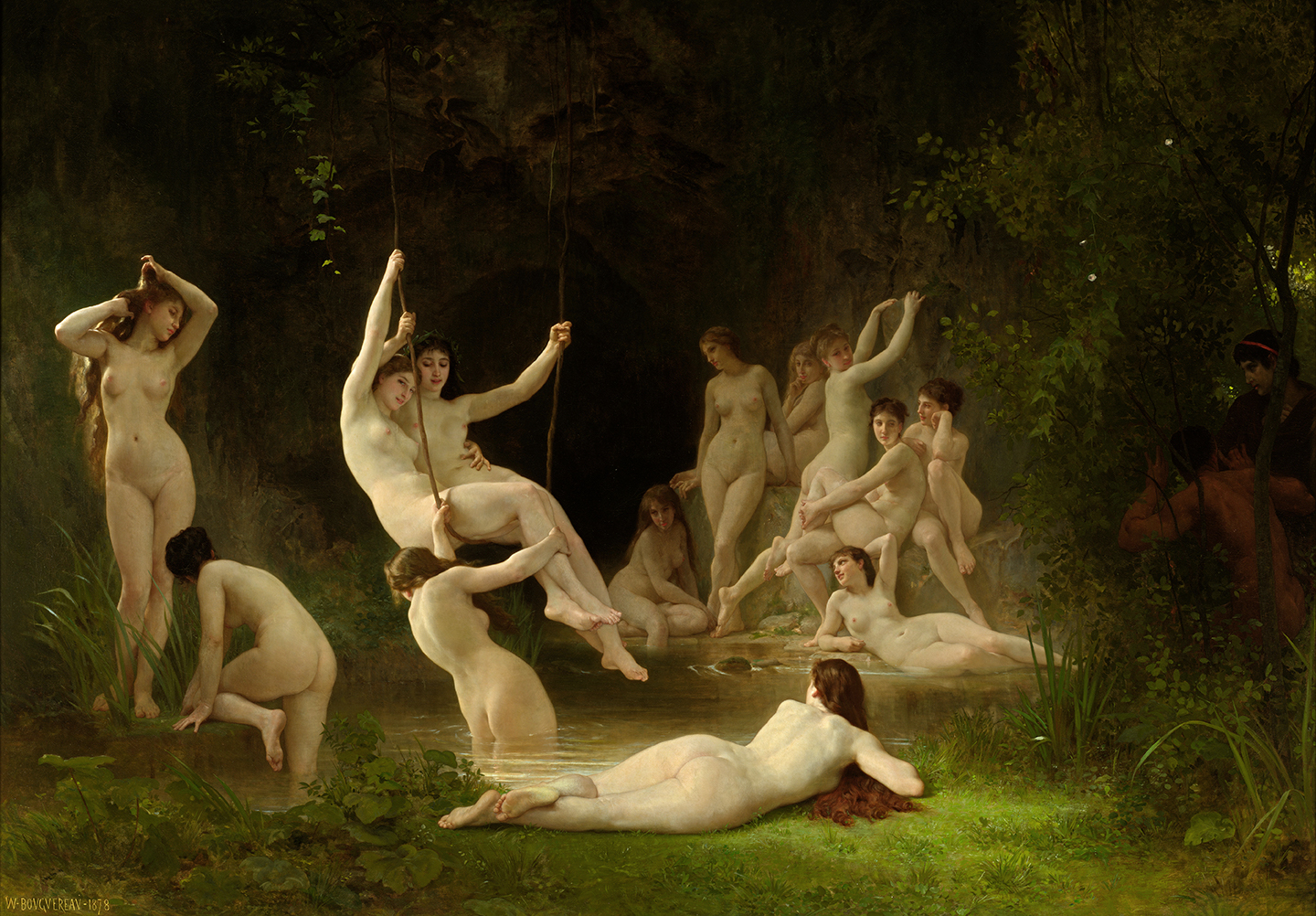
ニンファエウム (1878)
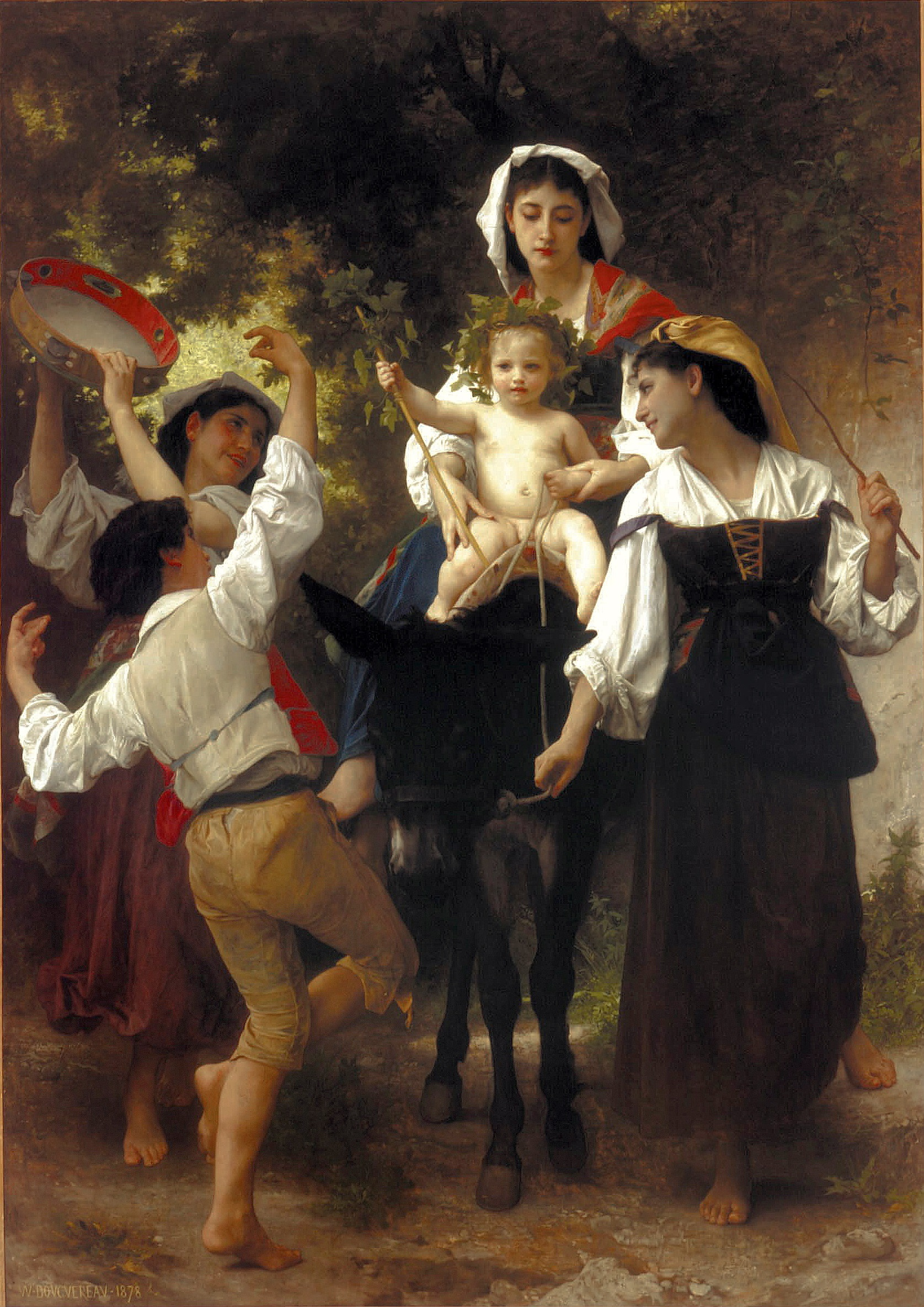
Return from the Harvest (1878)
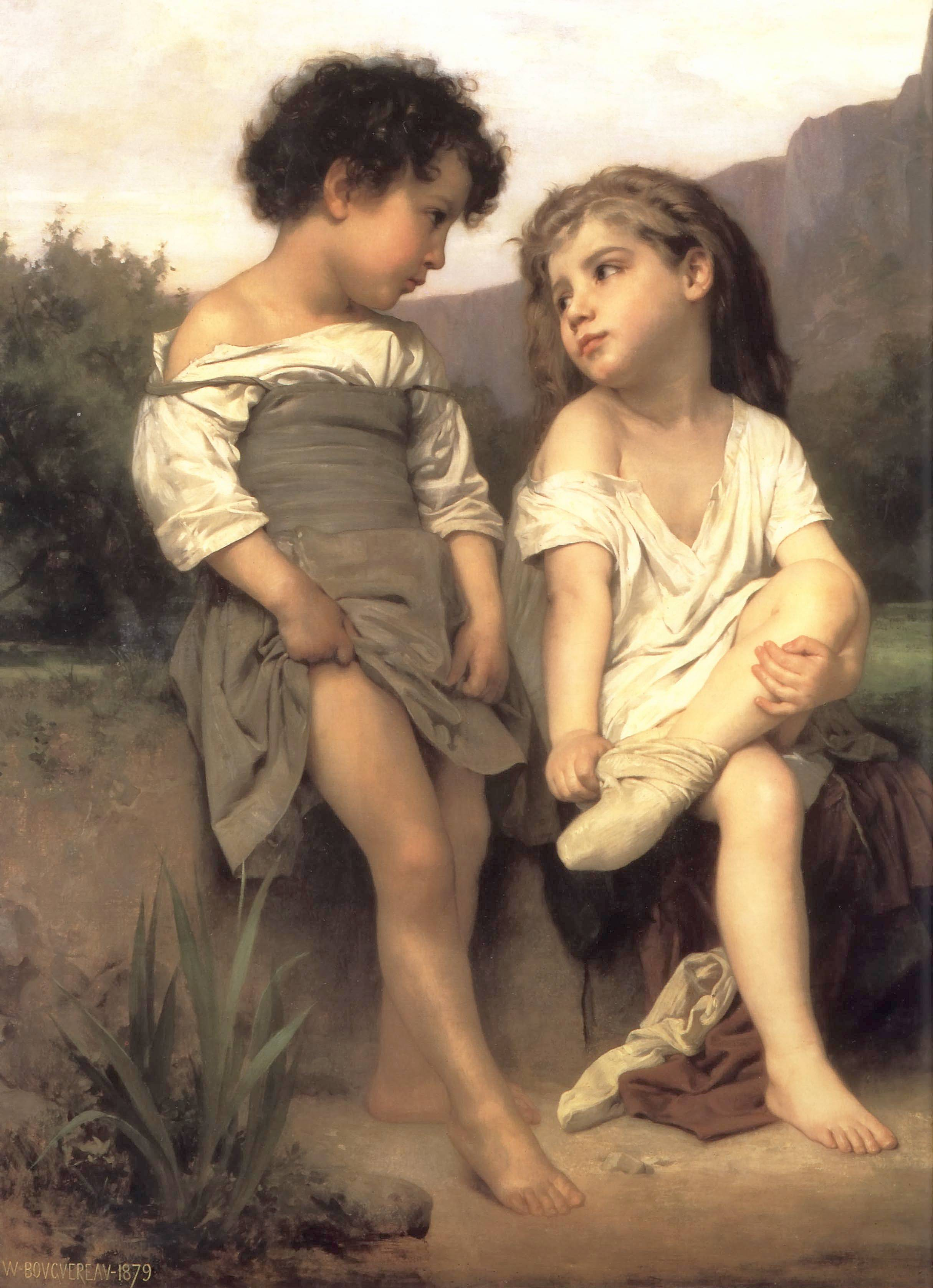
At the Edge of the Brook (1879)
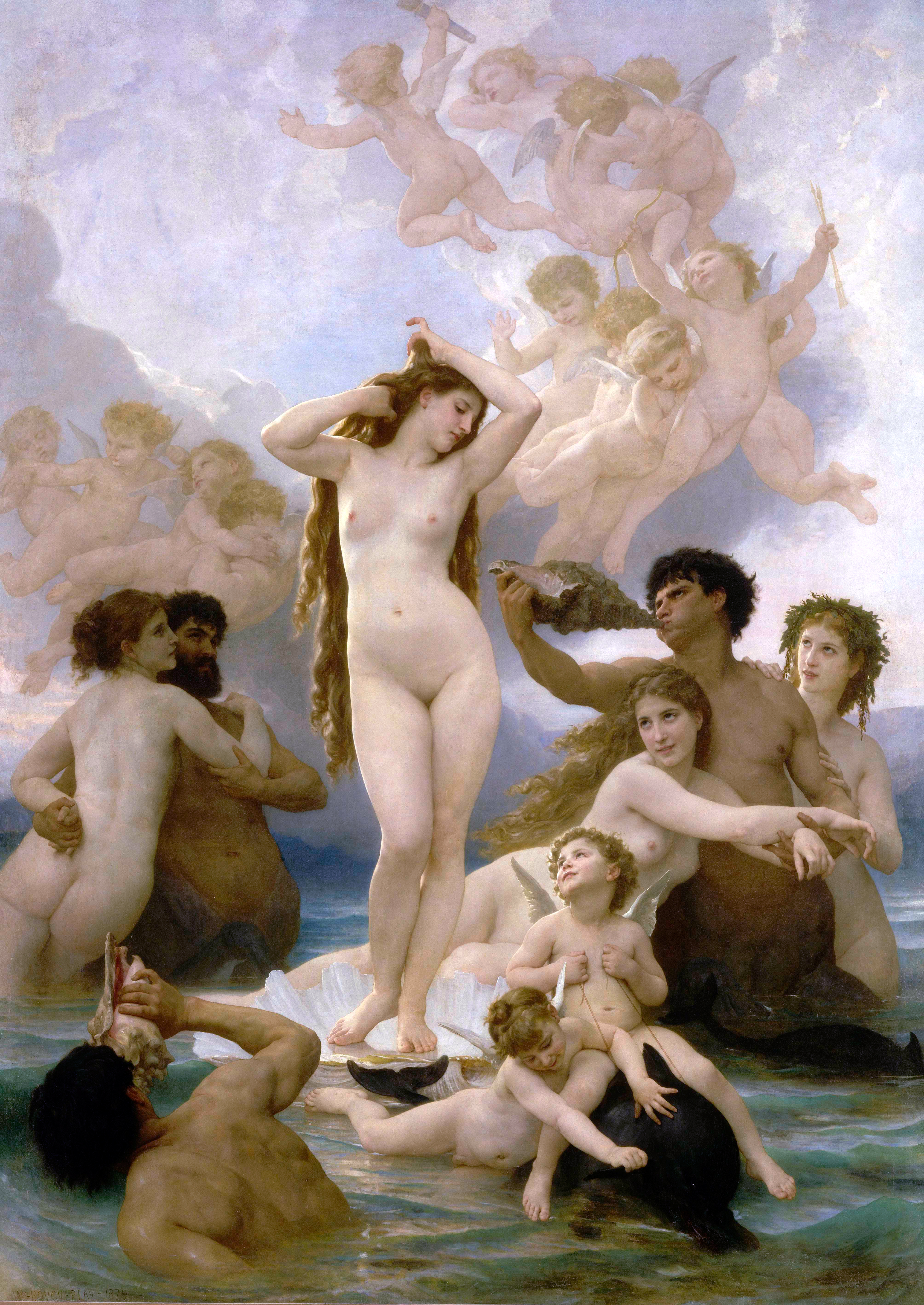
ヴィーナスの誕生（全図）(1879)
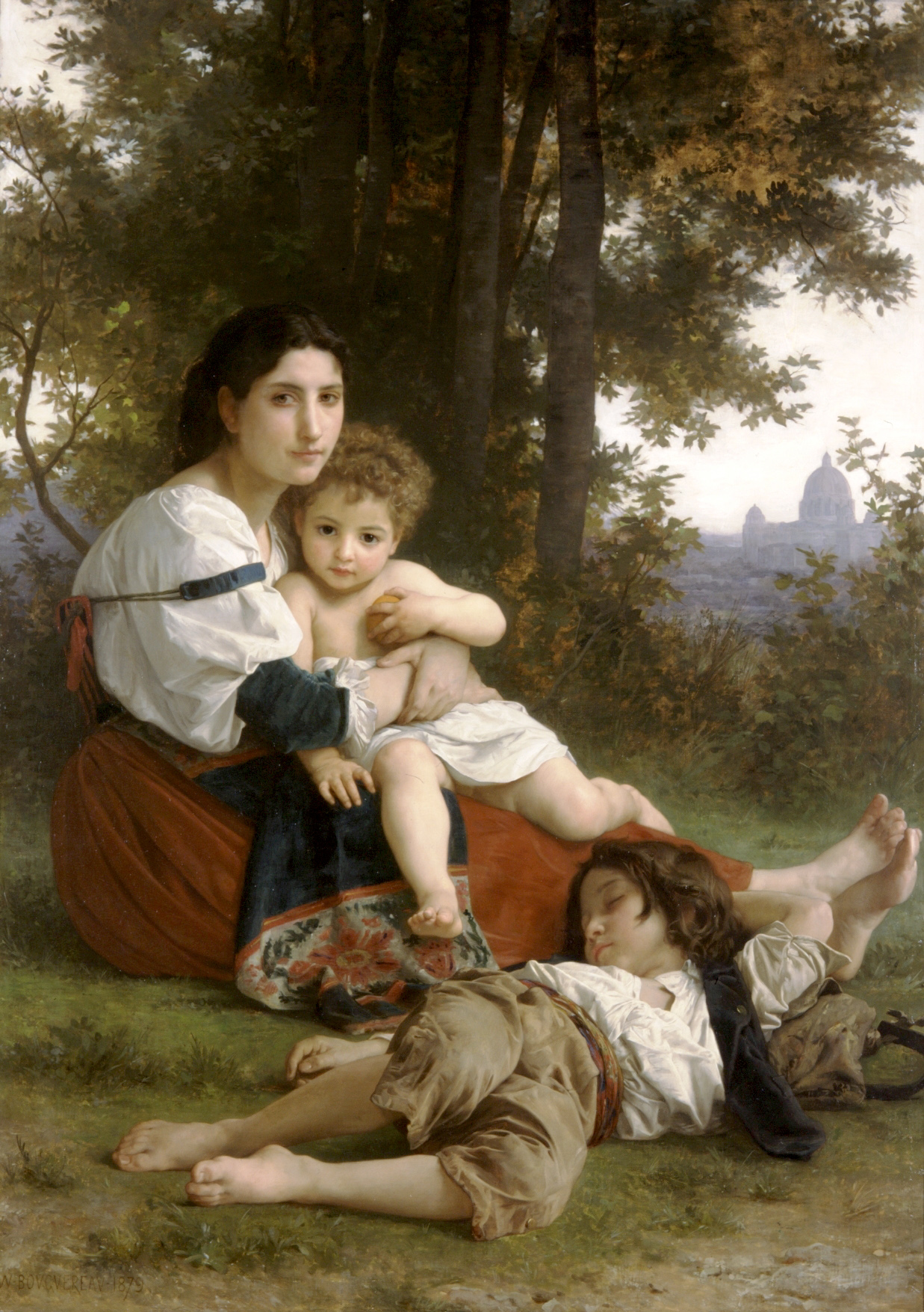
Rest (1879)
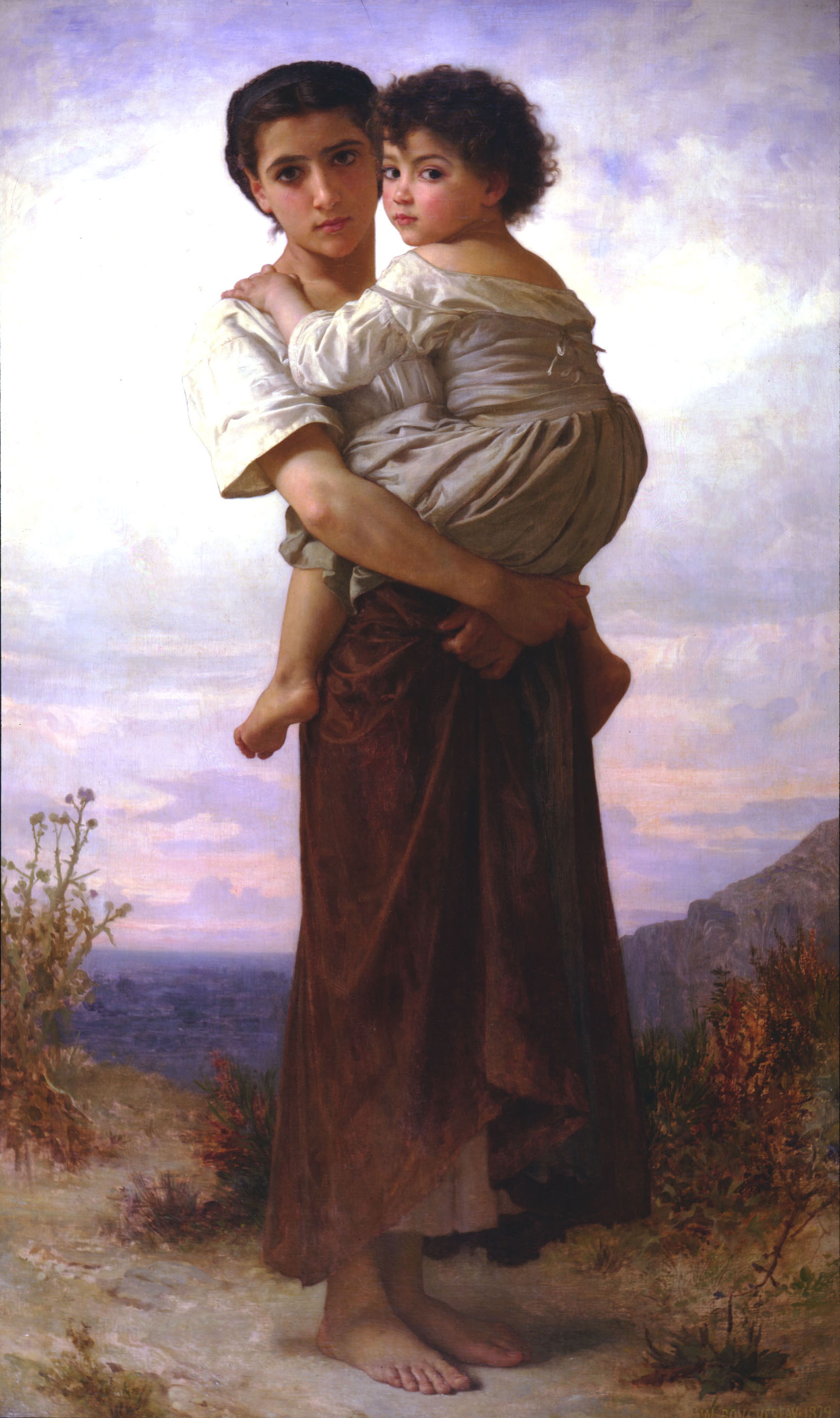
Young Gypsies (1879)
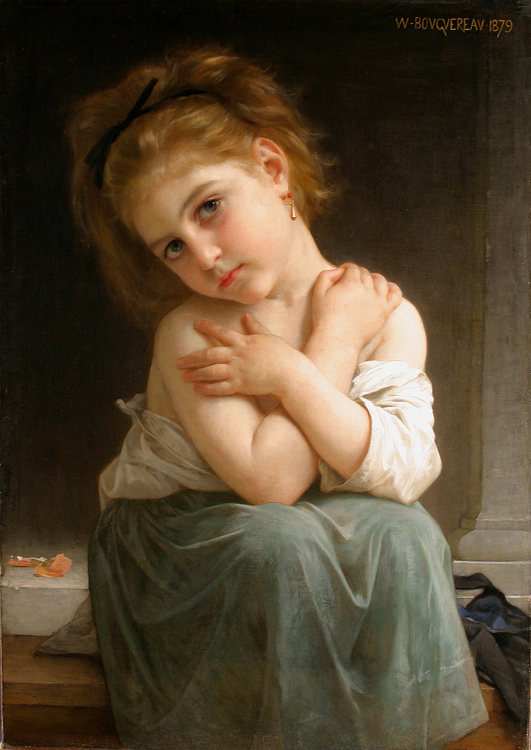
La Frileuse (1879)
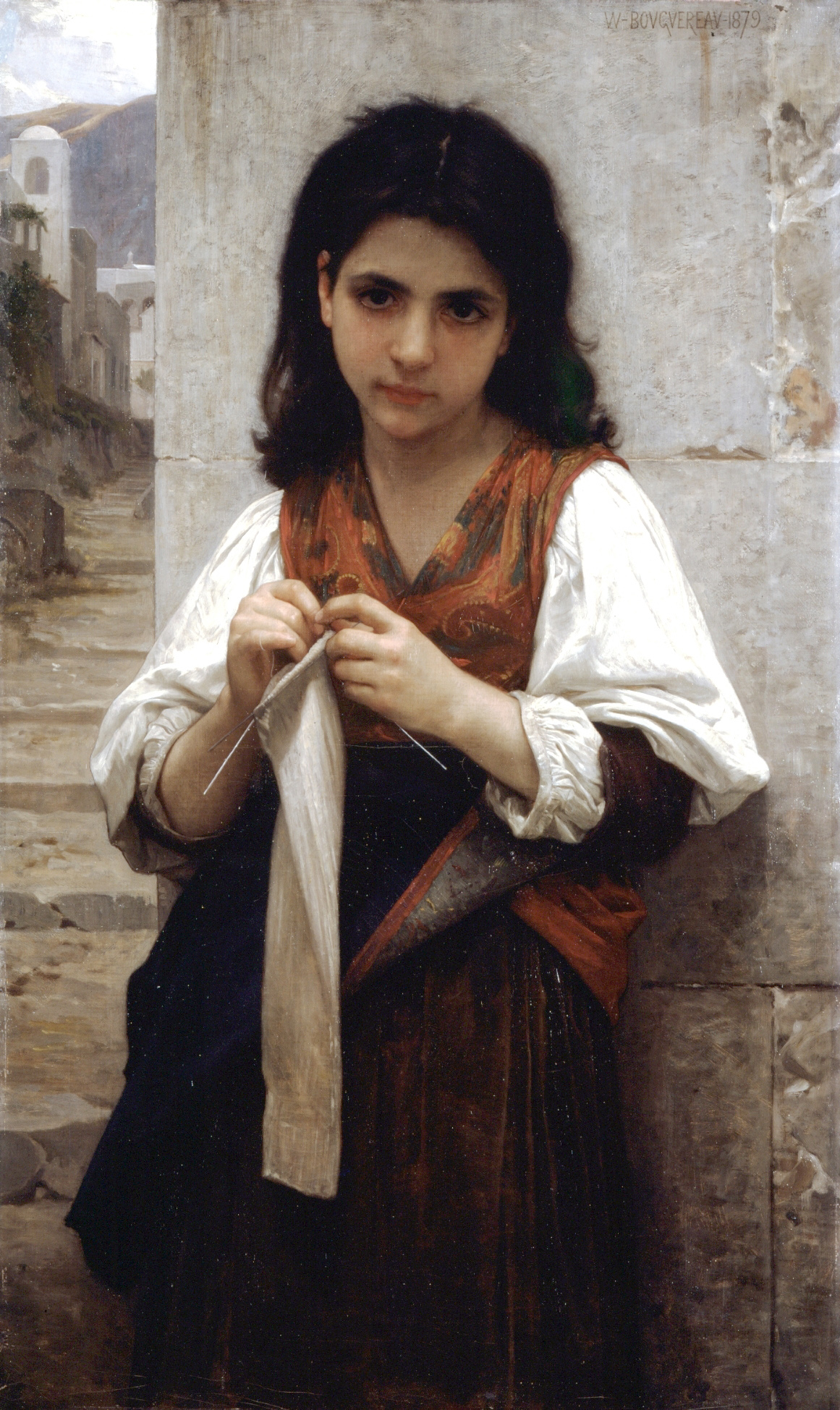
Tricoteuse (1879)
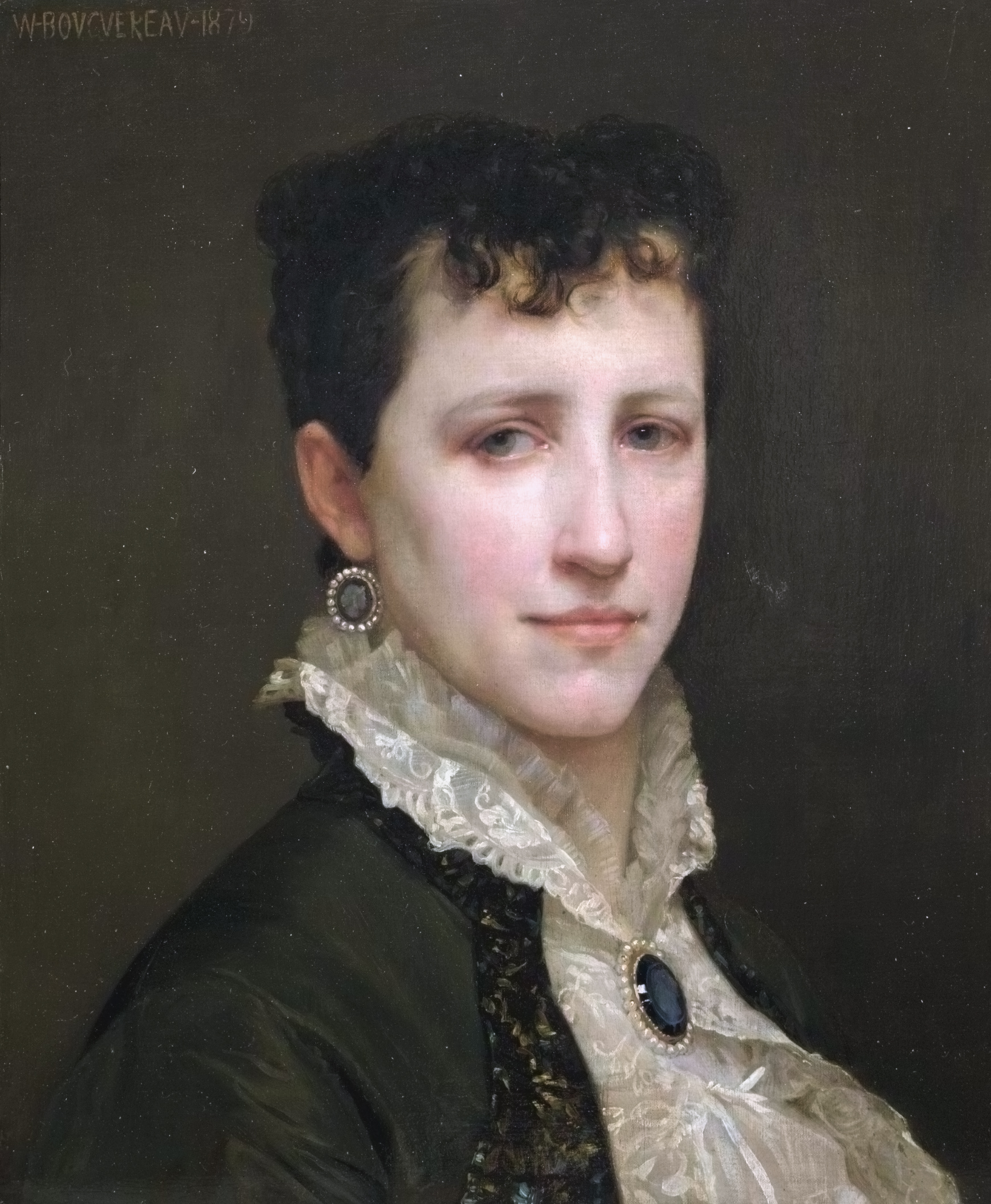
Mademoiselle Elizabeth Gardner (1879)
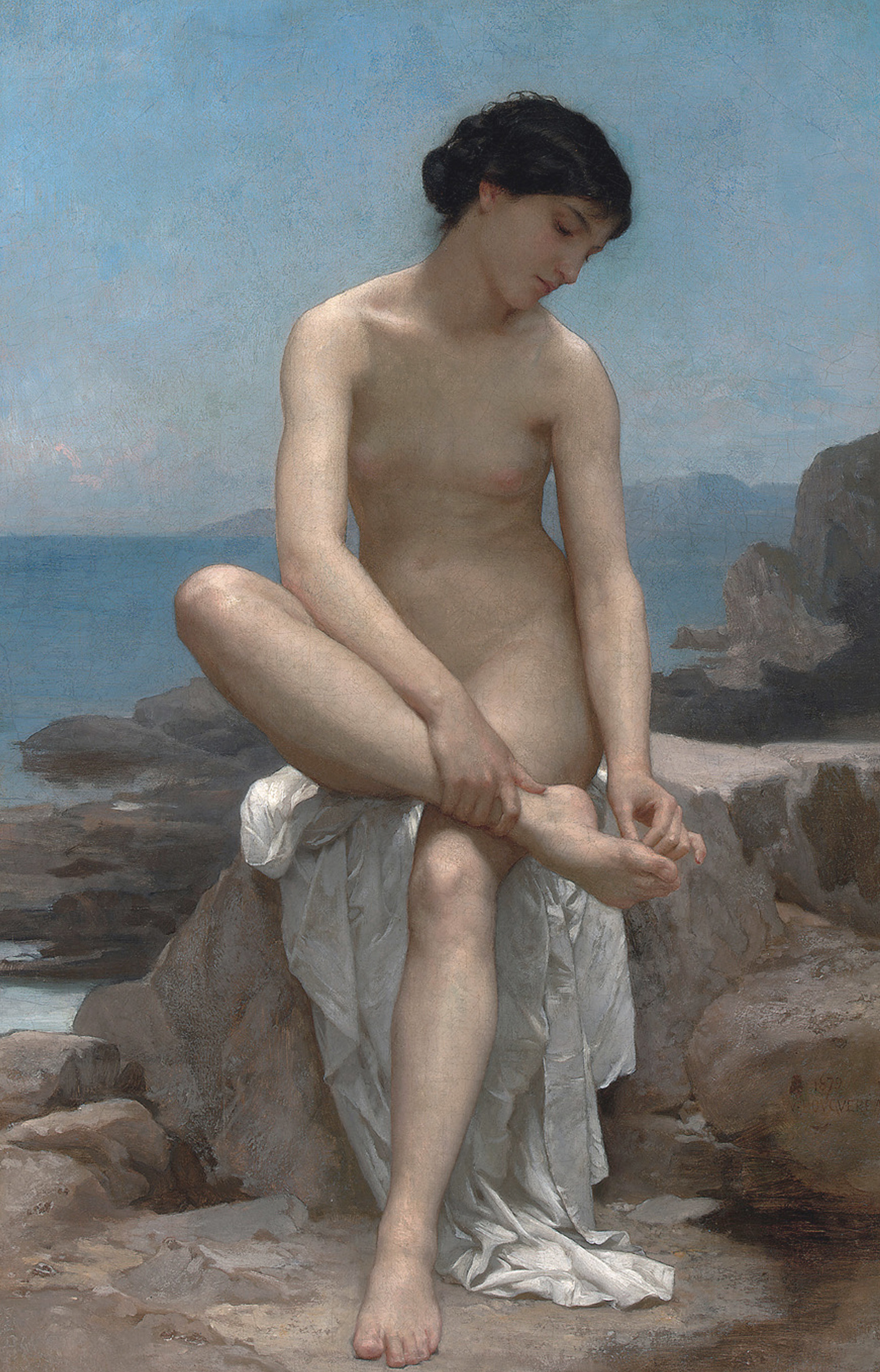
The Bather (1879)

### 1880年代

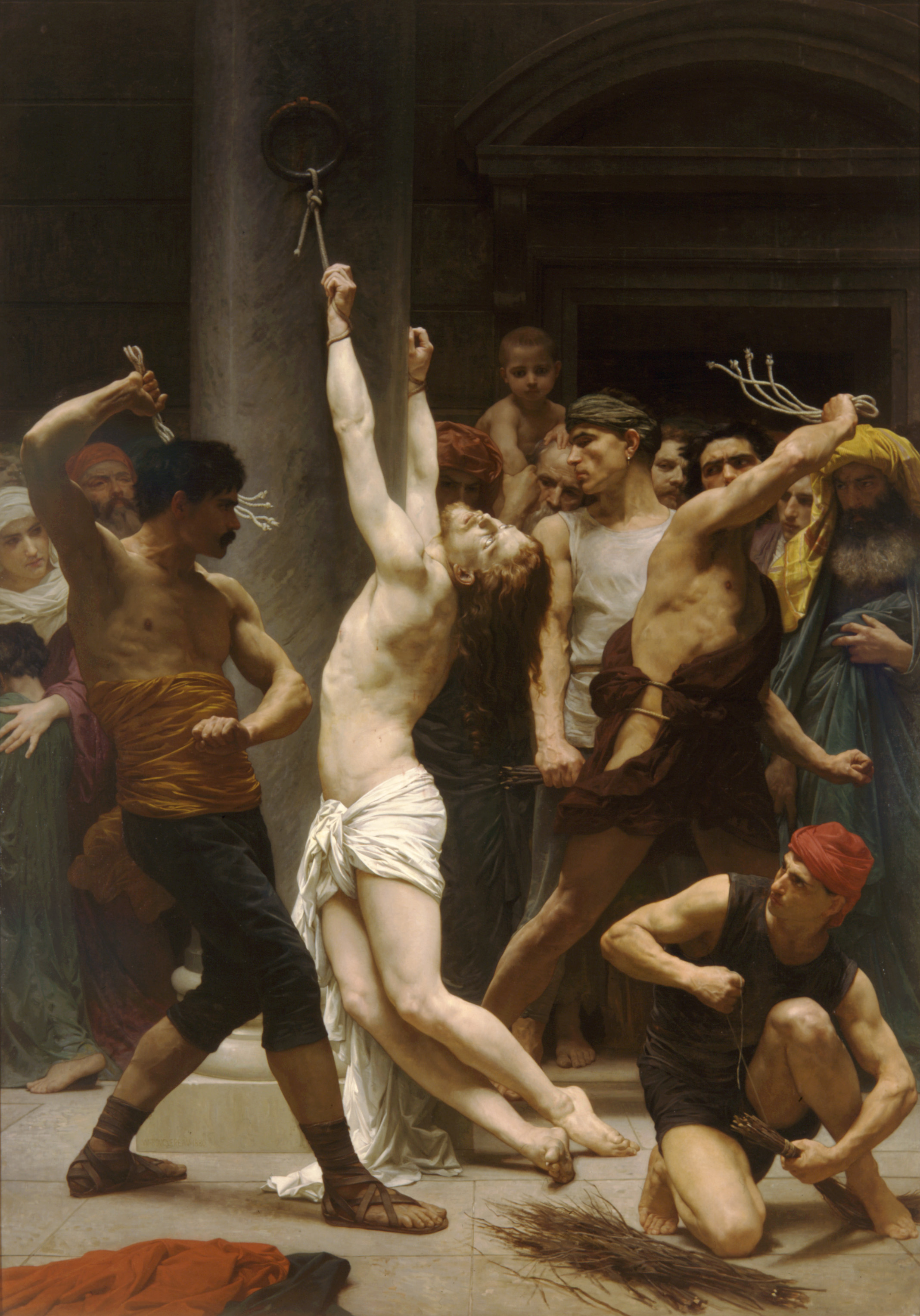
キリストの苔打ち (1880)
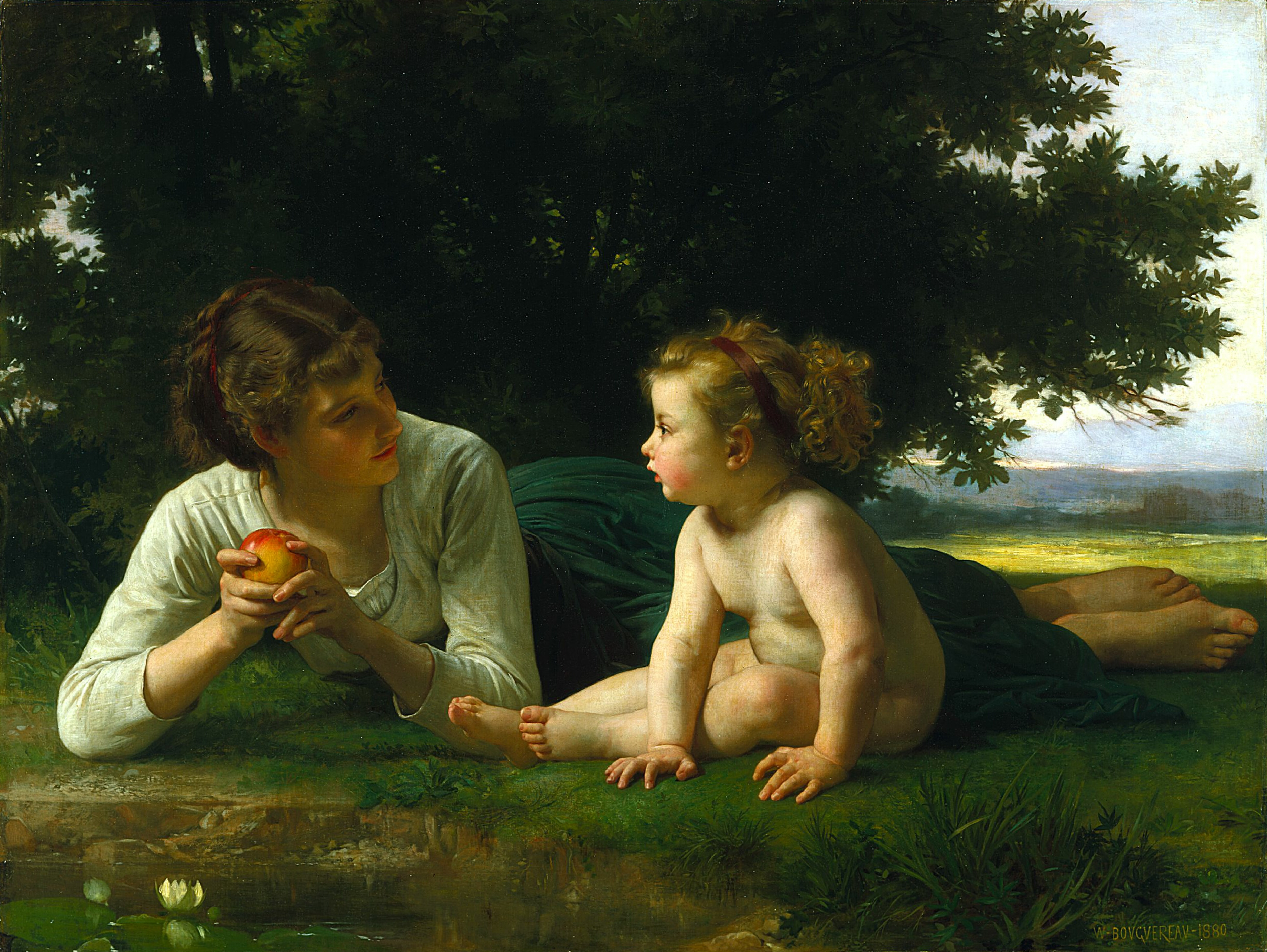
Temptation (1880)
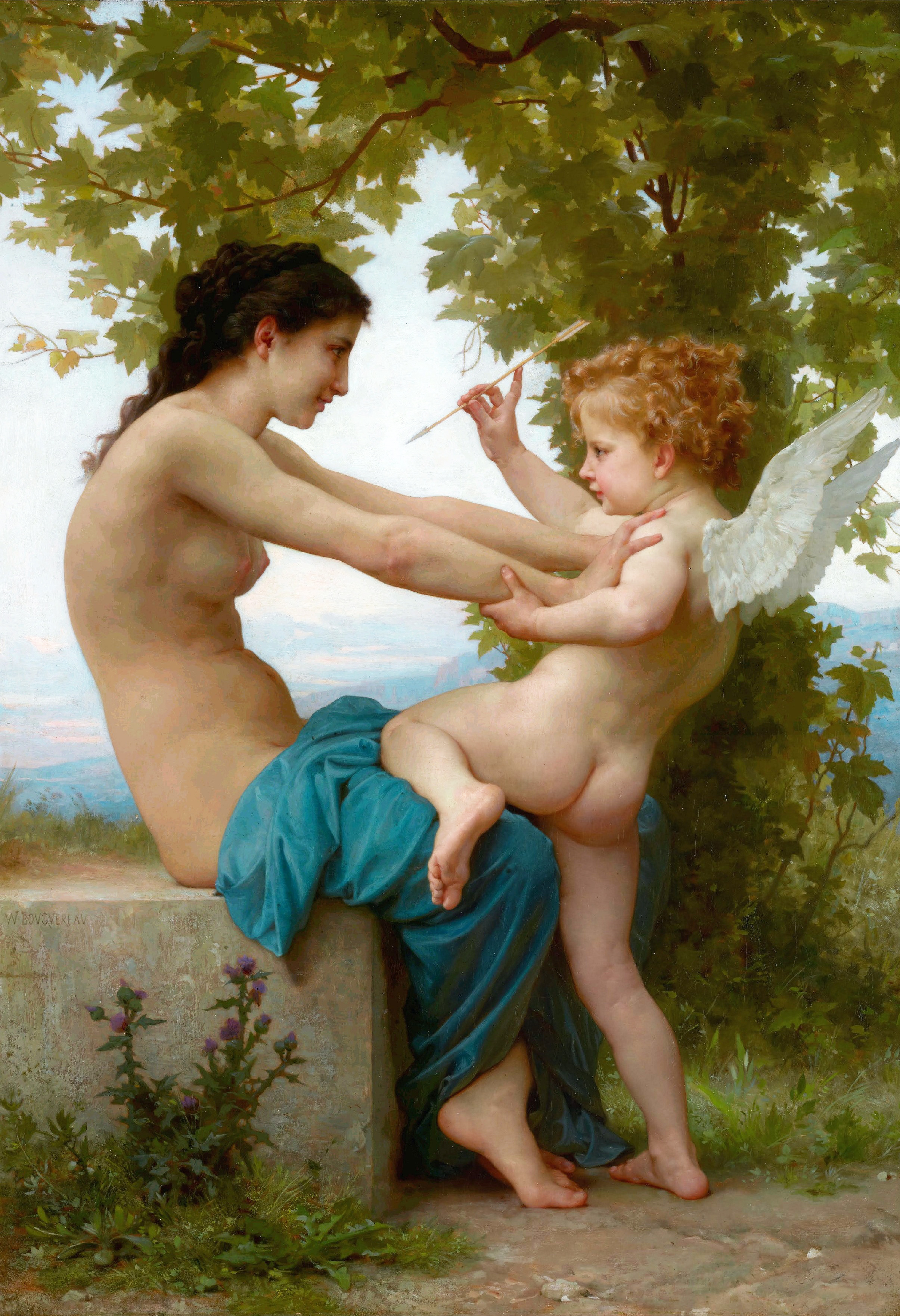
A Young Girl Defending Herself Against Eros (1880)
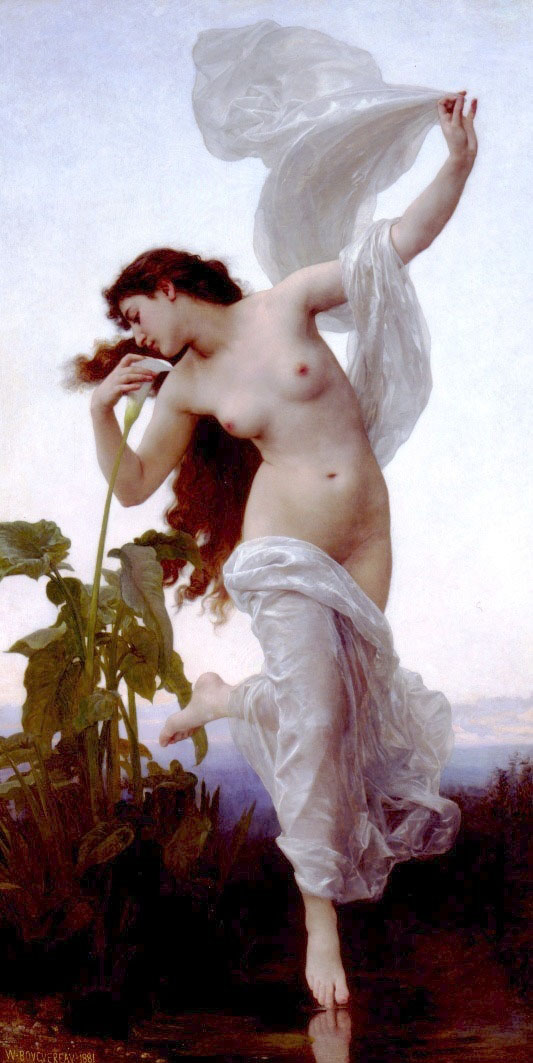
Dawn (1881)
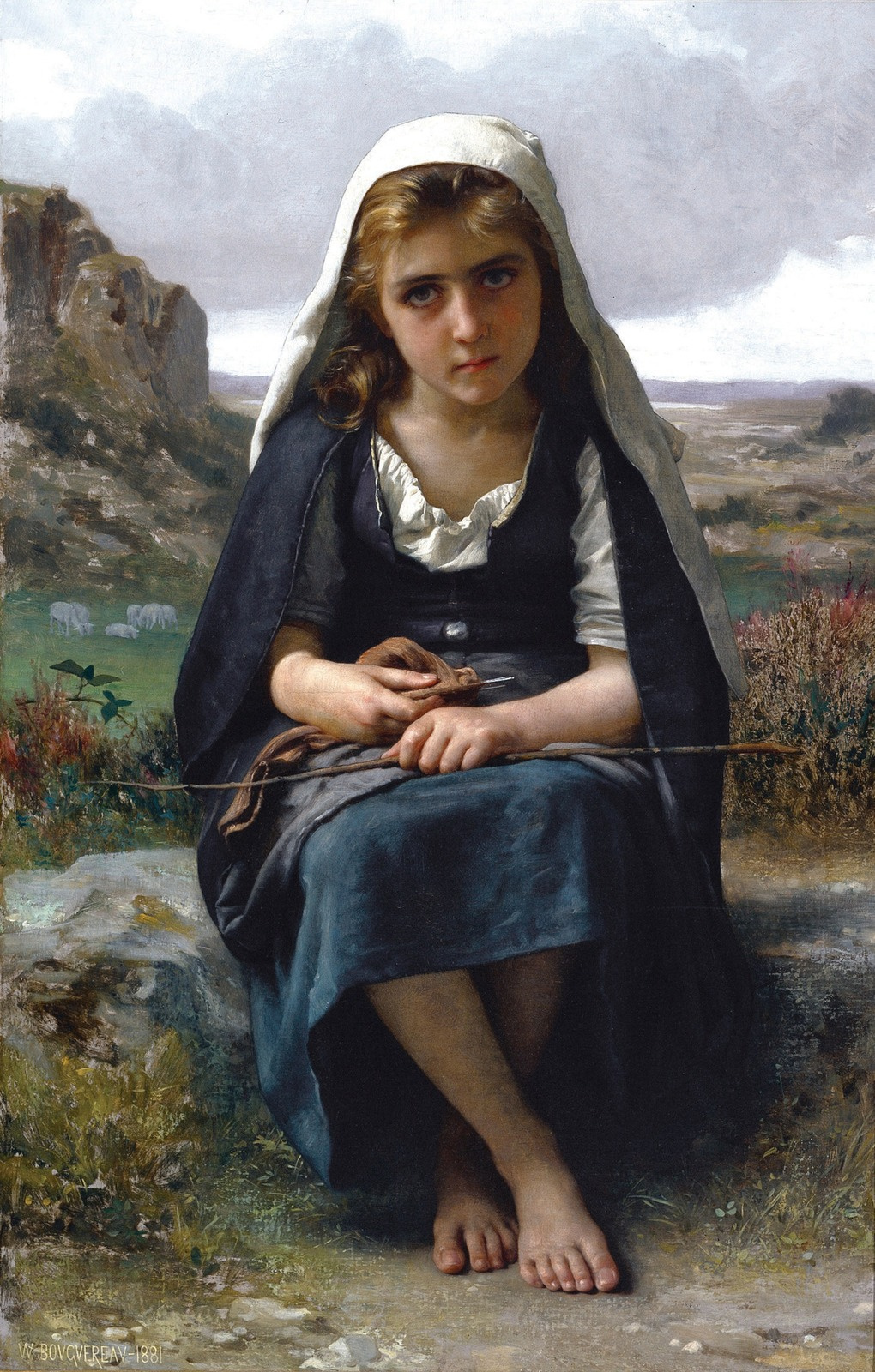
The Shepherdess (1881)
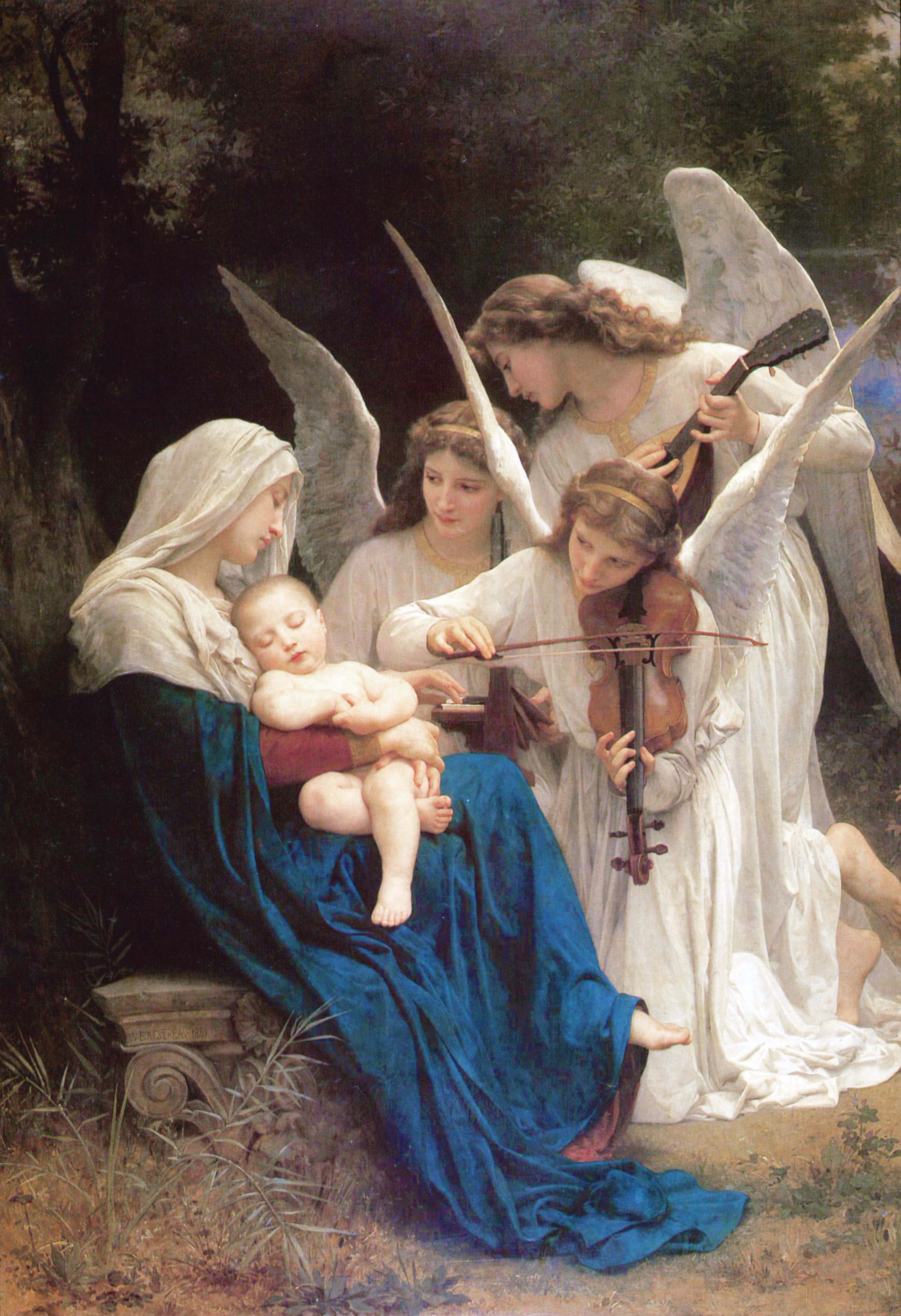
歌を歌う天使達 (1881)
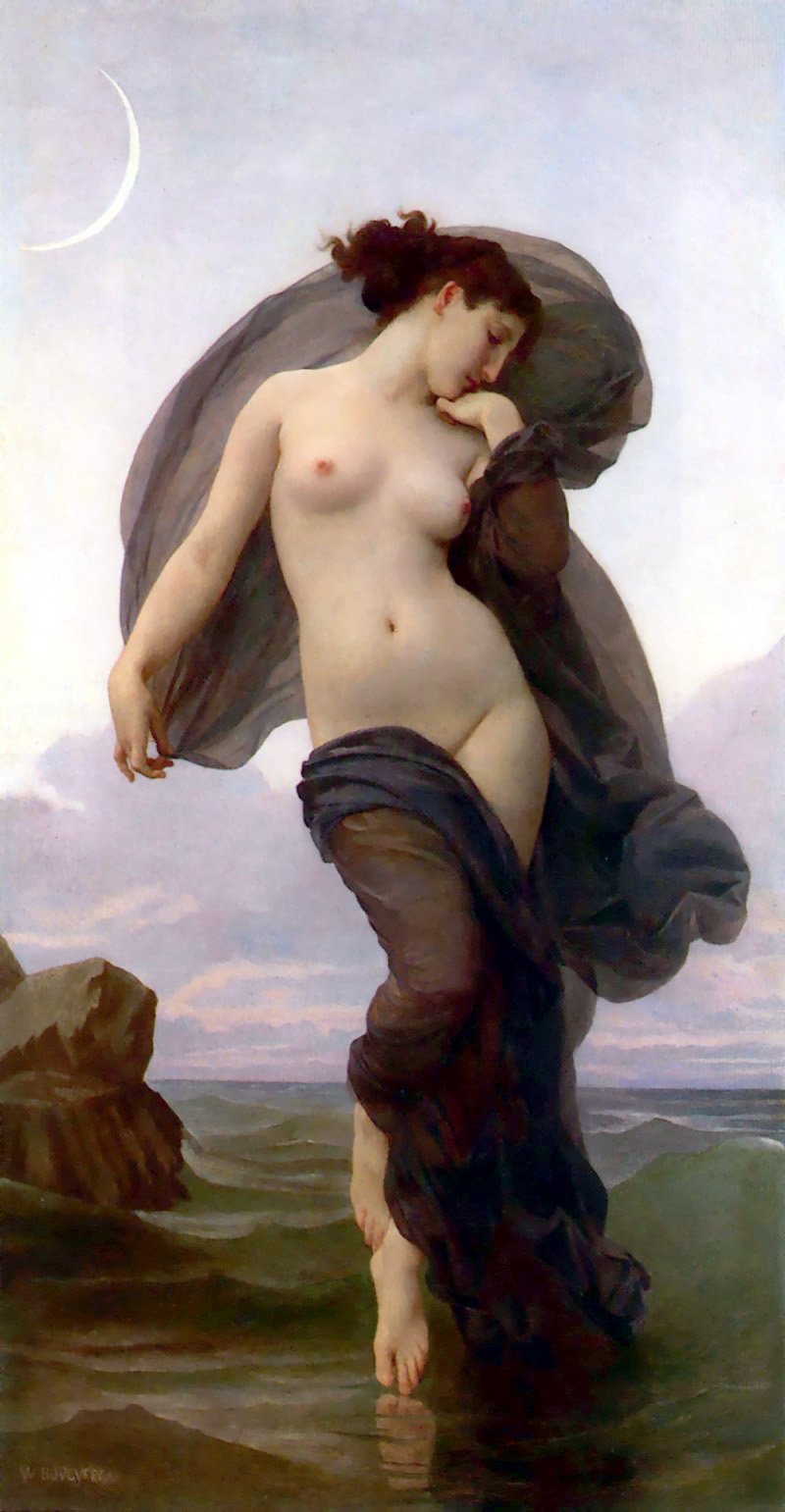
Evening Mood(1882)
The Little Knitter (1882)
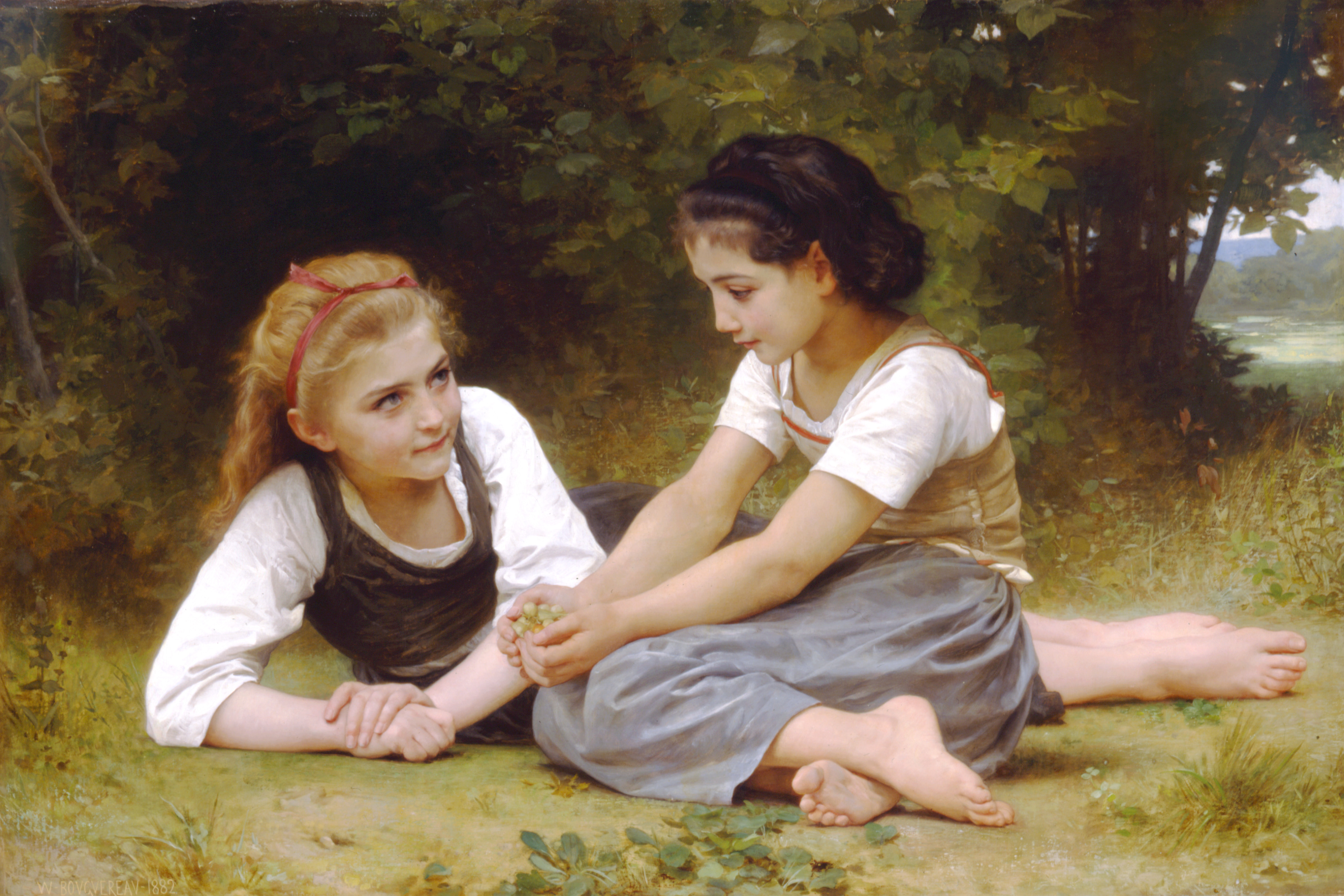
The Nut Gatherers (1882)
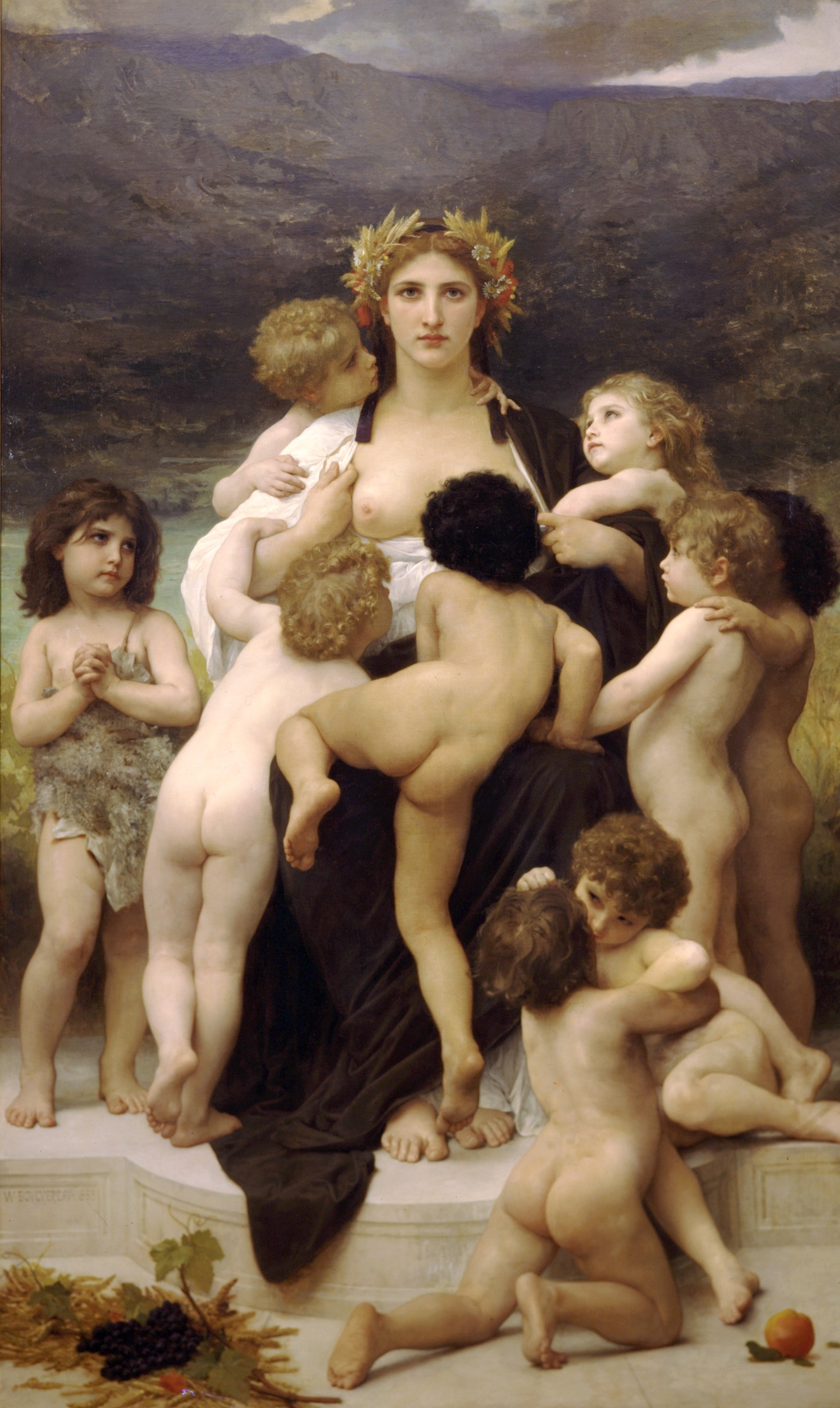
The Motherland (1883)
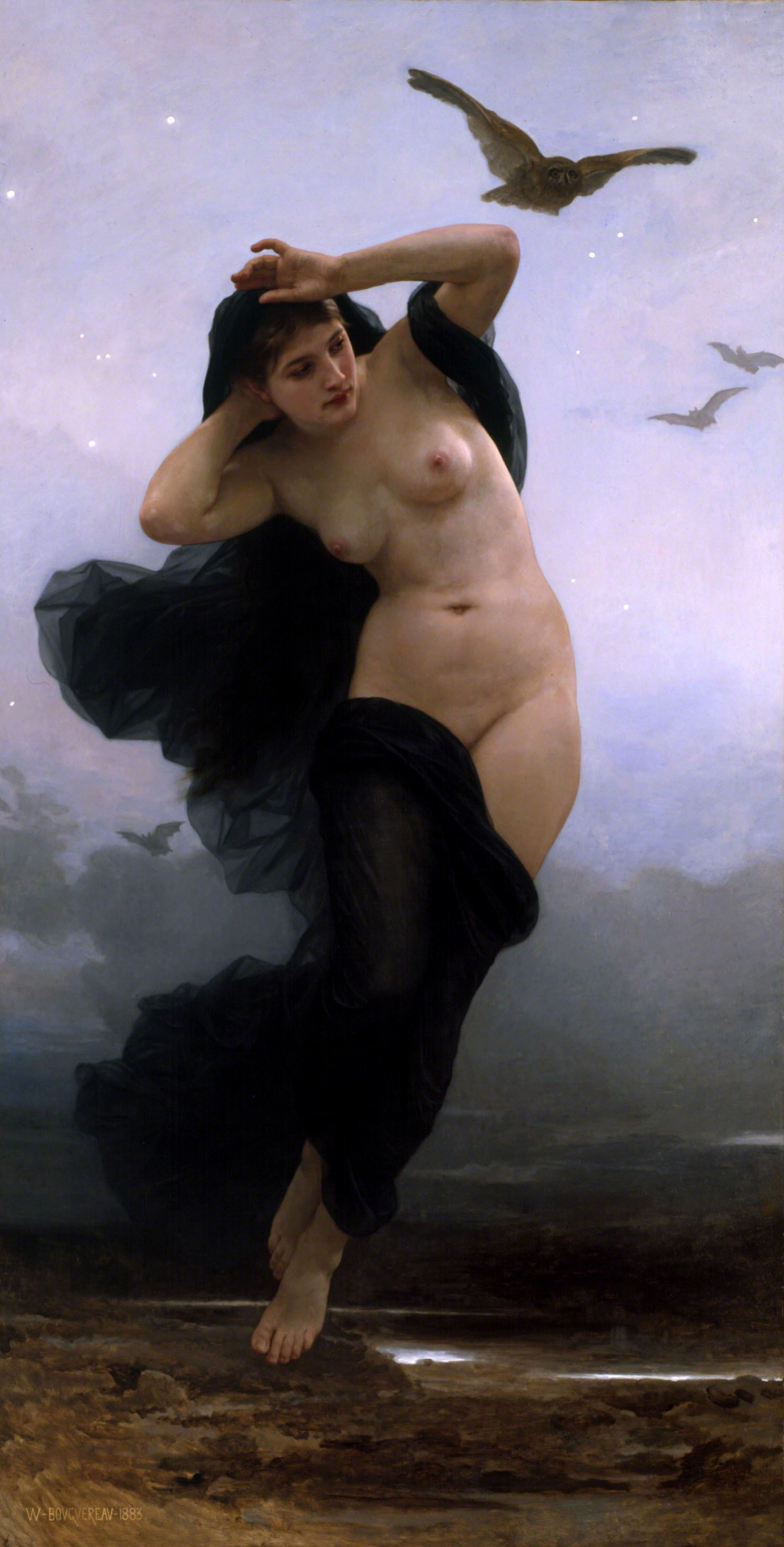
La Nuit (1883)
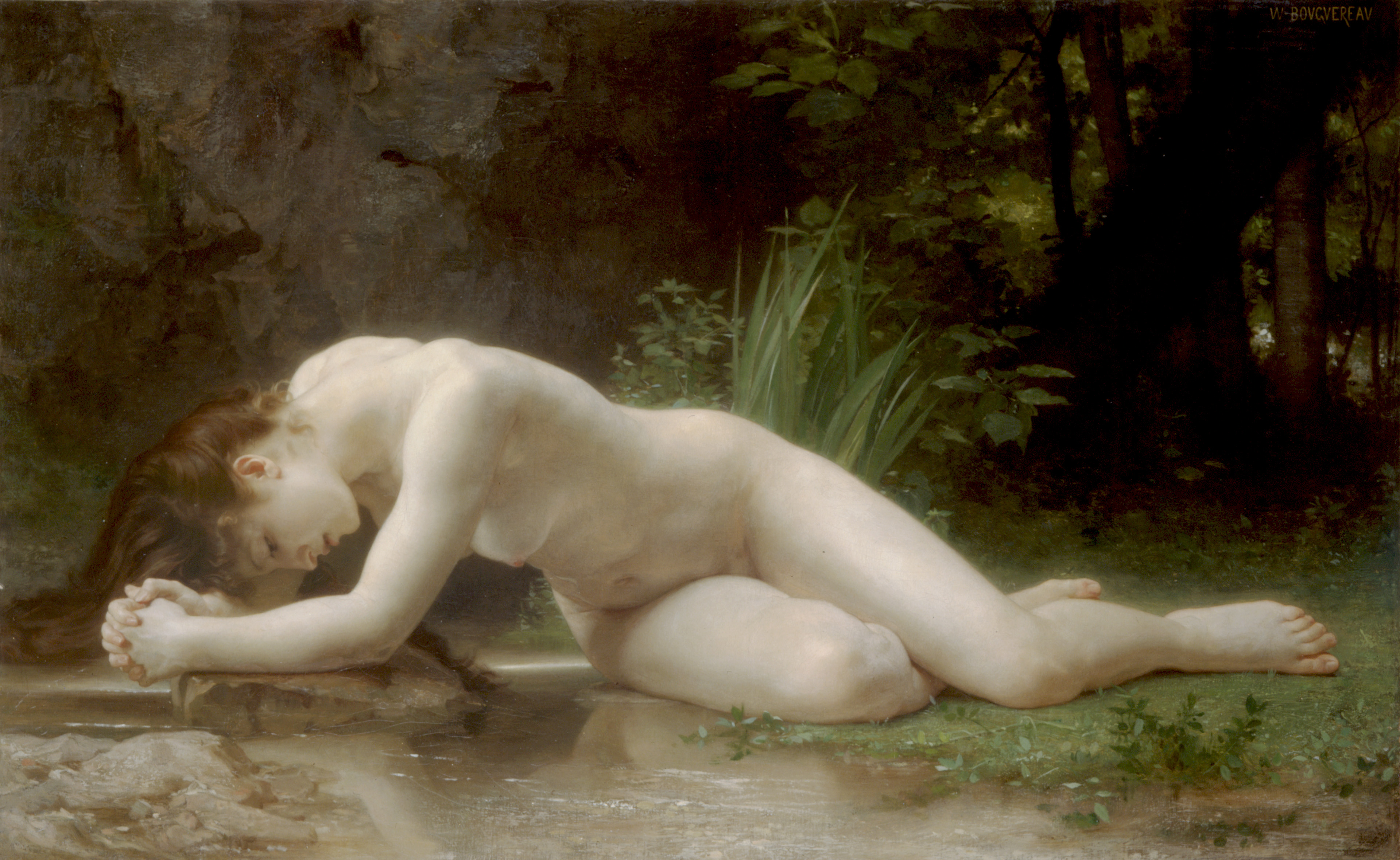
ビュブリス (1884)
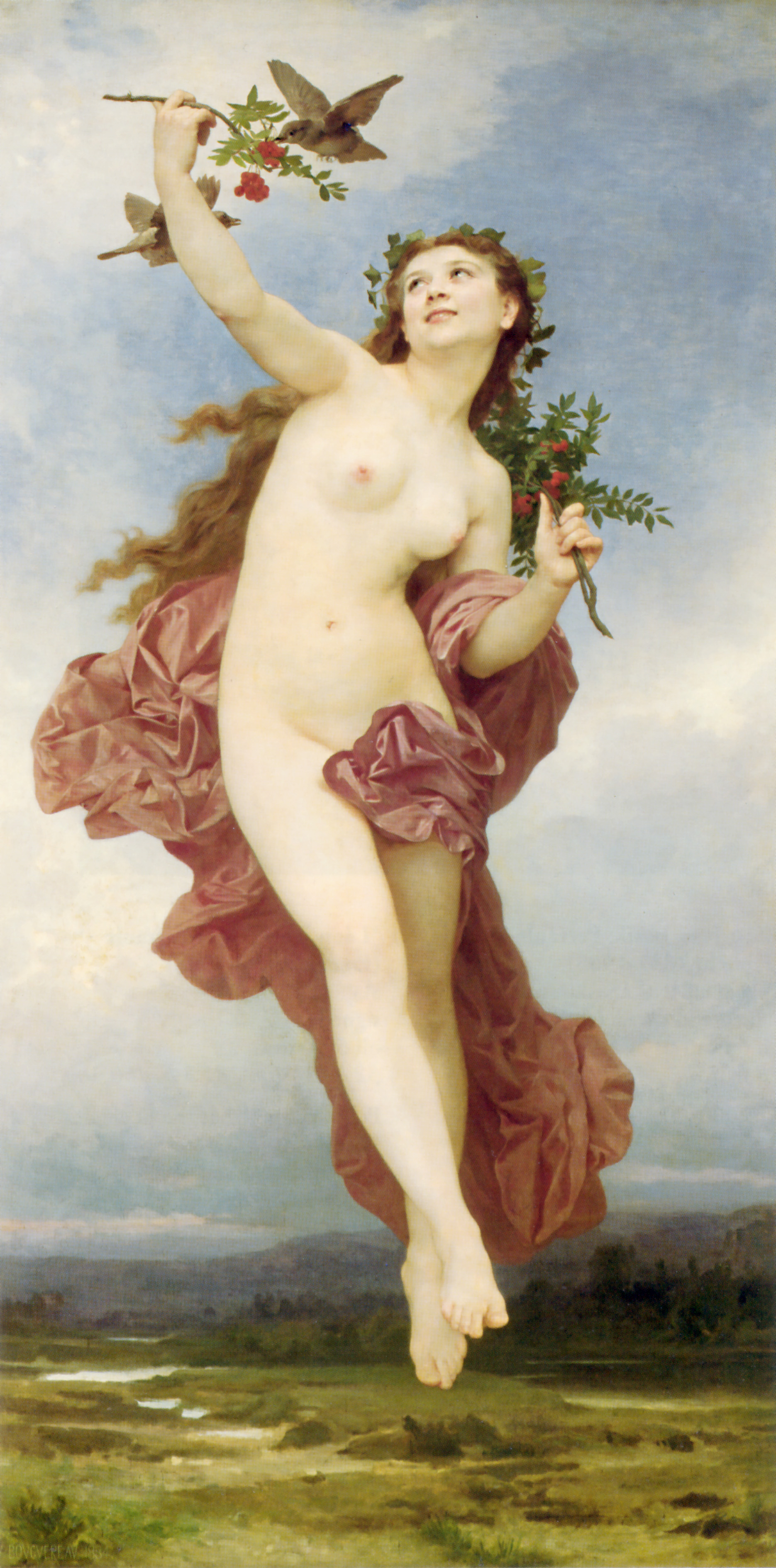
Day (1884)
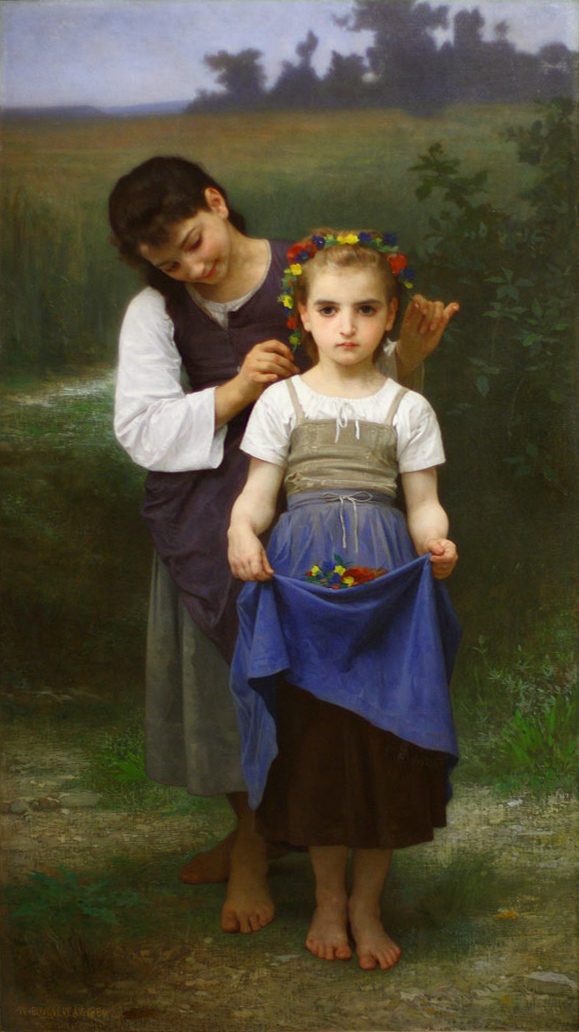
Crown of Flowers (1884)
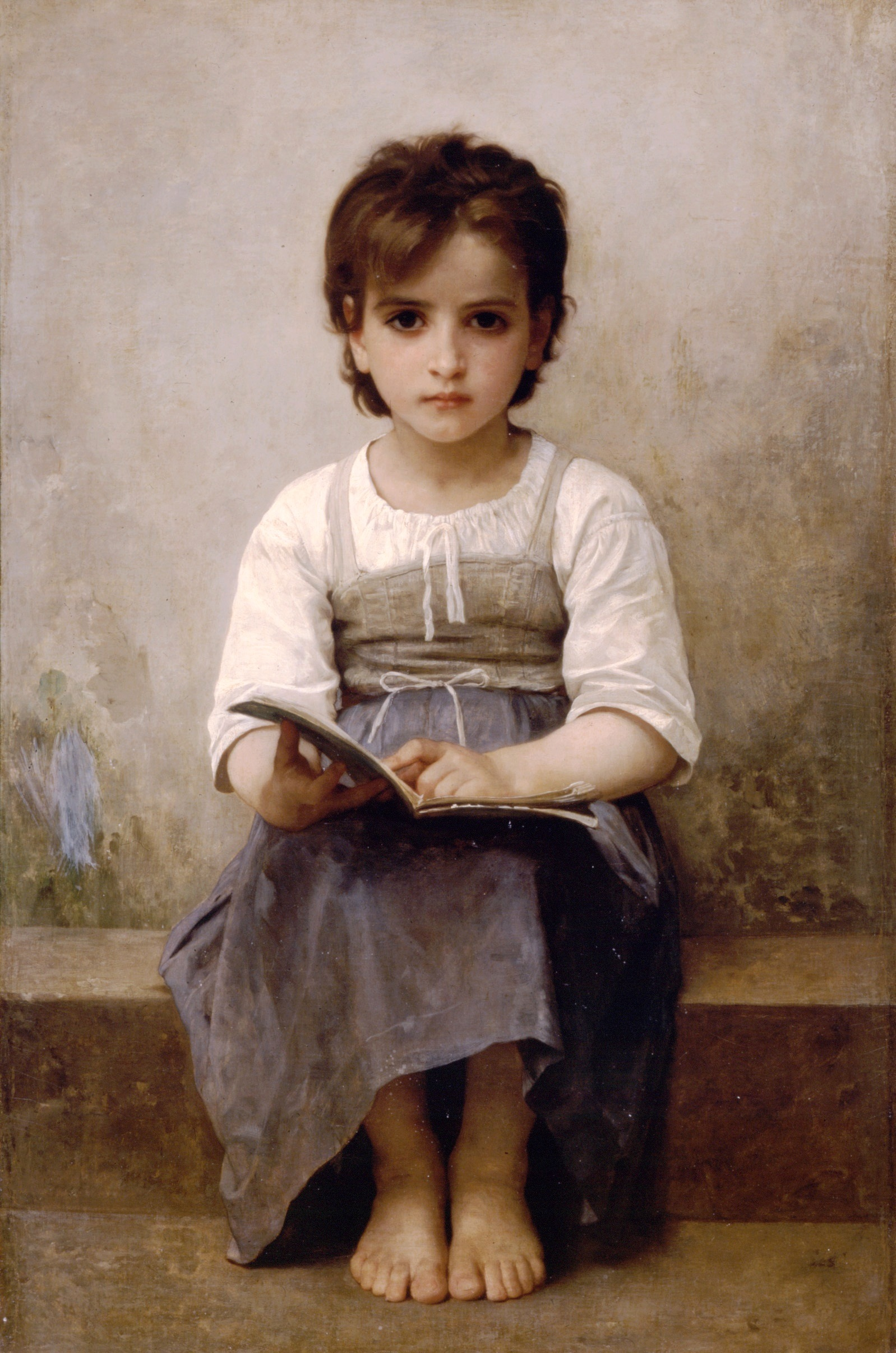
The Difficult Lesson (1884)
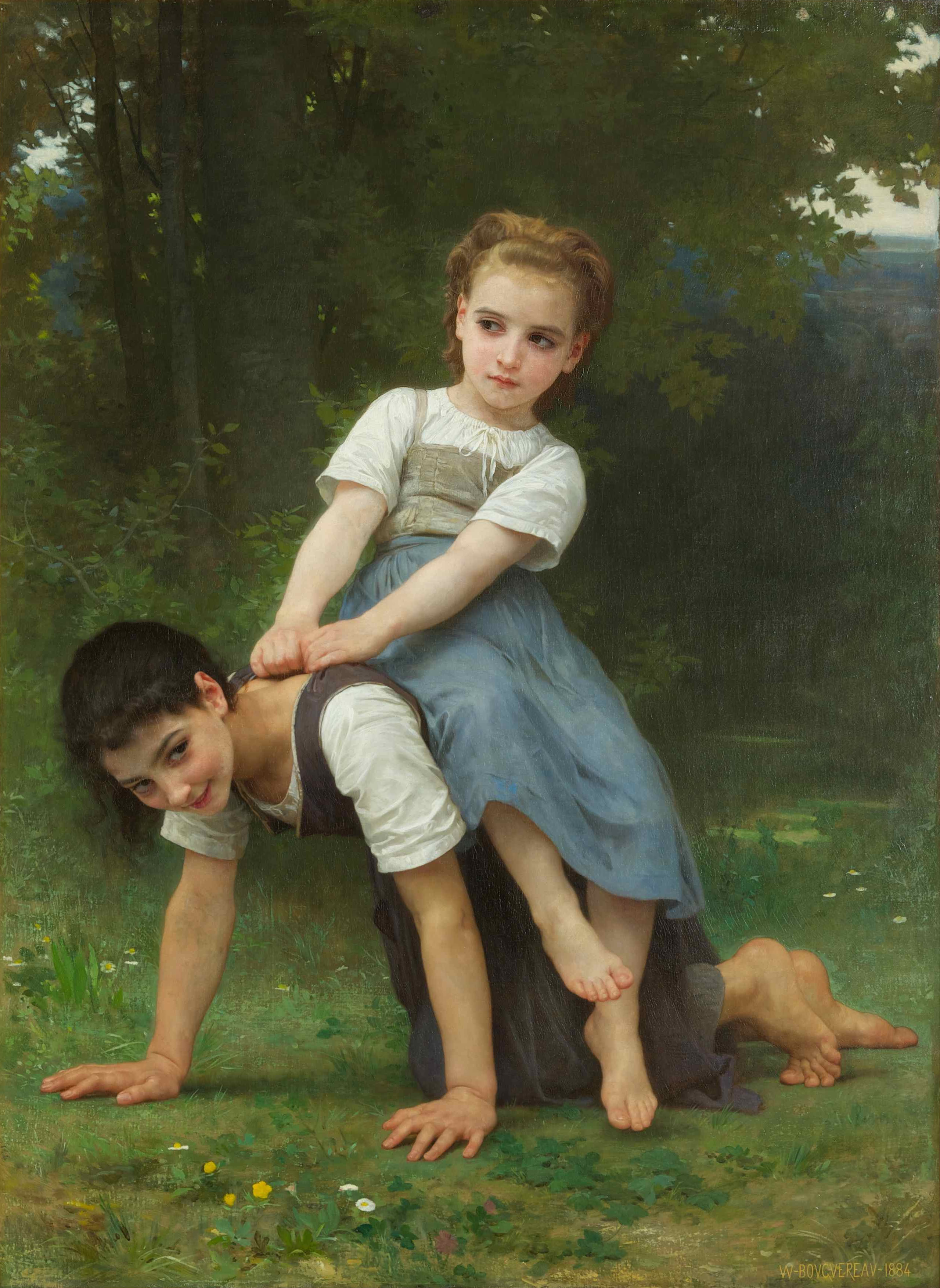
The Horseback Ride (1884)
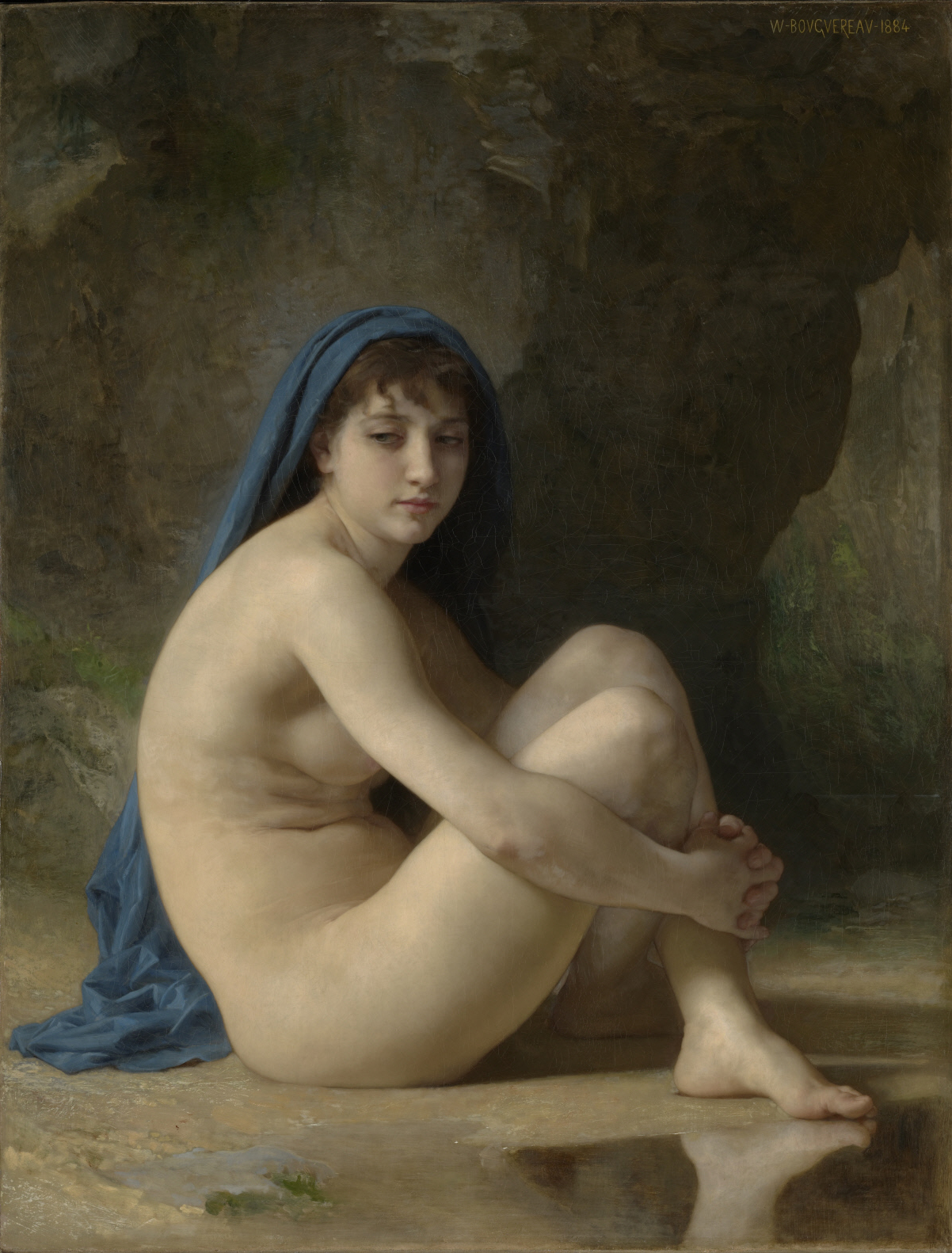
Seated Nude (1884)
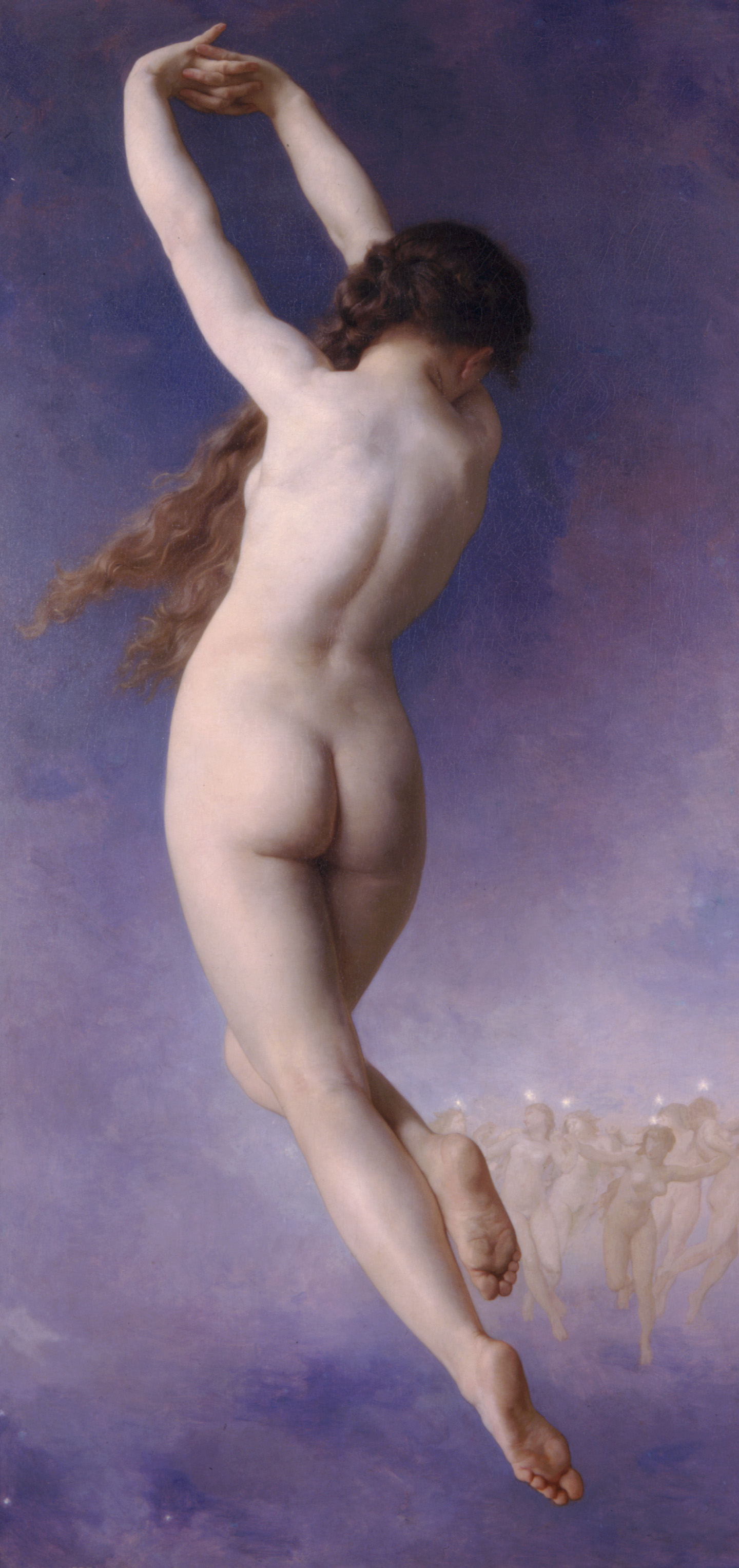
Lost Pleiad (1884)
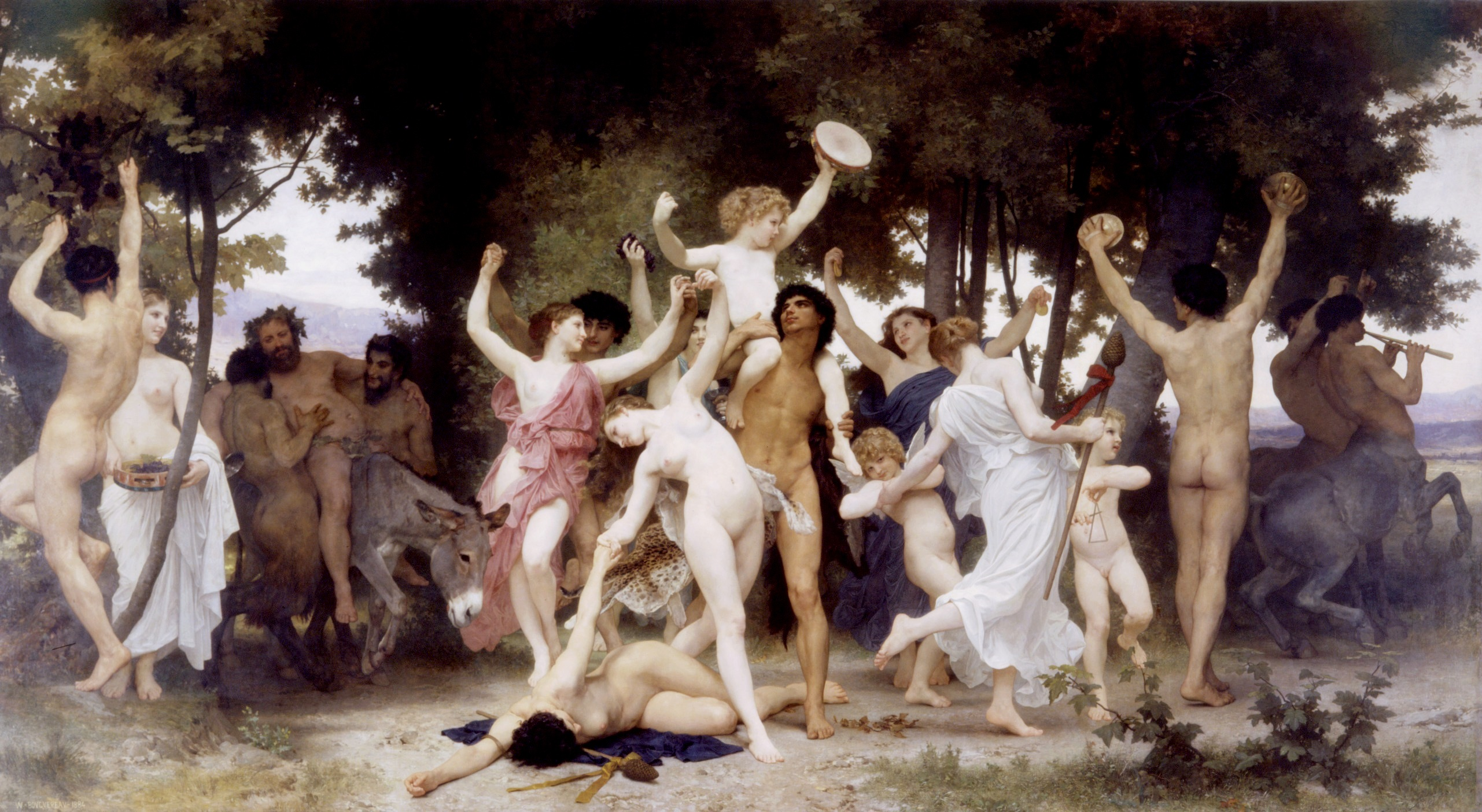
バッカスの幼年時代 (1884)
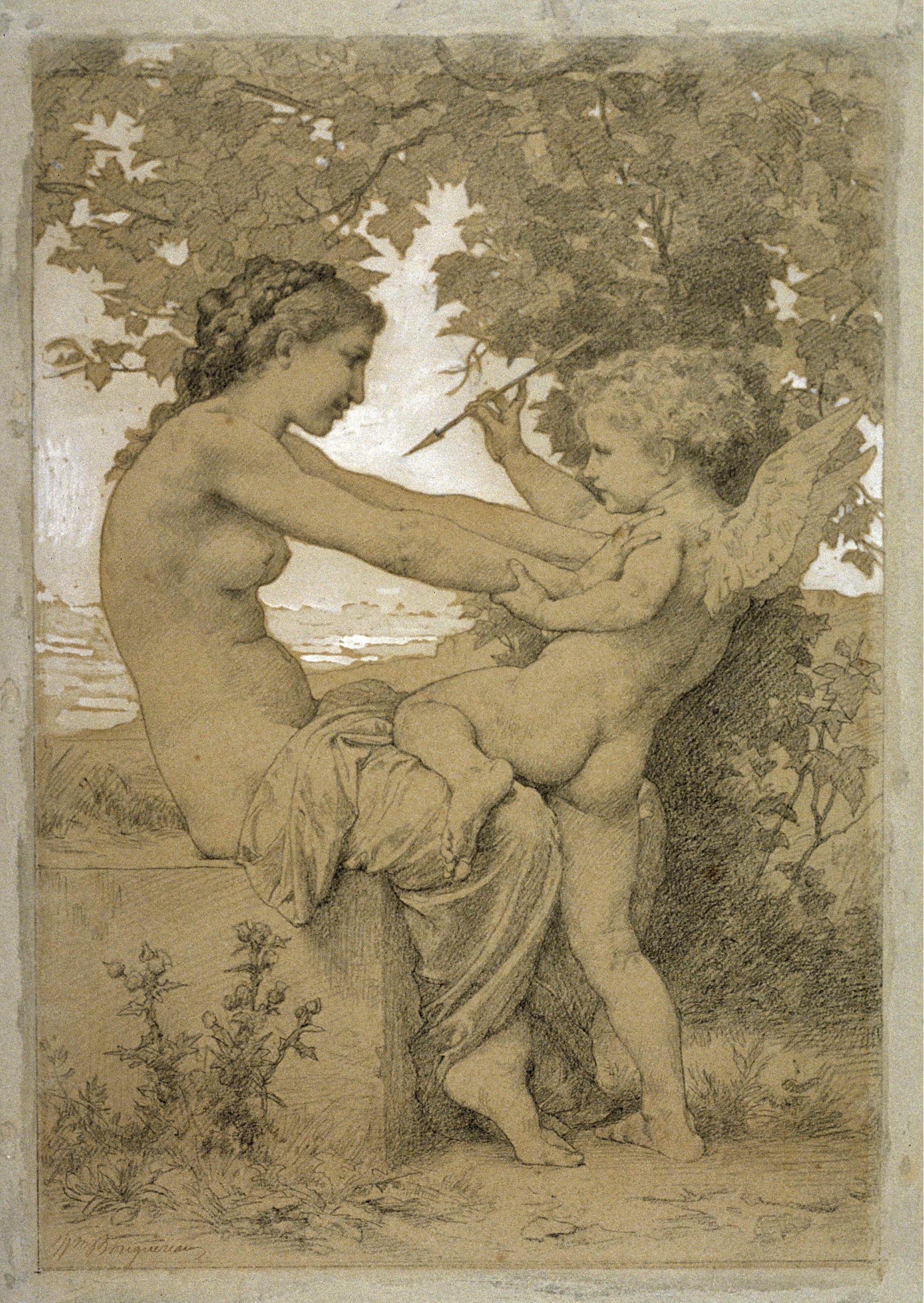
Love's Resistance (1885)
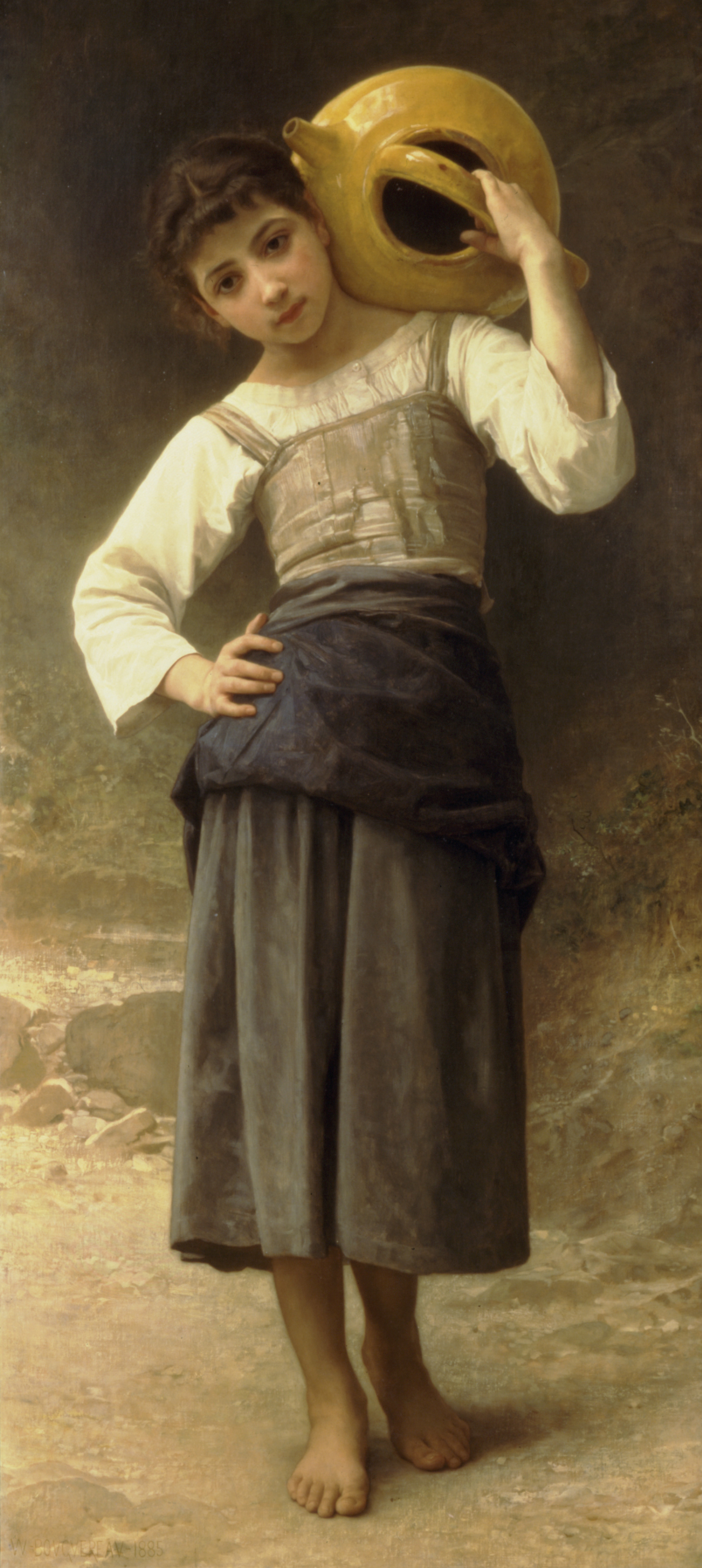
Young Girl Going to the Spring (1885)
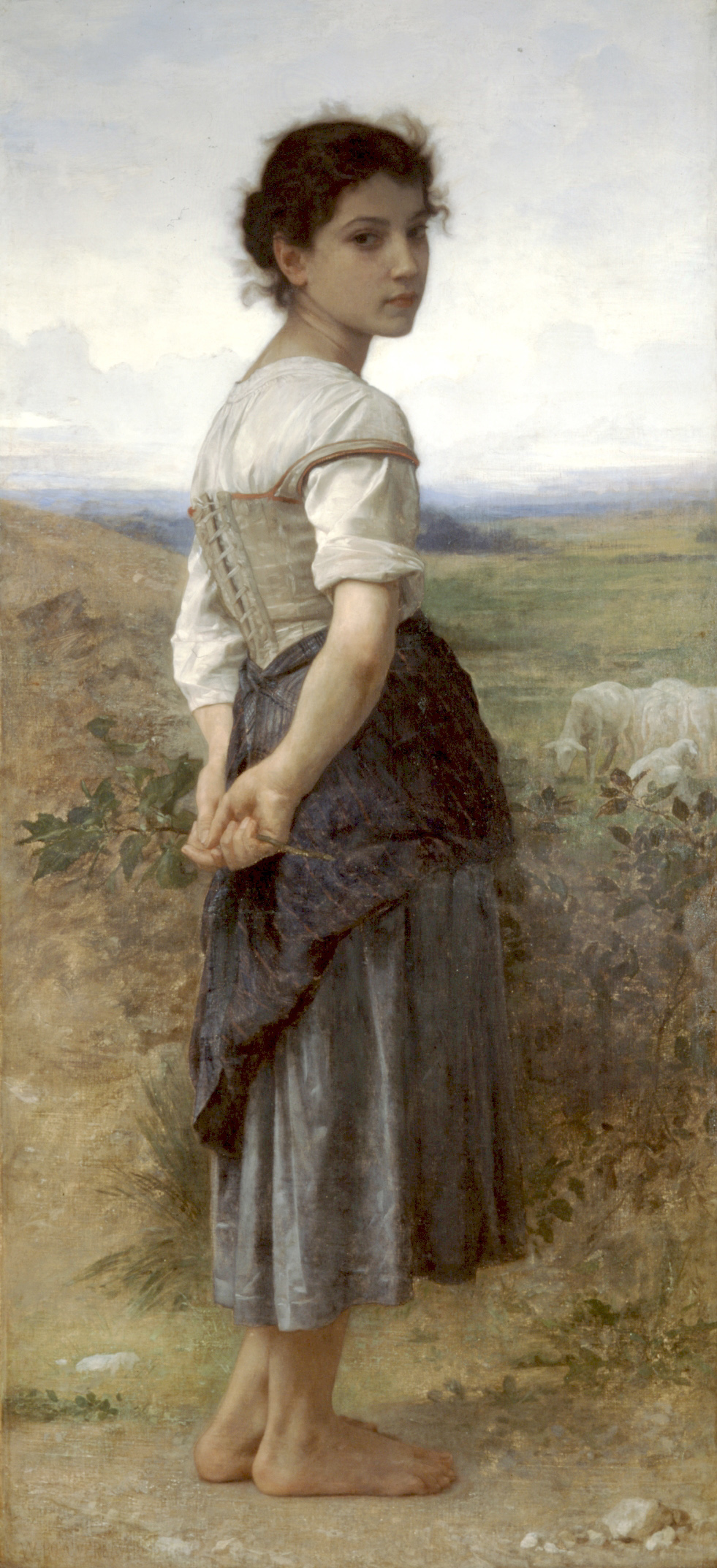
The Young Shepherdess (1885)
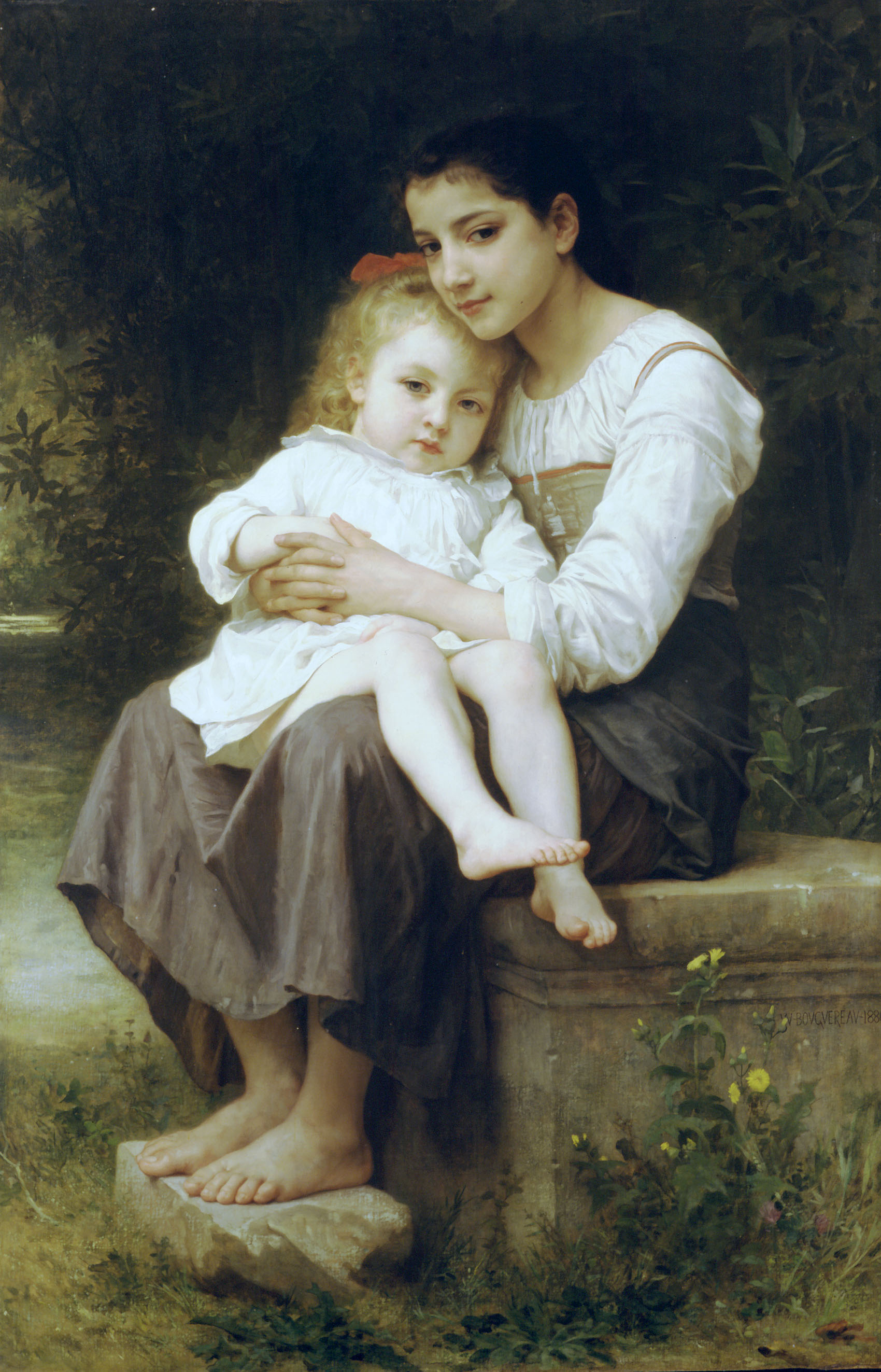
Big Sis' (1886)
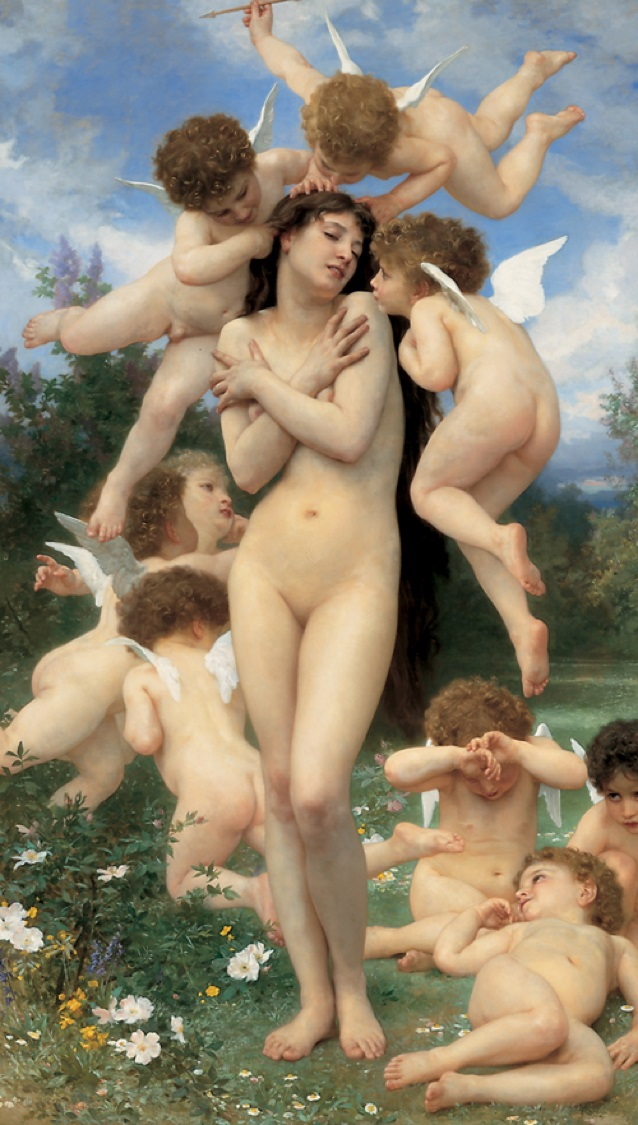
春の再来 (1886)
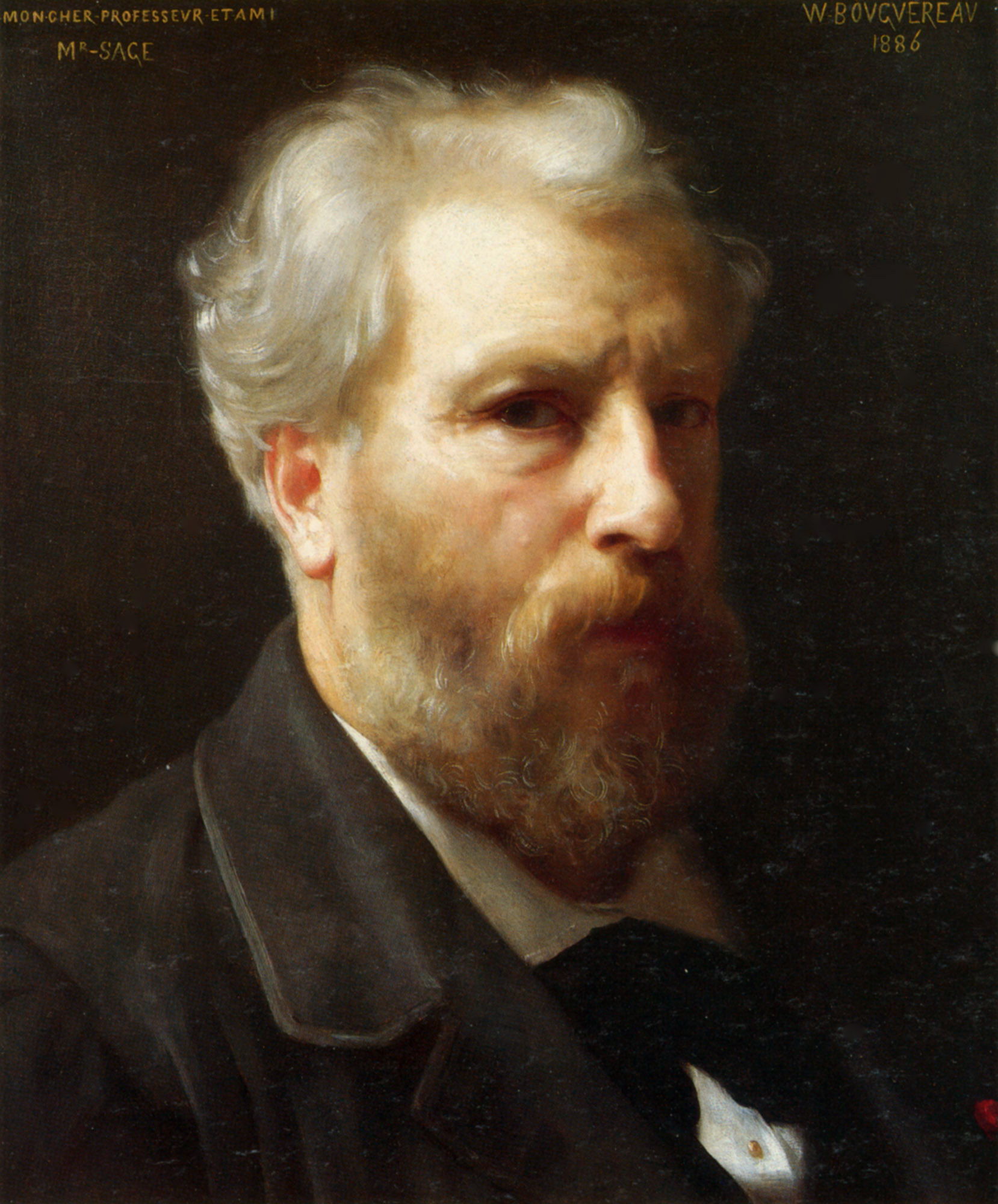
Self-Portrait Presented To M. Sage (1886)
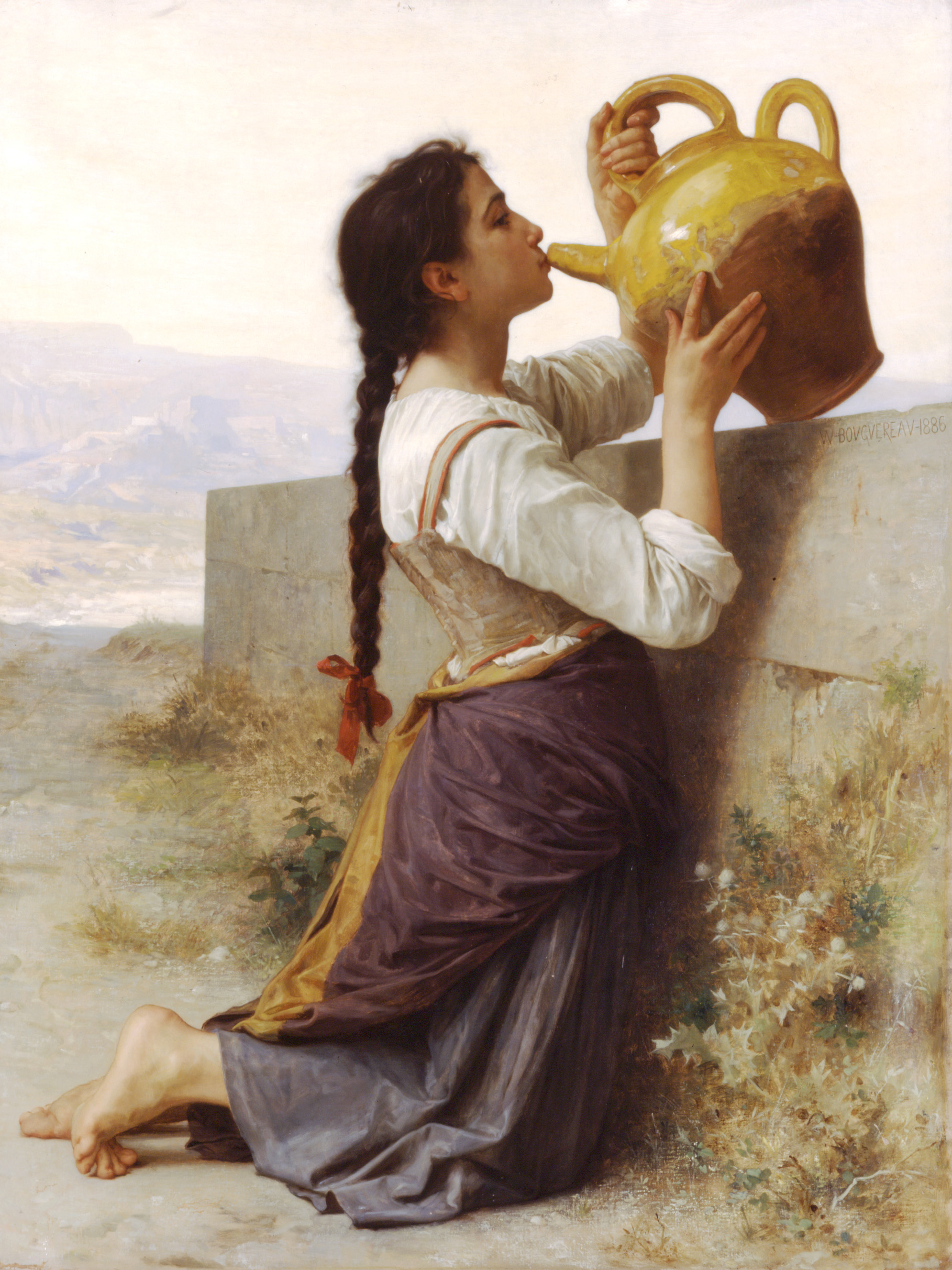
渇き (1886)
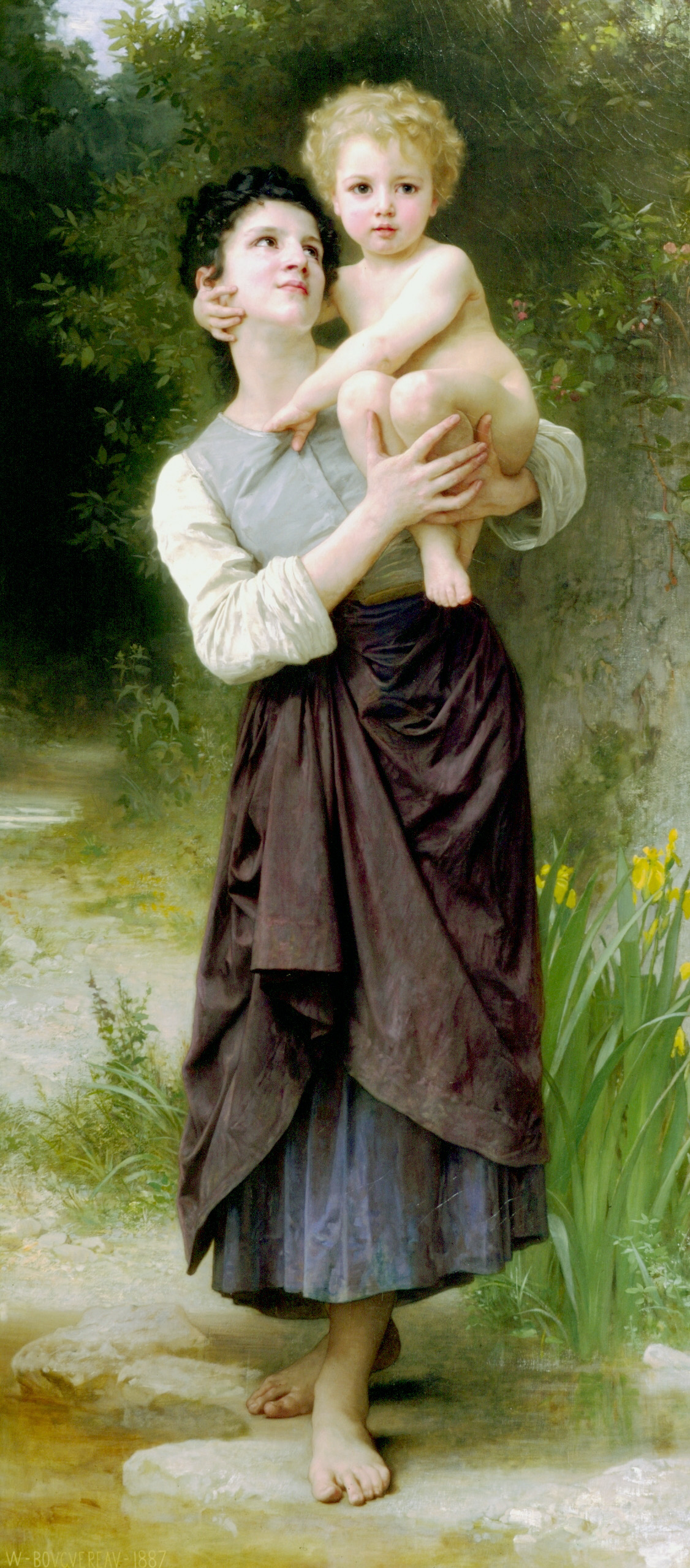
Brother And Sister (1887)
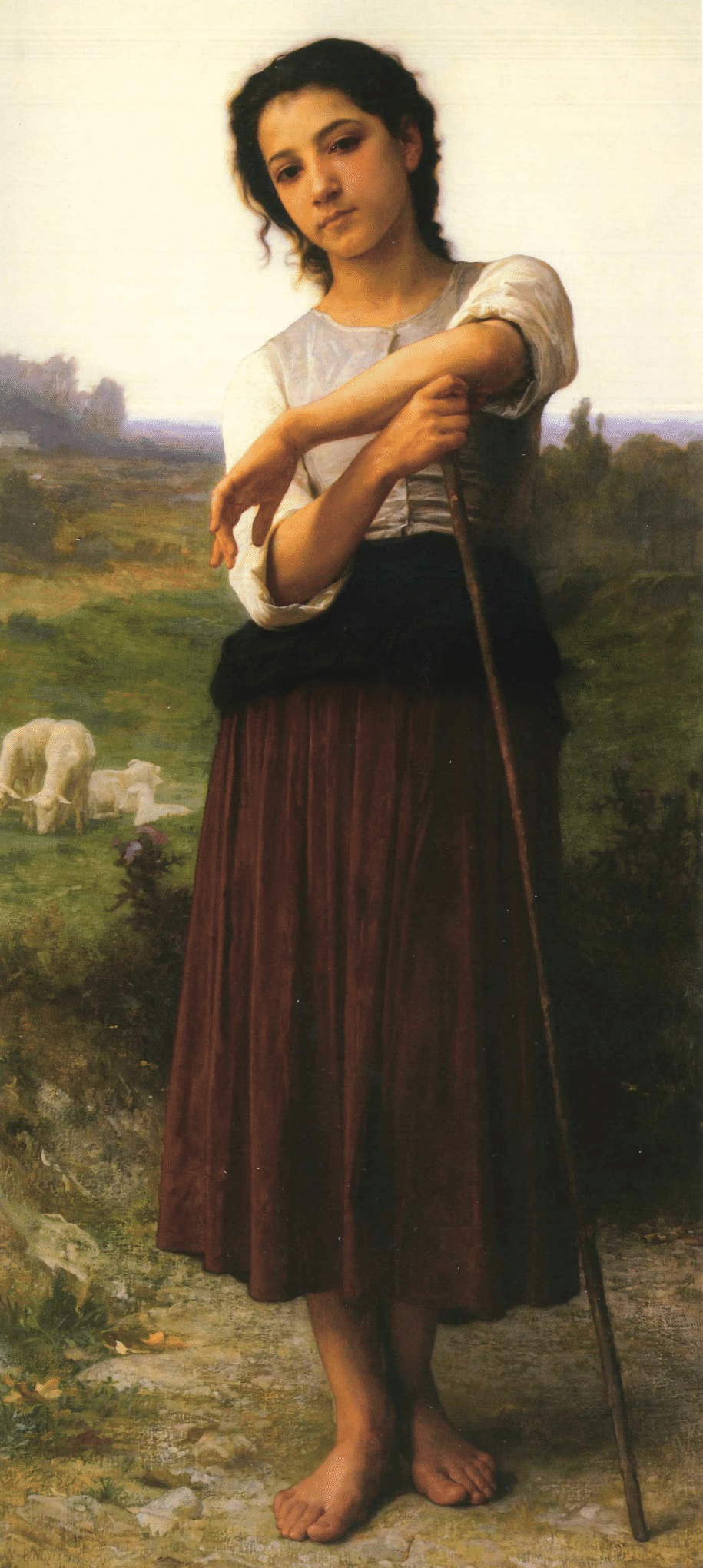
Young Shepherdess Standing (1887)
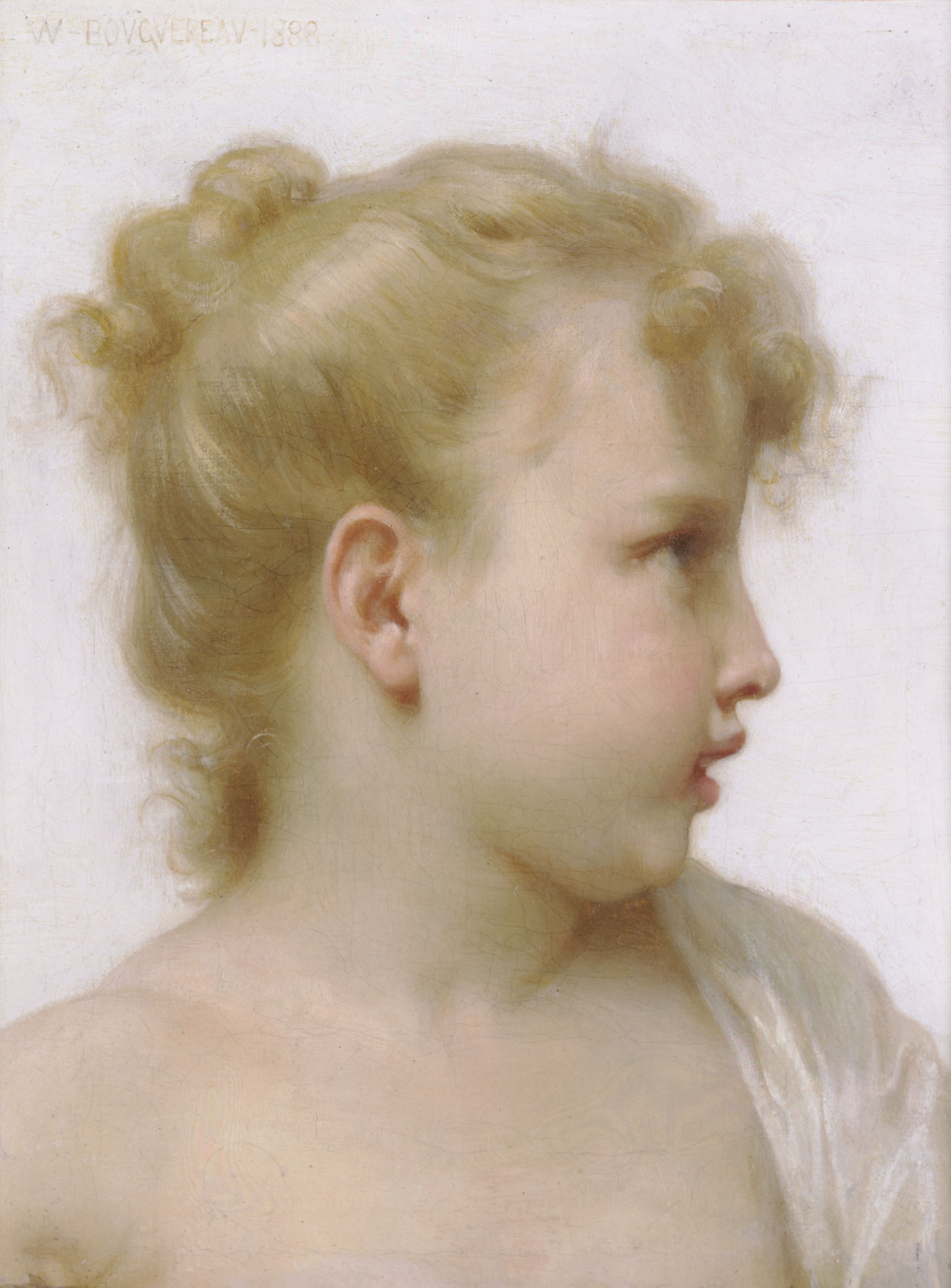
Study: Head Of A Little Girl (1888)
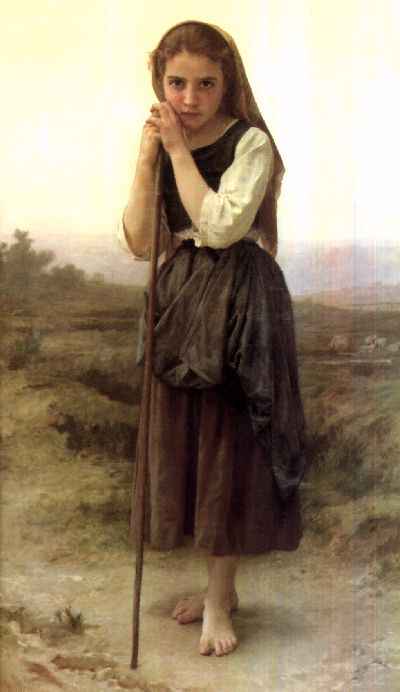
The Little Shepherdess (1889)
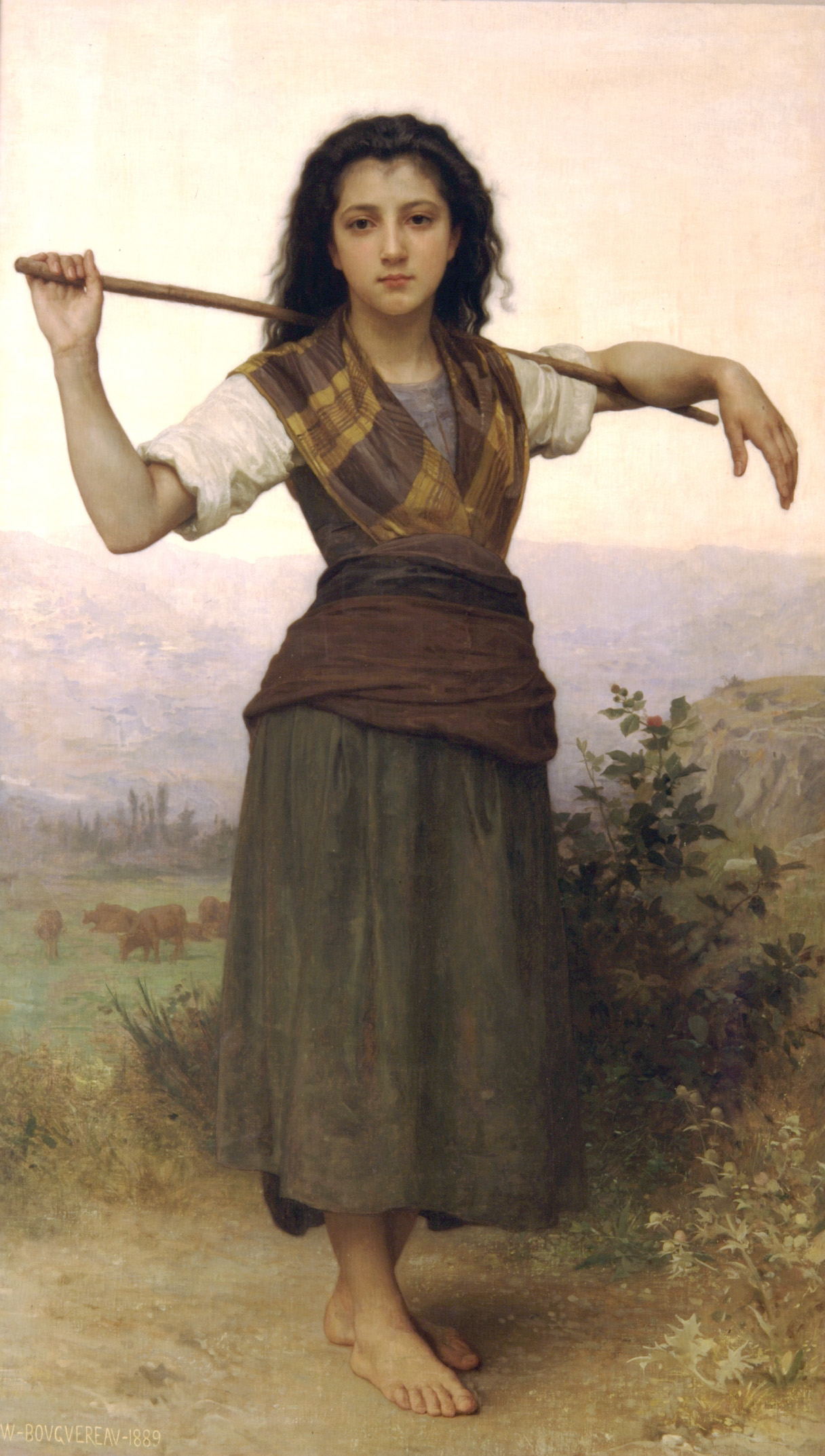
羊飼いの少女 (1889)
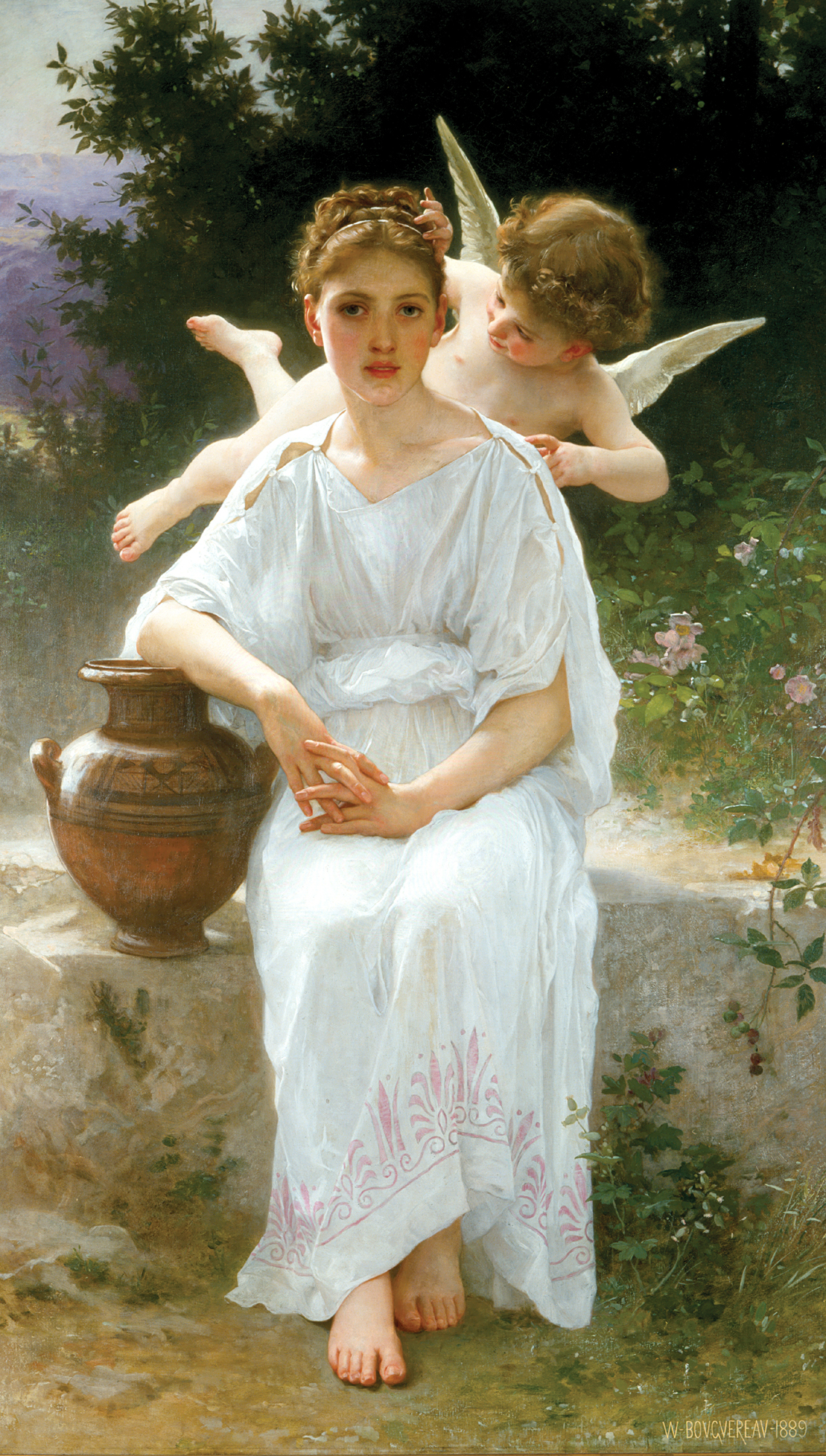
Whisperings of Love (1889)
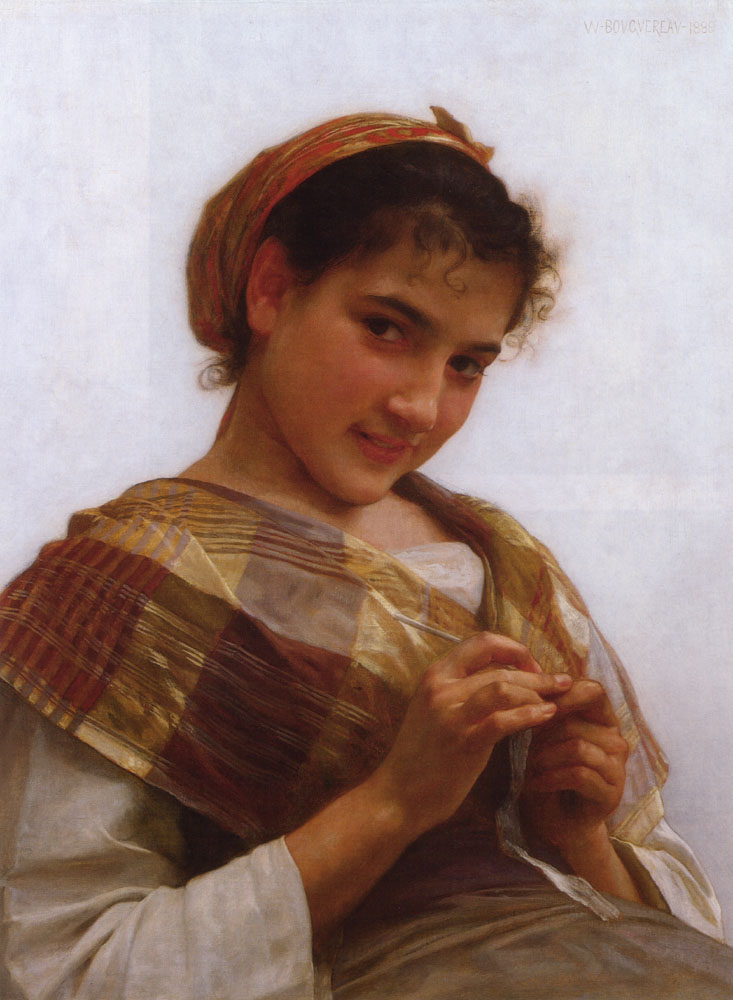
Young Girl Crocheting (1889)
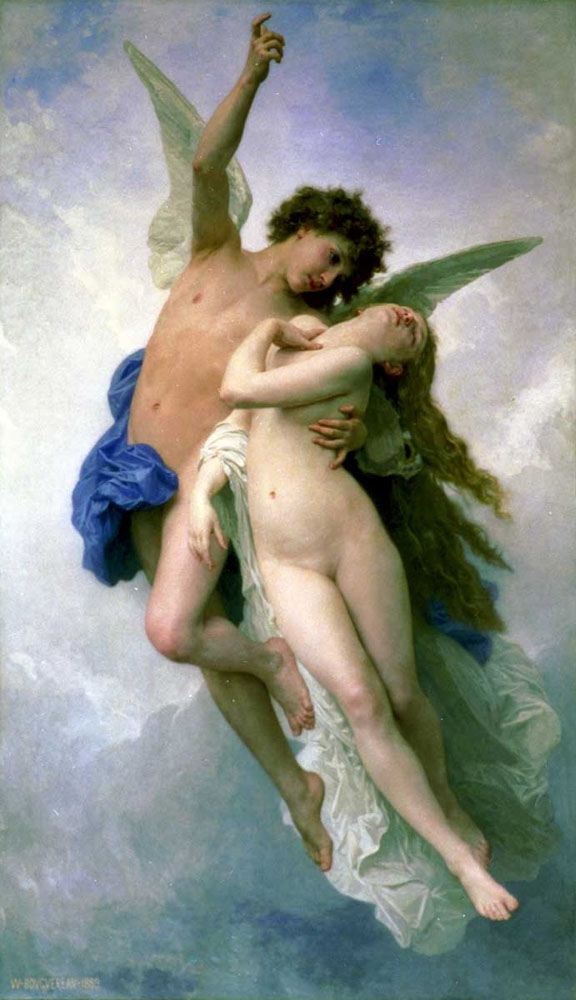
Psyche et L'Amour (1889)

### 1890年代

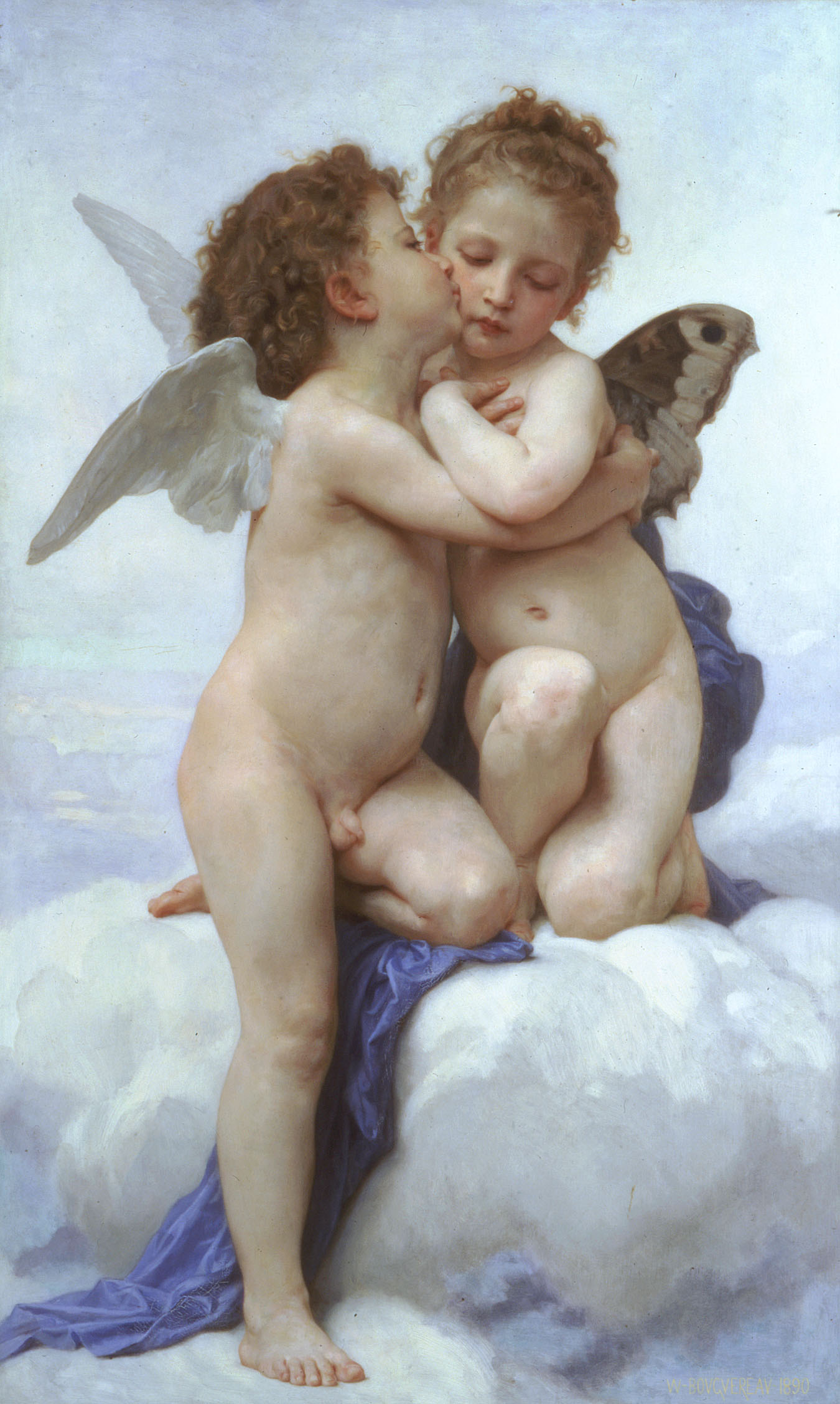
アムールとプシュケー、子供たち (1890)
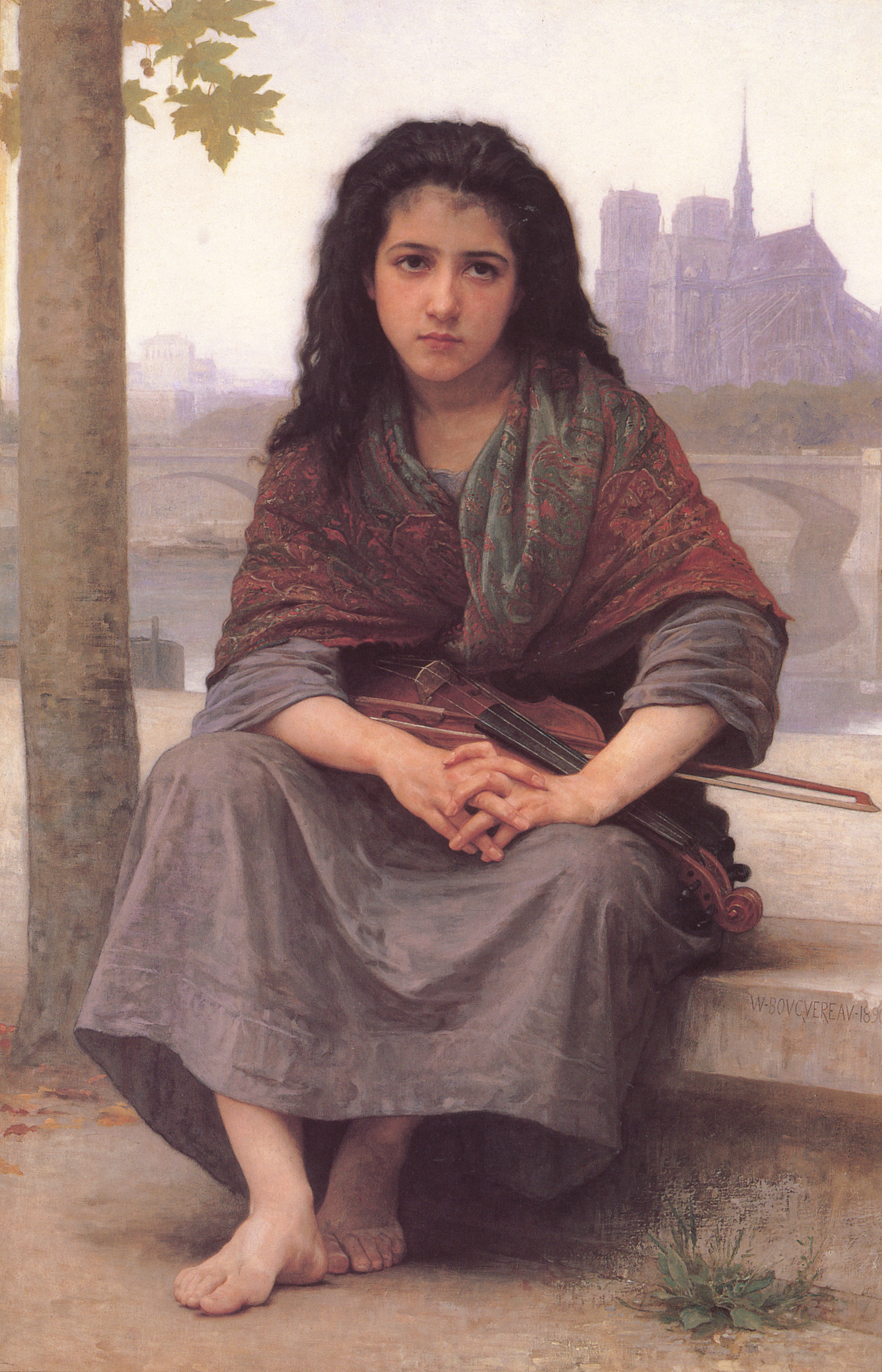
The Bohemian (1890)
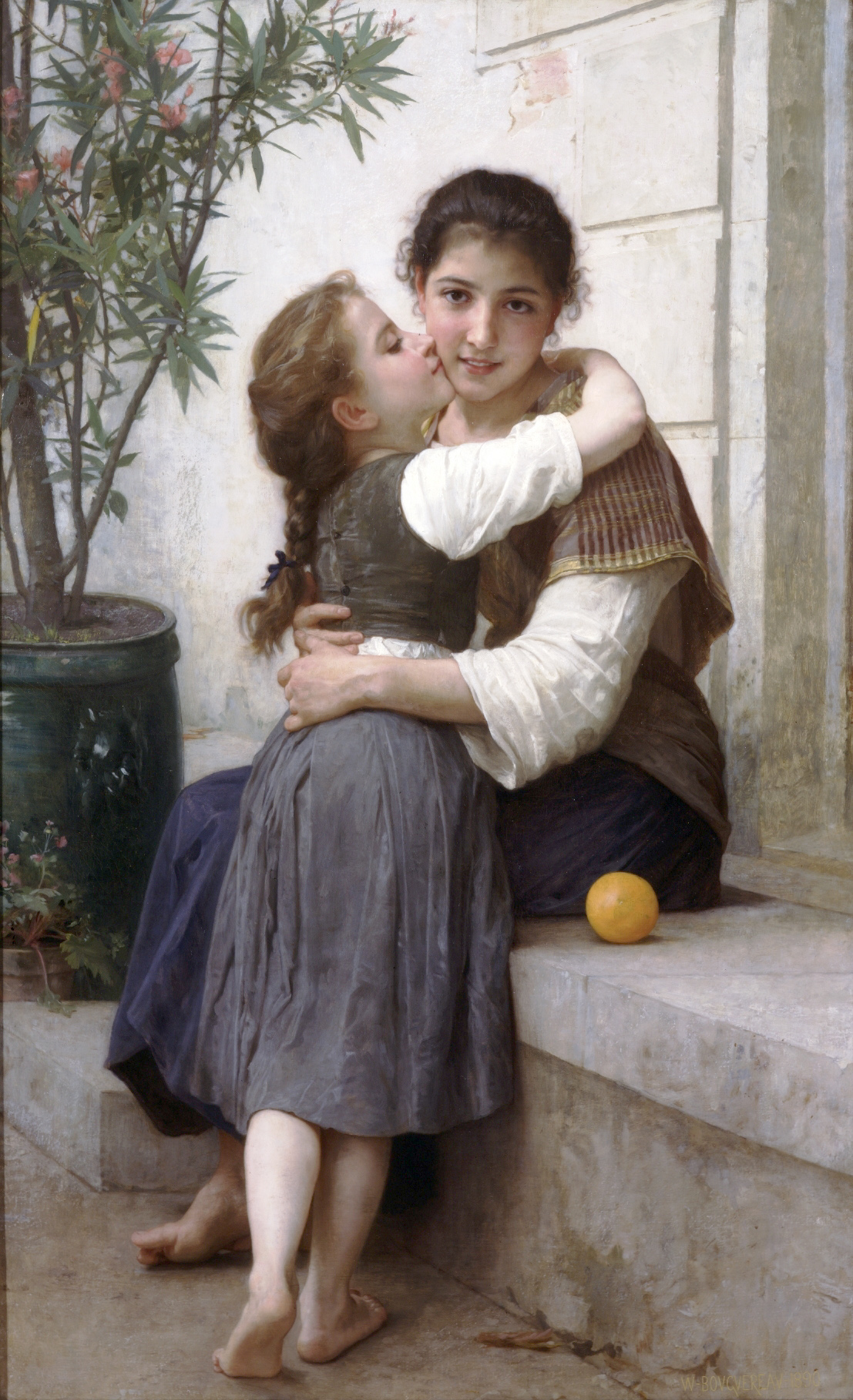
A Little Coaxing (1890)
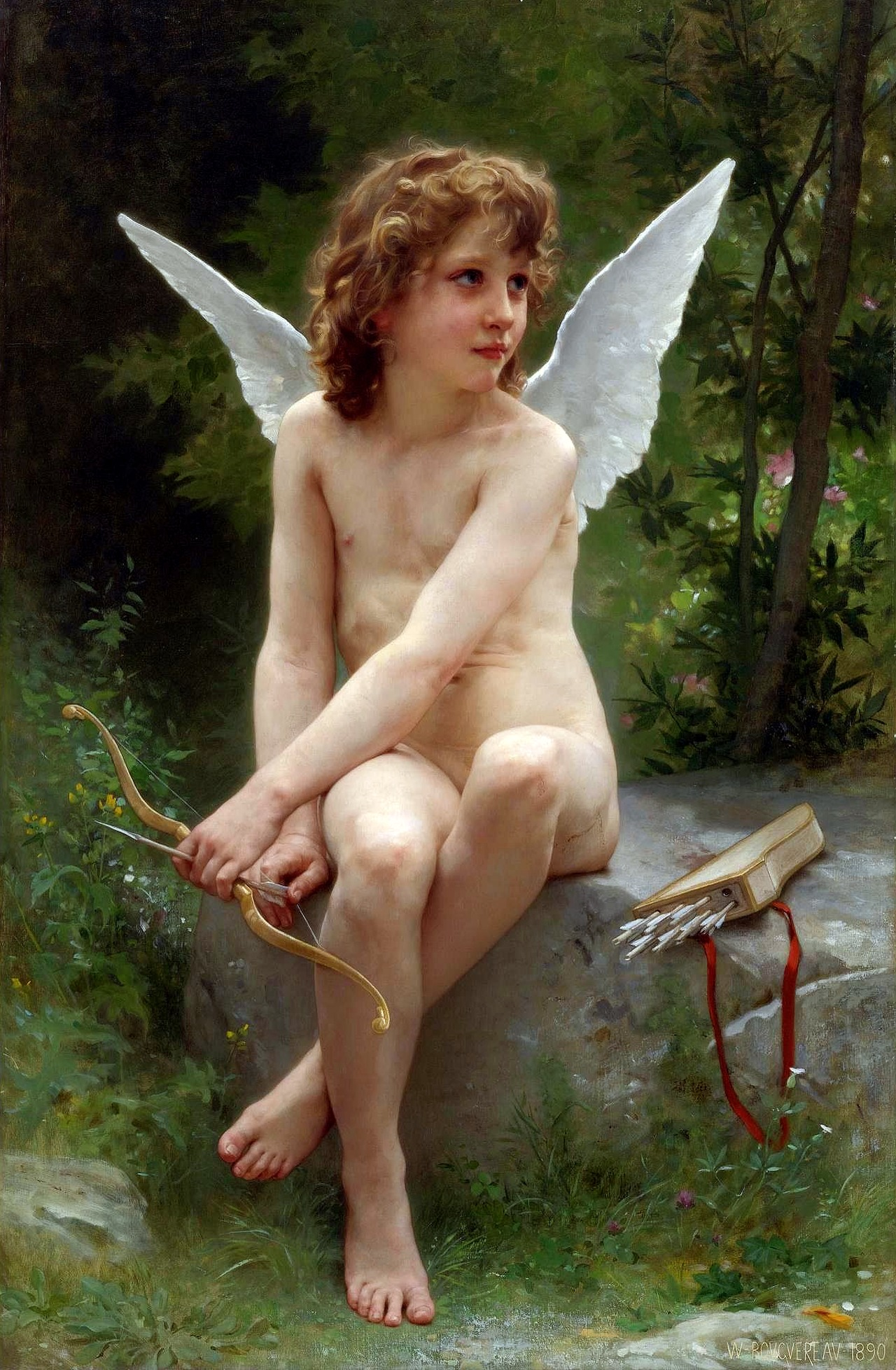
Love on the Look Out (1890)
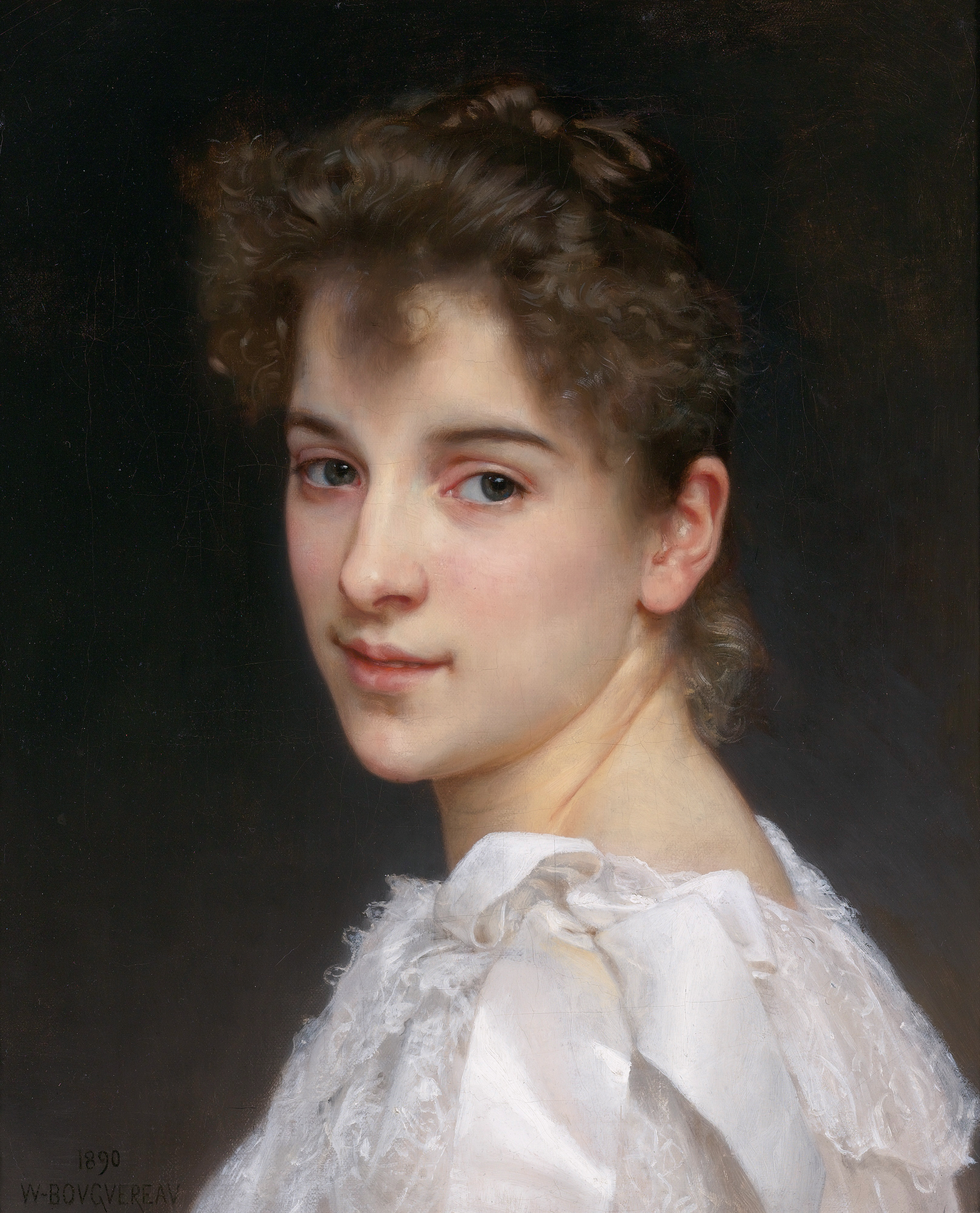
Gabrielle Cot (1890)
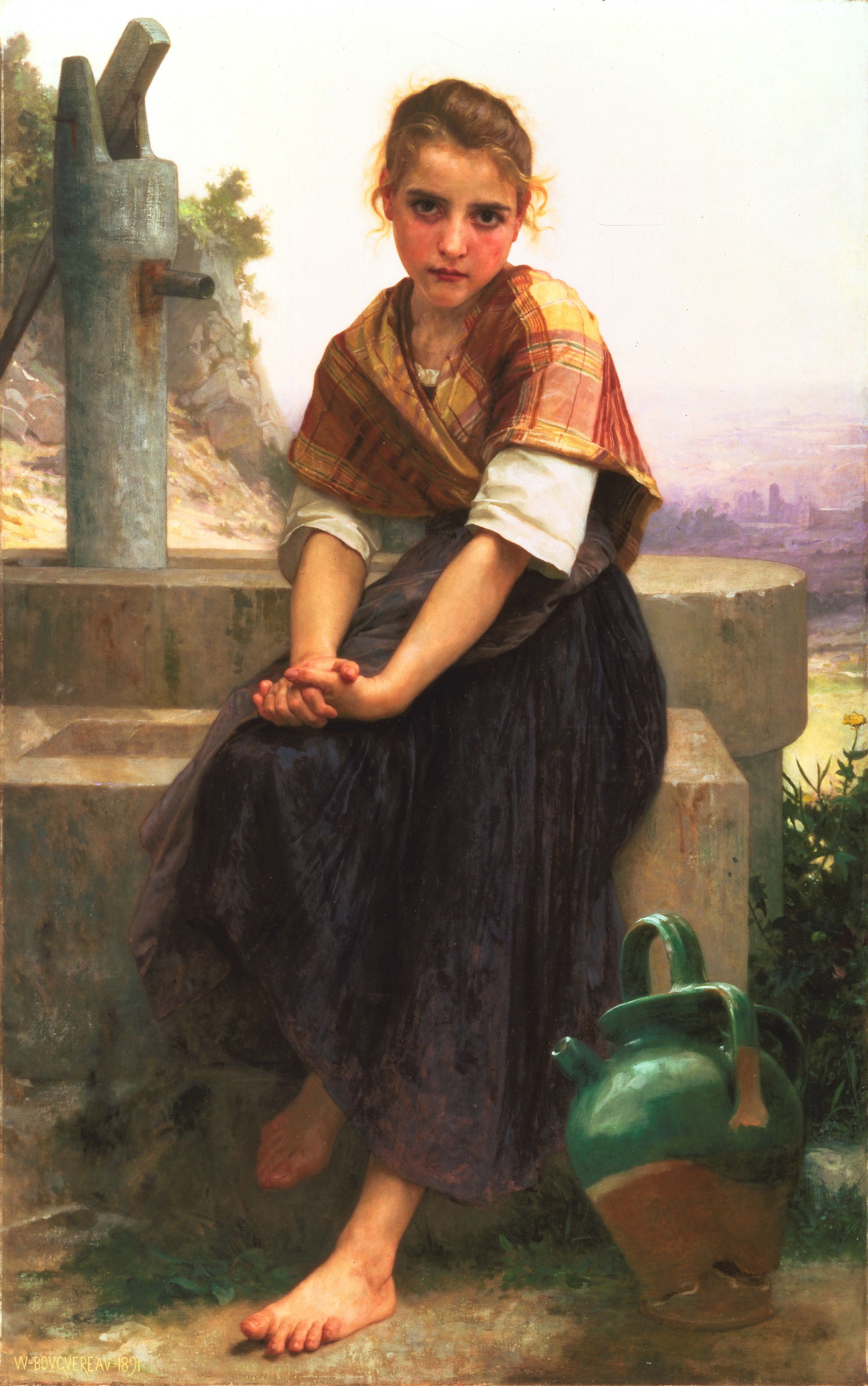
The Broken Pitcher (1891)
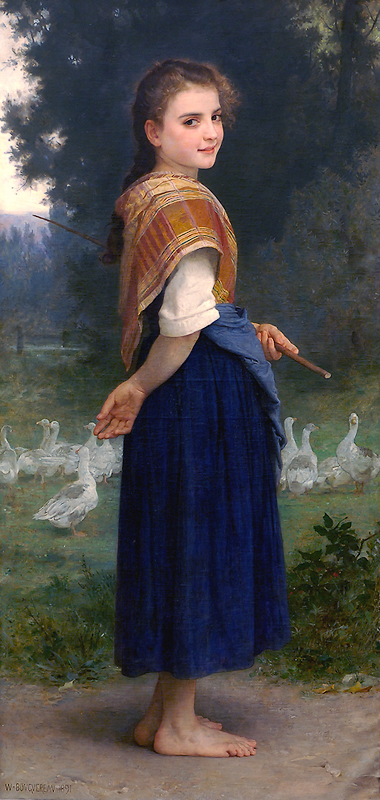
The Goose Girl (1891)
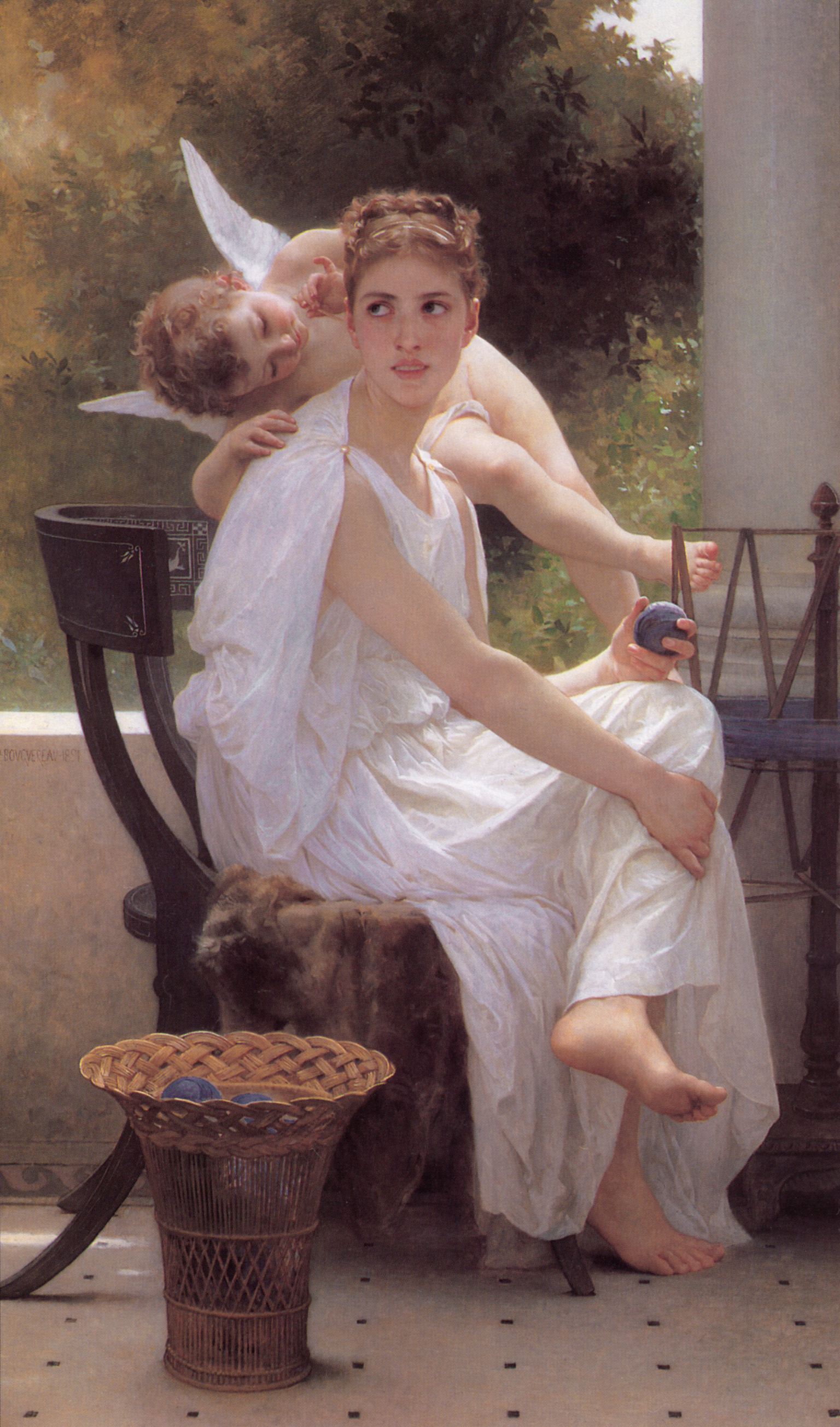
Work Interrupted (1891)
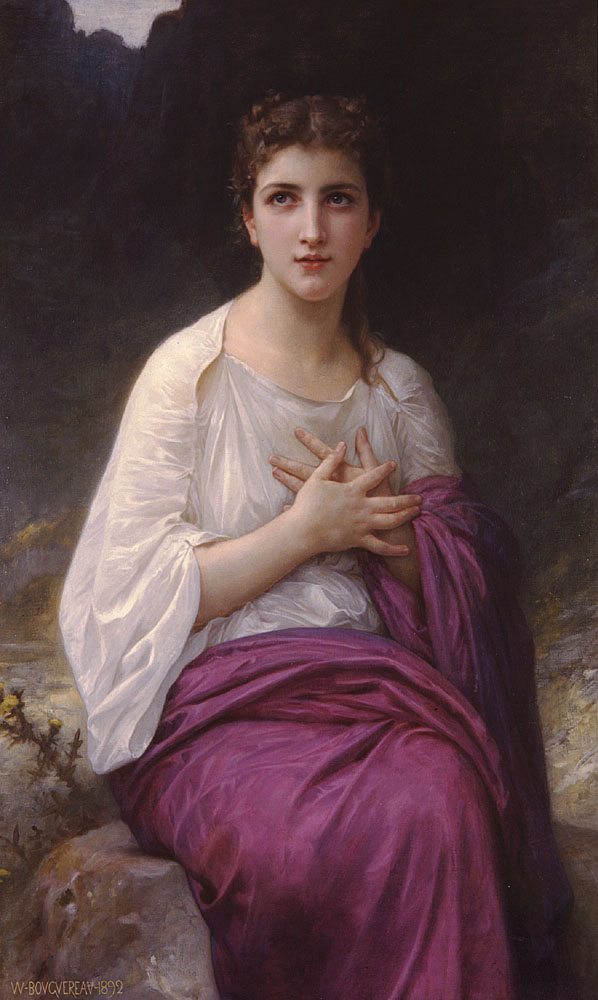
Psyche (1892)
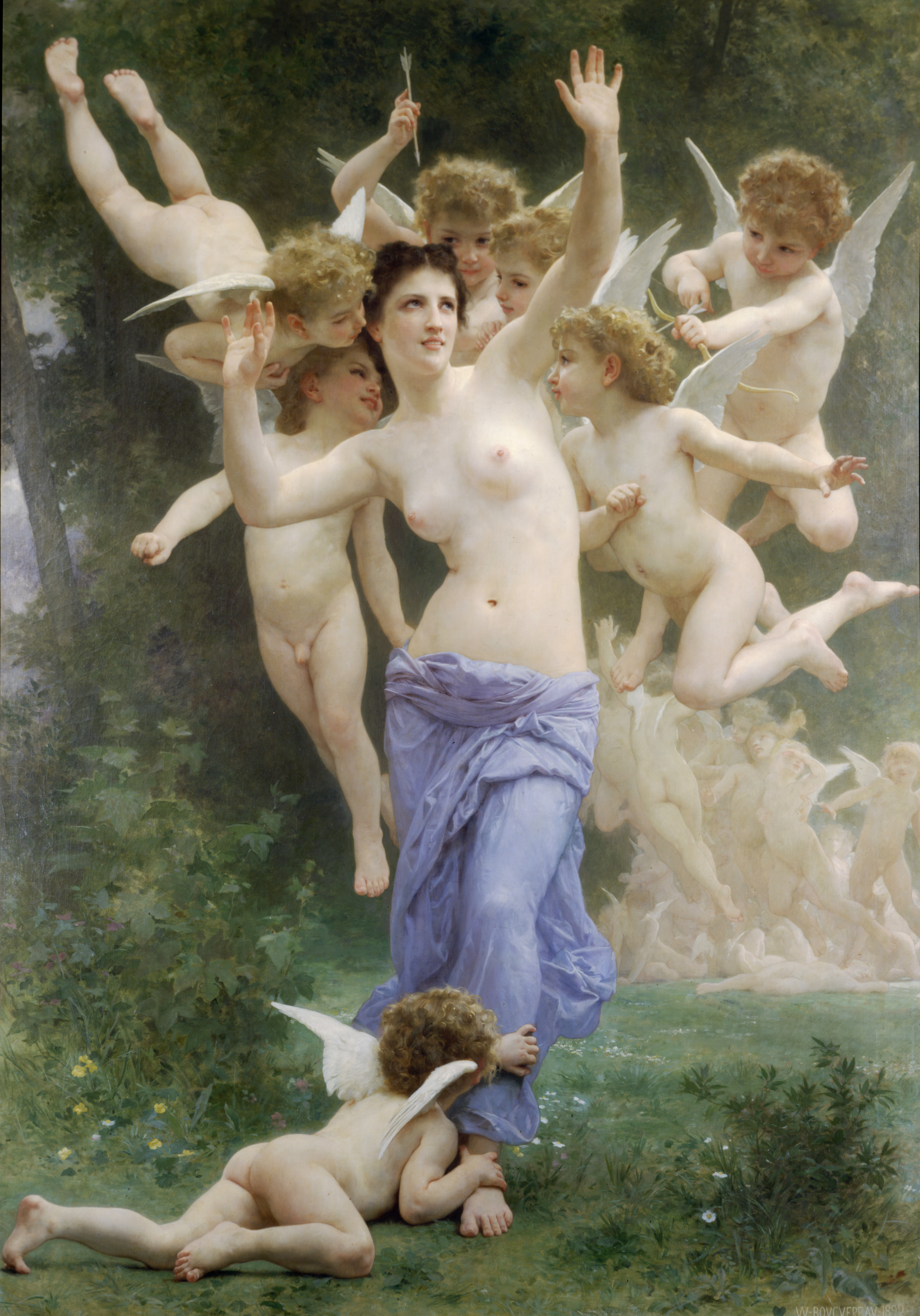
The Invasion (1893)
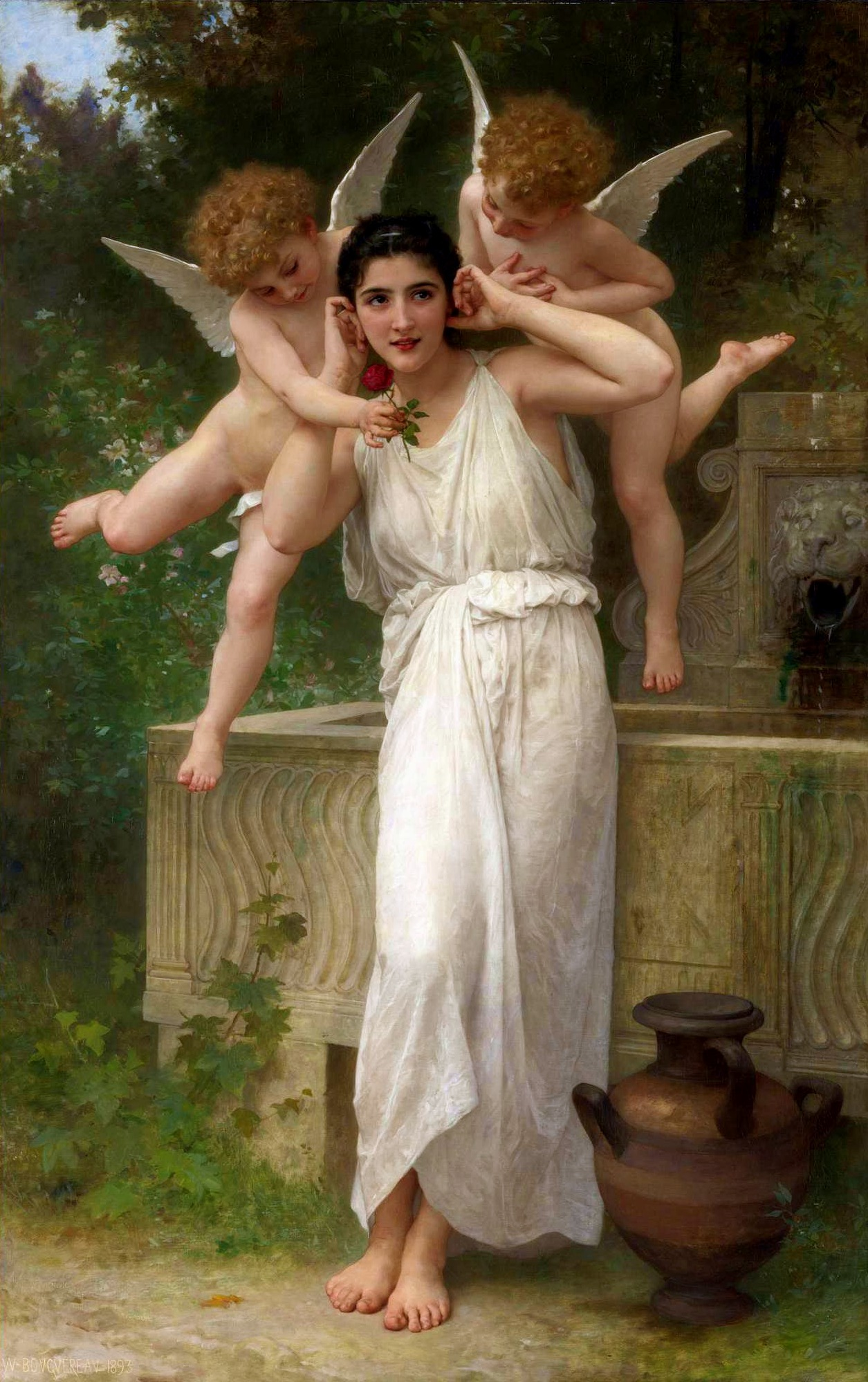
Youth (1893)
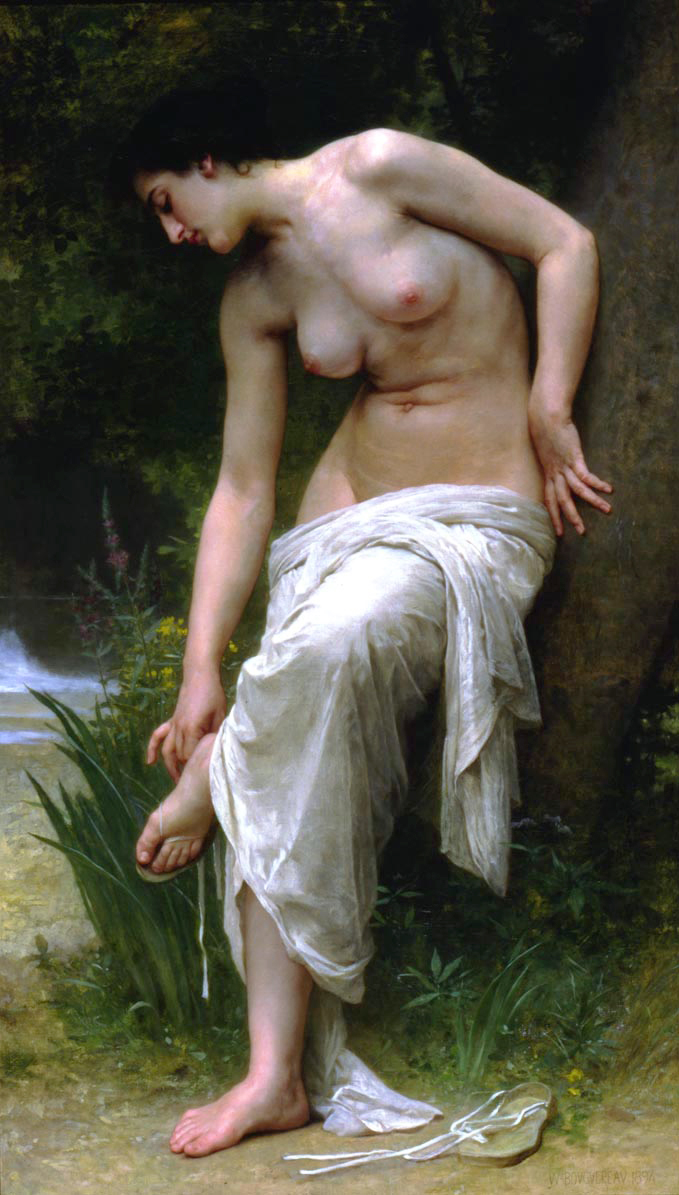
水浴の後 (1894)
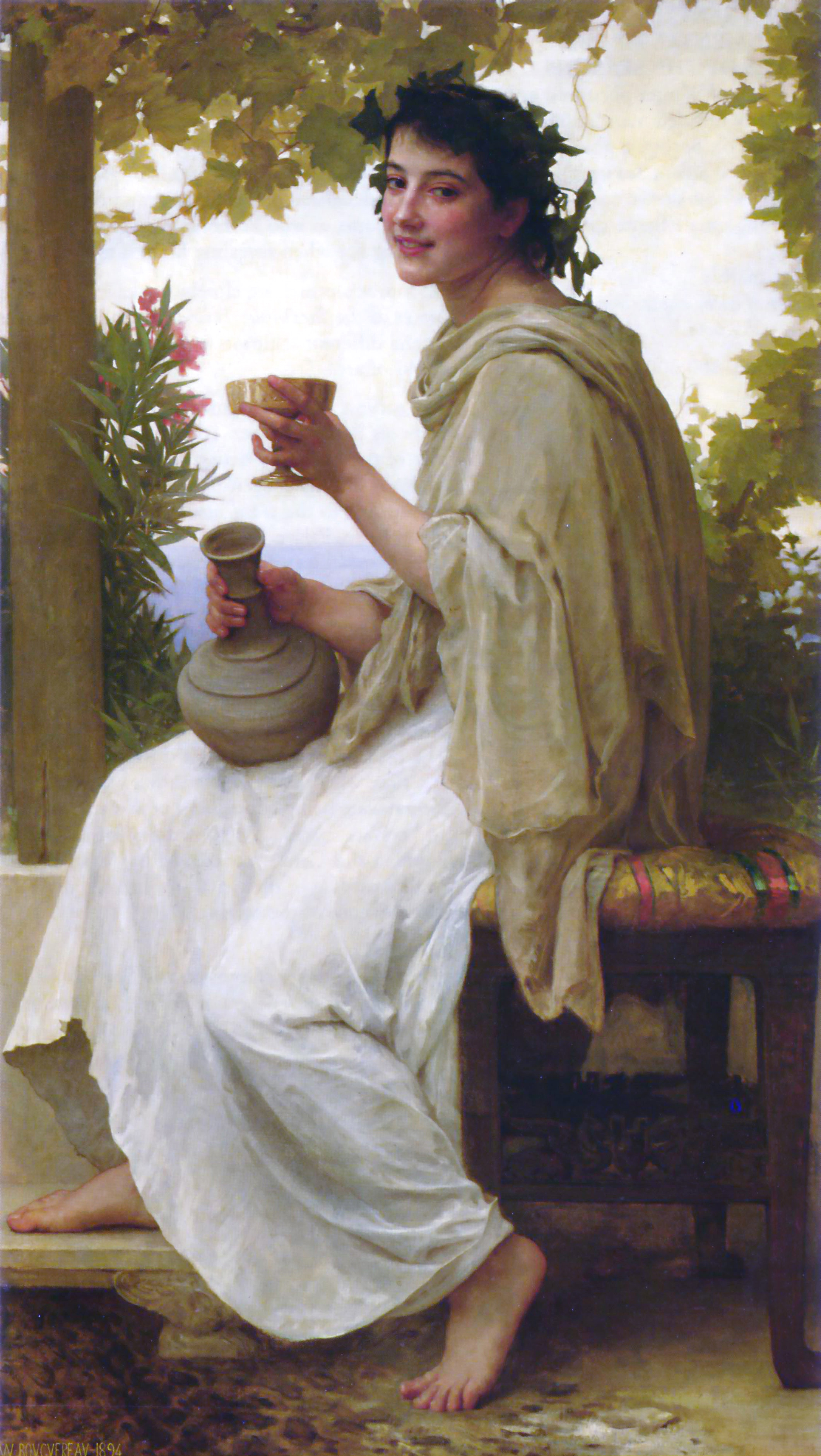
Bacchante (1894)
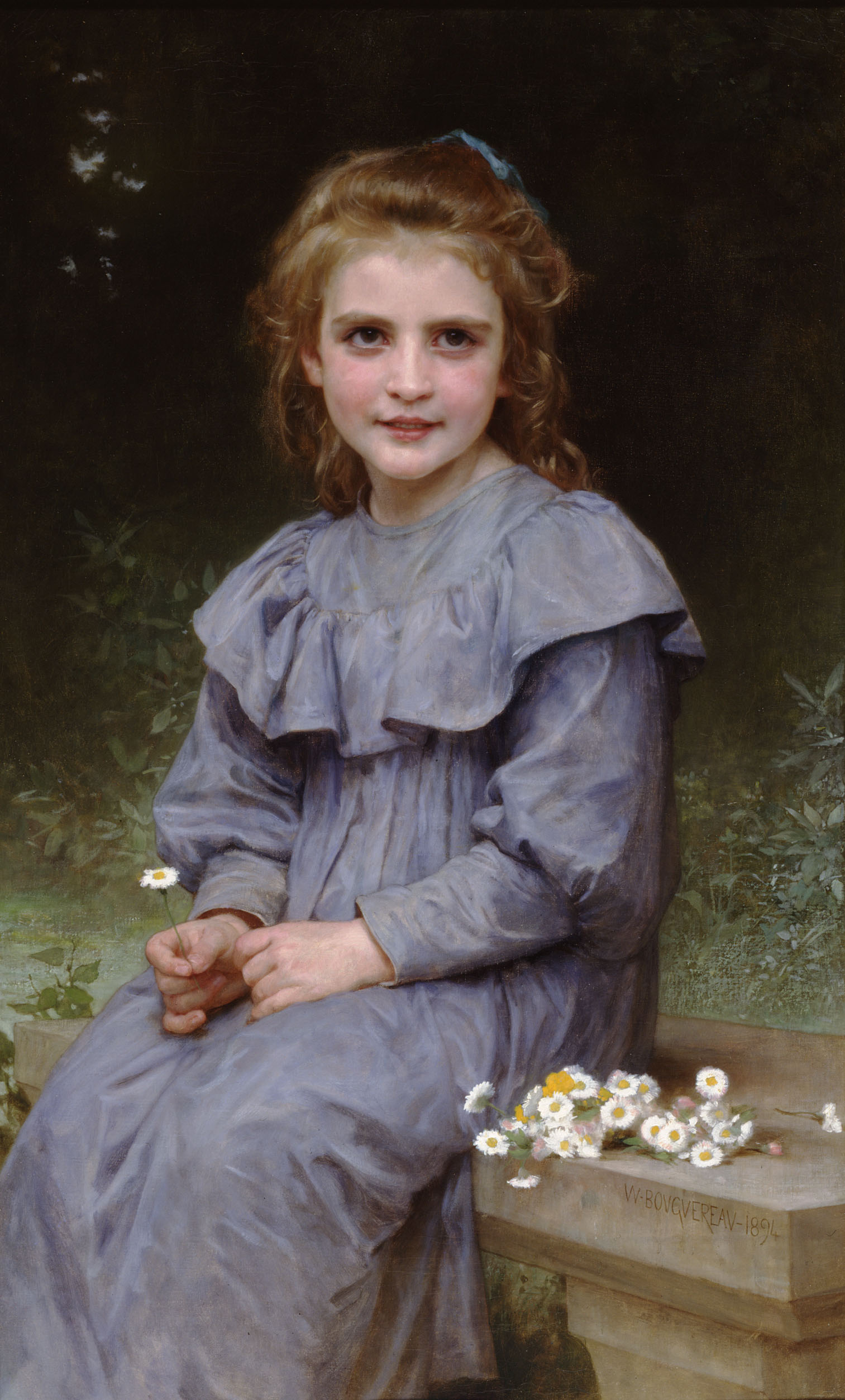
Daisies (1894)
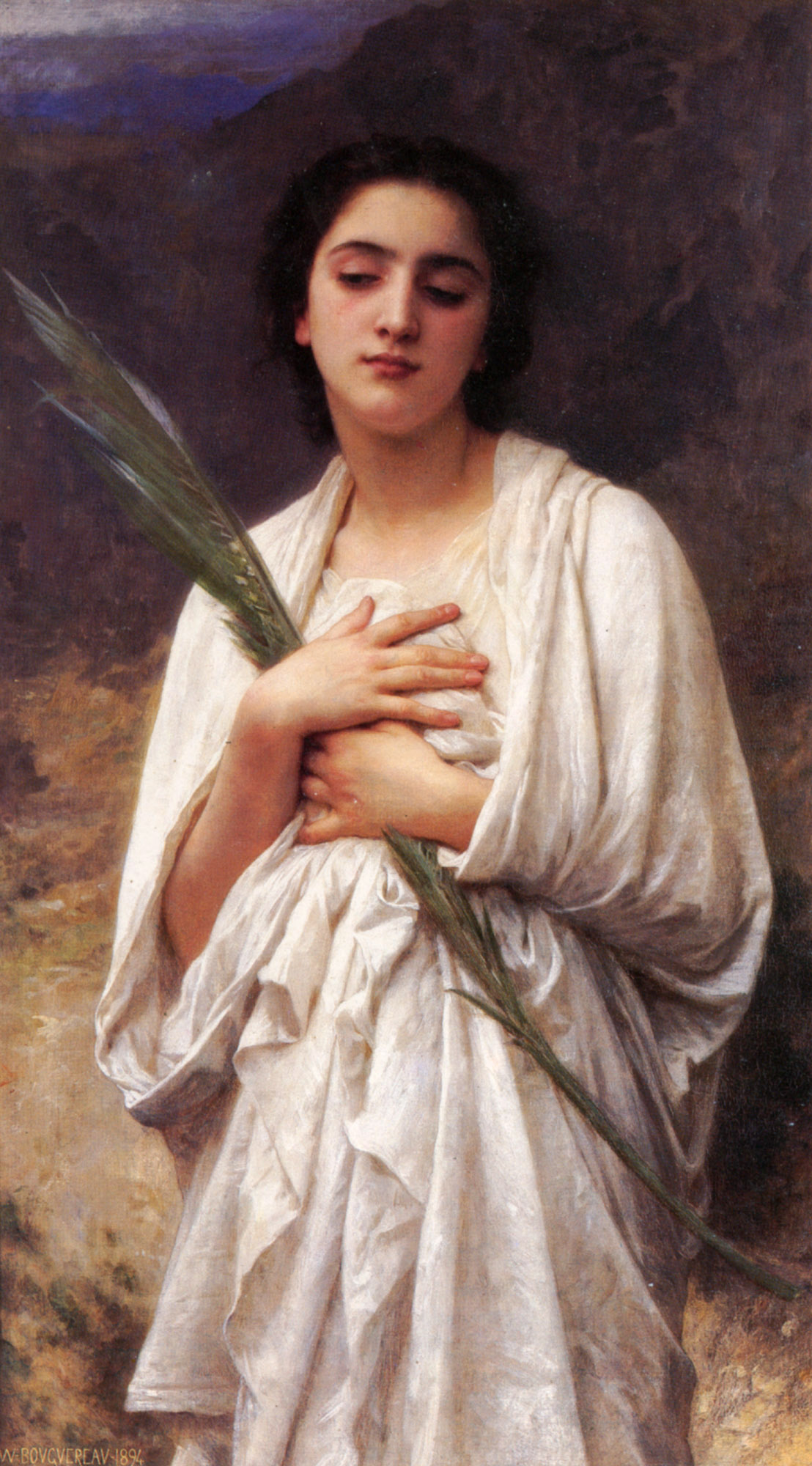
The Palm Leaf (1894)
The Abduction of Psyche (1895)
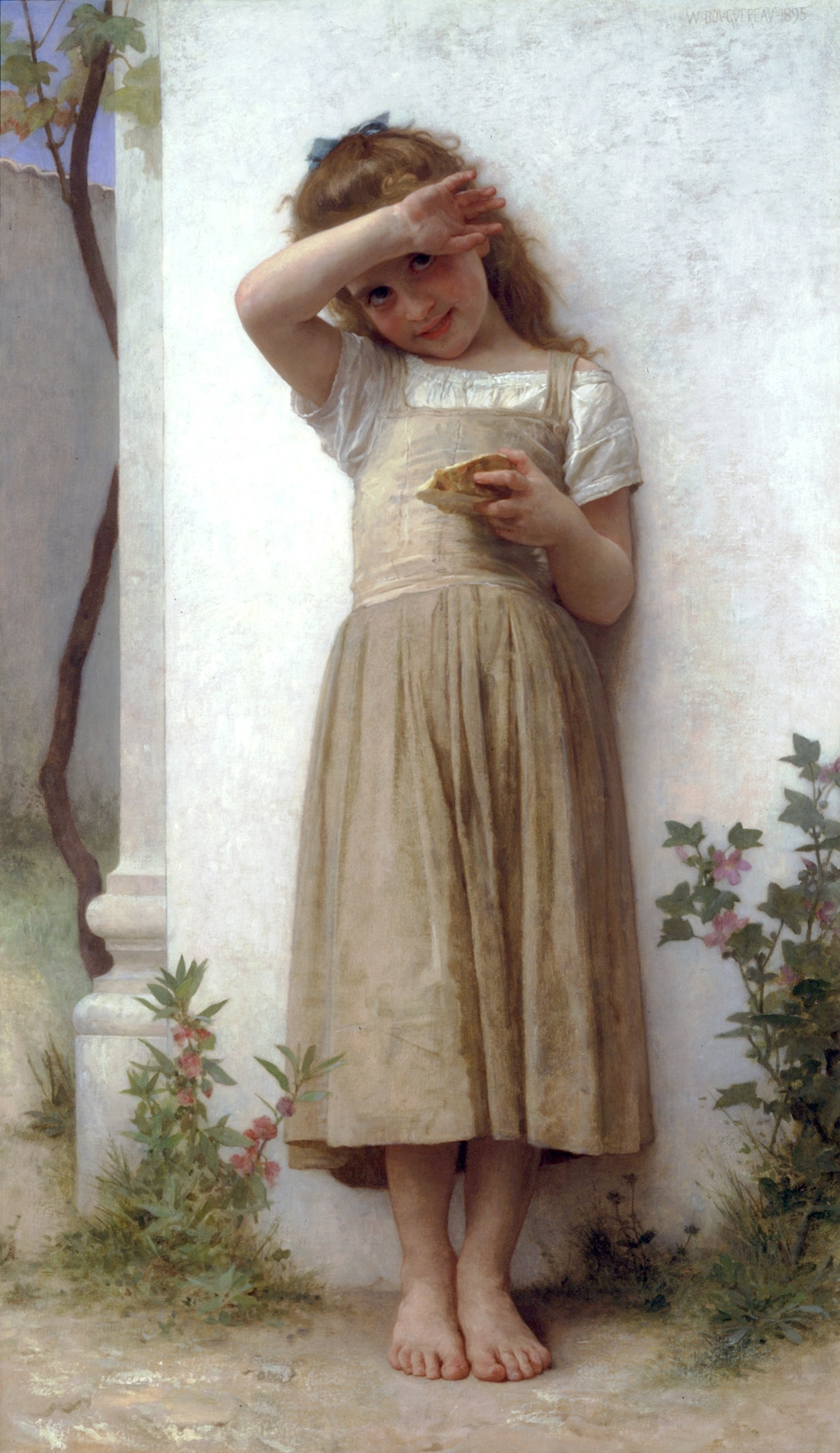
In Penitence (1895)
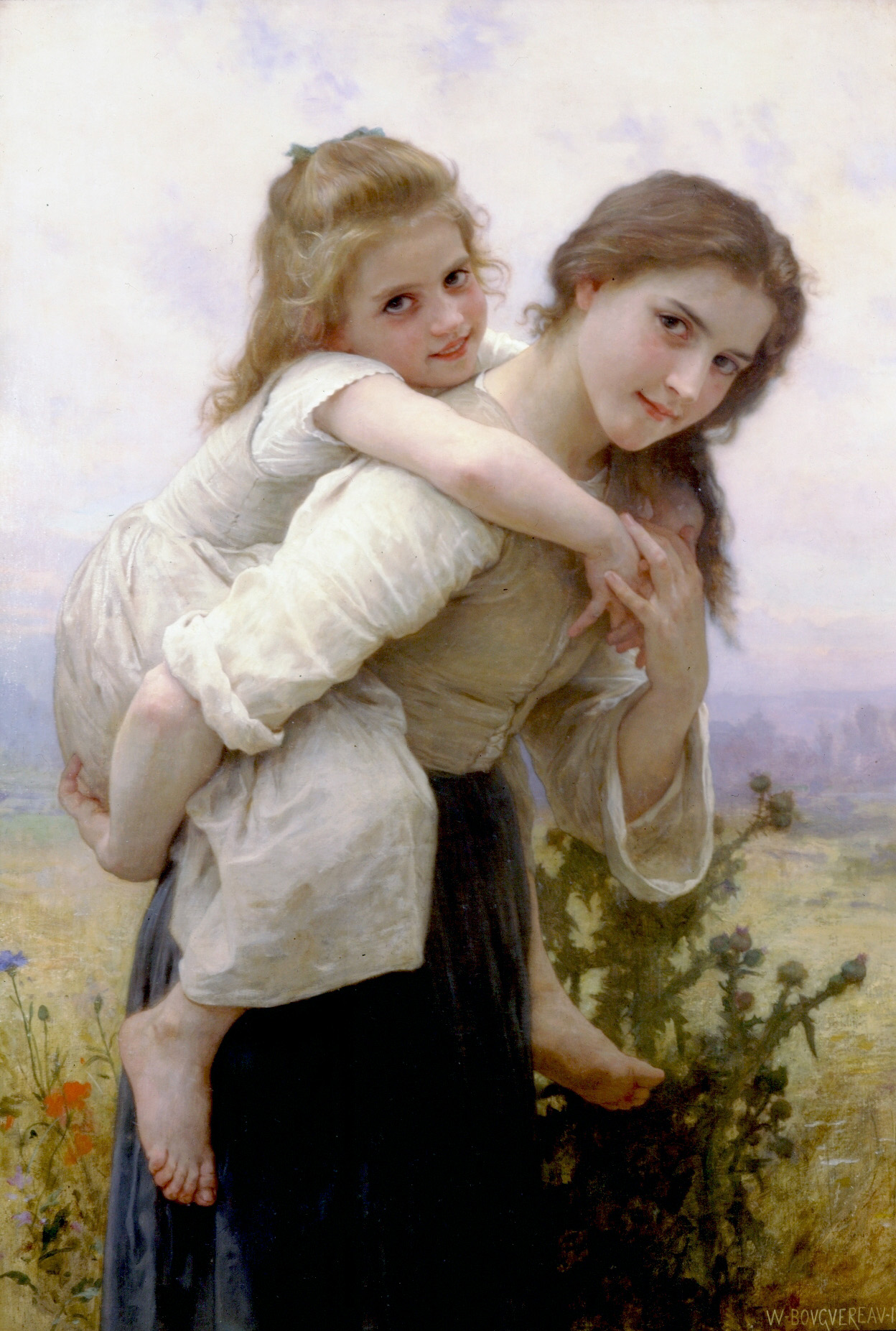
おんぶ (1895)
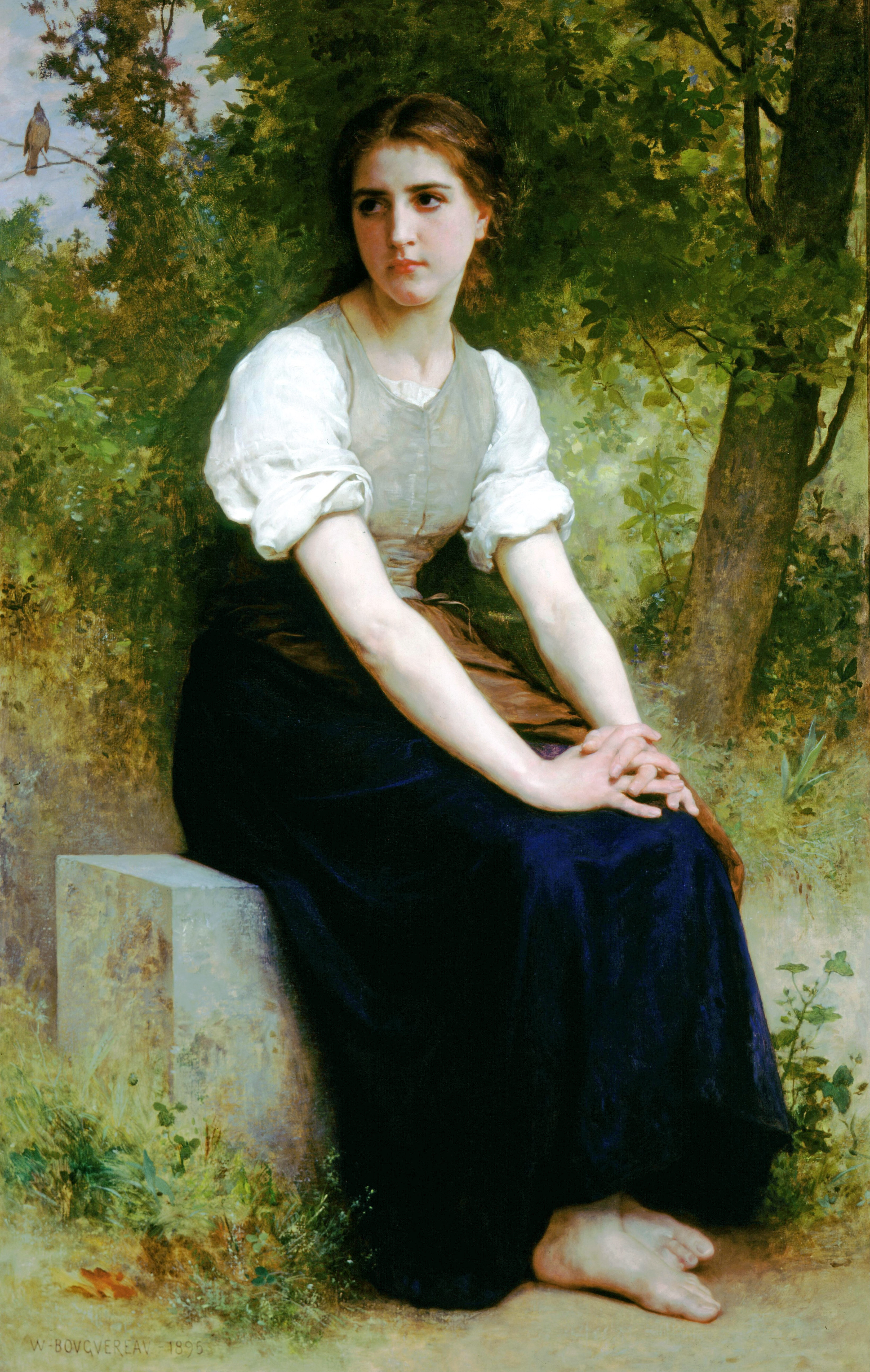
The Song of the Nightingale (1895)
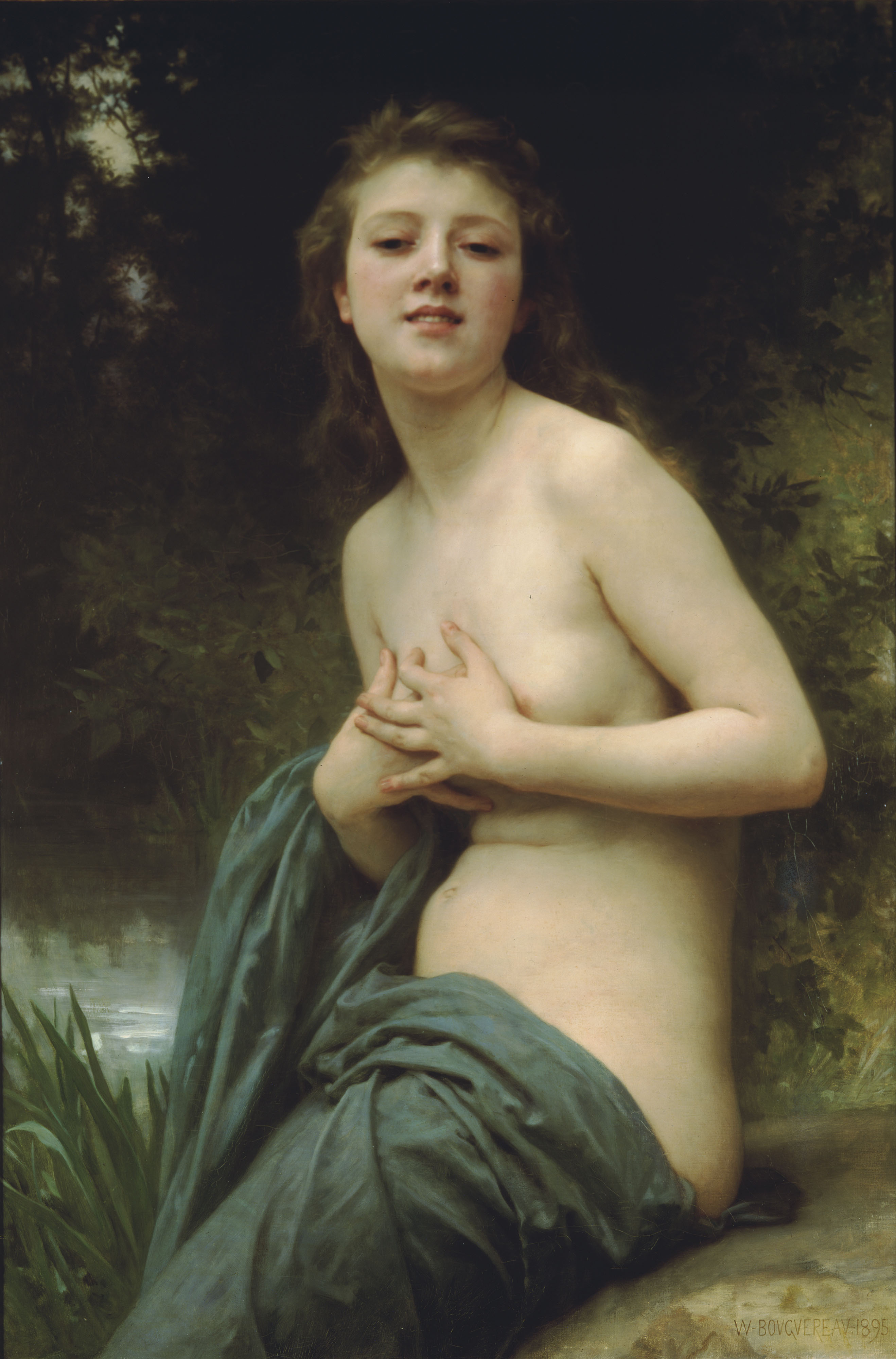
Spring Breeze (1895)
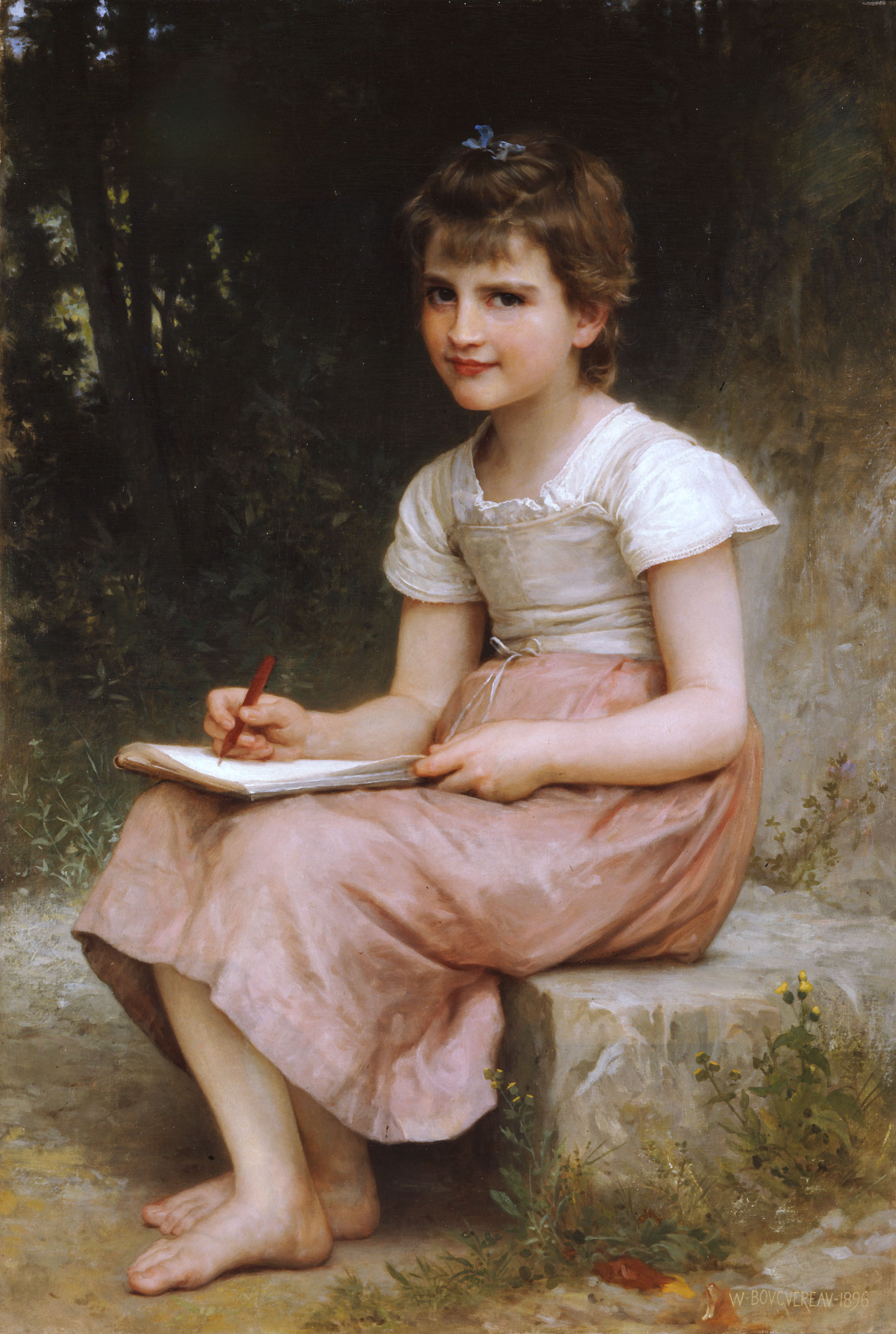
A Calling (1896)
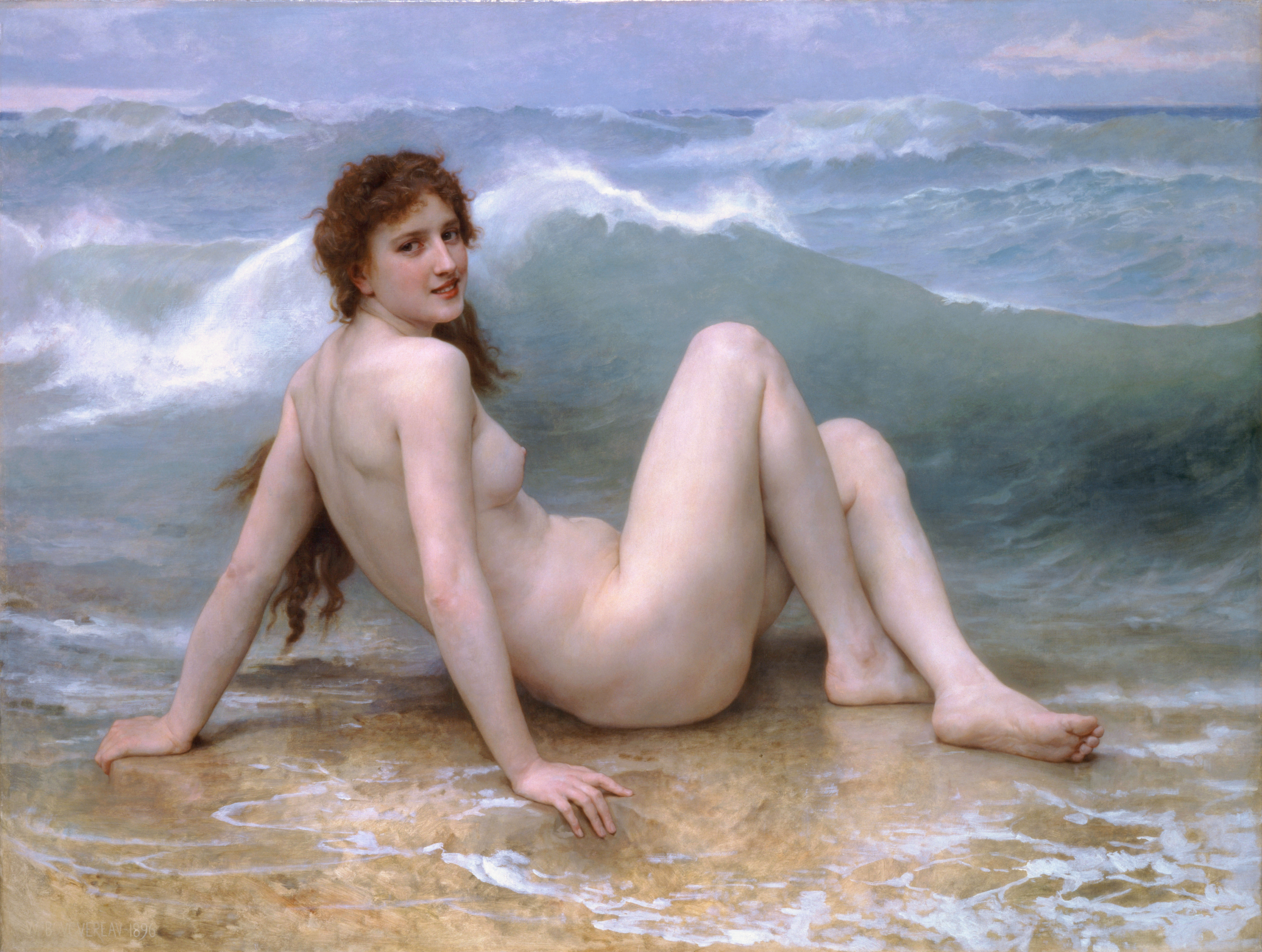
波 (1896)
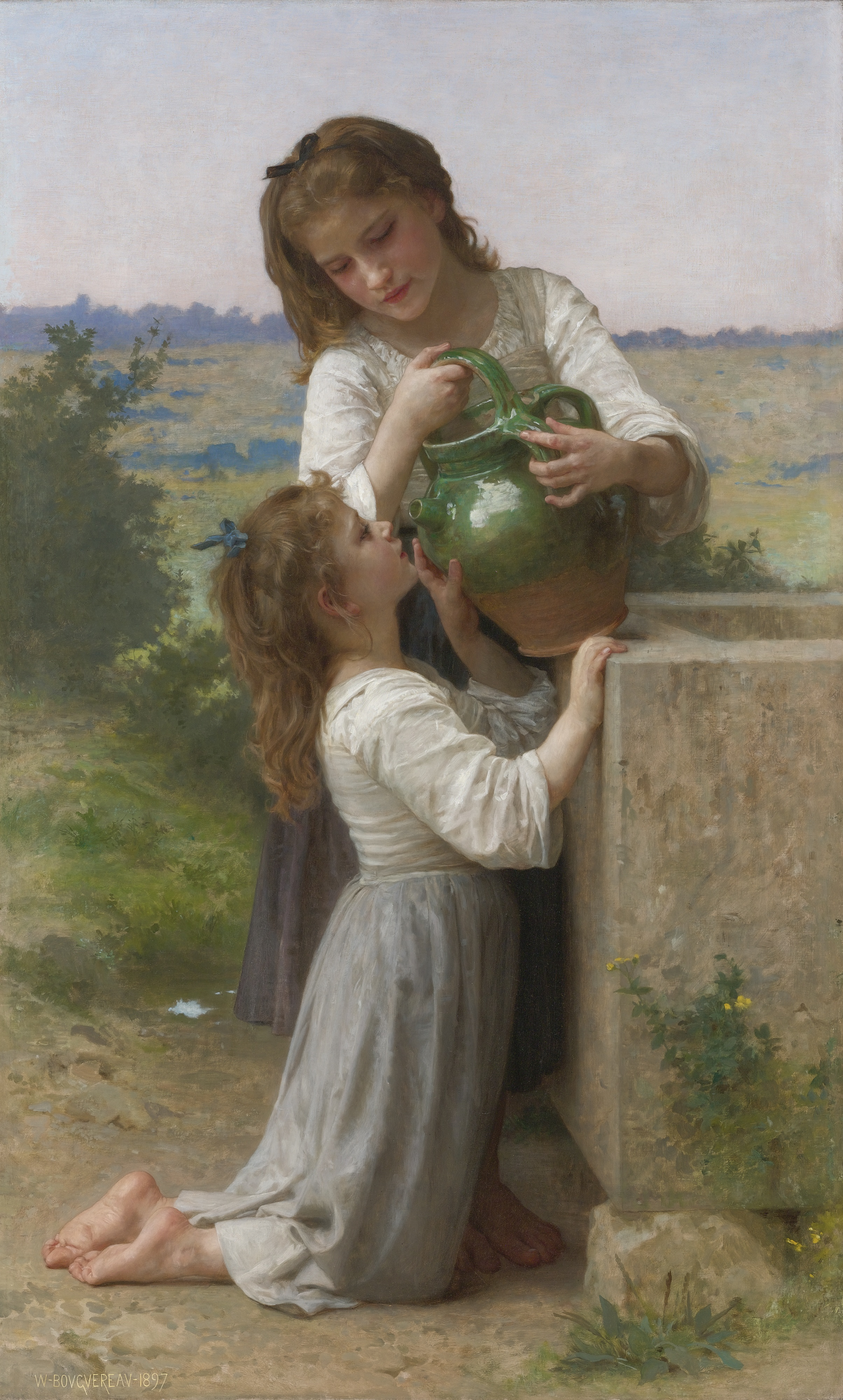
At The Fountain (1897)
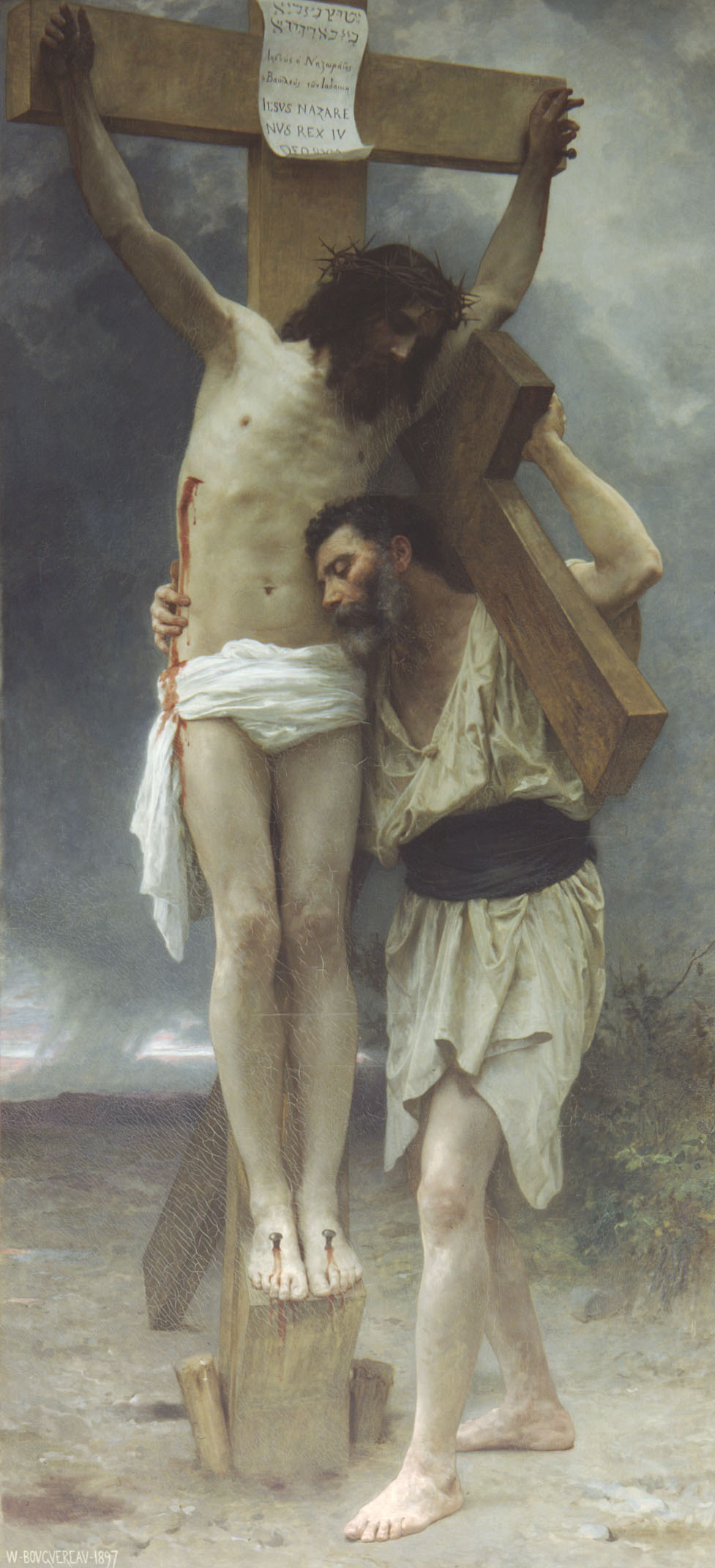
Compassion (1897)
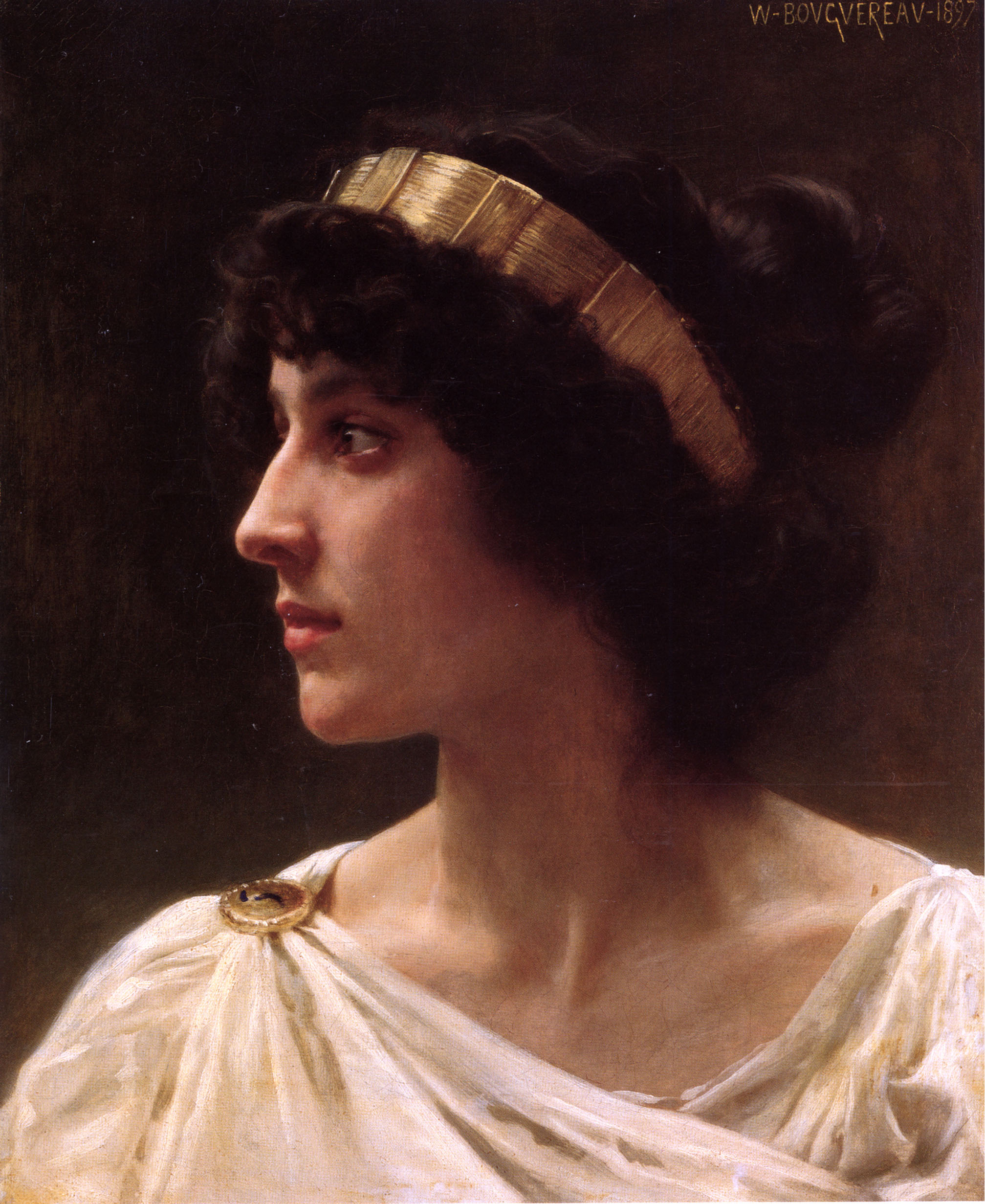
Irène (1897)
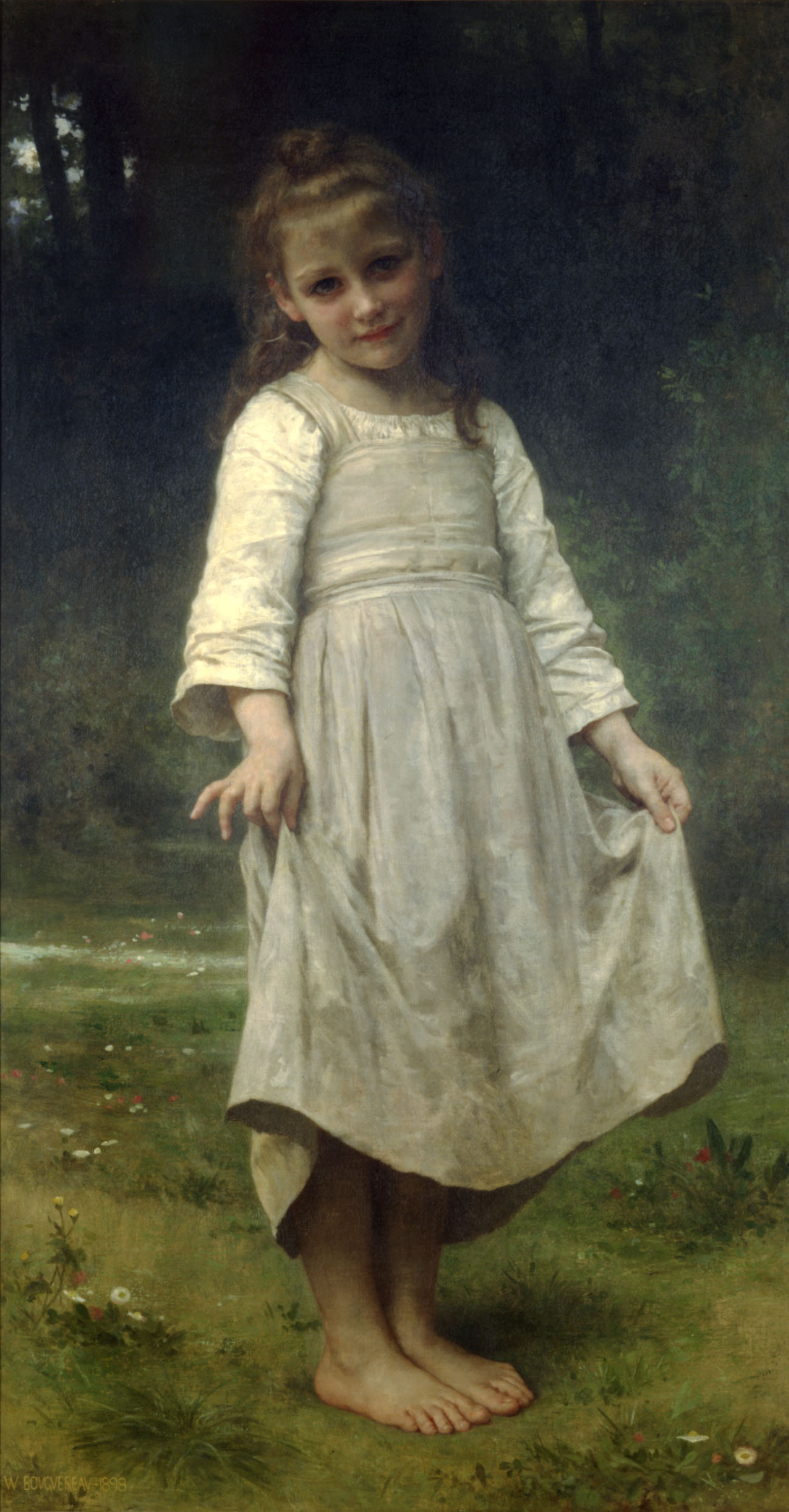
カーテシー(1898)
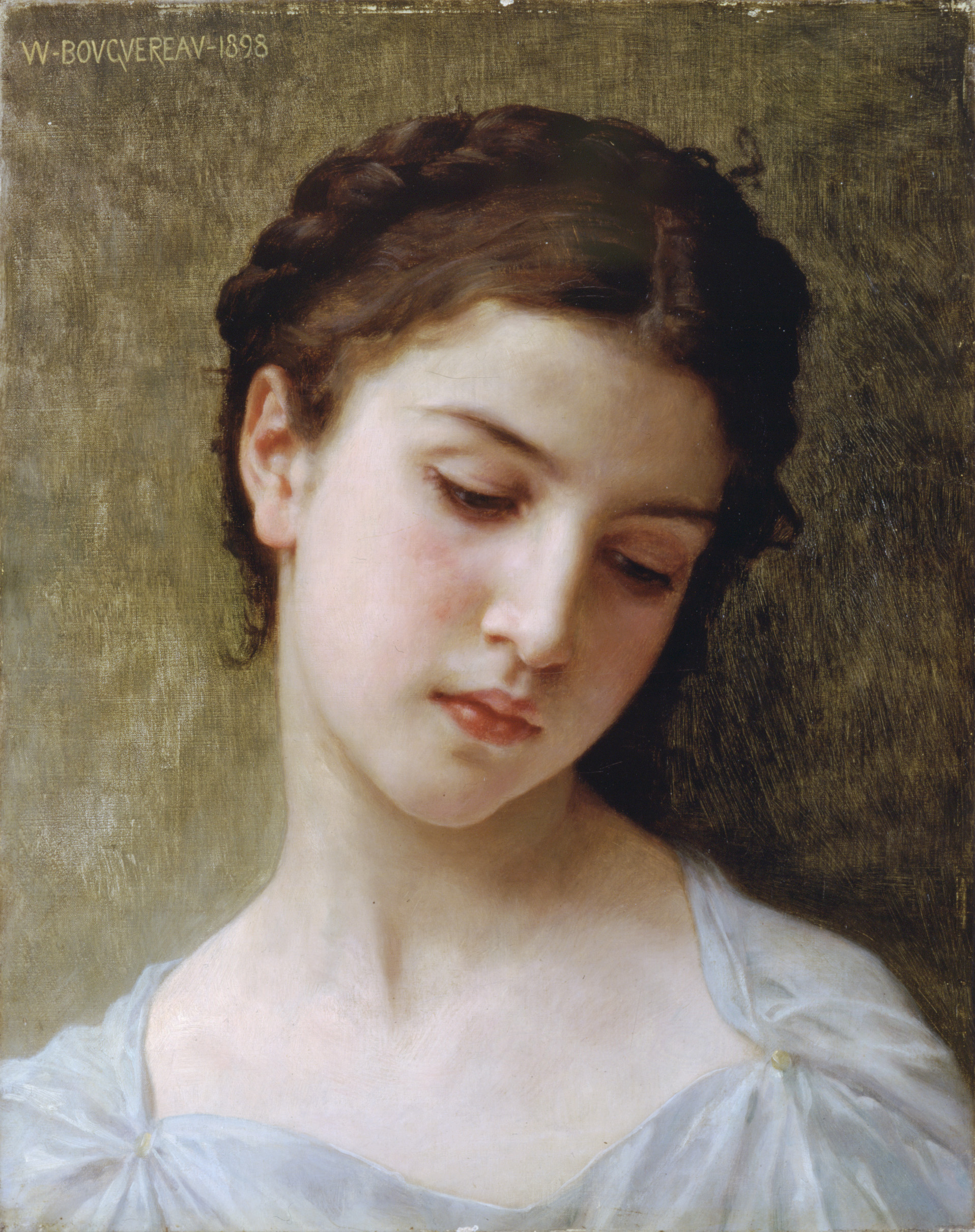
Head Of A Young Girl (1898)
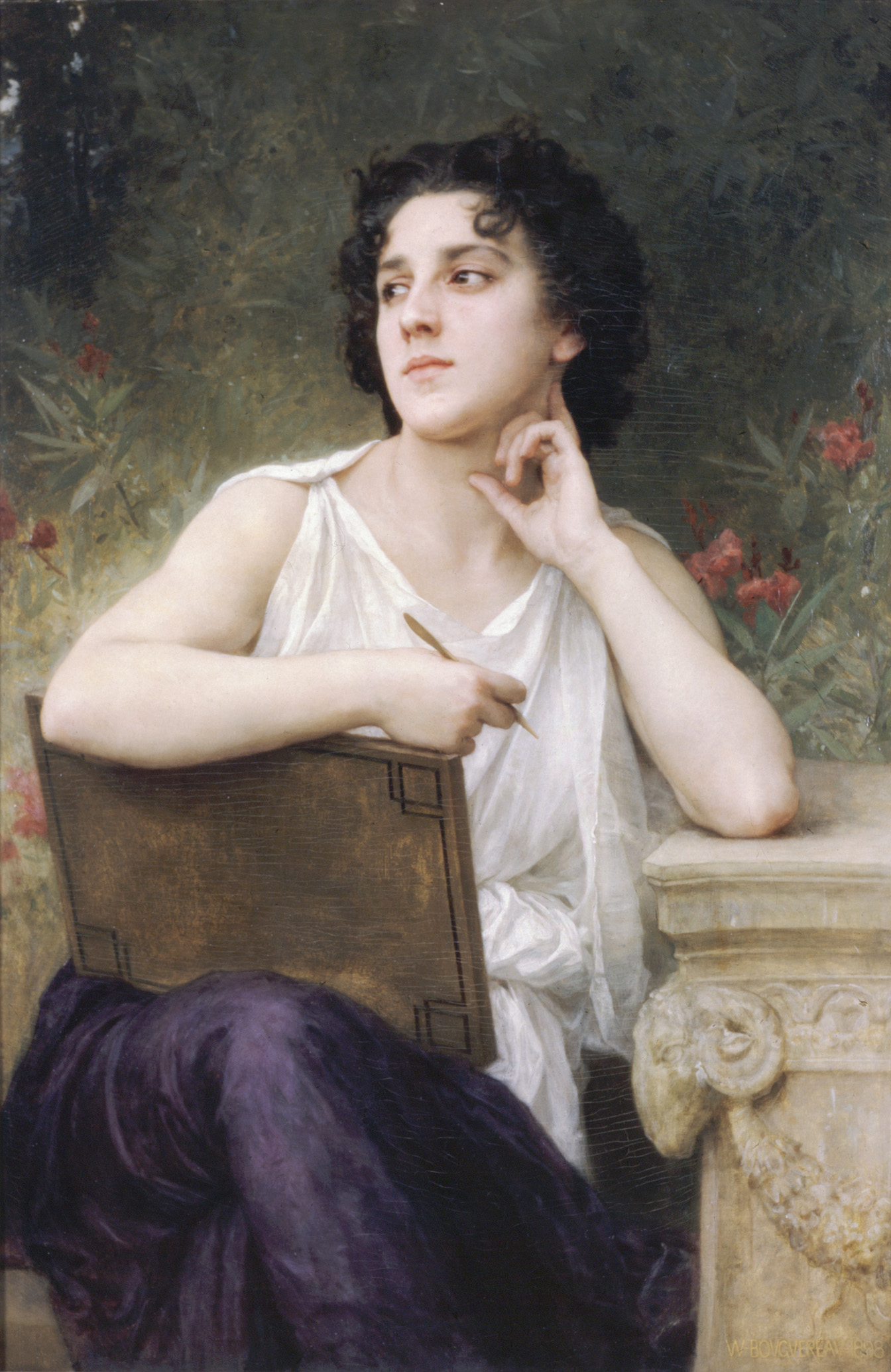
Inspiration (1898)
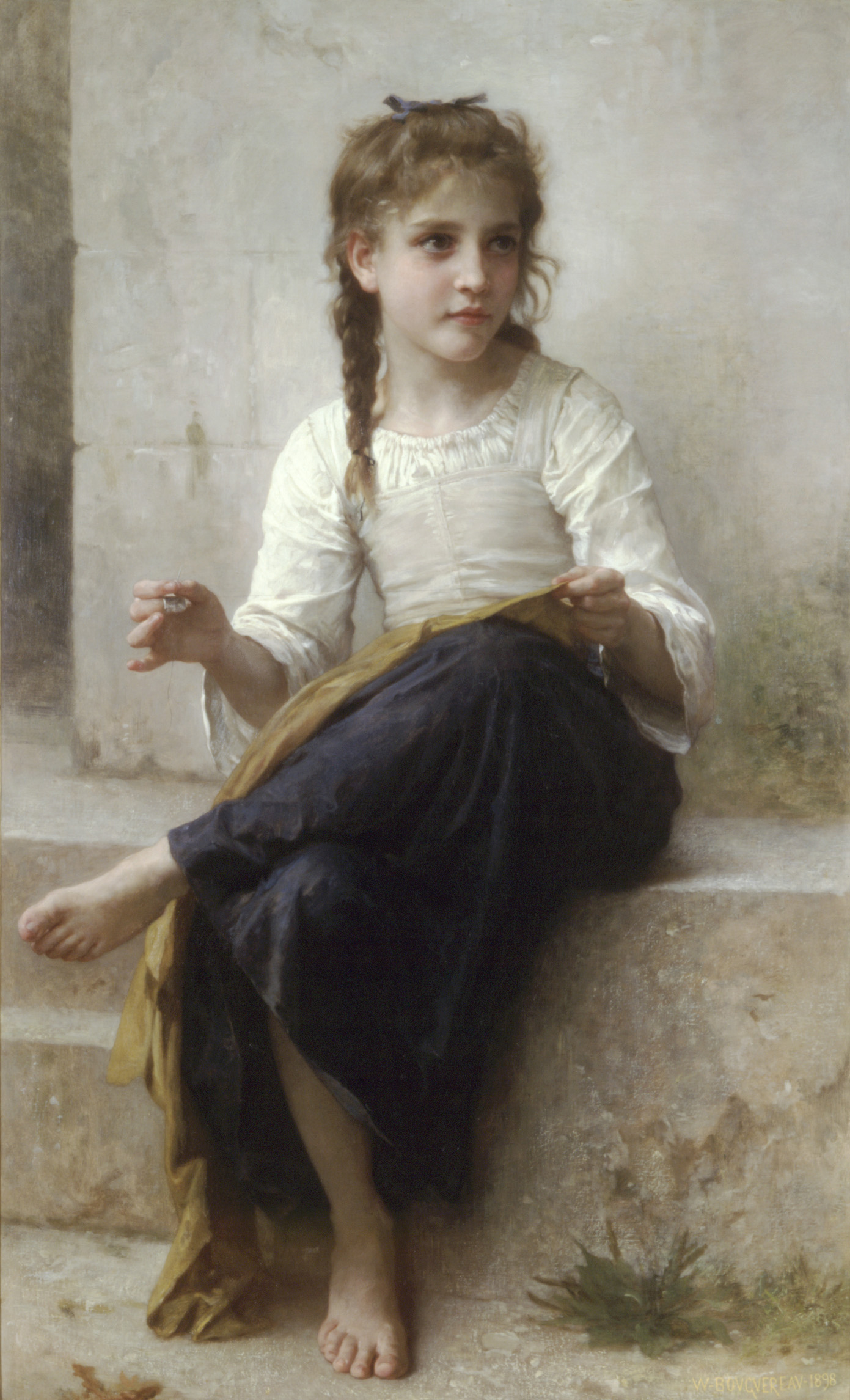
Sewing (1898)
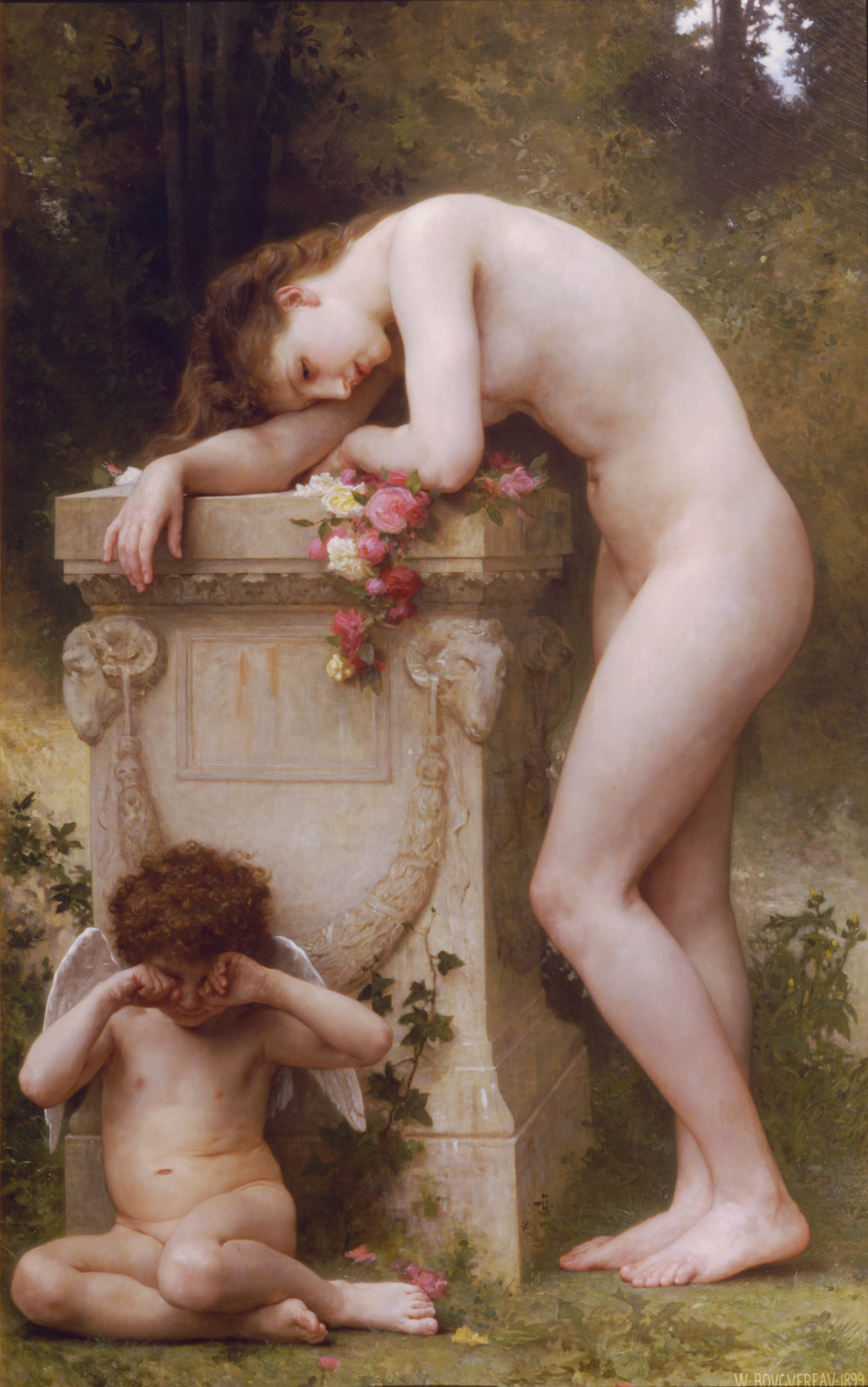
Elegy (1899)
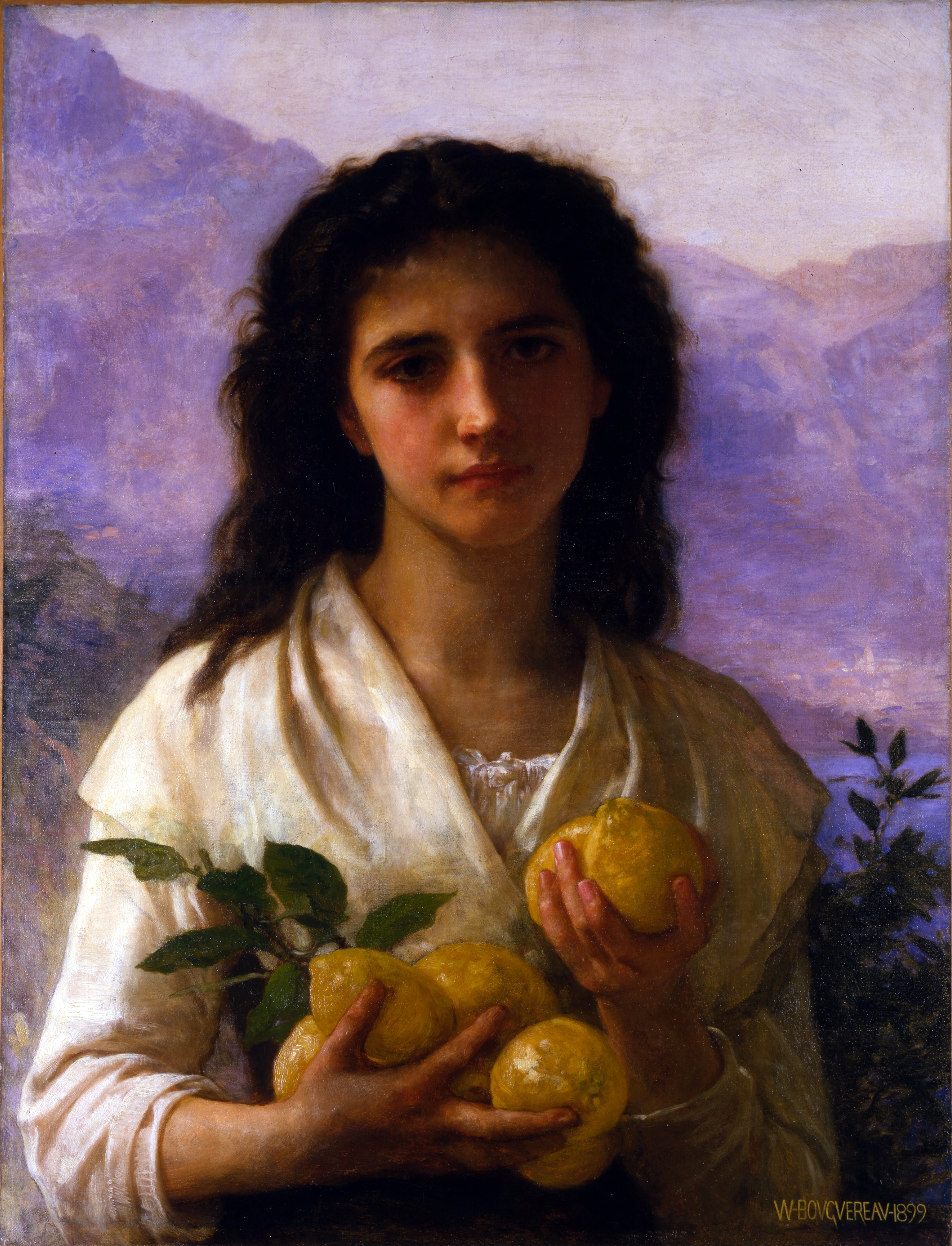
レモンをもつ少女 (1899)
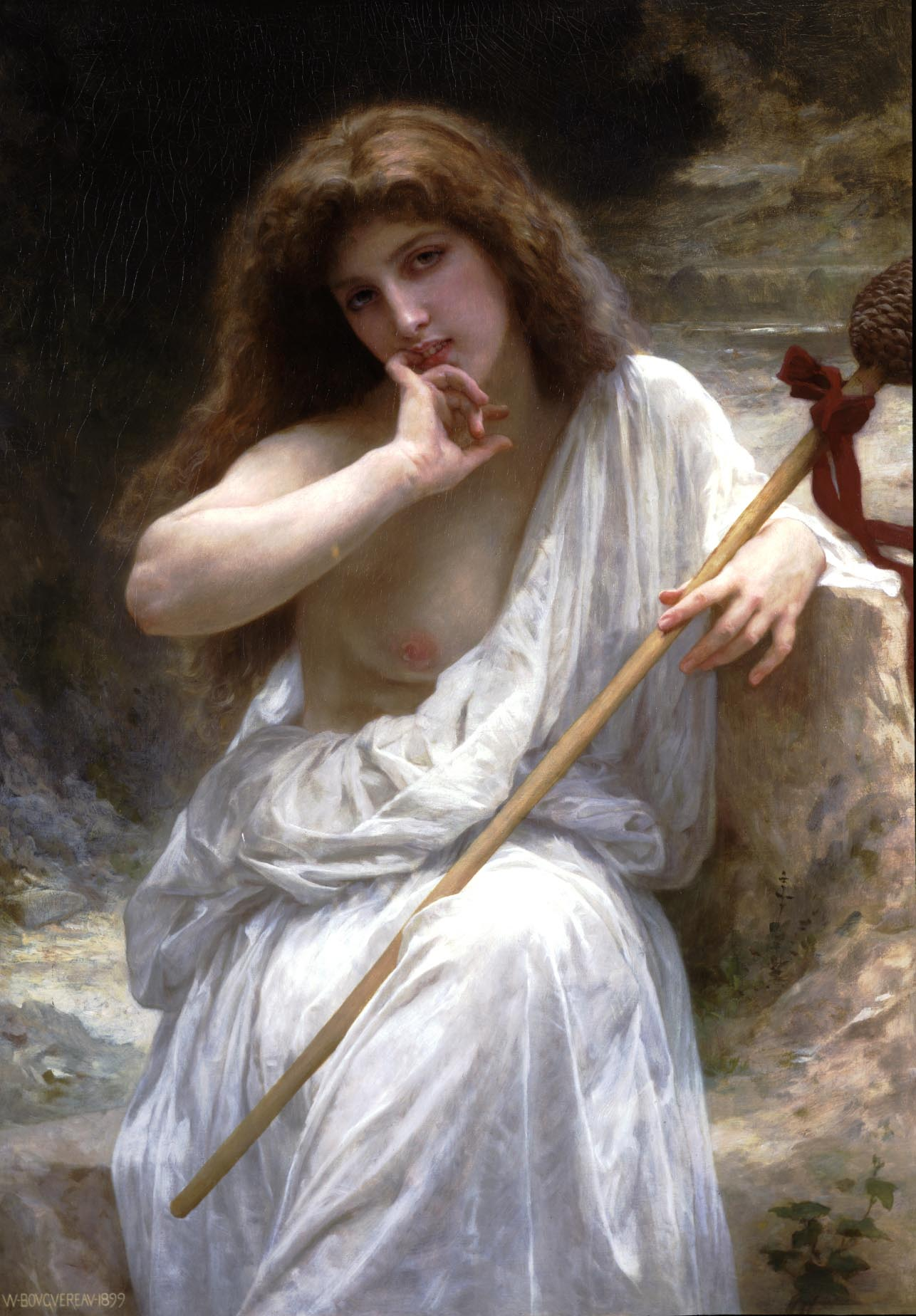
Mailice (1899)

### 1900年代

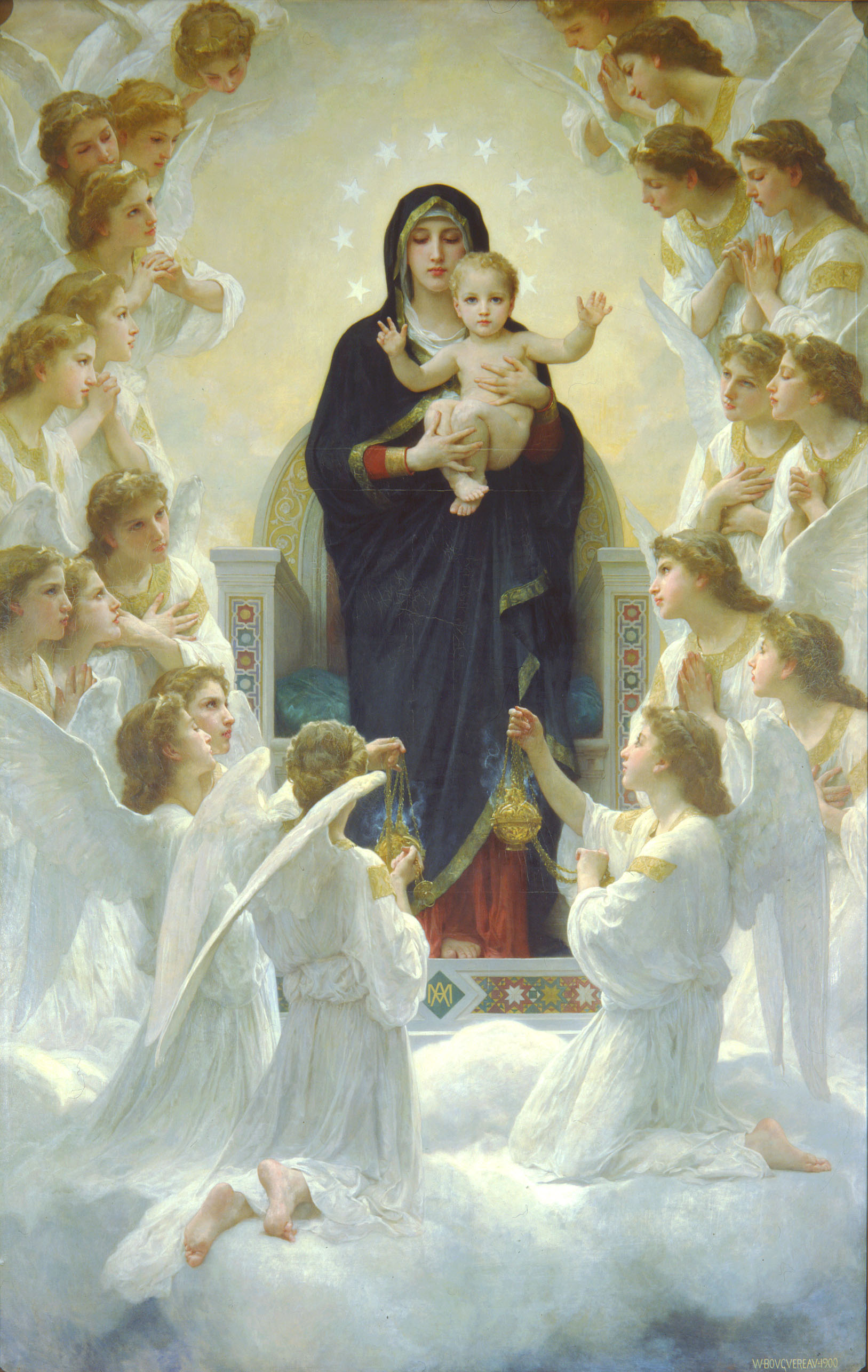
The Virgin With Angels (1900)
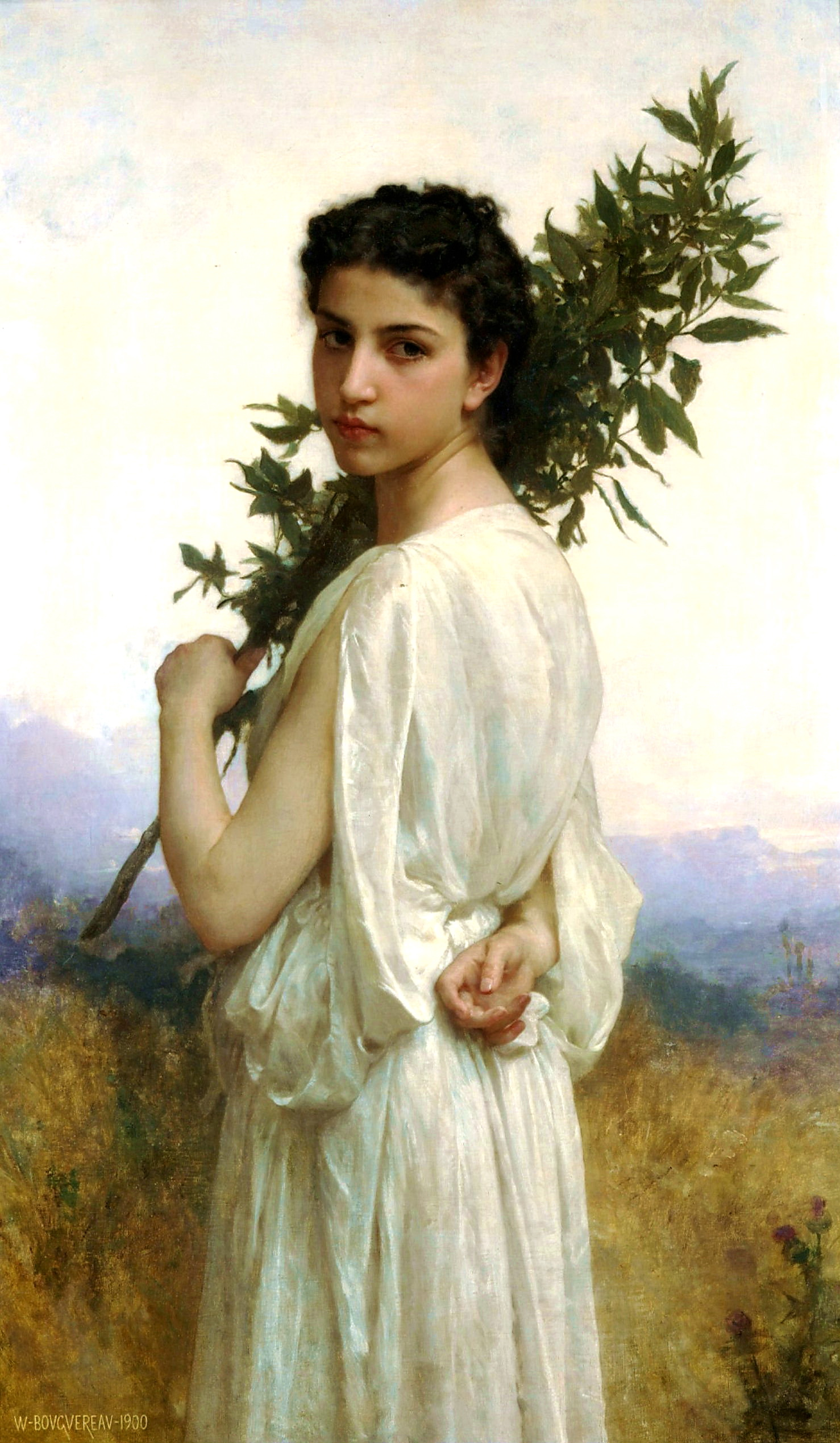
Laurel Branch (1900)
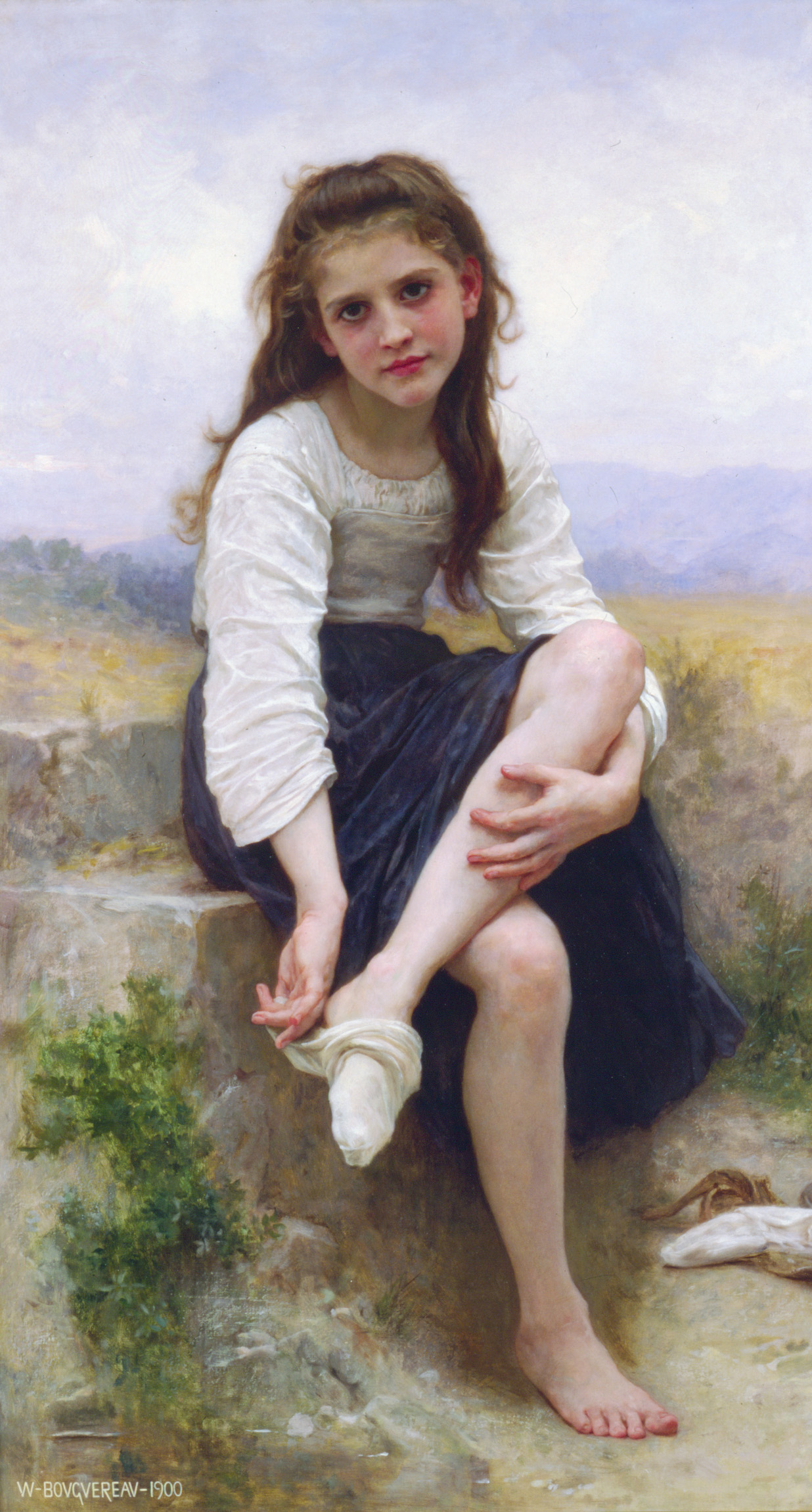
Before The Bath (1900)
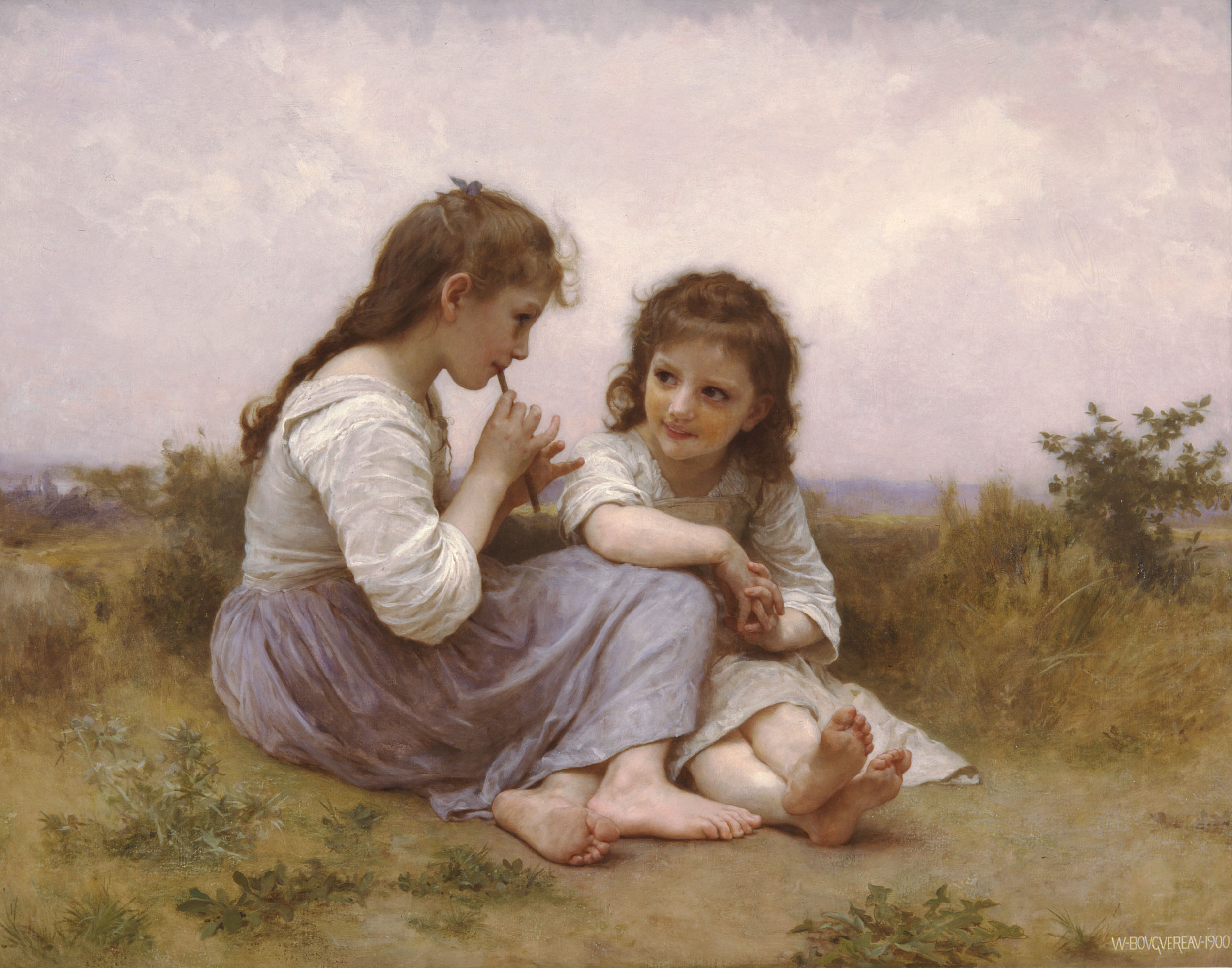
A Childhood Idyll (1900)
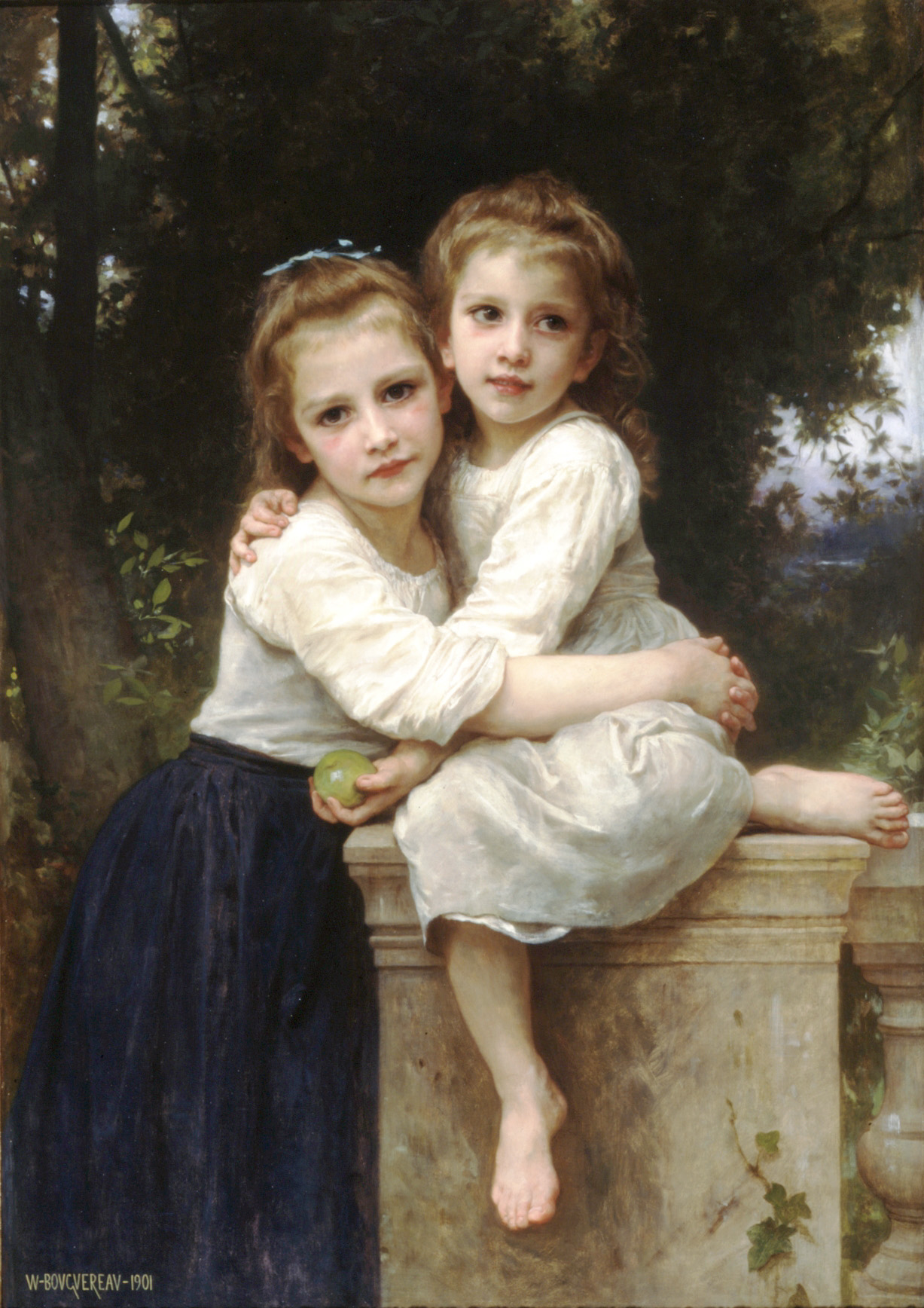
2人の姉妹 (1901)
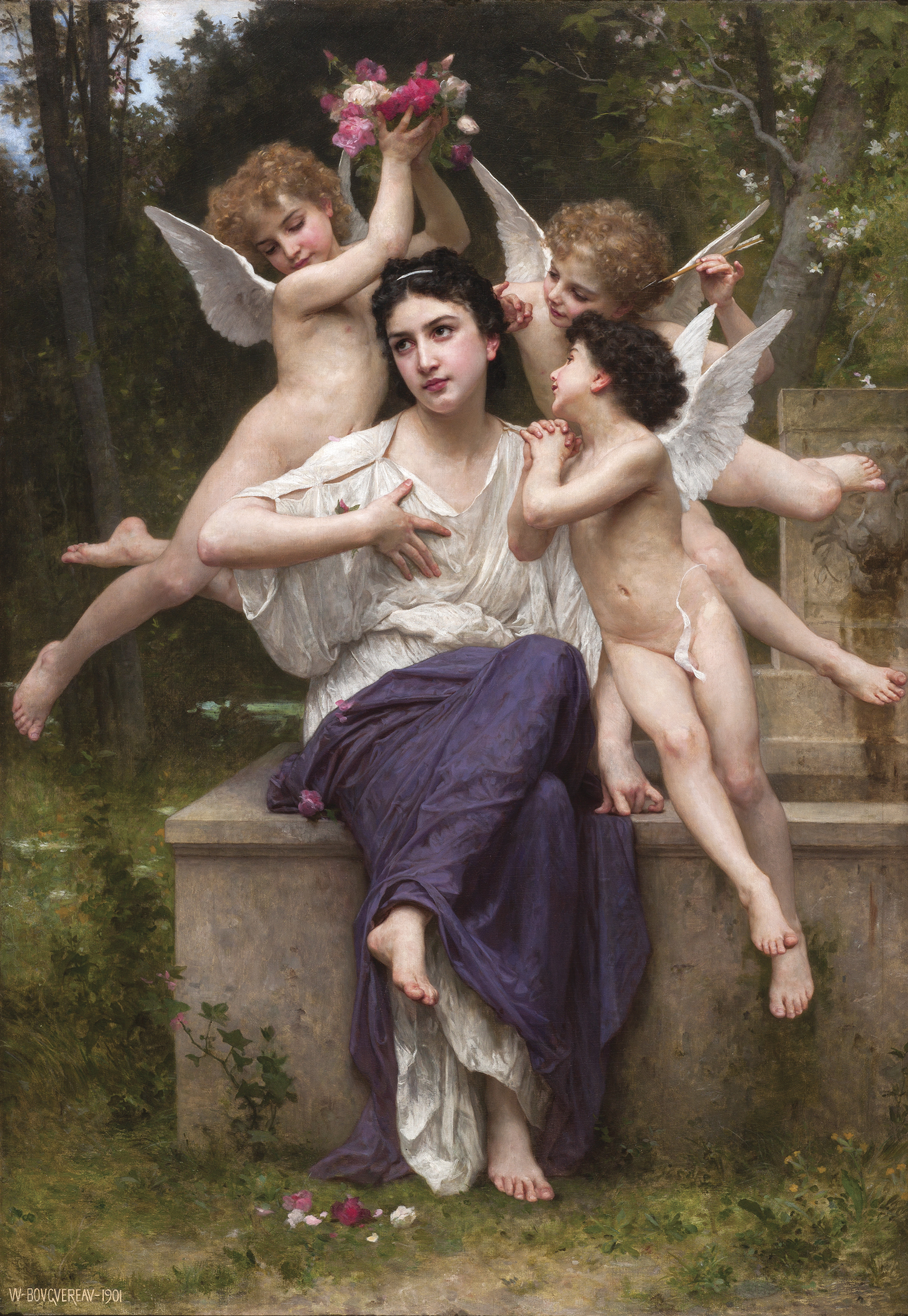
Dream of Spring (1901)
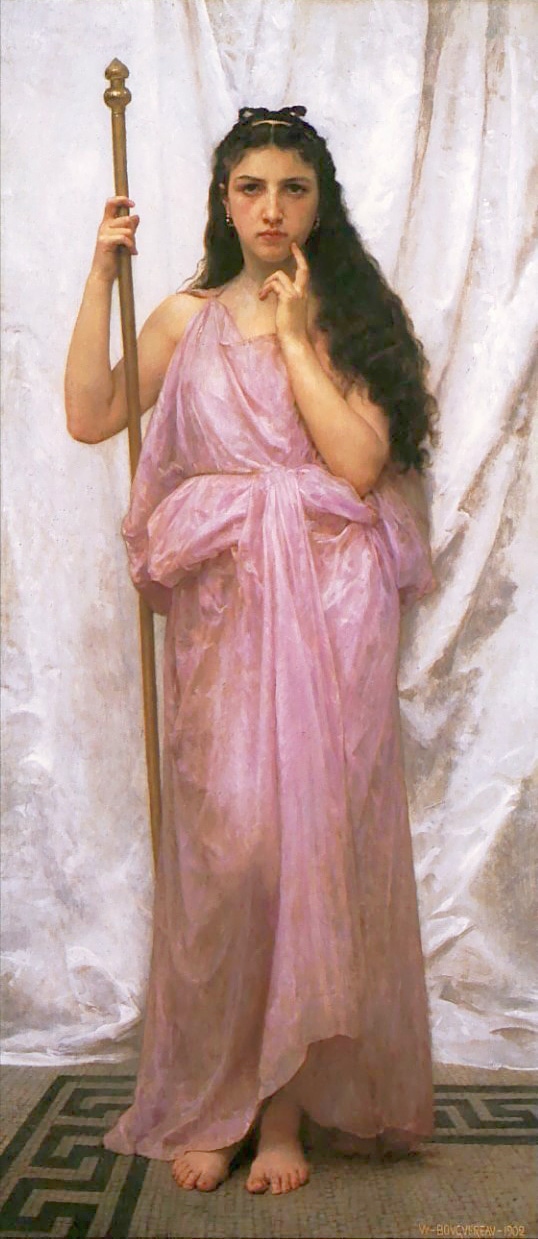
Young Priestess (1902)
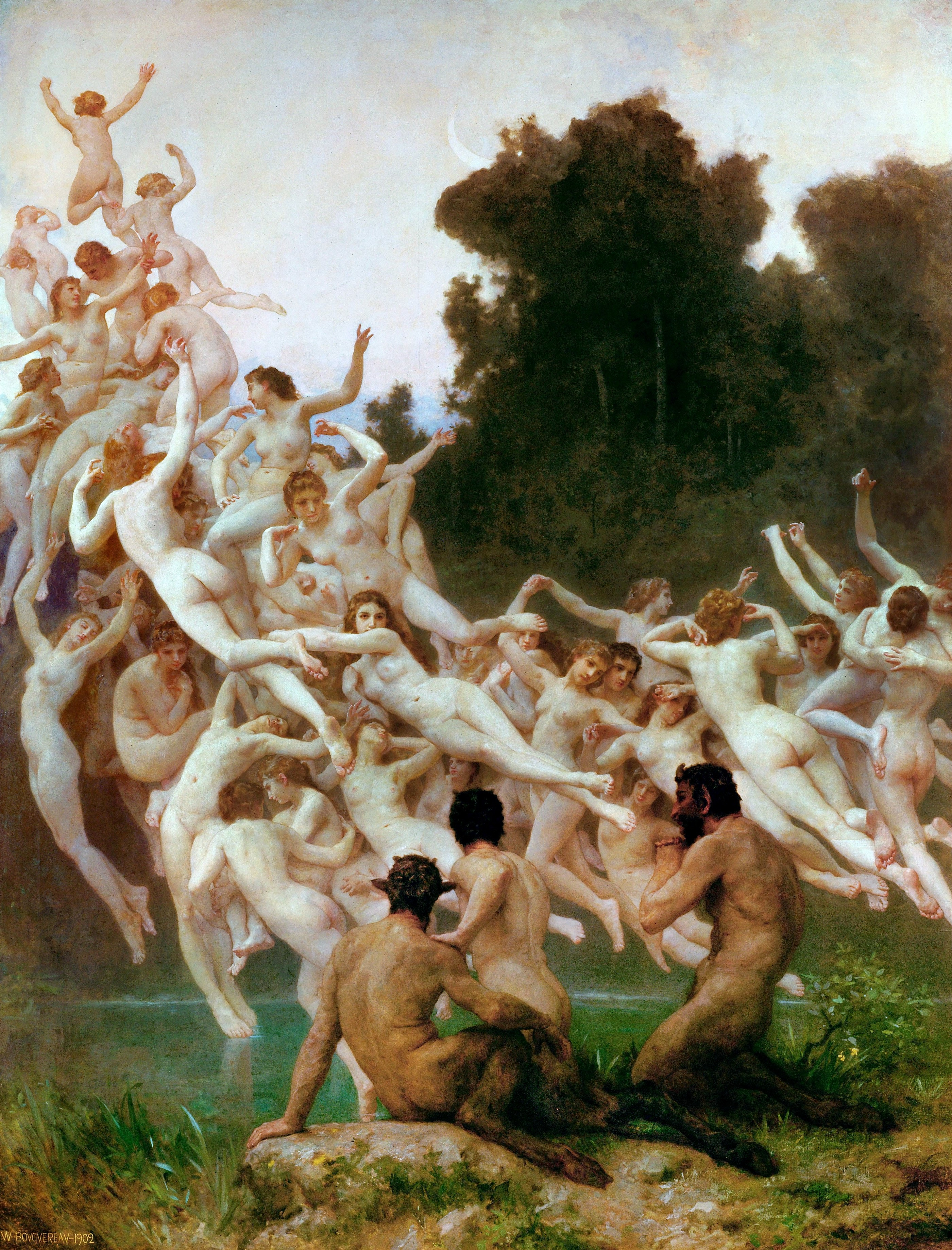
オレイアデス (1902)
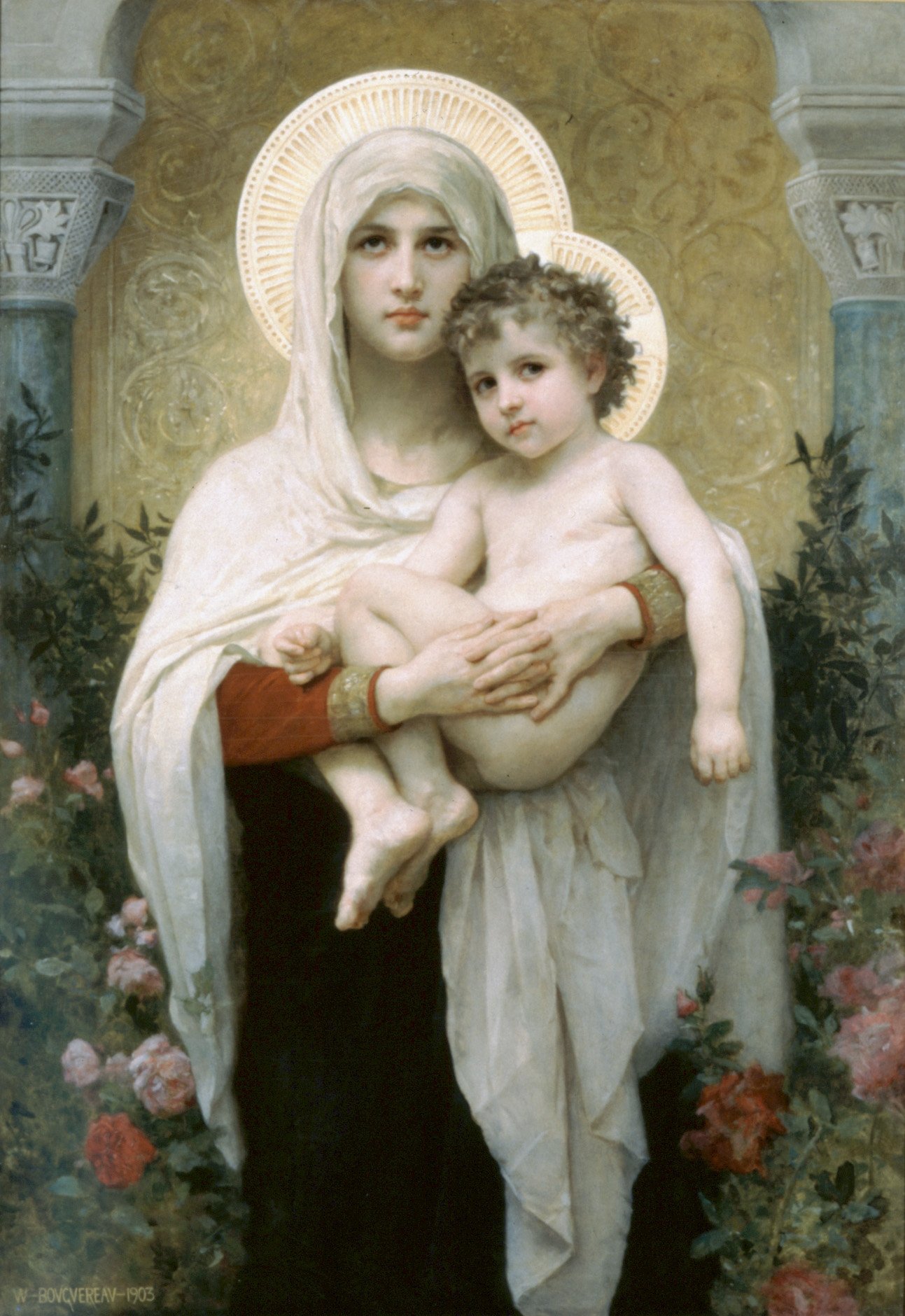
The Madonna of the Roses (1903)
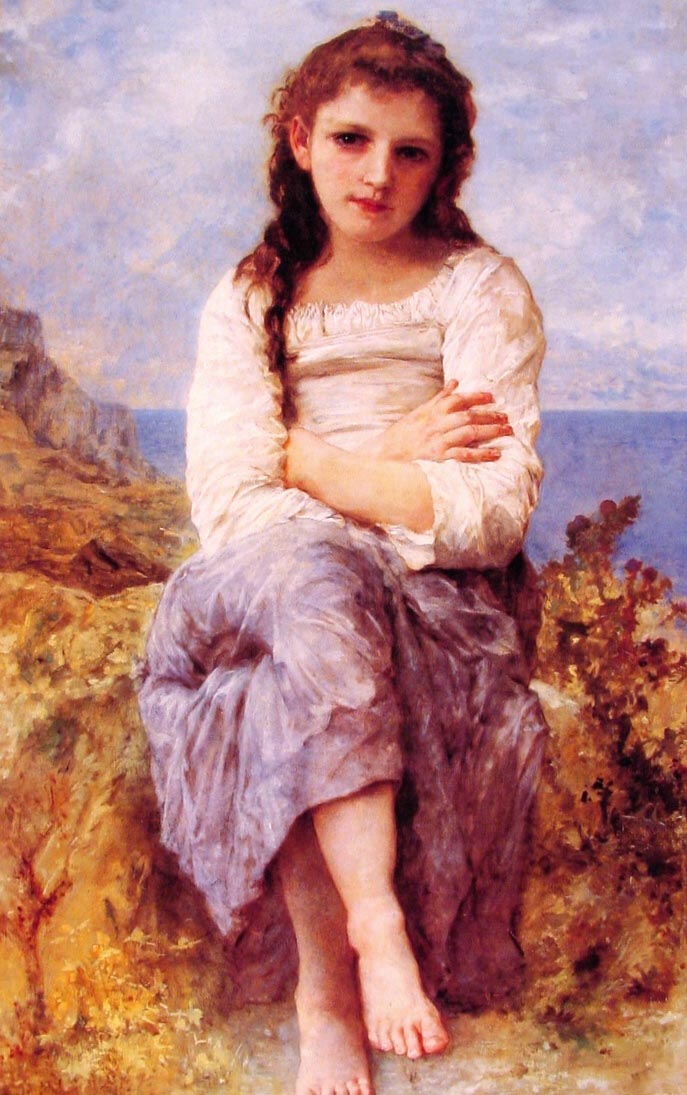
Far Niente (1904)

### 制作年不詳

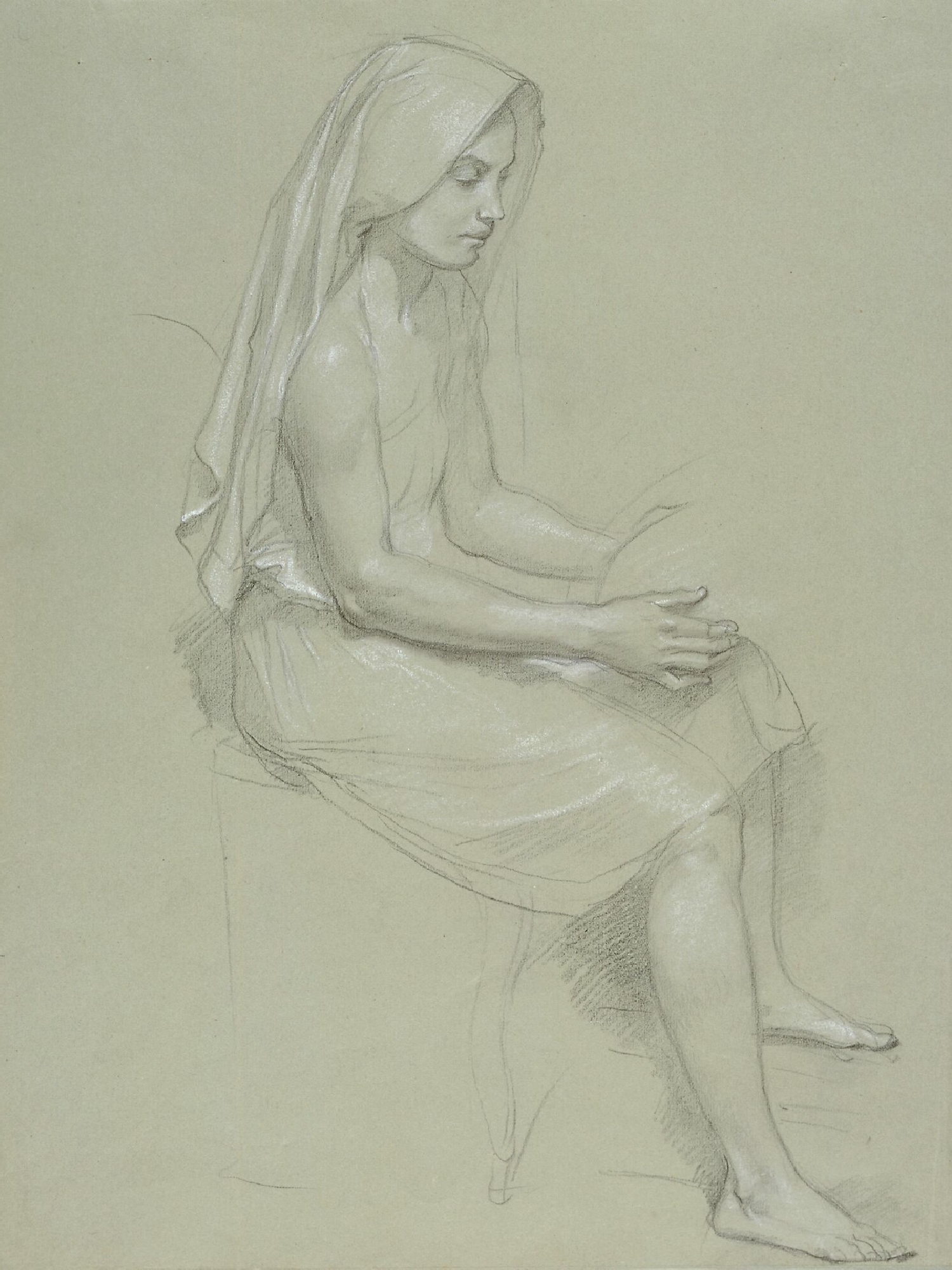
Study of a Seated Veiled Female Figure (19th Century)
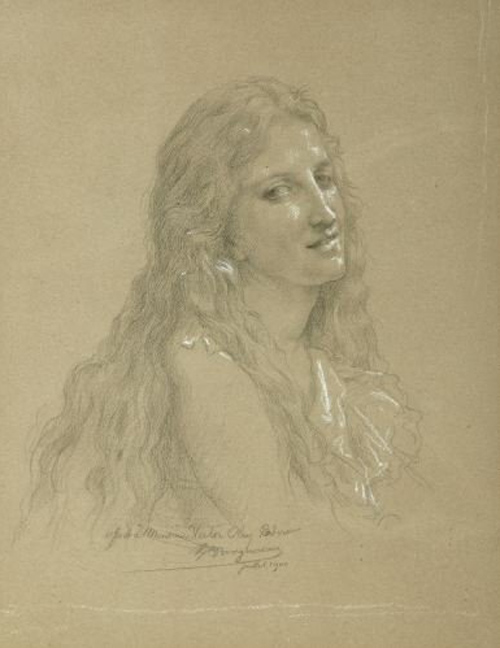
Drawing Of A Woman (制作年不詳)
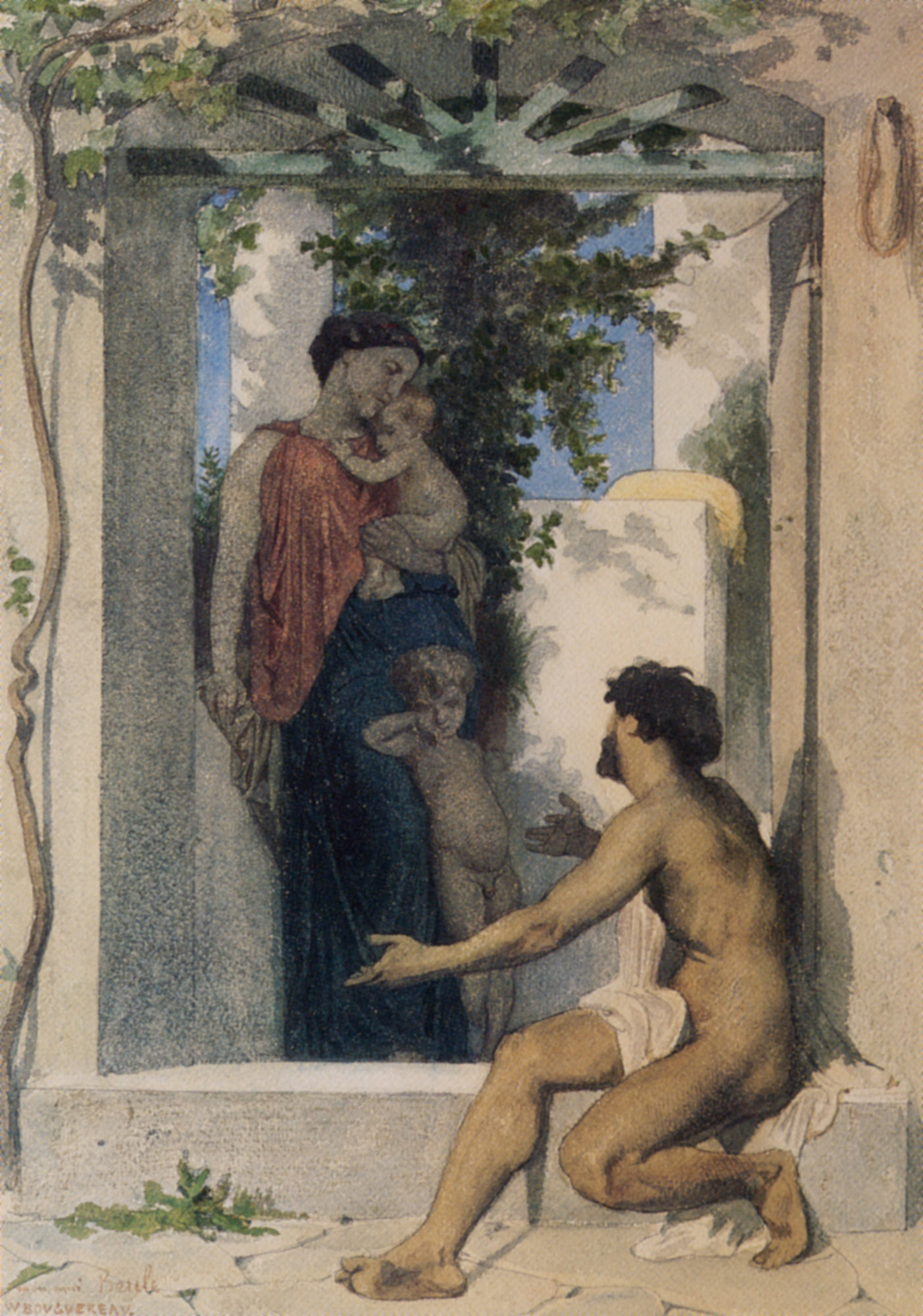
Roman Charity (制作年不詳)
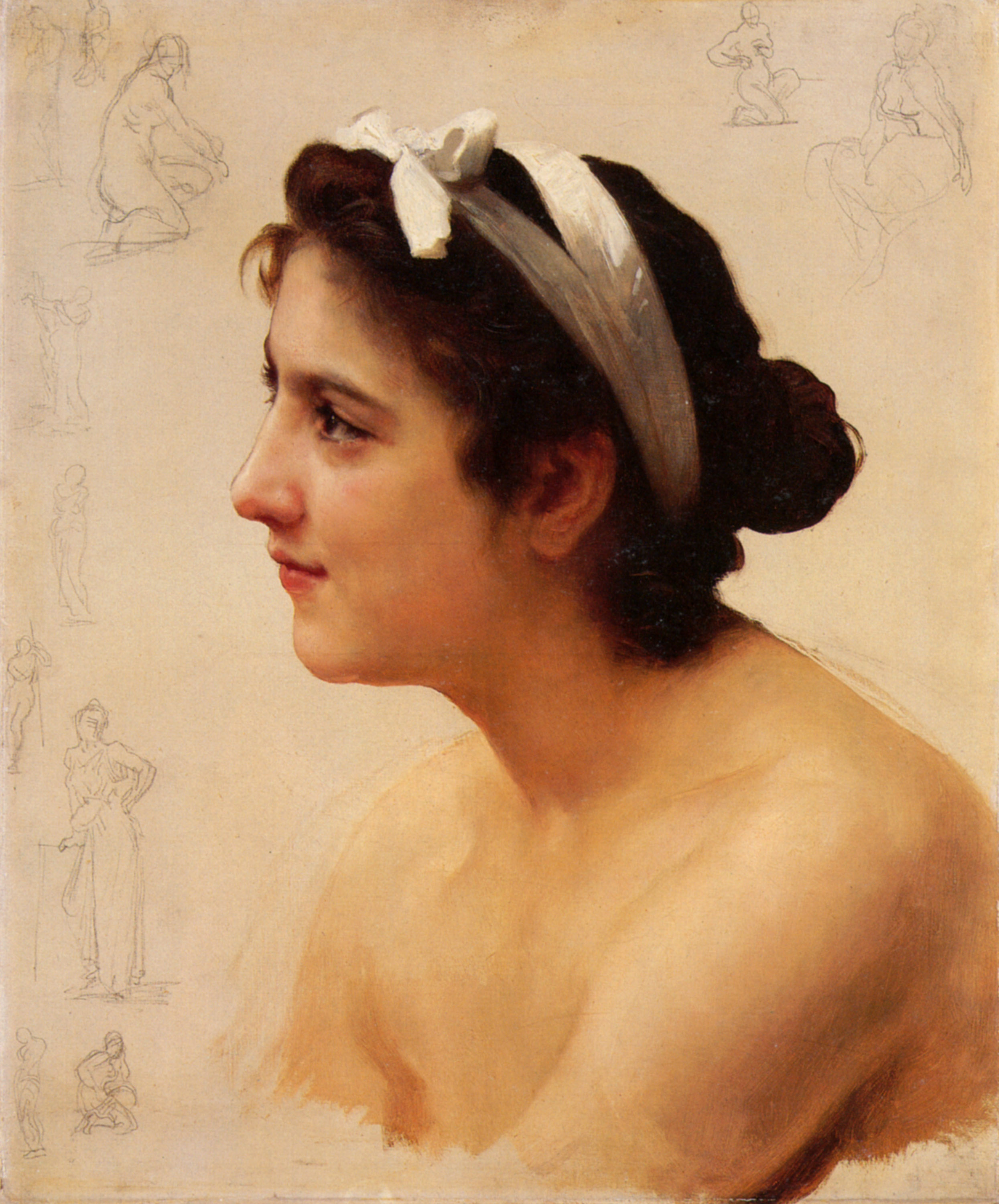
Study Of A Woman For Offering To Love(制作年不詳)
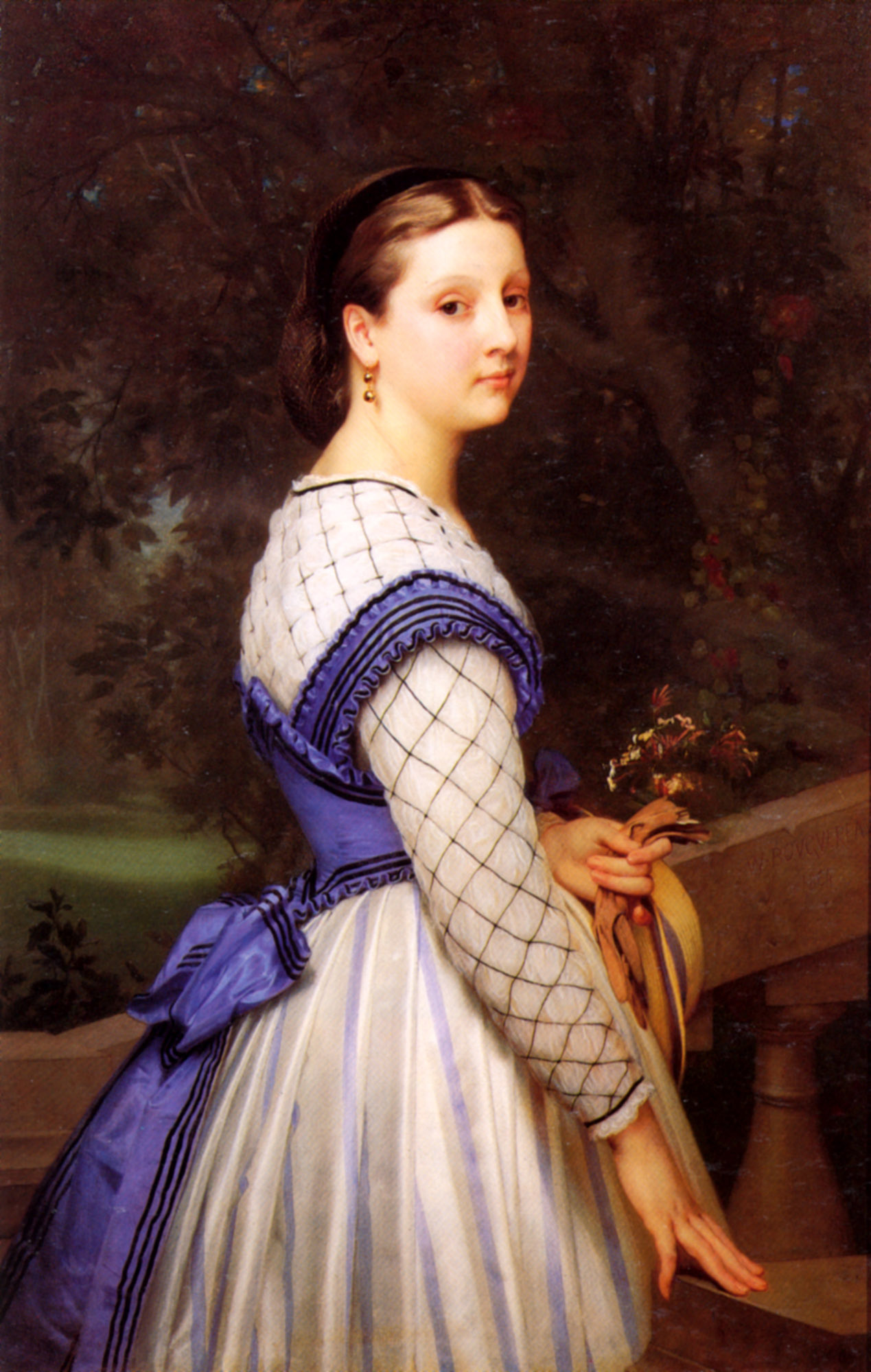
The Countess de Montholon (制作年不詳)
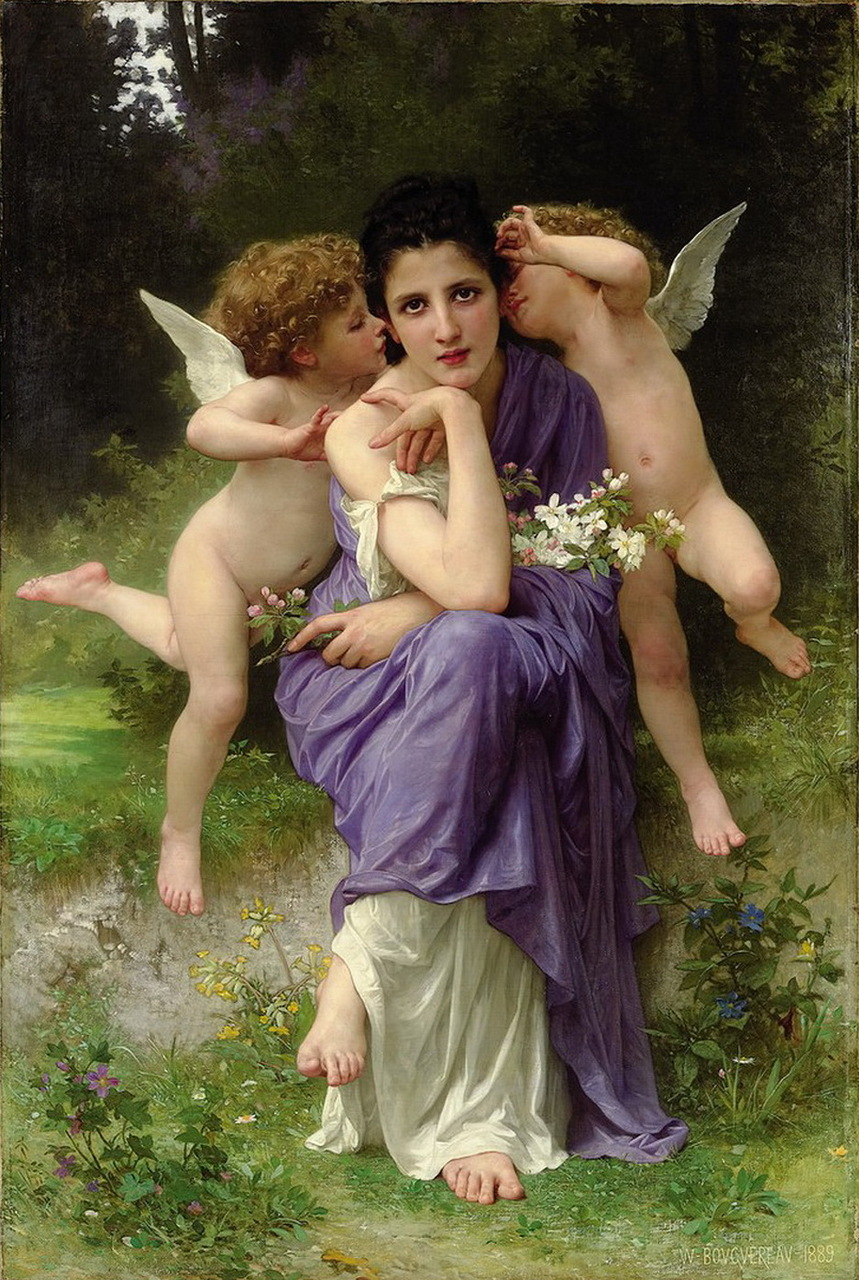
Chansons de printemps

## ブグローの教えた学生(一部)
- フランソワ＝アルフレッド・ドロブ (1835-1920)
- テオフィル・デロール (1844-1923)
- デー・スコット・エヴァンス (1847-1898)
- アンリ・ビヴァ (1848-1928)
- ルイ・ヴェルデン・ホーキンス (1849-1910)
- ラファエル・コラン (1850-1916)
- エミール・ジュールダン (1860-1931)
- リュシアン・シモン (1861-1945)
- エミール＝ルネ・メナール (1862-1930)
- モーリス・シャバ (1862-1947)
- フレドリック・ケーリー・ロビンソン(1862-1927)
- ジュール・アドレール (1865-1952)
- エリゼウ・ヴィスコンティ (1866-1944)
- ポール・シャバ (1869-1937)
- エミール・ヴァーノン (1872-1920)
- ジョルジュ・A・L・ボワスリエ  (1876-1943)